# La Coruña
La Coruña (oficialmente en gallego: A Coruña, también llamada Coruña tanto en gallego como en castellano) es una ciudad y un municipio de España situado en la comunidad autónoma de Galicia, capital de la provincia homónima y la cabeza de su comarca, que además de su propio municipio incluye los de Abegondo, Arteijo, Bergondo, Cambre, Carral, Culleredo, Oleiros y Sada.
Importante puerto histórico, se sitúa en la costa noroeste de la península ibérica, en las Rías Altas, concretamente en la Costa Ártabra, siendo la ciudad más grande del Golfo Ártabro. El centro de la ciudad se extiende sobre una península unida a tierra firme por un estrecho istmo, por lo que presenta dos fachadas marítimas distintas: la portuaria (hacia la ría de La Coruña) y otra de mar abierto, hacia la ensenada del Orzán, y sobre la que se extienden las principales playas urbanas (Riazor y Orzán).
La ciudad de La Coruña, tiene una población de 249 261 habitantes (INE 2024). El área metropolitana de La Coruña tiene una población de 419 926 habitantes y la región urbana de La Coruña posee 652 845 habitantes, siendo la mayor área urbana de Galicia.
Su densidad de población es de las más altas de España (6495,14 hab/km²), ya que el término municipal cuenta con una extensión de 37,83 km². También, presenta los edificios con una altura media más elevada de España, con un promedio de 5,15 plantas. Es la segunda ciudad española con mayor porcentaje de edificios de diez pisos o más, con el 35,3 % del total. Únicamente, Benidorm se sitúa por encima con una mayor proporción de edificios en altura.
En los años 70 con la construcción en la ciudad de la Torre Hercón (119 m de altura) y la Torre Trébol (90 m de altura) entre otras, se inició el primer skyline de España.
Una buena parte de la superficie dedicada a la actividad industrial se ha ubicado en el municipio limítrofe de Arteijo, uno de los más industrializados de Galicia, así como en los polígonos industriales de A Grela y Mesoiro. De este modo, está centrada mayoritariamente en el sector servicios. Su sector secundario se concentra fundamentalmente en el Puerto de La Coruña (el primer puerto gallego por toneladas, cruceristas y líder nacional en cuanto a pescado fresco) y la refinería de petróleo de Repsol en La Coruña. La ciudad de La Coruña y su área metropolitana destacan a nivel nacional en el ámbito de las TIC, siendo líderes a nivel gallego. Su clima es de tipo oceánico en su variedad meridional, con temperaturas suaves todo el año. El municipio limita al norte con el océano Atlántico, al este con la ría de La Coruña y el municipio de Oleiros, al sur con el municipio de Culleredo y al oeste con el de Arteijo.
A nivel económico, la ciudad de La Coruña y su área metropolitana son la locomotora económica de Galicia generando el 43 % del PIB gallego y el 58,9 del VAB.
A nivel turístico, la ciudad de La Coruña dispone de tres grandes hitos que la hacen conocida mundialmente: la Torre de Hércules, el faro más antiguo en funcionamiento del mundo y Patrimonio de la Humanidad desde el año 2009, las galerías de La Coruña que atribuyen a la ciudad el apelativo de «Ciudad de Cristal» (siendo las galerías de la avenida de la Marina el mayor conjunto acristalado del mundo) y el paseo marítimo de La Coruña, el paseo marítimo más largo de Europa que hace que a La Coruña también se le denomine «Balcón del Atlántico».[cita requerida] Además, la ciudad de La Coruña tiene la cuarta parte de los bienes de interés cultural de Galicia. La Coruña también es conocida internacionalmente por su equipo de fútbol, el Real Club Deportivo de La Coruña y por ser la ciudad donde se ubicó la primera tienda de Zara en el mundo (concretamente en la calle Juan Flórez), hallándose la sede central del Grupo Inditex en el municipio limítrofe de Arteijo.
A nivel ecológico, hay que destacar desde el año 2013, la Reserva de la biosfera de las Mariñas Coruñesas y Tierras de Mandeo, que comprende el entorno natural más próximo de la ciudad de La Coruña.
En el ámbito judicial es sede del Tribunal Superior de Justicia de Galicia, de la Fiscalía de Galicia, del Archivo del Reino de Galicia y de la Audiencia Provincial de La Coruña. A nivel político es sede de la Delegación del Gobierno en Galicia y de la Diputación Provincial de La Coruña. En el aspecto tecnológico, es sede de la Agencia Española de Supervisión de la Inteligencia Artificial, de la Ciudad de las TIC y del CITIC. En el ámbito cultural es sede de la Real Academia Gallega desde su fundación, de la Orquesta Sinfónica de Galicia, del Centro Galego de Artes da Imaxe, del Museo Nacional de Ciencia y Tecnología, del Museo Arqueológico e Histórico del Castillo de San Antón, del Museo de Bellas Artes de La Coruña, de la Casa Museo Picasso, de los Museos Científicos Coruñeses y de la Universidad de La Coruña. A nivel financiero es la única sucursal del Banco de España en Galicia. Fue también capital de la VIII Región Militar Española, estructura territorial del ejército español ya desaparecida, aunque en la ciudad está situado el Cuartel General de la Fuerza Logística Operativa, así como una Subdelegación de Defensa, la Delegación de Defensa en Galicia, y el Tribunal Militar Territorial IV.

## Toponimia

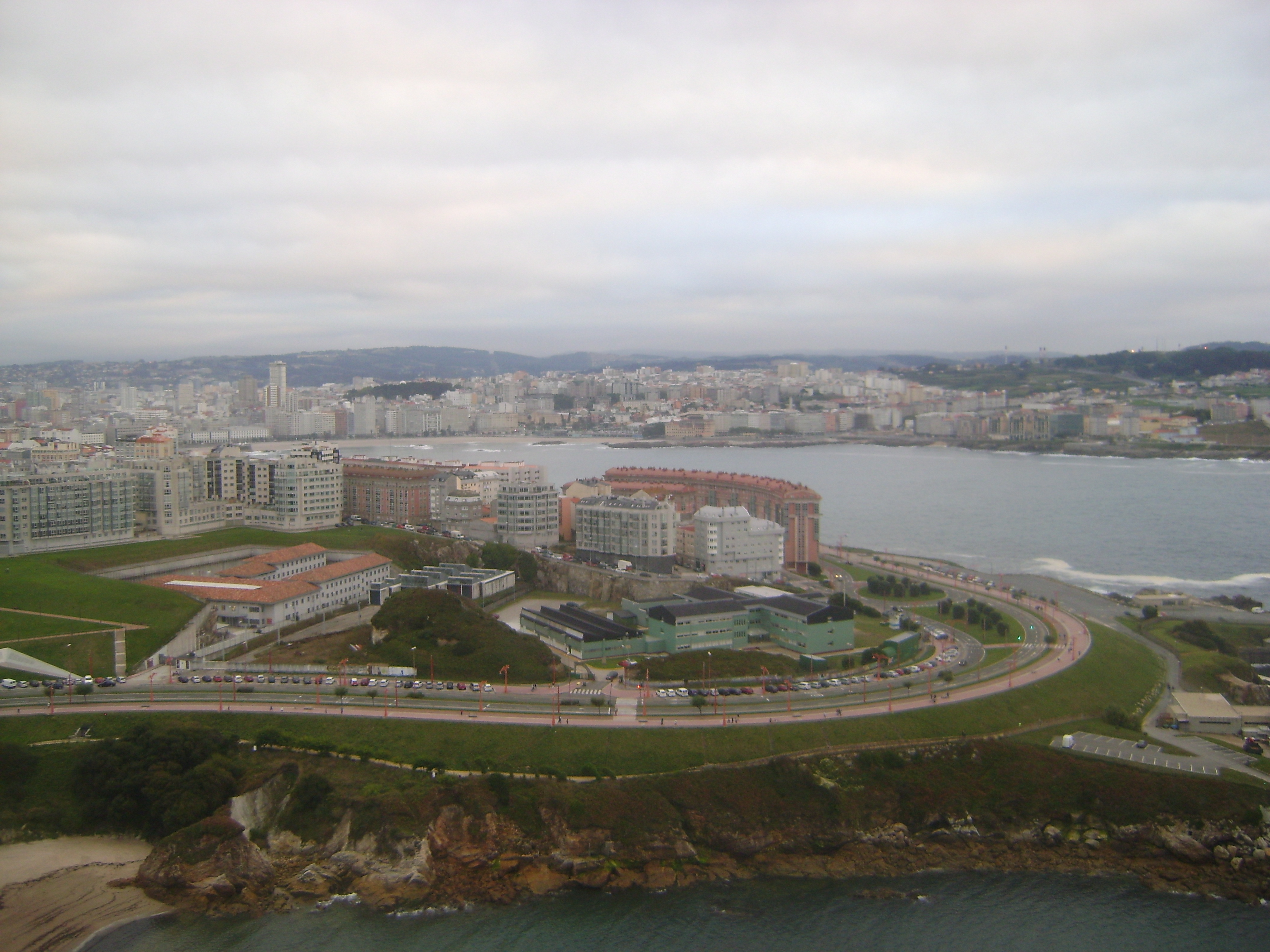
Vista amplia de la ciudad

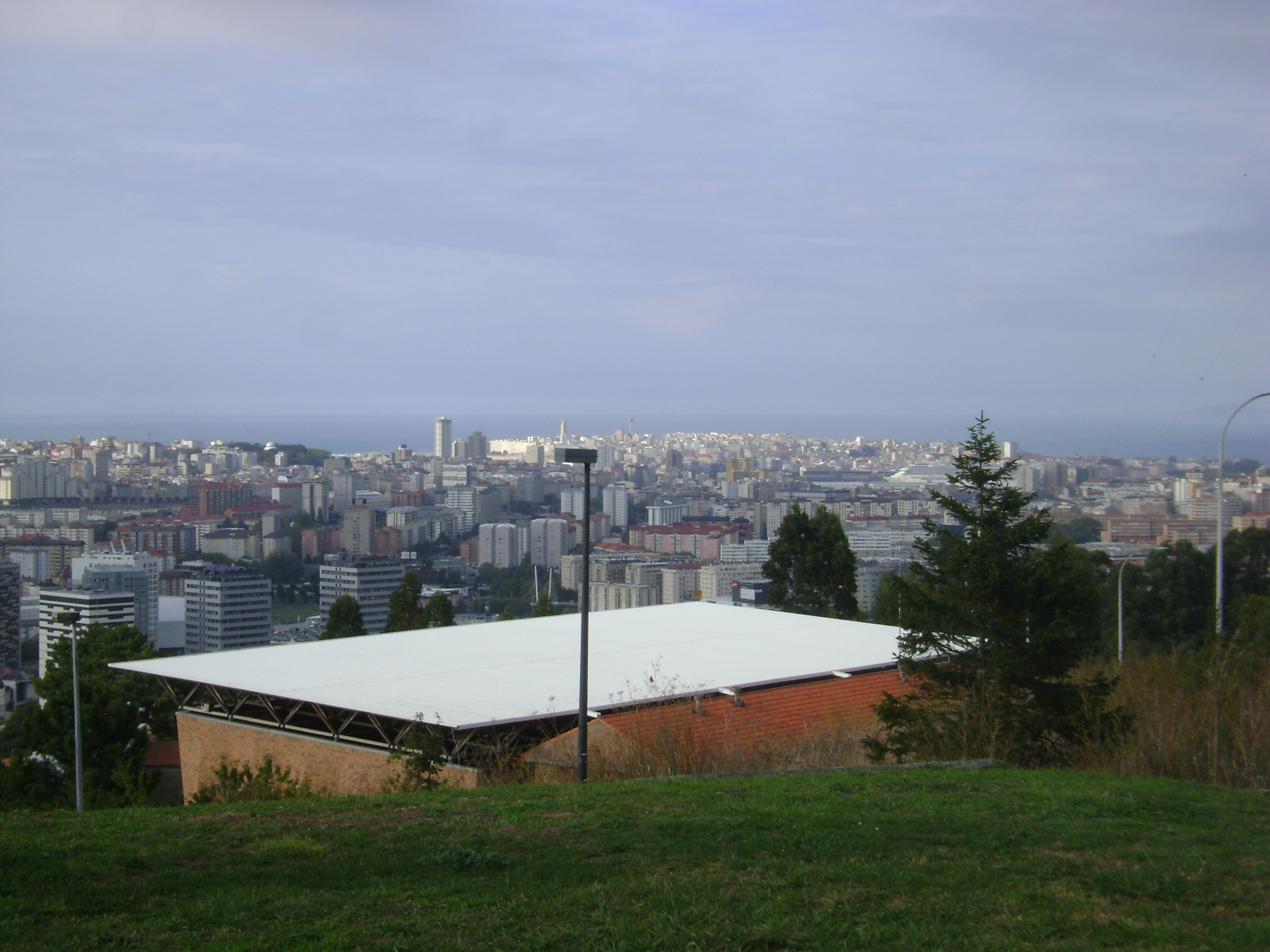
Coruña vista desde la Zapateira

Hay muchas teorías al respecto, que proponen étimos indoeuropeos, celtas o latinos:
- Varias señalan un origen romano. Por un lado la posible evolución desde el latín acrunia = «península», que pasaría como falso artículo a Crunia > la Crunia. Proceso similar a Agrela (diminutivo de Agra = «tierra de cultivo») > a Grela. En tiempos de Fernando II de León (siglo XII) aparece documentado el topónimo Crunia; en escritos en gallego de mediado del siglo XIII ya se recogen las formas á Crunia y da Crunia[29] o da Cruna (1257);[30] en un escrito de 1262 aparece en un escrito La Crunia.[31] Los nombres Curunia, Crunnia y Crunna son frecuentes en el medievo.
- Otro posible origen latino es corona: lugar alto, con numerosas variantes en gallego: curuto, curota, corote, coroa.[cita requerida] Hay correspondencias toponímicas europeas, en inglés, sueco, checo, etc.
- «Coruña» procede del nombre de corono o Cronos, que también se dijo Acorán, Gron, Goron, Gronwy en galés, etc.[cita requerida] Hay que recordar que las Columnas de Hércules fueron también llamadas Columnas de Crono. Estos nombres se refieren a la divinidad celeste suprema que los griegos llamaron Cronos, palabra cuyo radical contiene la idea de «el alto», «el elevado», «la montaña», de donde proceden los nombres de Acre, Acra, y la acrópolis, las ciudades en lo alto».
- La forma celta del nombre Cronos es cruinne,[cita requerida] antigua divinidad suprema, equivalente al Saturno romano. Dada la tendencia celta a la anticipación de la «i» desinencial, este nombre equivale a *Crunni, y puede ser la forma gaélica más inmediata del epónimo de Cruni o Cruña.
- Un topónimo de raíz celta es clunia, que pudo derivar a Crunnia, Cruña, Curuña y Coruña.[cita requerida] Una localidad con nombre similar, Coruña del Conde (Burgos), era Clunia Sulpicia. En Portugal hay un lugar llamado Quinta da Corunha cuyo origen parece ser el de una familia de la Coruña gallega.
- Otra vía supone una derivación del topónimo Coruña desde Cornia, atribuyéndolo a «cuerno geográfico», como la región británica de Cornualles, que tiene esa forma, y procede del término kerne (Kernyw en celta), muy similar al nombre del dios Kernunos.[cita requerida] Autores griegos (Escílax, Diodoro Sículo...) hablaron, además, de una «isla» o «península» (nêsos) en la costa atlántica de África denominada igualmente Kerne.[cita requerida] La palabra «cuerno» (latín cornus) se dice keras en griego, con la misma raíz ker- que el topónimo «Kerne».
- Una extendida teoría apunta a la raíz prerromana «Cor-» (también «Car-») con el significado «roca», «dureza», «piedra junto al mar».[cita requerida] Varias palabras célticas y mediterráneas sugieren la raíz indoeuropea.[cita requerida] La coincidencia de topónimos en la zona sirve de referente a los defensores[¿quién?] de esa versión: Corcubión, Corme, Cariño, Carnota, Corrubedo, etc.
- El lingüista Gonzalo Navaza defiende un origen literario surgido del Codex Calixtinus.[32]

- Más recientemente una teoría expuesta por Theo Vennemann sostiene que el topónimo Coruña deriva de una palabra fenicia, Karn, cuyo significado es «cuerno».[33] Aludiría de este modo a la forma de la península que se forma entre el puerto y las playas de Riazor y Orzán, en cuyo interior se halla la Torre de Hércules. La explicación etimológica sería la siguiente: el esqueleto consonántico de Coruña sería «krn», similar al que se produce en Cádiz, cuyo nombre proviene etimológicamente de Gdr, que significa «fortificación». Con ello viene a concluir que La Coruña fue nombrada por navegantes anteriores a la época romana, que muy probablemente eran fenicios. Según Vennemann, la forma fenicia a Karn habría evolucionado a Caronium en la época romana.[33]
- (I) Estrabón nombra un puerto de los ártabros, denominados posteriormente arotrebas. La ubicación más común para el puerto es La Coruña o Betanzos, para el resto de ciudades (treinta o según el códice cincuenta), el geógrafo las emplaza entre el Tajo y el puerto coruñés.[34]
- De ártabros no se halla etimología, como al parecer era una etnia beligerante y con la dominación romana fueron subyugados (Bruto el Callaico tomó cognomen por el sometimiento de Galicia a los intereses de Roma), en griego se da árotron, ἂροτρον arado;[35] luego arotrebas significaría labradores.
- En el testimonio de Plinio el Viejo: «...las islas Corticata y Aunios, los Cileni, el convento de los Brácaros, los Heleni, los Gravii, castellum Tyde, todos descendientes de los Griegos...» [N. H., Liber IIII, Cap. XX (p. 90)].[36]
- Silio Itálico nombra también en su poema Punica a los Gravios (I, v. 236; III, v. 366), y de ello puntualiza el geógrafo-historiador Bruzen de la Martiniere: «...unos querían leer Gronios, otros Grovios, si bien Gravios es lo más utilizado en manuscritos...».[37]
- De vuelta al diccionario heleno-español se recoge el término korune (o koruni, la /η/ suena a veces /e/, a veces /i/), κορύνη bastón nudoso, maza.[38] Y aquí se da otra concordancia con el mito-héroe Hércules: su inseparable bastón y un faro romano que es uno de los mayores atractivos de La Coruña.
- En otro diccionario se revuelve, aún más, el posible origen de esta ciudad, ahora en el idioma persa; y se da en él este curioso término: (inglés) Corunna, (caracteres persas)..., (traducción) kalannah;[39] y curiosamente Calanna es el nombre de una ciudad italiana en la región de Calabria, llamada en la antigüedad Bruttium. No está muy clara la procedencia de la gens Brutia, aunque apuntan a la antigua Bruttium (Brucio). Para la pérsica kalannah coruñesa no se encuentra otra viabilidad salvo la caucásica que sigue.
- De los aqueménidas persas hay también posible relación. Dos de sus principales reyes fueron el medo Cambyses I, padre de Ciro II el Grande, y Cambyses II, hijo de este último; unos de sus dominios fueron Albania Oriental, Armenia e Iberia Oriental, en los que Estrabón nombra unas montañas Cambysena [Estrabón, libro XI, cap. IV, 2 (501)].[40] Lugares Cambeses se dan en Galicia y Portugal. (II)
- De (I) a (II) Vástagos de Hércules I, pendiente de edición.

### Denominaciones
- «La Coruña» es la denominación tradicional en español recomendada por la Real Academia Española cuando se habla y escribe en español.[4]
- «A Coruña» es la denominación en gallego y la única oficial en las administraciones públicas conforme con la Ley 3/1983[41] de Galicia.
- «Coruña» es la forma del topónimo sin el artículo, de uso frecuente y común a ambas lenguas, de uso coloquial muy habitual entre coruñeses.
- «A Cruña» (en épocas pasadas escrito también ocasionalmente con la grafía coexistente «A Crunha»)[42] es otra denominación alternativa en gallego, de origen más antiguo y de uso menos común.[43]
- «Brigantium», así denominó, o calificó Claudio Ptolomeo «grande puerto» (Portus Magnus). Paulo Orosio indica: «Brigantia Callaetiae civitas altissimam Pharum erigit». Istro Aethico[44] y Estrabón hablan del gran puerto Brigantio de la tribu del lugar, los Brigantes El itinerario de Antonino recoge una Brigantium portuaria. Brigantium persistiría hasta finales del siglo X. Probablemente Brigantium y Brigantia representen al mismo lugar ya que los datos históricos, geográficos y arqueológicos concuerdan entre ellos.[45]

En el caso del municipio, en noviembre de 2004 el ayuntamiento aprobó un acuerdo plenario que pretendía ampararse en la Ley de Grandes Ciudades para establecer la cooficialidad de las dos formas toponímicas, incumpliendo la citada ley de normalización lingüística. Esta decisión de admitir la doble denominación A Coruña / La Coruña en el ámbito municipal fue anulada por el Tribunal Superior por considerar que una norma municipal no puede derogar la Ley gallega 3/1983 de normalización lingüística, que en su artículo n.º 10 específica que «los topónimos de Galicia tendrán como única forma oficial la gallega». Finalmente, el Ayuntamiento de La Coruña decidió adoptar el topónimo en gallego para toda las gestiones y como nombre oficial de la ciudad, abandonando así sus intentos de conservar el topónimo en castellano.
Algunos grupos minoritarios siguen defendiendo la suma de La Coruña a la forma oficial, amparándose en la Constitución española de 1978, si bien su representación es escasa y no existe prácticamente debate social al respecto, como puede comprobarse en las fechas de la hemeroteca sobre manifestaciones al respecto. Estos grupos denuncian que ésta se vulnera al no permitirse utilizar el español, lengua oficial, para nombrar una ciudad e incluirse en documentos oficiales, y que ninguna ley autonómica puede estar por encima de la Constitución. Por otro lado, el artículo 14.2 de la Ley 7/1985 Reguladora de las Bases del Régimen Local, legislación básica del Estado, señala que los municipios pueden tener su nombre en castellano, en lengua cooficial o en ambas, lo cual ampara legalmente el uso de la forma gallega como única oficial.
Los exónimos de la ciudad incluyen La Corogne en francés, La Corunya en catalán y valenciano, Corunha en portugués, el inglés arcaico The Groyne y el inglés más reciente Corunna.

### Gentilicios
- «Coruñés, -a»: gentilicio habitual usado tanto en gallego como en español.
- «Brigantino, -a»: derivado de Brigantium, hipotético nombre de la ciudad en la época romana, es una forma aceptada en español por la Real Academia Española.[51]
- «Herculino, -a»: gentilicio de uso común que proviene de la leyenda sobre el origen de la Torre de Hércules.[52]
- En gallego también existe el gentilicio «cruñés, -a», derivado del topónimo «A Cruña/Cruña».[53]
- Los coruñeses también reciben el apodo de «cascarillas» o «cascarilleros»[54] (en gallego, cascarilleiros),[55] debido al elevado consumo de cascarilla de cacao que se efectuaba en la ciudad a principios del siglo XX.[56]

## Símbolos
El característico escudo de la ciudad está muy presente en el mobiliario público, representado en farolas, papeleras e incluso en el pavimento urbano. Está formado por un fondo azur, sobre el cual aparece representada la Torre de Hércules, asentada sobre unas peñas y acompañada de siete veneras de oro, puestas tres a cada flanco y una en punta. Quizás el elemento más llamativo sea la presencia de una calavera con dos tibias, simbolizando en la mitología el triunfo de Hércules sobre Gerión, cuyos restos habría enterrado en los cimientos del faro.
Según esta leyenda, Hércules luchó contra Gerión, un rey venido de Troya. Hércules, que le venía persiguiendo desde Cádiz, al encontrarle en la península coruñesa, mantiene con él una lucha cruel de la que sale vencedor Hércules, decapitando al vencido Gerión en una pequeña península llena de grandes piedras, junto al mar. En honor al enemigo vencido, edificó encima la famosa Torre, que figura en el escudo de La Coruña desde 1521.

## Geografía

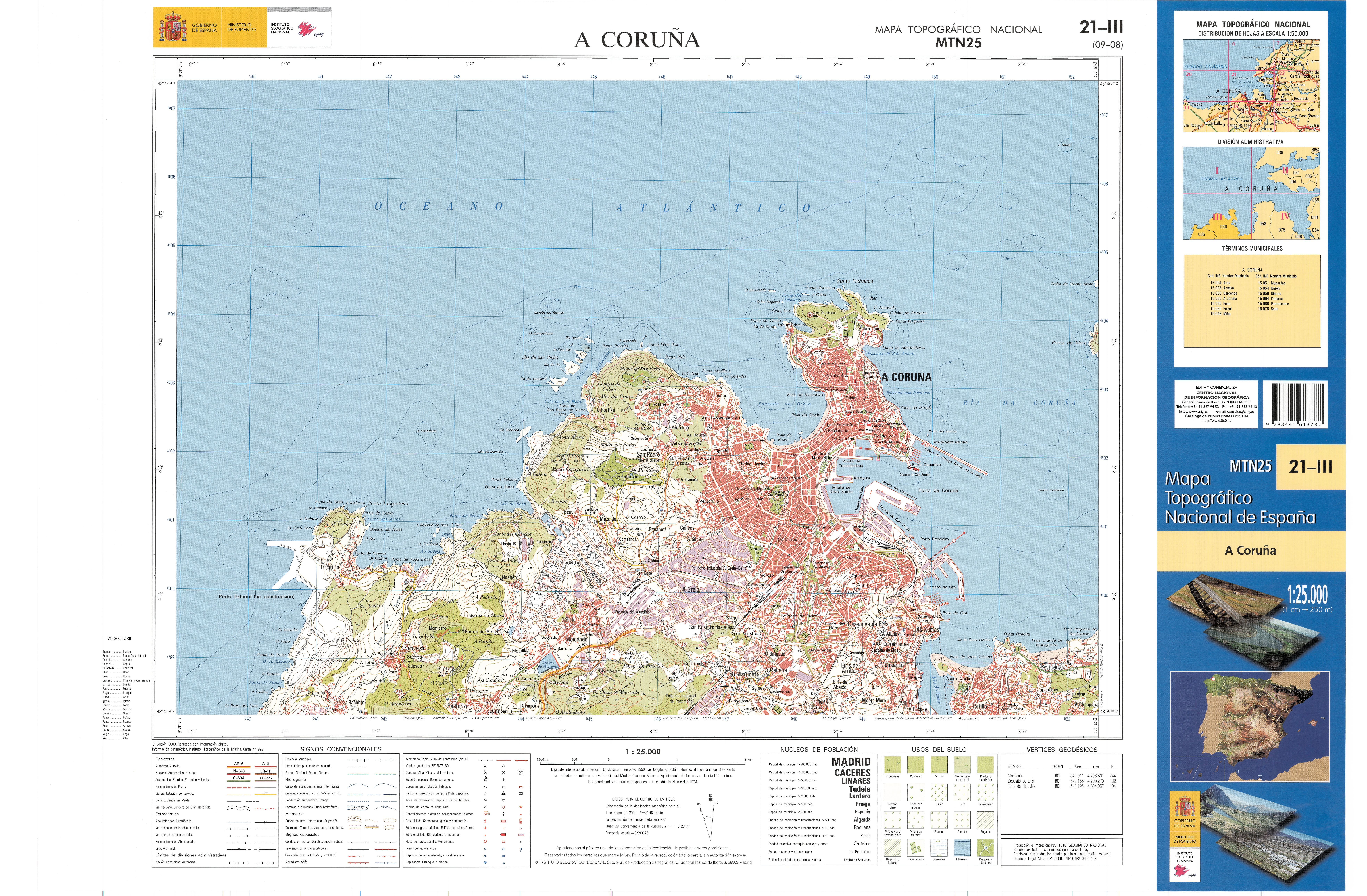
Fragmento de la hoja 21 del Mapa Topográfico Nacional de España de 2009 en el que se representa La Coruña

El término municipal de La Coruña se encuentra ubicado en la provincia de La Coruña, perteneciente a la comunidad autónoma de Galicia, en el noroeste de la península ibérica. Limita al norte con el Océano Atlántico, al suroeste con el municipio de Arteijo, al este con el municipio de Oleiros y la ría de La Coruña, y al sur con el municipio de Culleredo.
El municipio está formado por cinco parroquias: La Coruña, Elviña, Oza, Viñas, y Visma; que aglutinan un total de 45 entidades de población.
| Noroeste: océano Atlántico        | Norte: océano Atlántico  | Nordeste: océano Atlántico       |
| Oeste: océano Atlántico y Arteijo |                          | Este: océano Atlántico y Oleiros |
| Suroeste: Arteijo                 | Sur: Arteijo y Culleredo | Sureste: Culleredo               |

### Orografía
La Coruña cuenta con una orografía peculiar, extendiéndose a partir de una península con forma de T, de istmo llano y suaves colinas poco escarpadas creadas en la era arcaica. Actualmente, algunas de ellas se han ido integrando en la ciudad con su expansión a partir de 1940, como las de Monte Alto, Santa Margarita, Eirís y La Zapateira. Otras han sido convertidas en amplias zonas verdes (Bens y monte de San Pedro). Gran parte de la extensión portuaria y Los Cantones ha sido ganado al mar. El municipio también cuenta con zonas más elevadas, como el Monte de San Pedro (139 m), y algunas islas, como el archipiélago de las islas de San Pedro. El centro de la ciudad está situado a 26 m sobre el nivel del mar, mientras que la máxima altitud del municipio es de 291, la cual se da al sur del mismo.

### Hidrografía

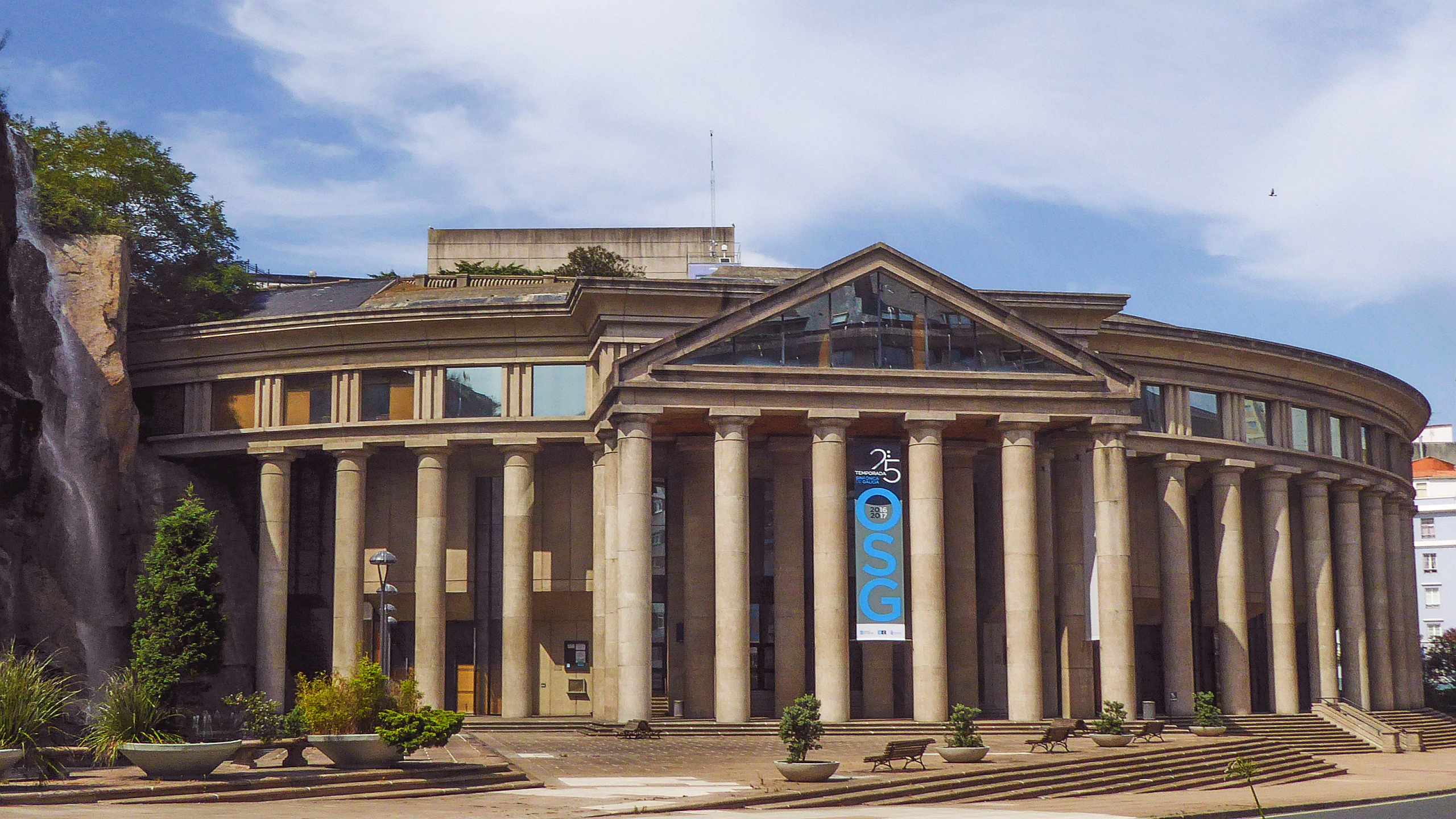
Cascada junto a la Ópera

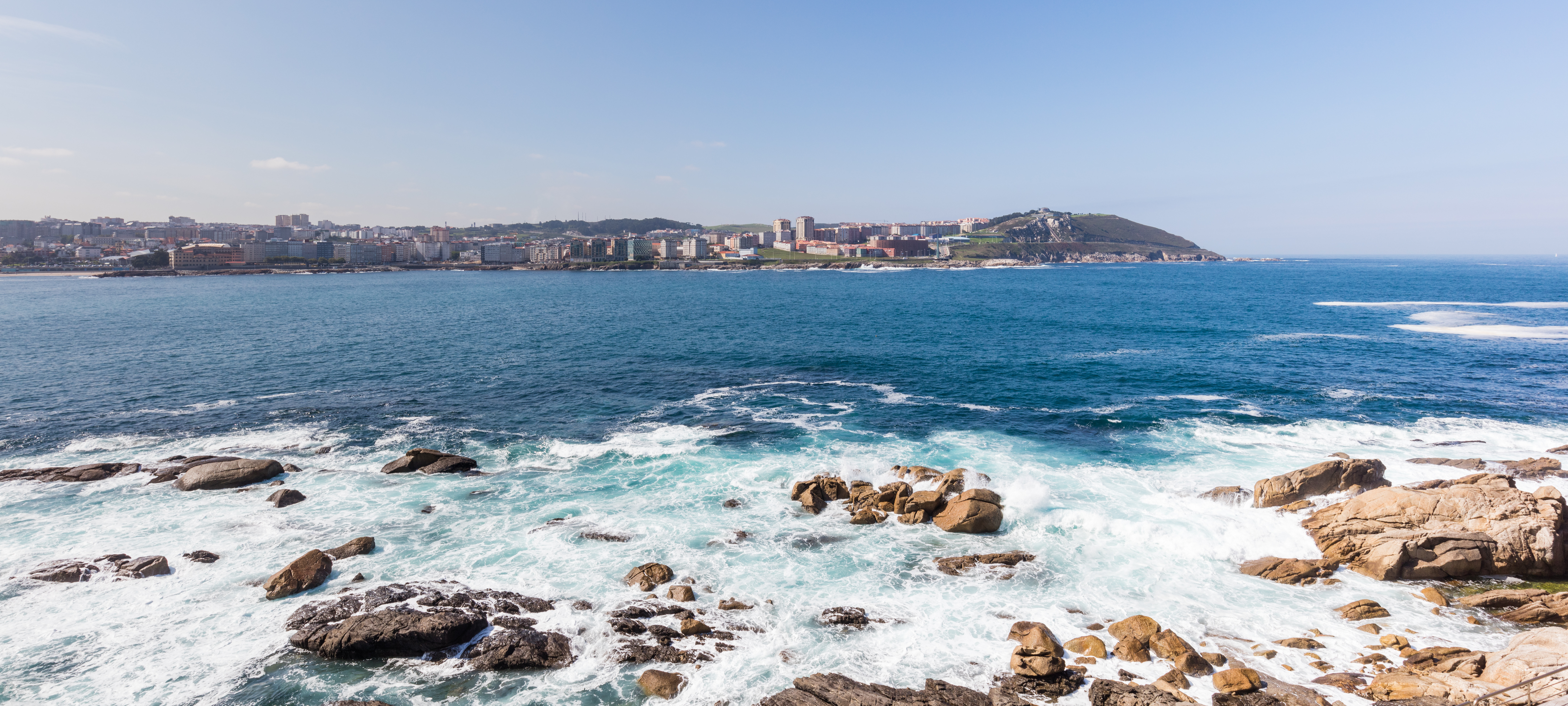
El Atlántico baña la ciudad

La Coruña está rodeada casi en su totalidad por el Océano Atlántico: en el oeste por la Ensenada de Orzán-Riazor, y en el este por la ría de La Coruña.
El municipio cuenta con el río Monelos, convertido en subterráneo después de su canalización, formado por la confluencia del Mesoiro con otros cauces menores que discurre por el barrio de Cuatro Caminos. Su caudal desemboca en el muelle de San Diego.
Existen a su vez otros cauces menores, como el Rego de San Roque que surge del Viaje de Visma, que a su vez surtía de agua al acueducto de la ciudad y a las fuentes públicas del casco histórico. Otro sería el más conocido como Rego dos Xudeus, que desembocaba a la altura de actual plaza de la Palloza. Ambos se encuentran canalizados.[cita requerida]
También existe una cascada en el centro de la ciudad, junto al Palacio de la Ópera y el parque de Santa Margarita, de origen artificial.

### Clima

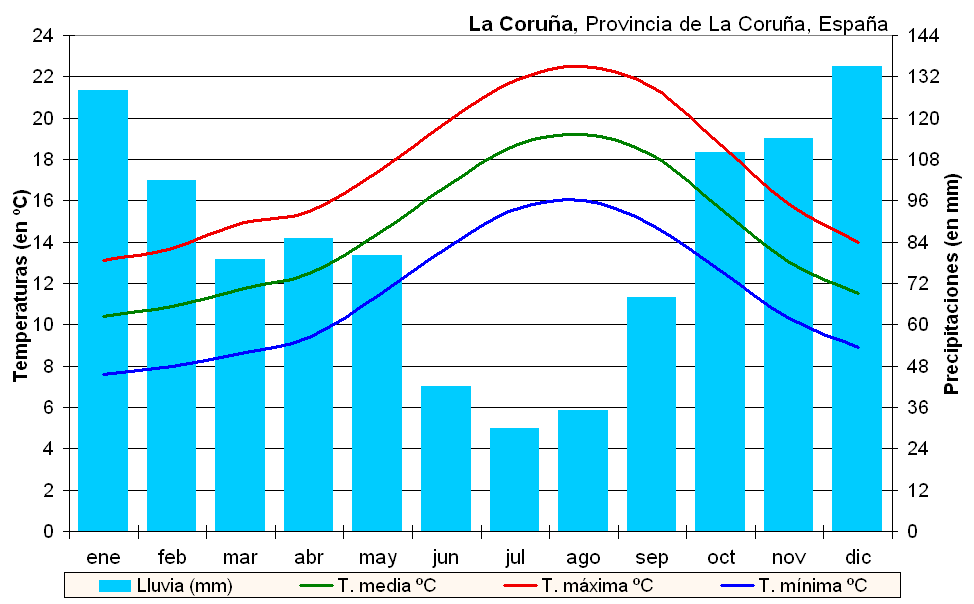
Climograma de La Coruña

El clima de La Coruña es un clima oceánico de transición, también denominado «mediterráneo con influencia oceánica», y más específicamente Csb según la clasificación climática de Köppen. Las temperaturas se mantienen en valores suaves todo el año. Los inviernos son moderados y lluviosos, mientras que los veranos son confortables. En invierno los datos de la estación meteorológica de la ciudad reportan una temperatura mínima media invernal de 8,6 °C (período: 1991-2020), lo que la sitúa como la tercera capital de provincia peninsular menos fría en invierno, únicamente superada por Almería y Cádiz.
Los vientos son frecuentes y soplan con más intensidad particularmente durante el invierno, con predominio del noroeste y suroeste, y la humedad relativa del aire suele ser elevada a lo largo de todo el año. Las heladas fuertes así como las nevadas son fenómenos extremadamente raros en La Coruña. De hecho, la última vez que la ciudad registró una nevada significativa fue el 14 de enero de 1987. Según los datos de la estación meteorológica termopluviométrica de la ciudad, La Coruña se sitúa en el piso de la región eurosiberiana, representado ampliamente en toda Galicia, con superficies entre 0 y 500 m de altitud. La ciudad se encuentra en la zona de rusticidad 10b.
Al tratarse de una localidad costera ubicada en una zona templada, el efecto moderador del océano impide que exista una gran diferencia de temperatura entre las distintas estaciones del año, lo que significa que la oscilación térmica anual es baja. El otoño y la primavera son suaves, con precipitaciones combinadas con temporadas de sol, y los veranos en general soleados y templados. Un fenómeno recurrente durante el verano es el provocado por las nieblas de advección, que se producen por el contraste entre el aire cálido y la temperatura más fría del océano y que en ocasiones pueden ser especialmente persistentes. La ciudad tiene una humedad anual media de 76,2 %, con una precipitación media anual de 1006 mm.
Por las características bioclimáticas de La Coruña, en la relación entre clima y vegetación, a la ciudad le corresponde una vegetación potencial de robledal termófilo, y más concretamente: robledal acidófilo colino galaico-portugués de Rusco aculeati-Quercetum roboris, que en su estado óptimo presenta una gran riqueza florística.
En las últimas décadas, la ciudad aparentemente sufrió uno de los aumentos de temperaturas más altos de entre todas las ciudades gallegas.
| Parámetros climáticos promedio de Observatorio de La Coruña (58 m s. n. m.) (periodo de referencia: 1991-2020, extremas: 1930-presente) | Parámetros climáticos promedio de Observatorio de La Coruña (58 m s. n. m.) (periodo de referencia: 1991-2020, extremas: 1930-presente) | Parámetros climáticos promedio de Observatorio de La Coruña (58 m s. n. m.) (periodo de referencia: 1991-2020, extremas: 1930-presente) | Parámetros climáticos promedio de Observatorio de La Coruña (58 m s. n. m.) (periodo de referencia: 1991-2020, extremas: 1930-presente) | Parámetros climáticos promedio de Observatorio de La Coruña (58 m s. n. m.) (periodo de referencia: 1991-2020, extremas: 1930-presente) | Parámetros climáticos promedio de Observatorio de La Coruña (58 m s. n. m.) (periodo de referencia: 1991-2020, extremas: 1930-presente) | Parámetros climáticos promedio de Observatorio de La Coruña (58 m s. n. m.) (periodo de referencia: 1991-2020, extremas: 1930-presente) | Parámetros climáticos promedio de Observatorio de La Coruña (58 m s. n. m.) (periodo de referencia: 1991-2020, extremas: 1930-presente) | Parámetros climáticos promedio de Observatorio de La Coruña (58 m s. n. m.) (periodo de referencia: 1991-2020, extremas: 1930-presente) | Parámetros climáticos promedio de Observatorio de La Coruña (58 m s. n. m.) (periodo de referencia: 1991-2020, extremas: 1930-presente) | Parámetros climáticos promedio de Observatorio de La Coruña (58 m s. n. m.) (periodo de referencia: 1991-2020, extremas: 1930-presente) | Parámetros climáticos promedio de Observatorio de La Coruña (58 m s. n. m.) (periodo de referencia: 1991-2020, extremas: 1930-presente) | Parámetros climáticos promedio de Observatorio de La Coruña (58 m s. n. m.) (periodo de referencia: 1991-2020, extremas: 1930-presente) | Parámetros climáticos promedio de Observatorio de La Coruña (58 m s. n. m.) (periodo de referencia: 1991-2020, extremas: 1930-presente) |
| Mes | Ene. | Feb. | Mar. | Abr. | May. | Jun. | Jul. | Ago. | Sep. | Oct. | Nov. | Dic. | Anual |
| --- | --- | --- | --- | --- | --- | --- | --- | --- | --- | --- | --- | --- | --- |
| Temp. máx. abs. (°C) | 23.1 | 27.4 | 28.2 | 31.6 | 34.0 | 34.8 | 34.5 | 39.6 | 35.4 | 33.4 | 25.4 | 25.6 | 39.6 |
| Temp. máx. media (°C) | 13.6 | 14.2 | 15.7 | 16.6 | 18.7 | 20.9 | 22.4 | 23.1 | 22.2 | 19.6 | 16.1 | 14.4 | 18.1 |
| Temp. media (°C) | 11.0 | 11.2 | 12.5 | 13.4 | 15.5 | 17.7 | 19.3 | 19.9 | 18.8 | 16.5 | 13.3 | 11.8 | 15.1 |
| Temp. mín. media (°C) | 8.4 | 8.1 | 9.3 | 10.2 | 12.3 | 14.5 | 16.2 | 16.6 | 15.3 | 13.3 | 10.6 | 9.1 | 12.0 |
| Temp. mín. abs. (°C) | -2.0 | -3.0 | 0.6 | 2.0 | 2.2 | 4.2 | 9.9 | 9.4 | 5.2 | 4.0 | 1.0 | -1.0 | -3.0 |
| Precipitación total (mm) | 121 | 88 | 88 | 87 | 66 | 46 | 31 | 41 | 57 | 121 | 150 | 122 | 1018 |
| Días de precipitaciones (≥ 1 mm) | 14.5 | 11.7 | 11.7 | 12.5 | 9.6 | 6.3 | 5.0 | 5.6 | 8.0 | 12.6 | 15.4 | 14.4 | 127.3 |
| Días de nevadas (≥ 0.01 mm) | 0.0 | 0.1 | 0.0 | 0.0 | 0.0 | 0.0 | 0.0 | 0.0 | 0.0 | 0.0 | 0.0 | 0.0 | 0.1 |
| Horas de sol | 99 | 130 | 170 | 195 | 223 | 231 | 257 | 254 | 210 | 164 | 108 | 99 | 2119 |
| Humedad relativa (%) | 76 | 73 | 72 | 74 | 74 | 75 | 77 | 77 | 76 | 76 | 77 | 76 | 75 |
| Fuente: Agencia Estatal de Meteorología                                                                                                 | | | | | | | | | | | | | |

Récords de temperatura

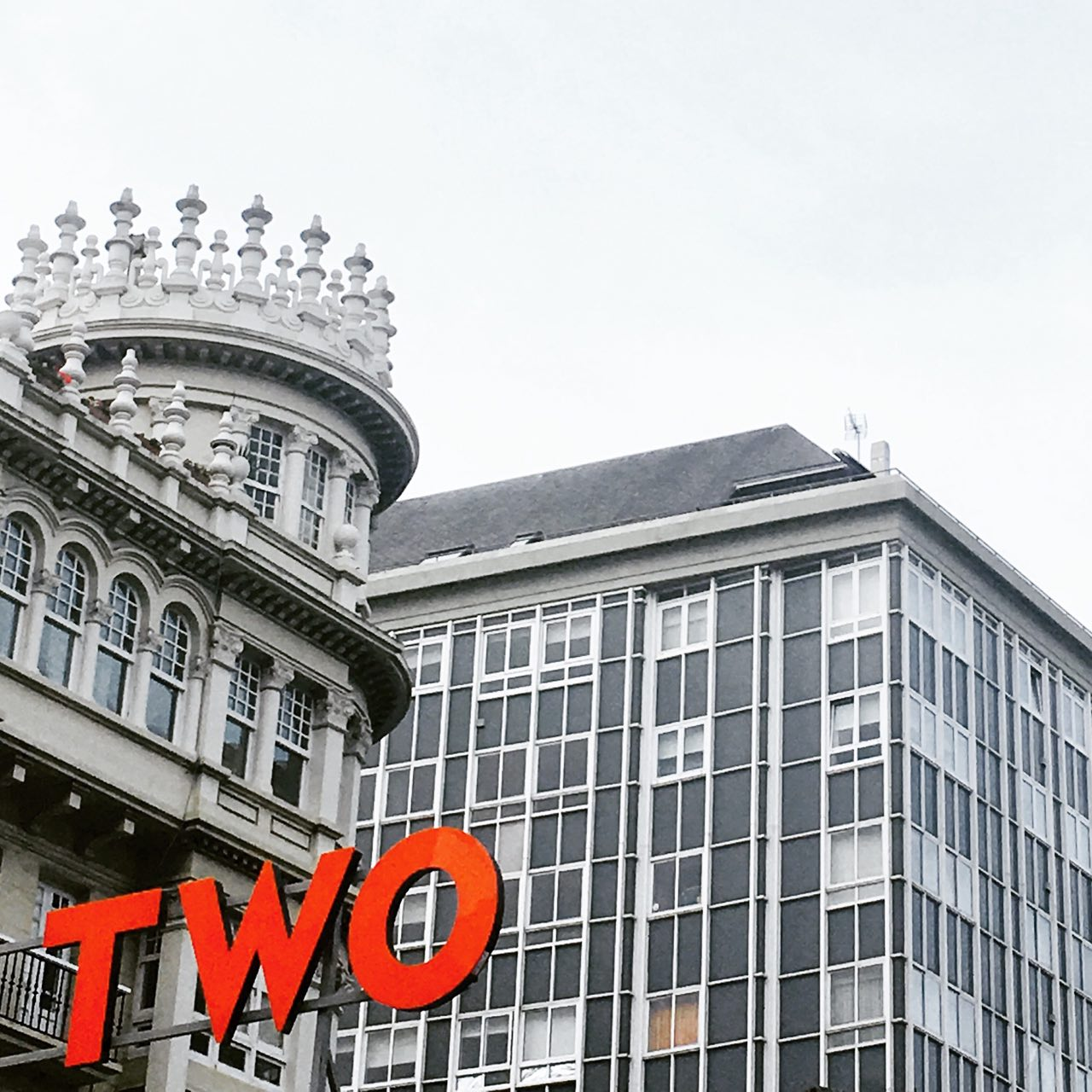
Plaza de Pontevedra

El récord de temperatura máxima se sitúa, dependiendo de la estación meteorológica, en 37,7 °C el 12 de agosto de 2003 en la estación La Coruña-Aeropuerto y en 39,6 °C en la estación de La Coruña el 28 de agosto de 1961. En cuanto a temperaturas mínimas, el récord se sitúa en –4,8 °C el 7 de enero de 1985 en la estación La Coruña-Aeropuerto y en –3 °C el 22 de febrero de 1948 en la estación de La Coruña.
Situaciones anómalas
Durante las últimas décadas se han dado situaciones climatológicas totalmente atípicas en la ciudad, tales como el ciclón Klaus, que en enero de 2009 pulverizó récords con vientos que llegaron a los 200 km/h; el huracán Hortensia, que hizo lo propio en octubre de 1984; o la Ola de calor en Europa en 2003.
Otros episodios a destacar son el temporal de marzo de 2008, fecha en la que las olas engulleron el paseo marítimo y la avenida de Pedro Barrié de la Maza; y una ola de frío en 1987, que consiguió traer nevadas a las calles del centro de la ciudad. Desde entonces la nieve no ha vuelto a cuajar salvo en zonas altas como la Zapateira.

### Flora y fauna

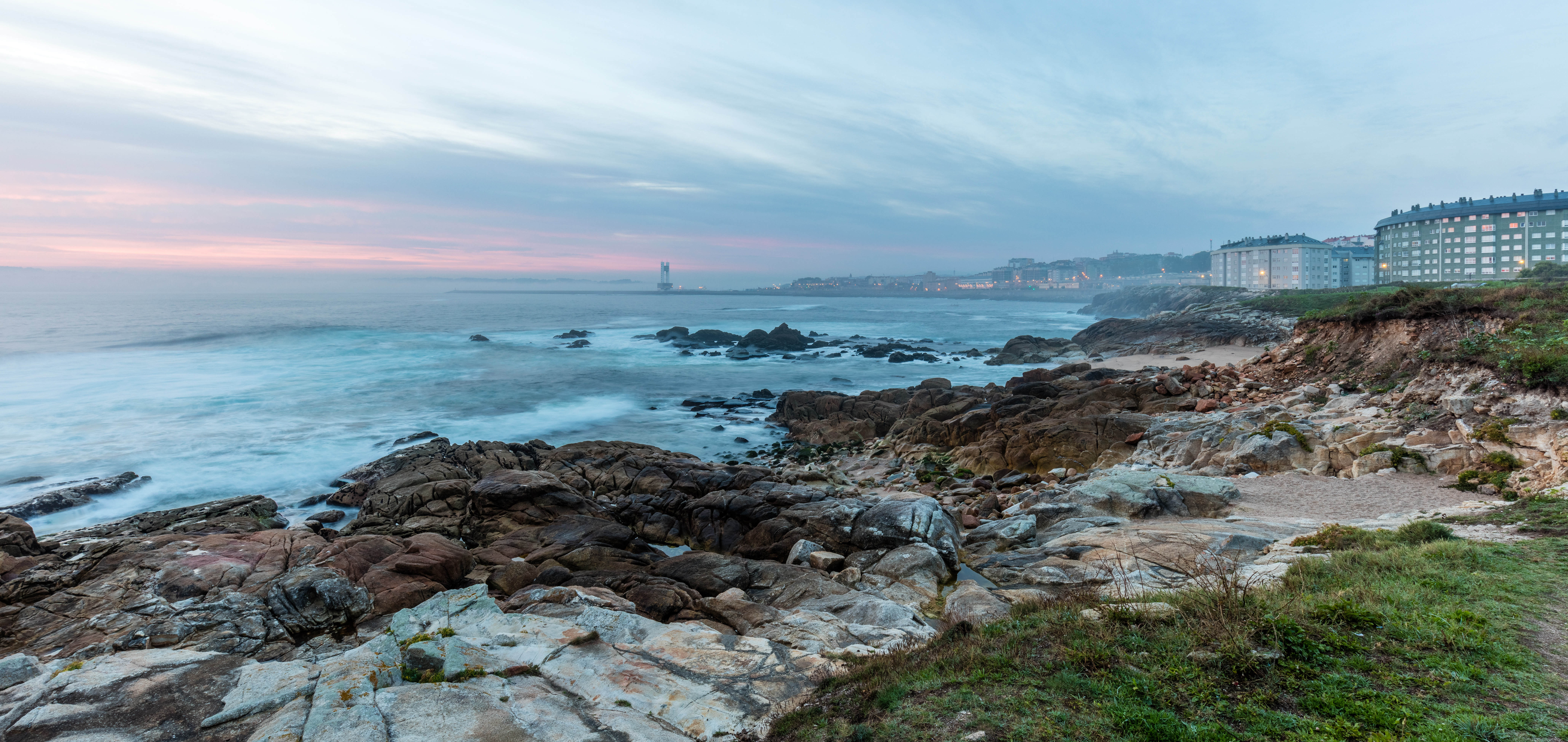
Acantilados en el entorno de la Torre de Hércules

En los jardines del centro de la ciudad, como los Jardines de Méndez Núñez, San Carlos o Santa Margarita, son muy abundantes pájaros como el mosquitero ibérico, el carbonero garrapinos, el carbonero común, la tórtola turca, la paloma torcaz o el mirlo. Otras aves más frecuentes hacia las afueras, son el busardo ratonero, el gavilán y el cernícalo vulgar. También vuelan varias especies de gaviotas. Las más comunes son la patiamarilla, la sombría y la reidora.
En los parques de San Pedro-Cortigueiro y Bens los pardillos y jilgueros forman bandadas de decenas de ejemplares. En invierno, los bisbitas recorren sin descanso las amplias extensiones de hierba. En verano, las tórtolas comunes hacen sus nidos entre los macizos naturales de tojo. Otros animales típicos de estos grandes parques son el lagarto ocelado, el conejo e incluso el zorro.
Un lugar sorprendente es el rompeolas flotante situado frente al Castillo de San Antón. Construido a base de neumáticos usados, es el refugio durante la pleamar de un impresionante número de aves acuáticas que incluyen correlimos, agujas colipintas, vuelvepiedras, cormoranes grandes y moñudos.
En las playas y rocas hay algas como las correas o los carballones que se agarran a las rocas y junto a ellas, en las pozas de agua salada, algas rojas de diferentes especies se mezclan con algas calcáreas, de consistencia semejante a los corales y tapizando las rocas. También hay lechugas de mar en casi todas las charcas de agua salada. En esas mismas pozas o en las grietas una multitud de invertebrados recorren el intermareal, como cangrejos queimacasas, minchas o lapas. Otros en cambio permanecen inmóviles como las diferentes anémonas o los balanos, en espera de que vuelva a subir la marea. Erizos y estrellas de mar son frecuentes. También hay presencia del mejillón fijado a las rocas y percebes.
Los acantilados de roca representan un hábitat muy estricto debido a los constantes vientos, salinidad y dificultad de agarrarse al sustrato, muchas veces vertical. Se encuentran aquí plantas como la hierba de enamorar. Junto a ella aparece el perejil de mar, las uñas de gato y diferentes especies de líquenes que tapizan las rocas de colores grises, negros, amarillos y anaranjados. En cuanto a fauna submarina, destacan peces como el abichón, la castañuela, doradas y blenios, todos ellos en zonas rocosas o peces planos en los fondos de arena. Quitones, orejas de mar, jibias o pulpos también son frecuentes.
También se pueden ver delfines mulares y calderones que a veces se acercan a la costa y las playas.

### Playas

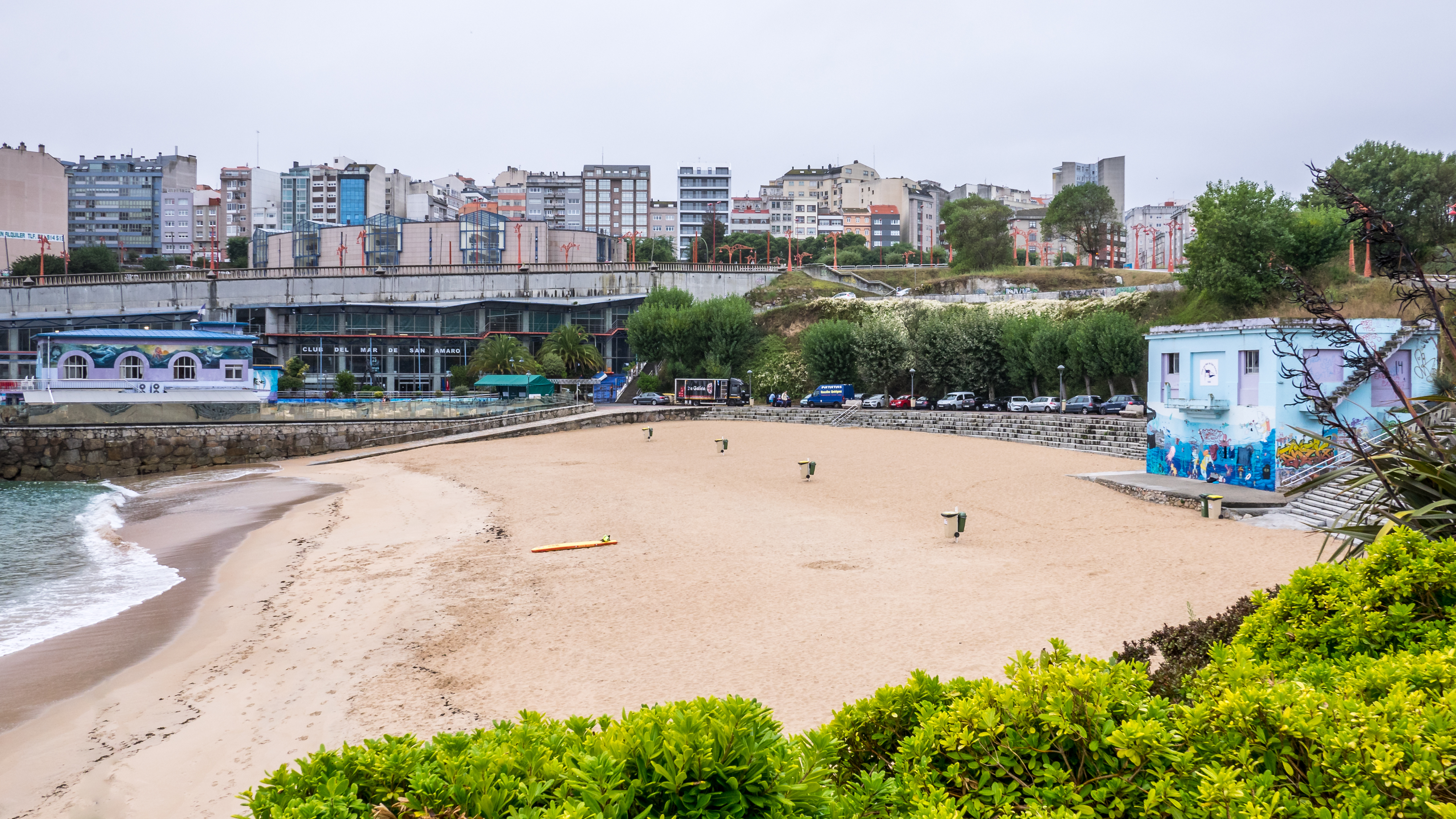
Playa de San Amaro

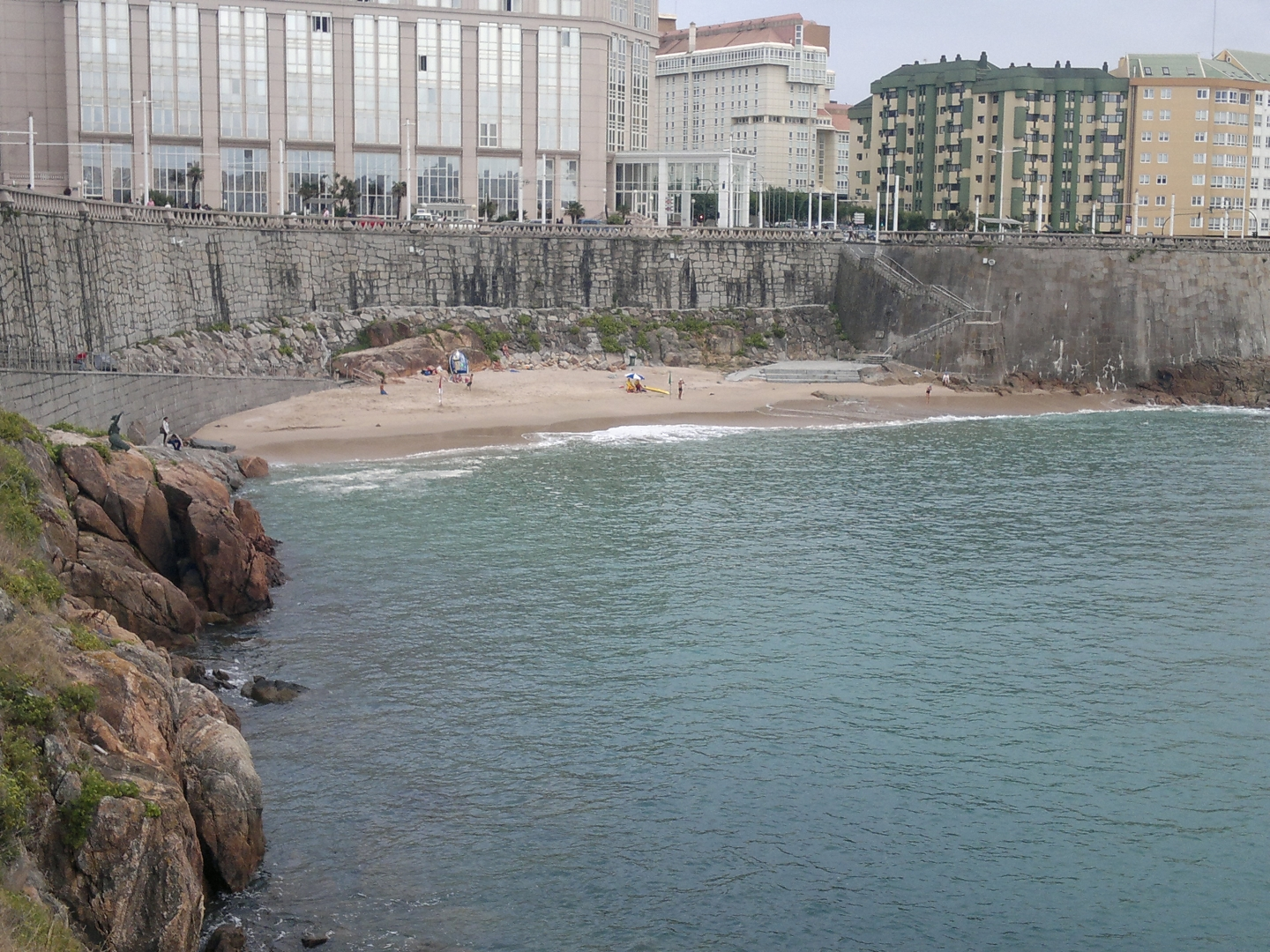
Playa del Matadero

La Coruña tiene varios kilómetros de playas en la ciudad. Las principales son:
- Playa de Riazor: Situada en pleno centro urbano y con una longitud de 610 m, de arena blanca y gruesa, al pie del paseo marítimo de la ciudad. Ventosa y con fuerte oleaje. Apta para practicar el surf y todo tipo de deportes playeros. Forma parte del conjunto integrado por la playa del Orzán y de Riazor, separadas por el rompeolas La Coraza, resto de la antigua muralla.
- Playa del Orzán: En el centro urbano, de similares características que la playa de Riazor, puesto que se encuentran juntas. De arena también blanca, aunque más fina. Posee una longitud de 700 m. Bandera azul.
- Playa del Matadero: En el centro urbano, unida a la de Riazor y Orzán, posee arena blanca muy fina, de 80 m de longitud.
- Playa de Las Lapas: A los pies de la Torre de Hércules, y de 70 m de longitud, más tranquila, con arena blanca y fina.
- Playa de San Amaro: En el barrio de Adormideras, próxima a la Torre de Hércules y paseo marítimo. De 105 m de longitud y arena blanca fina.

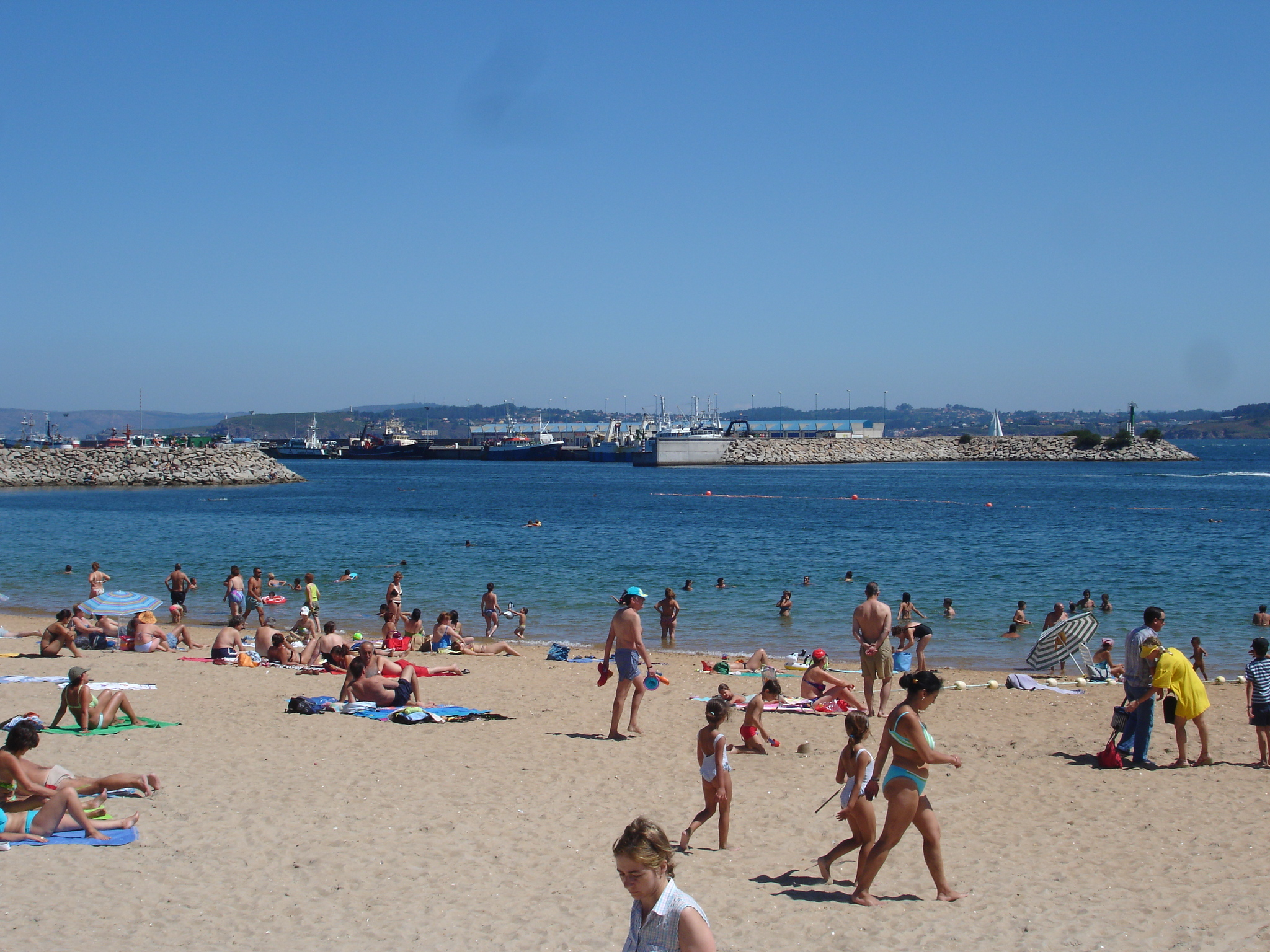
Playa de Oza

- Playa de Oza: Resguardada del viento, con oleaje tranquilo, posee arena blanca y fina, y una longitud de 200 m.
- Playa de Bens: Ubicada en el límite con el municipio de Arteijo. Es muy poco utilizada, dada la cercanía a la misma de la refinería, la EDAR y la planta de residuos de Nostián.

También hay numerosas playas pequeñas y calas, tales como la playa de San Roque o la cala de Adormideras.

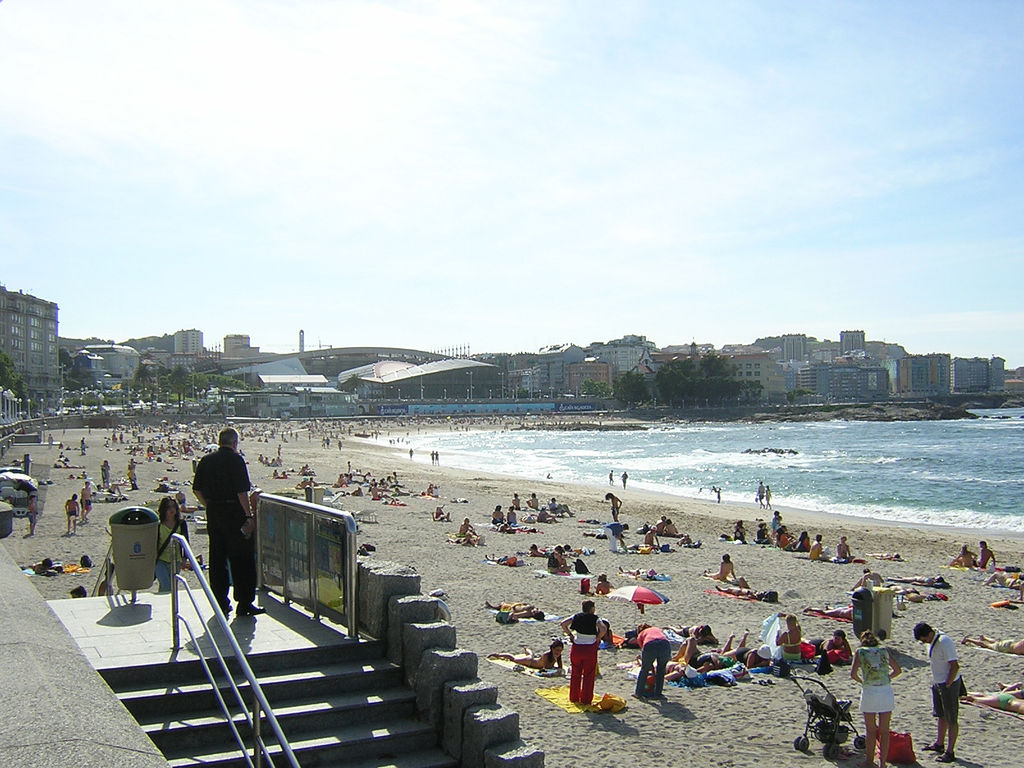
La playa de Riazor con el palacio de los deportes al fondo
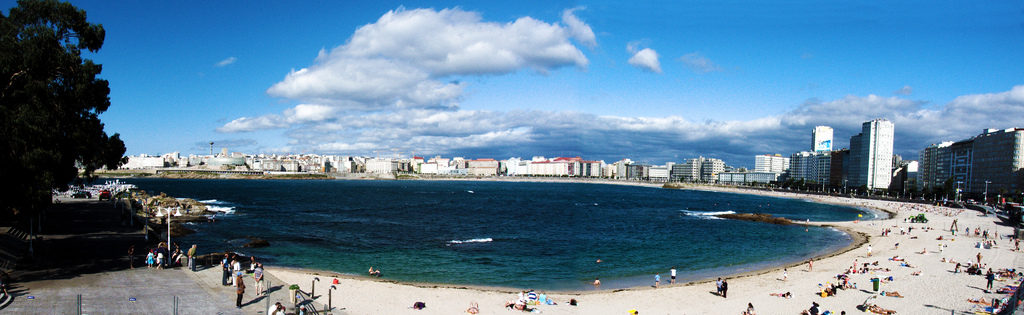
Panorámica de las playas de Riazor, Orzán y Matadero, que llegan a unirse en marea baja
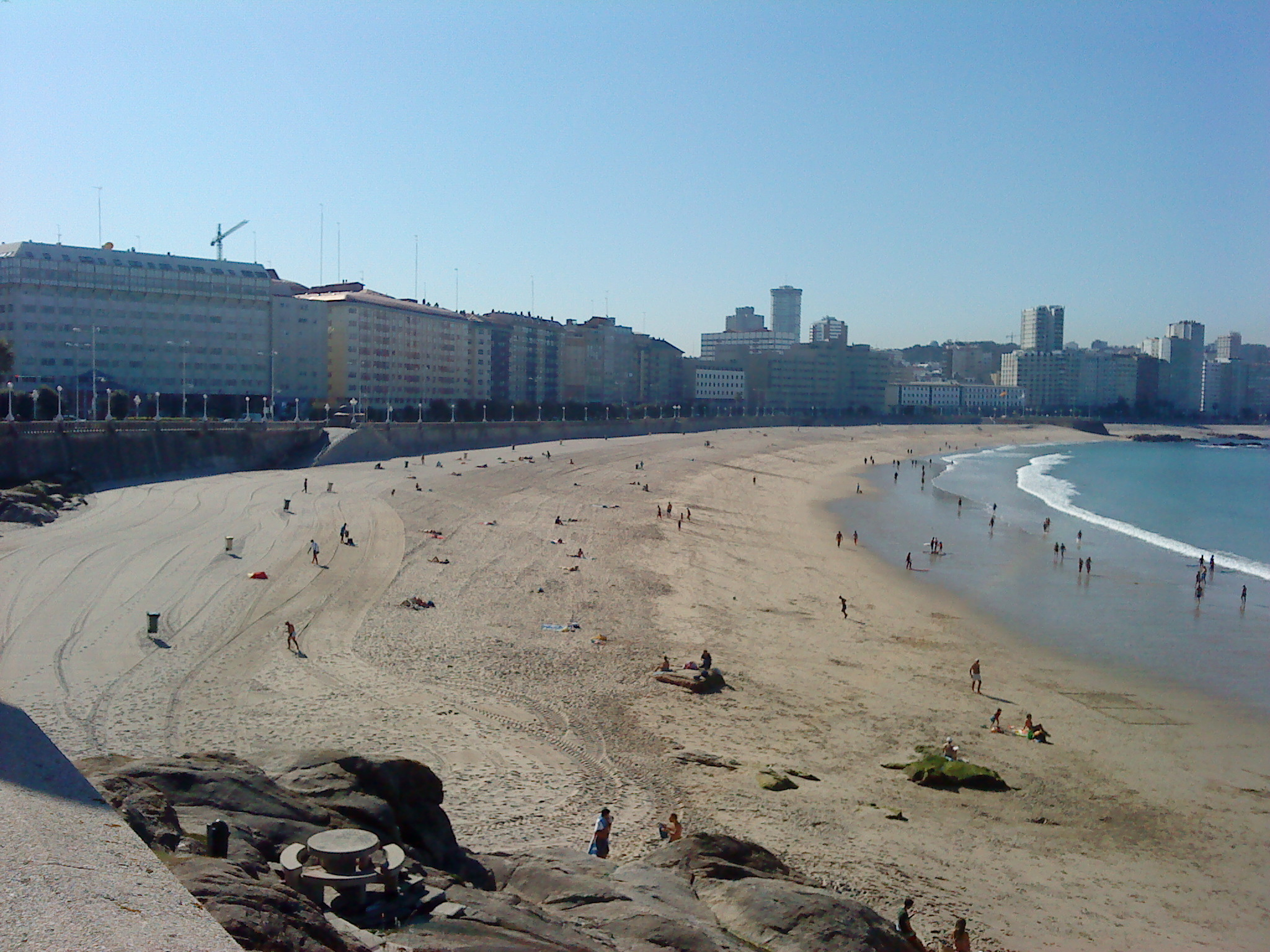
Playa del Orzán

### Parques y jardines

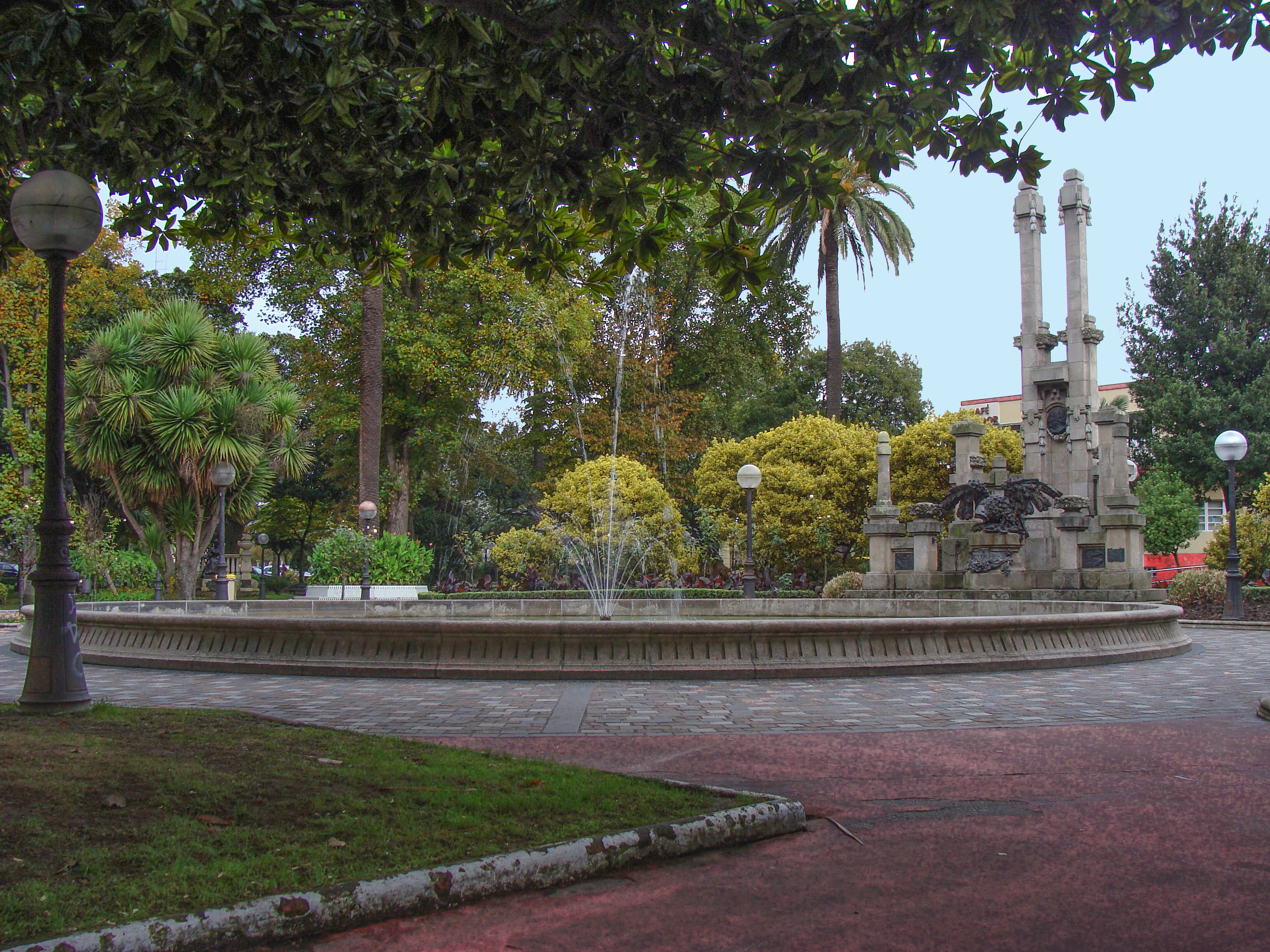
Jardines de Méndez Núñez

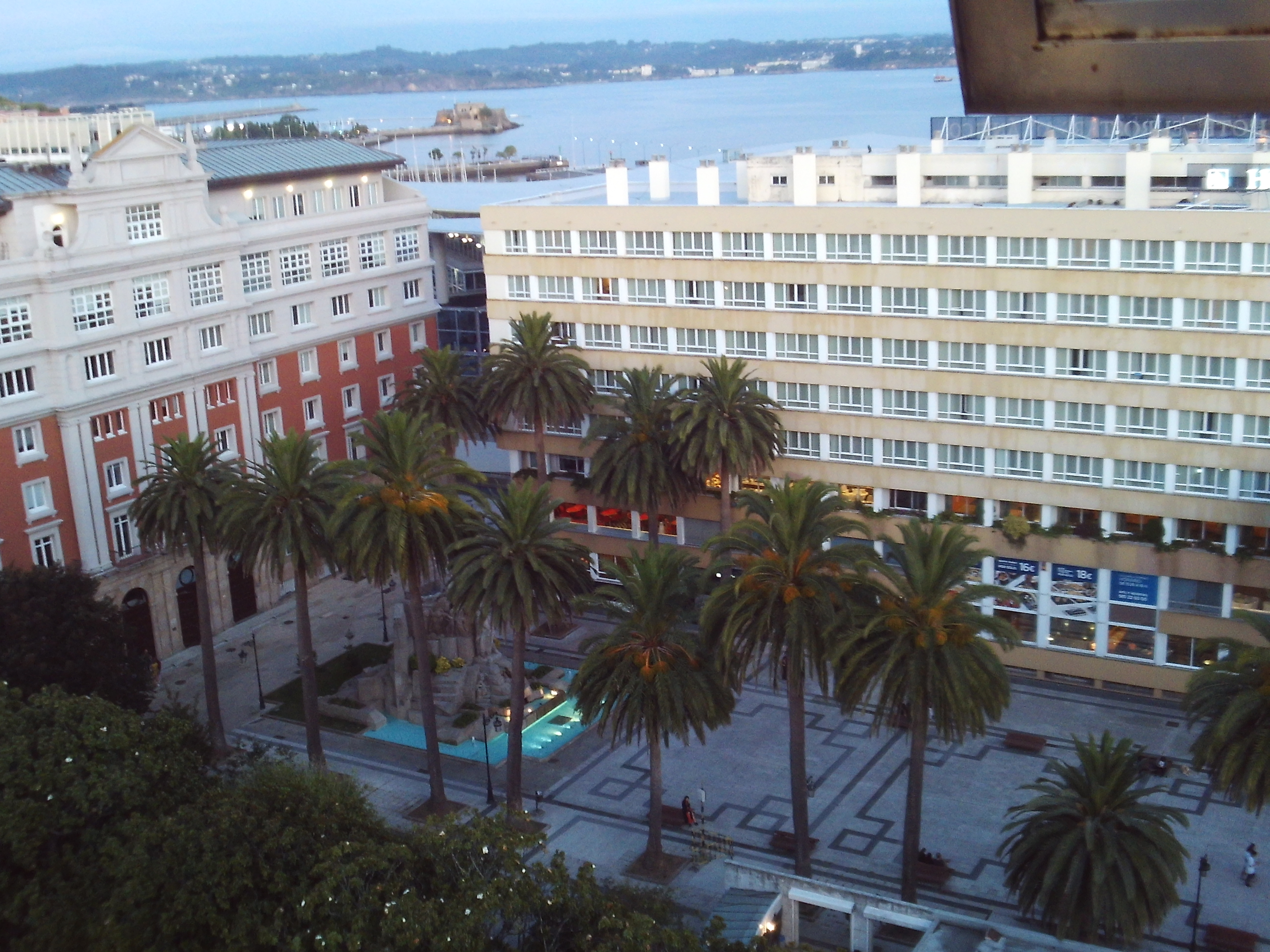
Avenida de la Marina

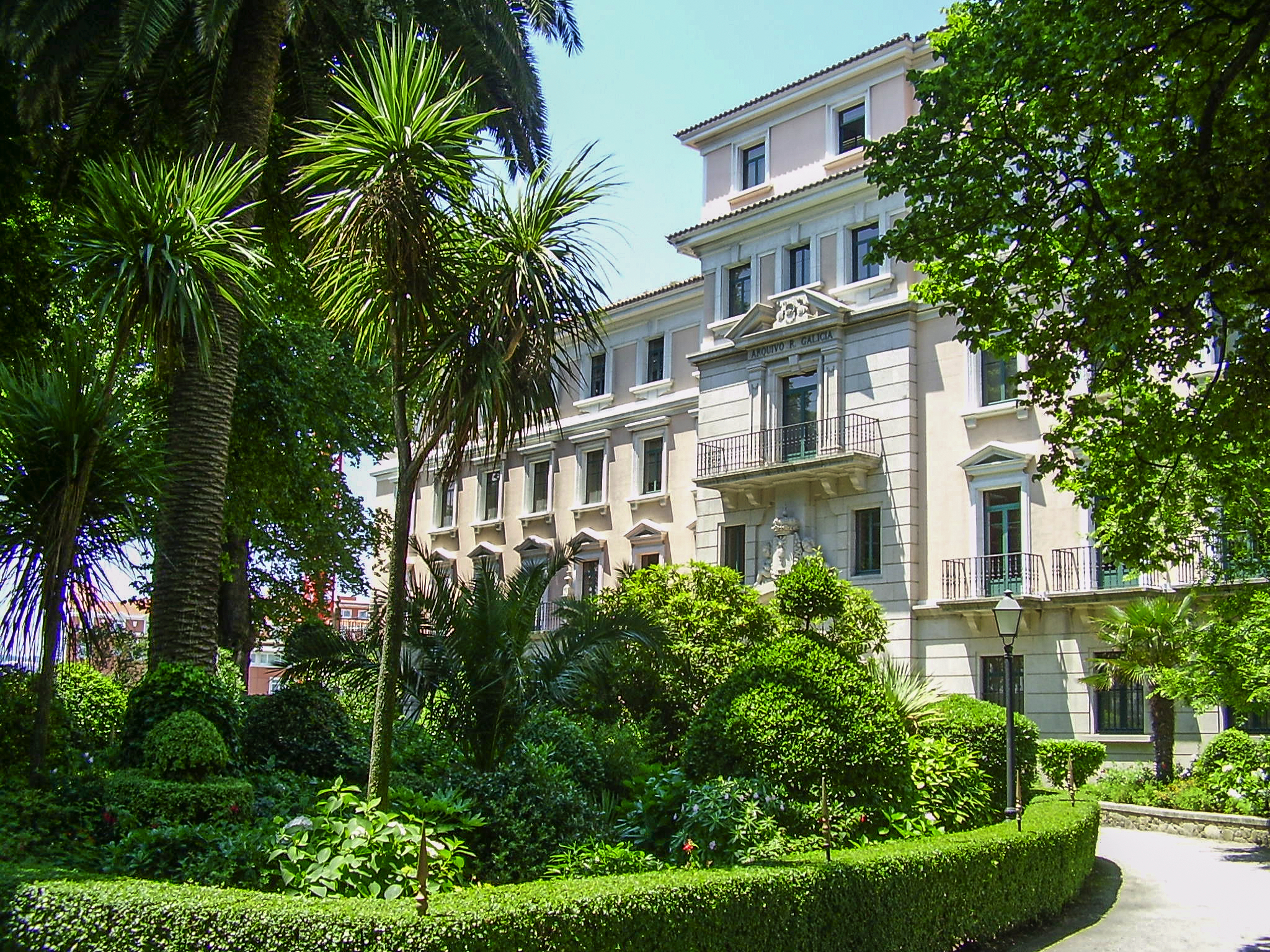
Archivo del Reino de Galicia, situado en los jardines de San Carlos

Actualmente la ciudad de La Coruña posee diez metros cuadrados de parques y jardines por cada ciudadano, es decir, que existen alrededor de 2,5 km² de superficie ajardinada, cantidad muy alta, dado el pequeño tamaño del municipio y excelente dato también dado que la tasa de edificabilidad (cantidad de terreno municipal construido o usado por la ciudad) está alrededor del 50 %. Los principales parques y jardines son:
- Parque de Bens. Es la mayor zona verde de la ciudad. Posee unas excelentes vistas de la ciudad y la costa de los municipios de Arteijo, Carballo y Malpica de Bergantiños, divisándose en días claros las islas Sisargas. Consiste en una gran extensión de césped equipada con dos estanques, rutas de senderismo y un parque infantil.

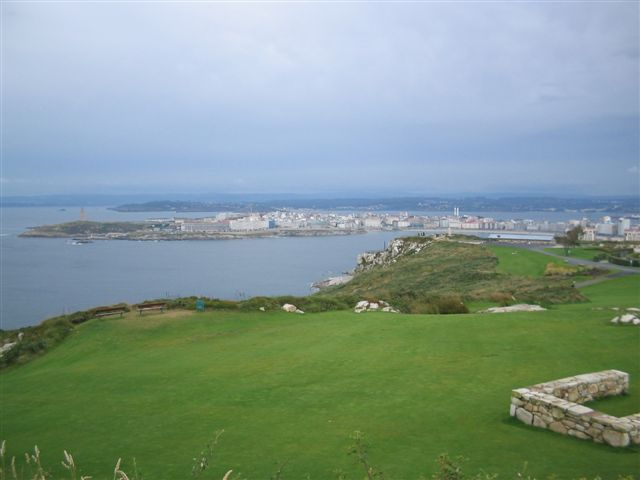
Monte San Pedro

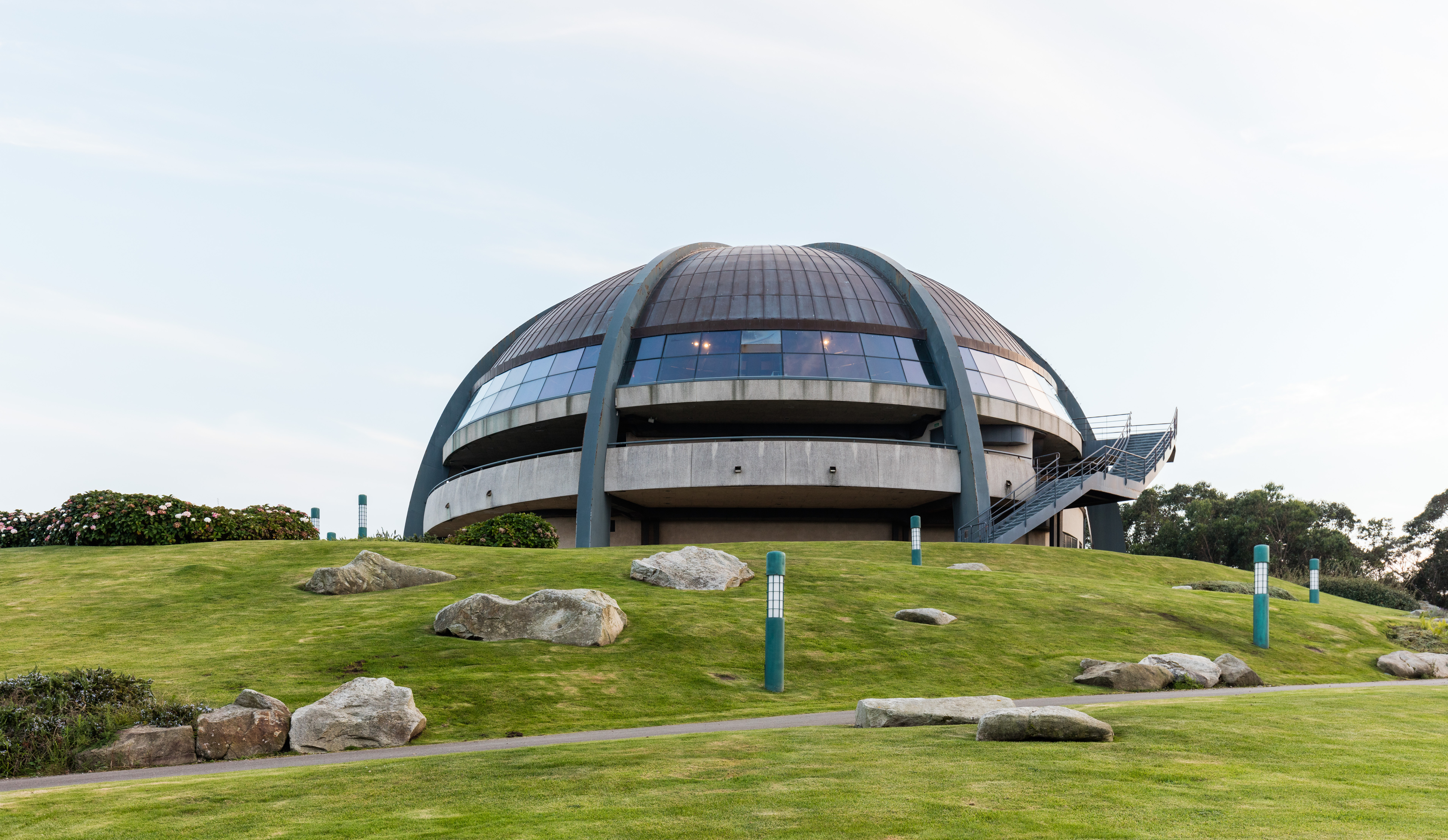
Cúpula Atlántica, parque de San Pedro

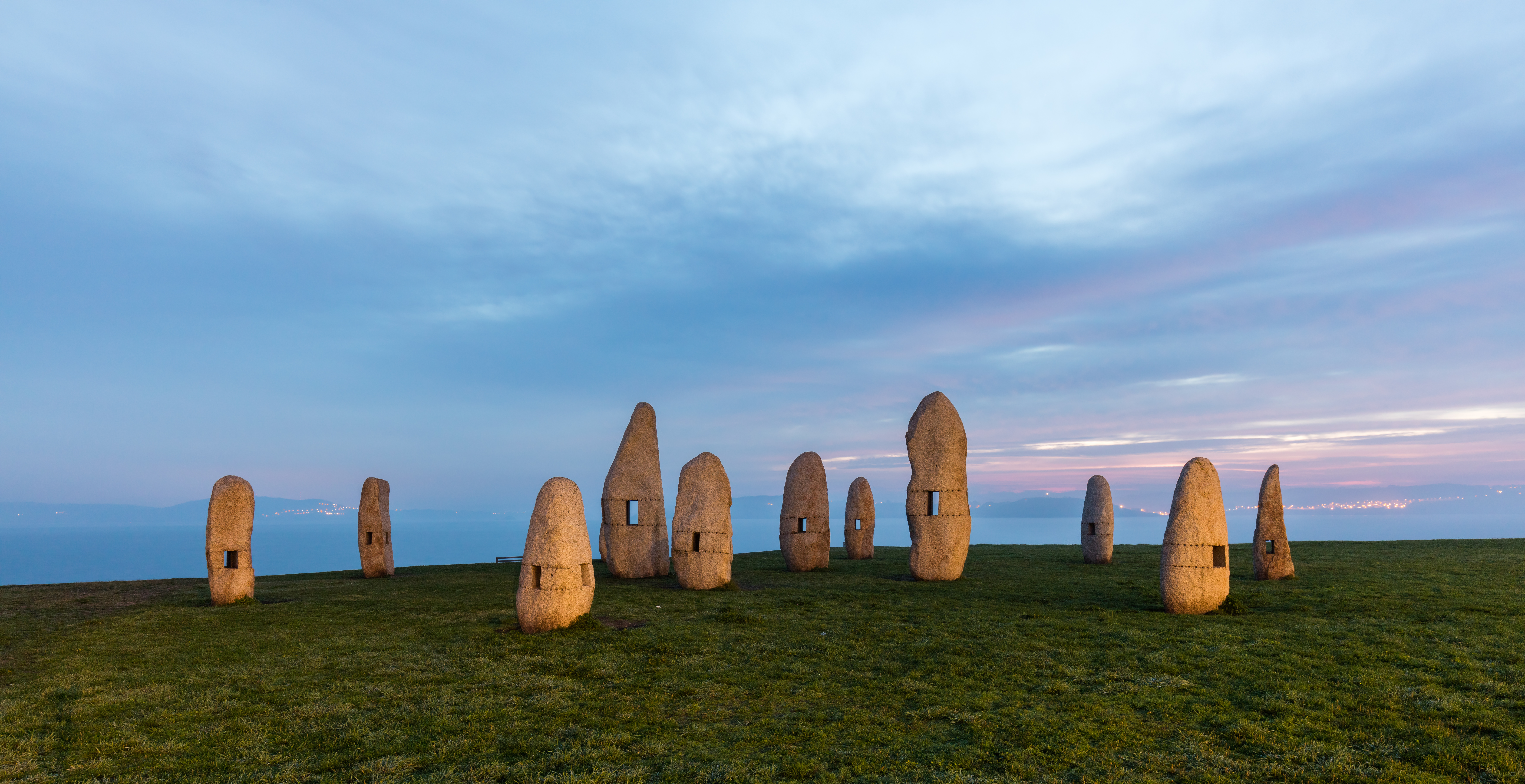
Los Menhires, parque de La Torre

- Parque de San Pedro. Próximo al de Bens, está situado en la cima del Monte de San Pedro, donde estuvieron situadas y operativas desde 1929 hasta 1999 tres baterías costeras de artillería pertenecientes al Ministerio de Defensa. El parque cuenta con un excelente mirador con vistas a la ciudad, a los ayuntamientos colindantes y a los cabos Prior y Prioriño, un restaurante-cafetería, un pequeño jardín botánico, un laberinto vegetal, los antiguos cañones restaurados y convertidos atracción turística y un elevador de forma esférica, que lleva directamente a sus pasajeros desde la cima del parque hasta el paseo marítimo.

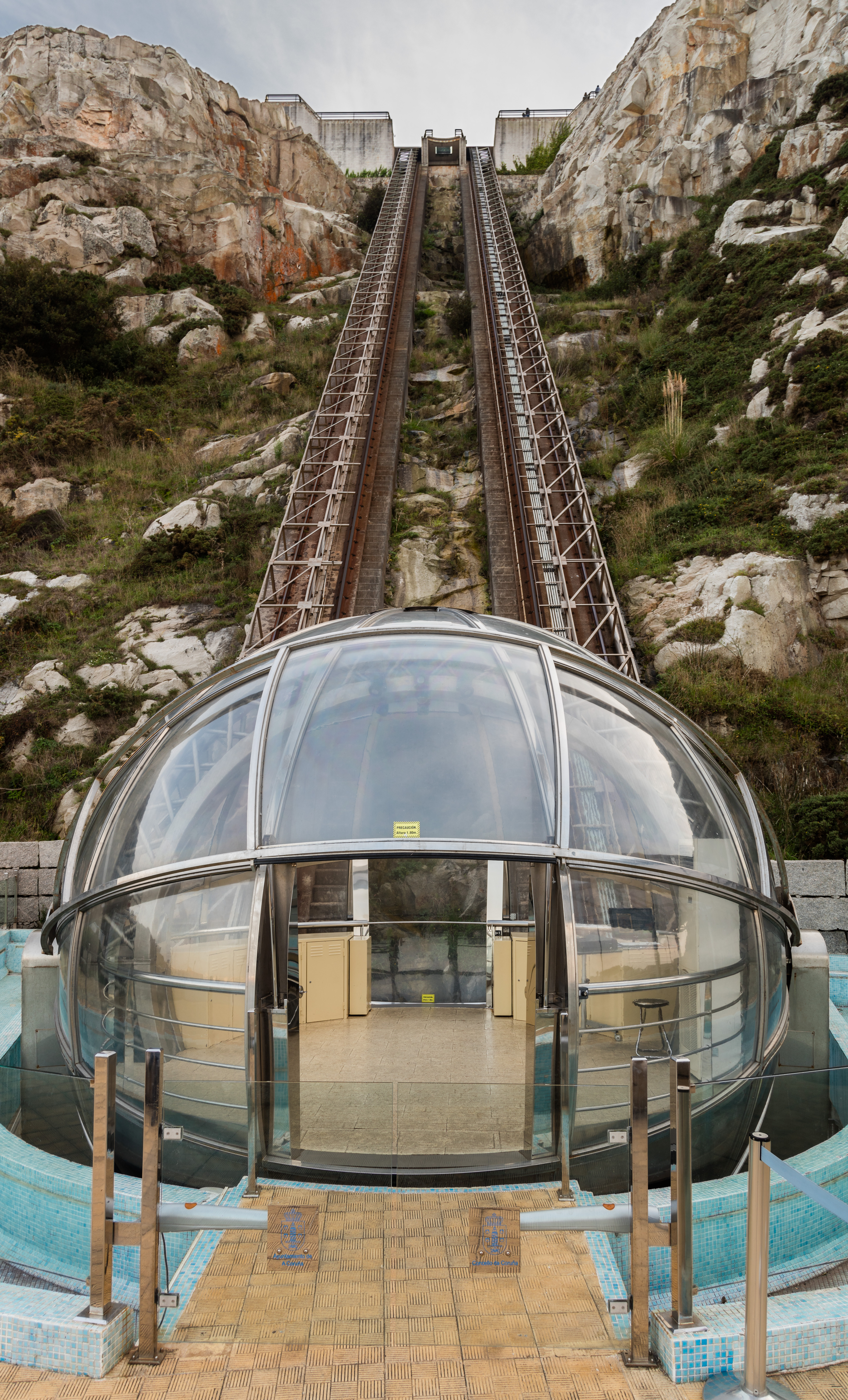
Ascensor del monte de San Pedro

- Parque de La Torre. Está situado en el extremo norte de la península de la ciudad y abarca desde la Torre de Hércules hasta el barrio de Adormideras. En su interior se puede encontrar un cementerio moro, actual museo de las palabras, el monumento a los fusilados de la Guerra Civil, un gran parque escultórico y el citado faro.
- Parque de Santa Margarita. Situado en lo alto de una pronunciada colina, en pleno centro urbano, es la mayor arboleda de la ciudad, con cientos de especies diferentes. Cuenta con estanques y palomares, así como con varias zonas de juegos y ocio para niños y mayores, lo que hace que sea visitado todos los días del año por un gran número de personas. En el centro de este emblemático parque se encuentra el prestigioso museo científico de la Casa de las Ciencias y su planetario. Enclavado en la entrada nordeste del parque está el Palacio de la Ópera.
- Jardines de Méndez Núñez. Estos jardines, situados en el centro de la Pescadería y adyacentes a las instalaciones portuarias, acompañan el frontal de los Cantones Pequeño y Grande. Son unos de los jardines más antiguos de la ciudad, datan de mediados del siglo XIX, poseen monumentos a Emilia Pardo Bazán, Alfonso Molina, Curros Enríquez y John Lennon y en él se hallan emblemáticos edificios modernistas como La Terraza o el Quiosco Alfonso.

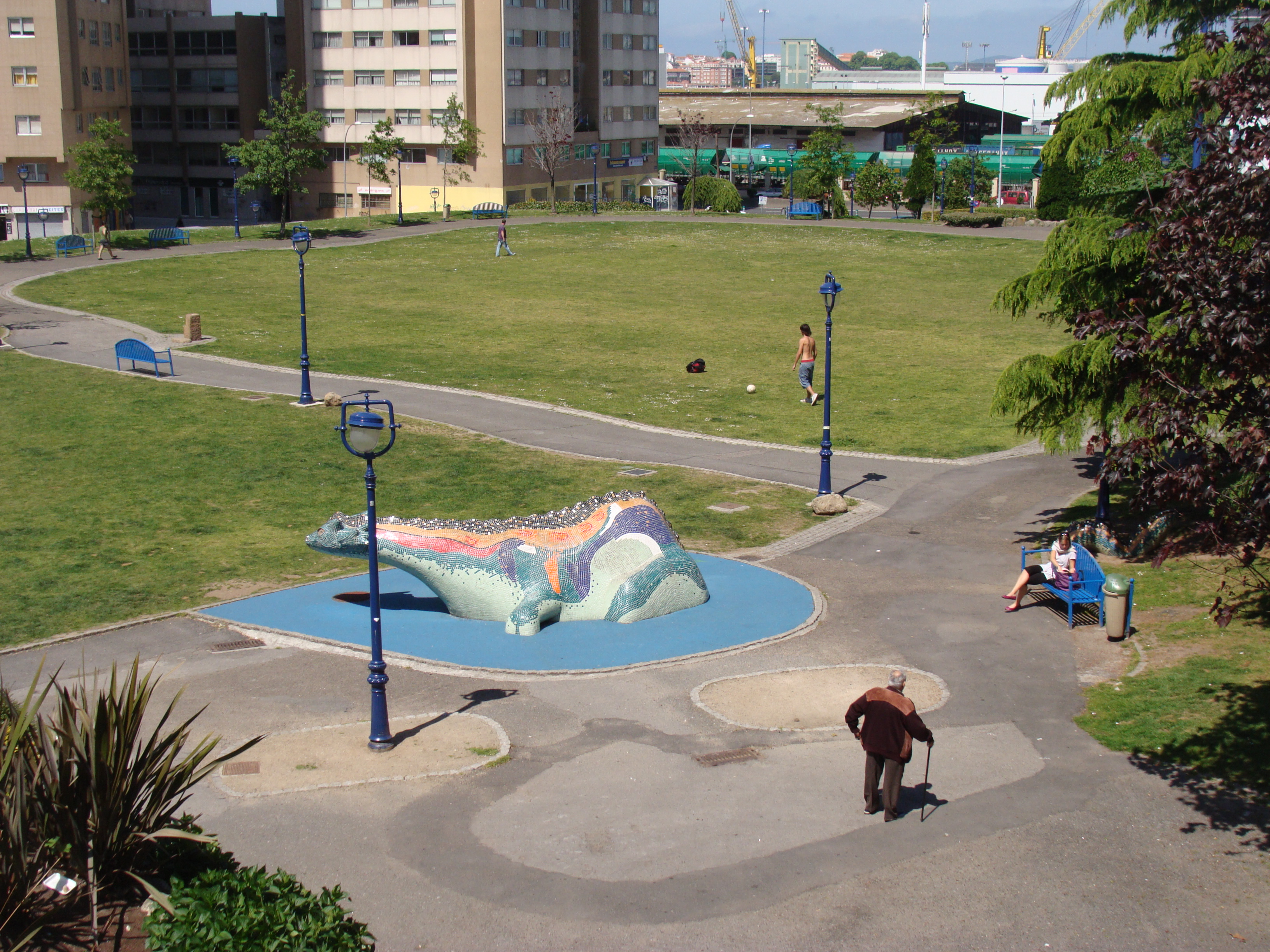
Parque Europa

- Parque Europa. Esta extensión de césped enclavada entre las zonas de Cuatro Caminos y La Gaiteira es una popular área de esparcimiento. En él se encuentra el edificio del Fórum Metropolitano, espacio cultural equipado con biblioteca municipal, un centro social, salas de cine de filmoteca, hemeroteca y Centro de Información Juvenil.

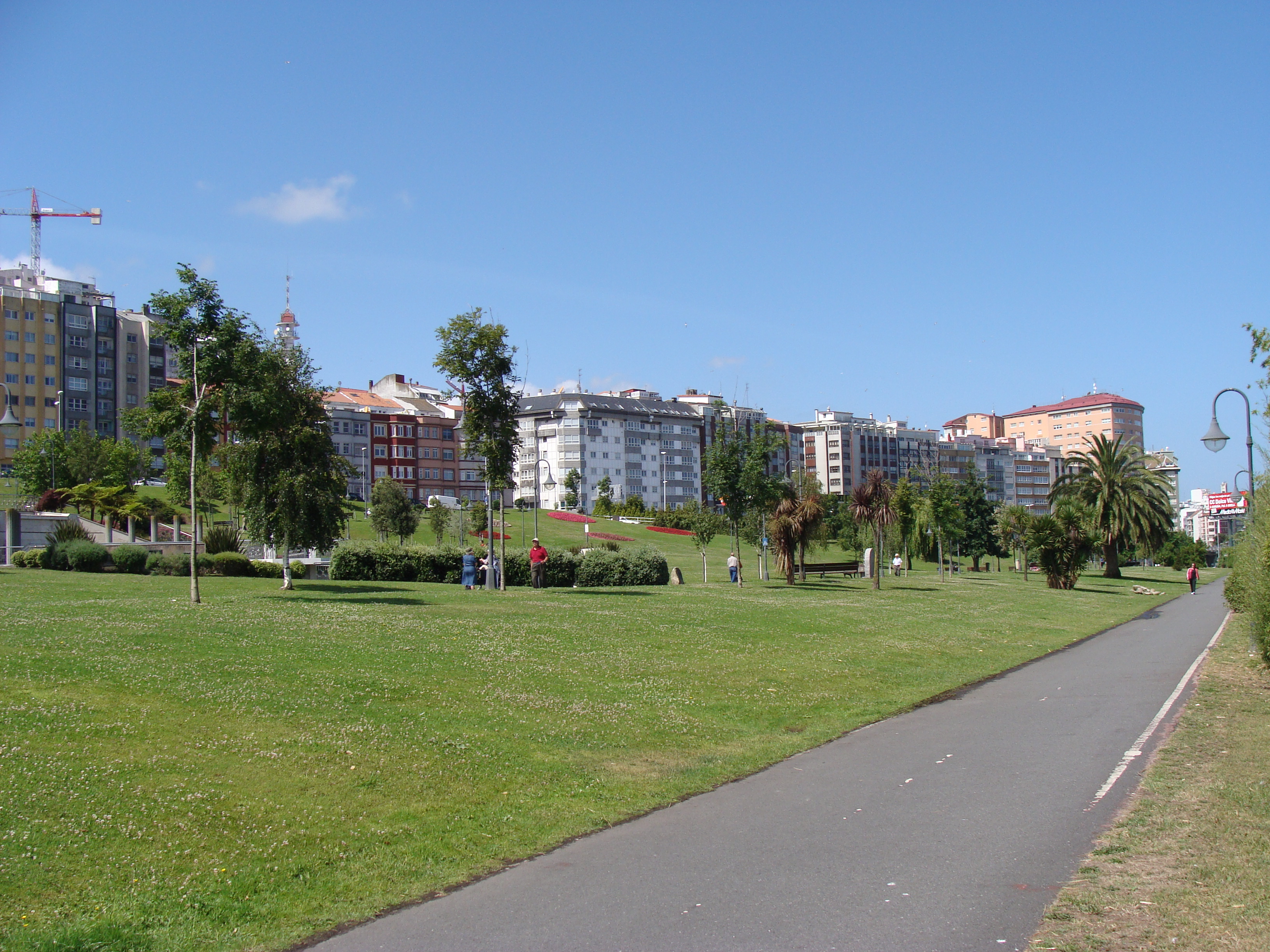
Parque de San Diego

- Parque de San Diego. Esta zona verde está equipada con un carril bici que llega hasta la playa de Oza y en ella se encuentran unas importantes instalaciones deportivas (gimnasio, piscinas) de titularidad municipal.
- Paseo de los Puentes. Gran área verde, atravesada por los restos de un acueducto de piedra del siglo XVIII.
- Parque de Eirís. Área verde que rodea los barrios de Castrillón, Monelos y Eirís.
- Parque de Oza. Parque de 55 000 m cuadrados ubicado en el barrio de Oza.
- Jardines de la Real Maestranza. Junto al Paraninfo de la Maestranza, al lado del mar, en ella se encuentra la estatua de Diego del Barco, destacado personaje coruñés durante la Guerra de la Independencia, y el Pozo del Convento de San Francisco.

### Catástrofes medioambientales
Hundimiento del petrolero Urquiola

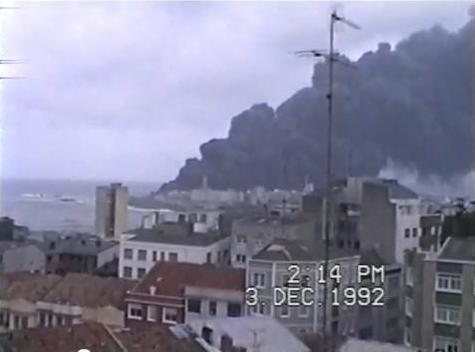
Imagen del hundimiento del petrolero Mar Egeo en 1992

En 1976 ocurrió la primera de las catástrofes marítimas que afectaron ecológicamente al litoral coruñés. El 12 de mayo de ese año, el petrolero Urquiola quedó encallado y posteriormente se incendió al aproximarse al puerto de La Coruña. Las autoridades intentaron arrastrar el barco a mar abierto, pero los tanques del buque reventaron y comenzó un vertido del petróleo al mar que posteriormente se incendió. A consecuencia de este incidente las costas coruñesas permanecieron enfangadas con la carga de carburante durante semanas.
Hundimiento del superpetrolero Mar Egeo
La madrugada del 3 de diciembre de 1992 el Aegean Sea entraba en el puerto de La Coruña con unas condiciones meteorológicas adversas, con vientos superiores a los 100 km/h y una visibilidad inferior a los 100 m. Por culpa de un golpe de mar —según el capitán del barco— o por seguir una maniobra incorrecta -según la Dirección General de la Marina Mercante- el buque no siguió la ruta fijada por los prácticos y terminó encallando contra los bajos rocosos de las Xacentes, a unos cien metros de la costa, cerca de la entrada del puerto. Según la información del capitán, eran las 4:50 horas.

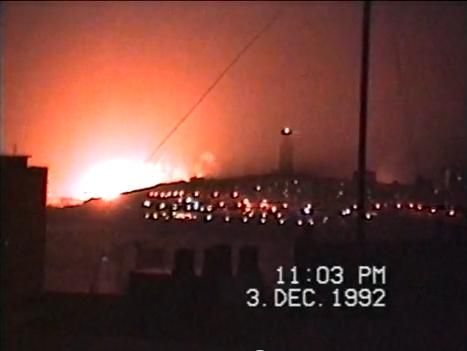
El Mar Egeo ardiendo de noche. A la derecha de la gran llamarada, se encuentra la Torre de Hércules

A las ocho de la mañana el buque encalla frente a la torre de Hércules, próxima a la entrada del puerto. A las 9:45 el buque se había partido en dos secciones, con la proa a 50 m de profundidad. Rápidamente el barco comienza a arder. Desde algo más de media hora antes el capitán autoriza la evacuación de los 28 tripulantes, que son rescatados por los helicópteros de rescate Helimer Galicia, Pesca I y Pesca II, junto al barco de la Cruz Roja Blanca Quiroga.
No hubo víctimas humanas. Fue preciso evacuar a los vecinos del barrio de Adormideras, el más próximo, y unas 300 familias pasaron la noche fuera de sus hogares. Una nube de humo procedente del buque cubrió durante unas horas el cielo de la ciudad, si bien por la tarde se desplazó con el viento hacia Ferrol.
A pesar de que se consiguió extraer unas 6000 toneladas de crudo, la mayor parte fue vertida al mar o ardió; otra parte de la carga se evaporó gracias a la volatibilidad de ese tipo de petróleo. La escasez de barreras contra la contaminación y la ruptura de algunas de ellas fueron los primeros problemas para frenar una marea negra que llegó a cabo Prior y afectó a las rías de La Coruña, de Ares, de Betanzos y de Ferrol. En total resultaron afectados unos 300 km de costa, limitando la actividad de más de 4000 pescadores, mariscadores y operarios de depuradoras de moluscos y otras industrias relacionadas con la acuicultura. Las reclamaciones presentadas en concepto de indemnización llegaron a los 300 millones de euros.

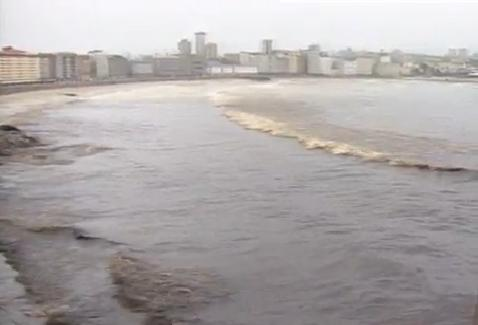
Las playas de Riazor y Orzán bajo la marea negra

Las cifras de animales muertos varían entre los 500 de la Marina Mercante, y los 26 000 conforme a los grupos ecologistas. La popa del Aegean Sea, arrastrada por las olas hasta la torre de Hércules fue durante años un atractivo turístico. Finalmente fue subastada como chatarra a una empresa asturiana. El ancla se conserva en el Aquarium Finisterrae.
Las indemnizaciones a los afectados comenzaron a pagarse en el año 2002 tras un largo proceso judicial en el Tribunal Superior de Justicia de Galicia.
Derrumbamiento del vertedero de Bens
El 10 de septiembre de 1996 se produjo otro acontecimiento funesto para la ciudad cuando el vertedero de Bens se derrumbó sobre el lugar de O Portiño, cubriendo el dique y varias edificaciones con una avalancha de 200 000 m cúbicos de tierra y basura que provocó una víctima mortal y arrastró varios vehículos y decenas de embarcaciones. El incidente provocó un gran malestar ciudadano, con varios días de hedor insoportable cubriendo la ciudad hasta el sellado de la zona.
Marea negra del petrolero Prestige
La última de las grandes catástrofes que tuvo que afrontar La Coruña ocurrió en noviembre de 2002, cuando la marea negra provocada por el naufragio del petrolero Prestige (13 de noviembre) alcanzó sus costas, aunque los daños en esta zona no resultaron tan severos como los causados en otras comarcas gallegas más expuestas al vertido de crudo.
Vertidos tóxicos en la playa de Bens

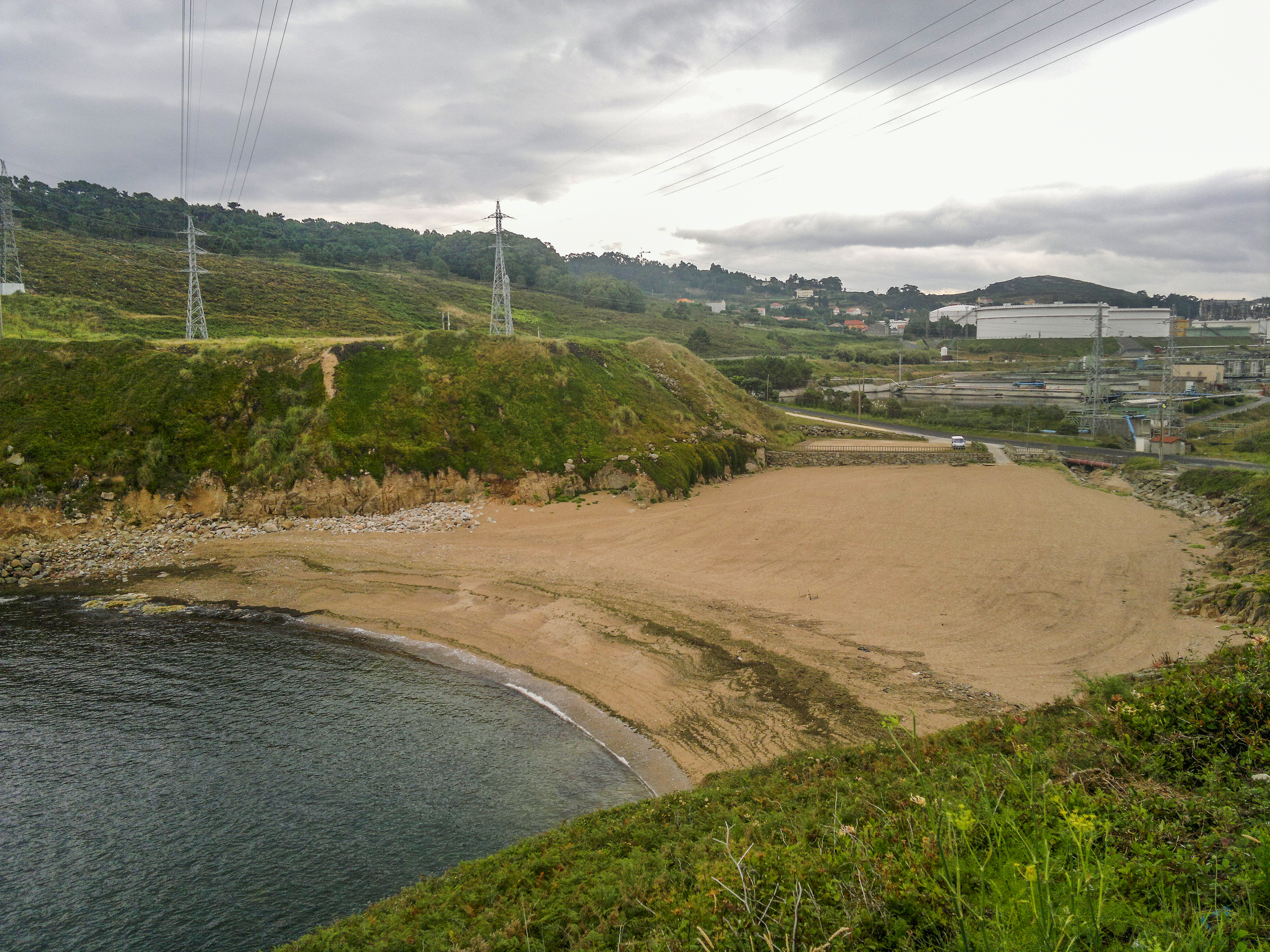
Playa de Bens

La playa de Bens ha recibido a lo largo del tiempo numerosos vertidos contaminantes. Alrededor de la misma se encuentra la EDAR de Bens, la refinería de petróleos de La Coruña, la planta de tratamiento de residuos de Nostián y una instalación de bombas de aguas fecales del Ayuntamiento de Arteijo. El arenal fue utilizado como vertedero de la ciudad hasta la construcción del vertedero de Bens durante los años setenta.
En 2005 se vertieron en la playa más de 1000 litros de gasóleo procedentes de la refinería. El combustible se precipitó primero al río Napal y posteriormente invadió la playa. Greenpeace demandó a Repsol por lo sucedido. En el año 2006, la playa sufrió un vertido de basura procedente de la red de saneamiento del Ayuntamiento de Arteijo. En 2008, los vecinos denunciaron el estado de la cala, que se encontraba repleta de desperdicios. En el año 2013, operarios de la planta de tratamiento de residuos de Nostián amenazaron con una huelga por vertidos de lixiviados cerca de la playa de Bens. Ese mismo año se produjo un vertido procedente de la EDAR en las inmediaciones de la playa, bloqueando el paseo entre O Portiño y la playa de Bens.
La constante contaminación de sus aguas ha provocado que el uso de la playa sea escaso.

## Historia

### Edad Antigua

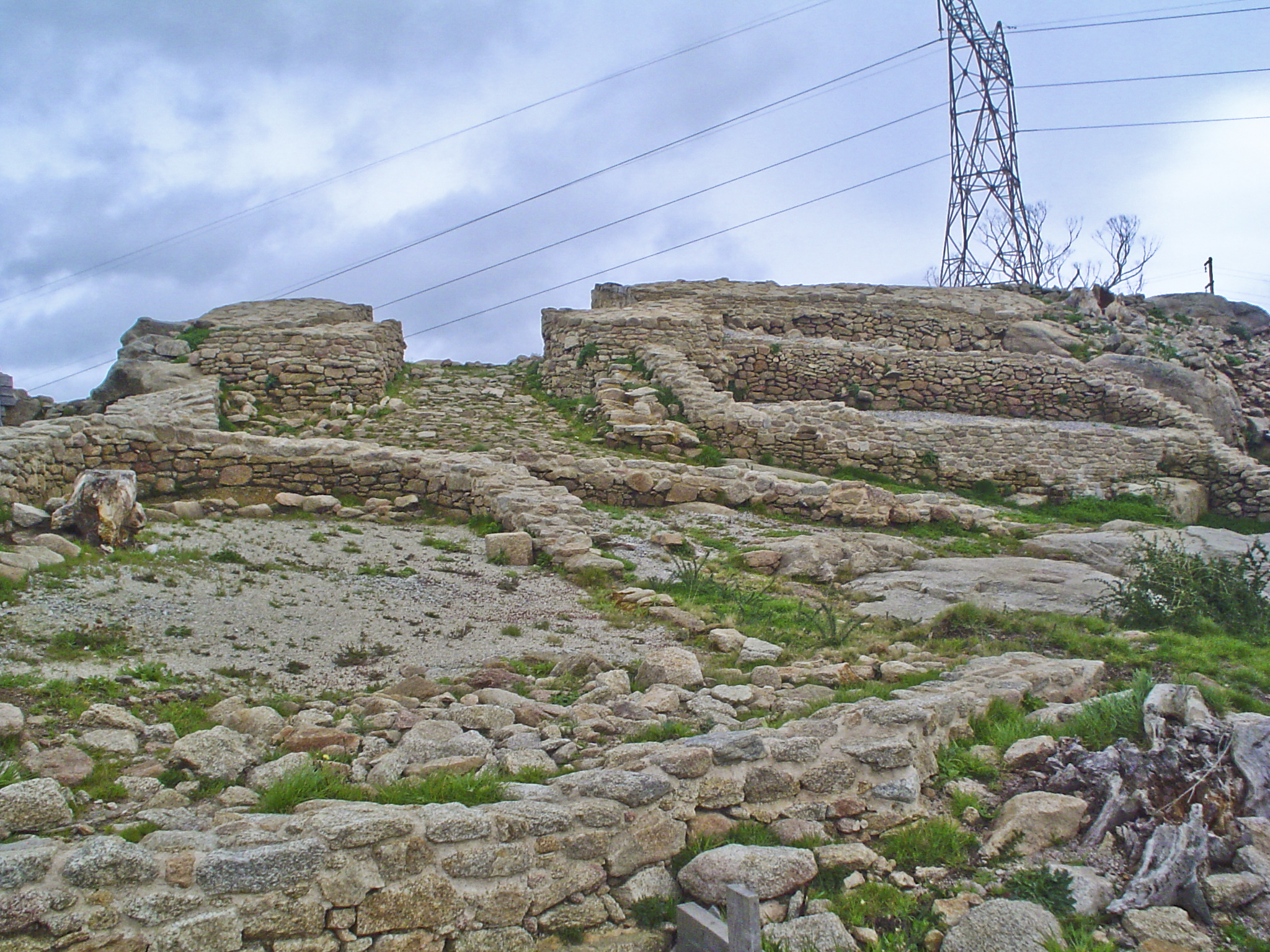
Castro de Elviña

Hay constancia de asentamientos prerromanos en el área actualmente ocupada por la ciudad (Castro de Elviña y Alto de Santa Margarita). La tribu de los brigantes eran la población autóctona del área y también los ártabros, que comprenden desde la ría del Burgo a la ría de Ferrol.[cita requerida]
La bahía de La Coruña es citada por los geógrafos clásicos con el nombre de Portus Magnus Artabrorum («Gran puerto de los ártabros»), y era uno de los puntos fundamentales en la «ruta del estaño». Claudio Ptolomeo hace referencia a la ciudad de Faro (le corresponde sin duda a la Coruña actual) y cita el faro de Brigantium. Dion Casio habla de la llegada de Julio César a las costas de Brigantium. Bajo los romanos, La Coruña fue final de una vía y puerto de cierta importancia.
Las tropas de Julio César llegaron en el año 62 a. C. y los romanos acabaron bautizando el lugar como Brigantium. En el siglo I a. C. se construyó el faro llamado Torre de Hércules, prueba de la importancia que tenía la ruta marítima por la zona ya en épocas remotas. Recientemente han aparecido restos de una necrópolis y otro tipo de construcciones romanas bajo solares en obras en las zonas de Pescadería y Monte Alto.

### Edad Media

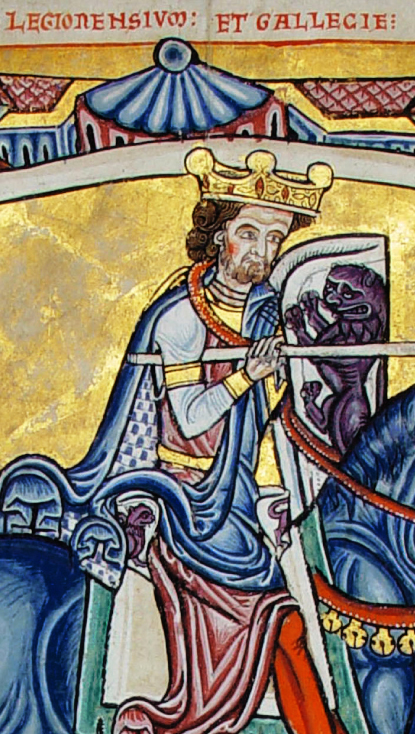
Alfonso IX de León refundó la ciudad en 1208

Tras la caída del imperio romano, el pequeño asentamiento herculino caería sucesivamente bajo dominio suevo y visigodo. La invasión musulmana de la península ibérica en 711 apenas tuvo repercusión en esta zona, que en menos de un siglo pasó a ser parte del reino cristiano de Asturias. Bermudo II otorga a la Iglesia compostelana el dominio sobre Crunia y la isla de Faro (como se denominaba entonces la península en la que se erige la Torre de Hércules) pero entre los siglos IX y X, los periódicos ataques de las flotas vikingas acaban con el despoblamiento de la zona, ya que sus habitantes prefirieron establecerse en el área de Betanzos, una zona de la ría más protegida.
No fue hasta 1208 que la ciudad fue refundada por orden del rey de León Alfonso IX, trasladando a los habitantes de la cercana población de El Burgo hasta el actual emplazamiento de la ciudad vieja, reconstruyendo la urbe y otorgándole los privilegios del Fuero de Benavente. Así, La Coruña pasa a ser un enclave que depende directamente del rey, libre de vasallaje al clero o a los señores feudales que se repartían el resto del territorio galaico.
Décadas más tarde, su sucesor Alfonso X concede a la villa la exclusividad de desembarcar y vender la sal sin pagar gravámenes, lo cual se traduce en una gran prosperidad económica.
Durante el reinado de Enrique III, en los últimos años del siglo XIV se construyeron las murallas que protegían el recinto de la ciudad vieja. Se conservan algunos restos, así como tres puertas que abrían la ciudad al mar a lo largo del paseo del Parrote, frente a la bahía. También se conserva el baluarte conocido como la Fortaleza Vieja, que es el actual Jardín de San Carlos.
El Concejo fue, durante toda la Edad Media, la columna vertebral de la vida urbana coruñesa. Defendió sus privilegios, organizó las defensas, movilizó los recursos abrió sus puertas, a judíos, templarios (cuando estos, a partir del siglo XIV, se convirtieron en marginados), franceses y otros exiliados, propicio la apertura de nuevas vías comerciales y supo en todo momento frenar los intereses de quienes pretendían monopolizar el poder ciudadano.
Ya en el siglo XV, Juan II otorgó a La Coruña el título de ciudad en 1446. Carlos I celebró cortes en ella, estableció la Casa de Contratación para la especiería y partió desde su puerto para ser coronado emperador en Alemania.

### Edad Moderna

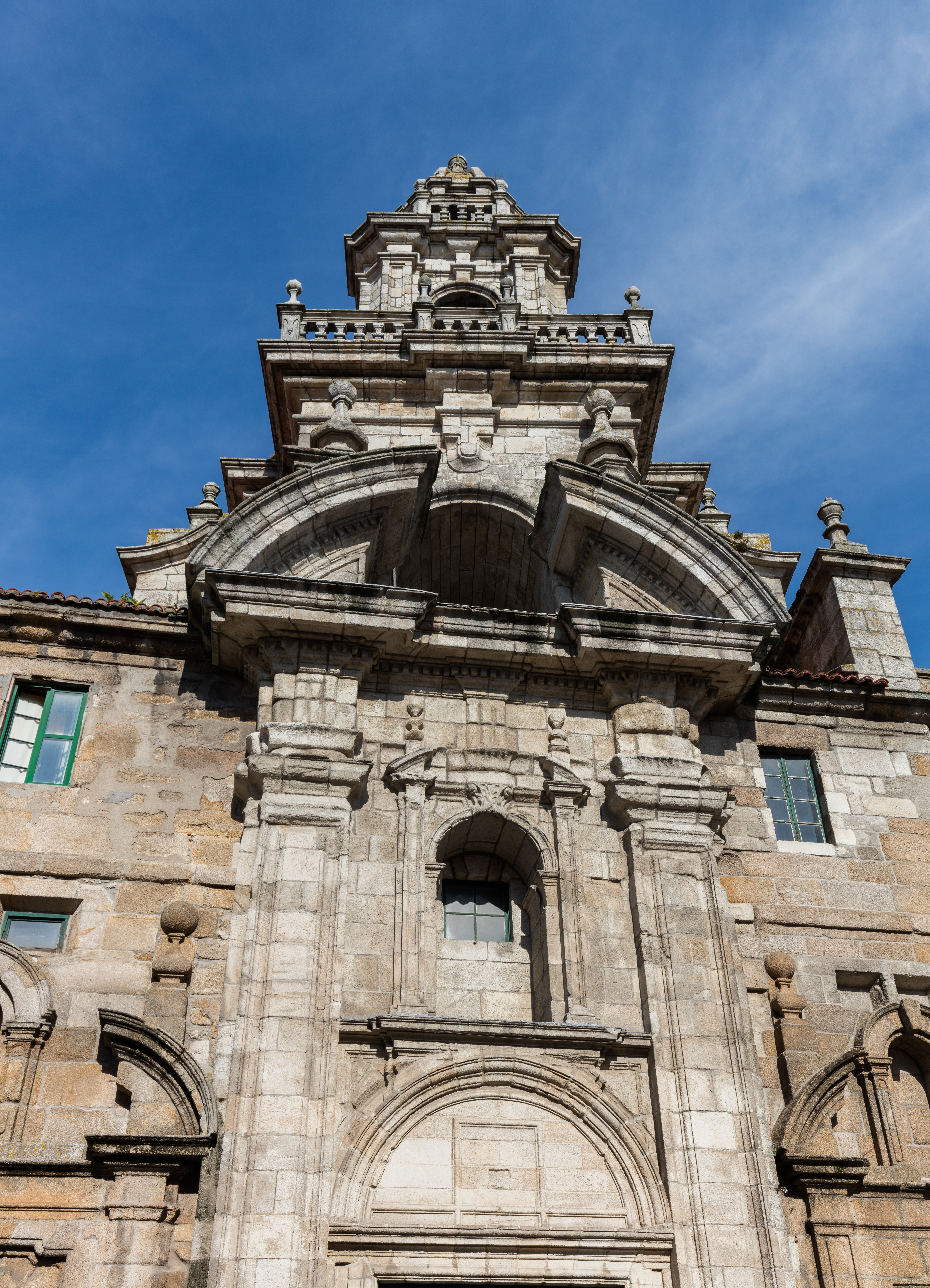
Monasterio de Santo Domingo

La ciudad de La Coruña consiguió constituirse en la sede de los organismos de gobierno generados por el nuevo sistema político impuesto por los Reyes Católicos. Carlos V concedió a La Coruña la anhelada Casa de Contratación. Mientras que la mayor parte de las ciudades de Galicia durante los siglos XVI al XIX se encierran en sí mismas, la ciudad de La Coruña consigue nutrirse periódicamente con una clase social muy vinculada a la Corte, honrada por ésta con los nombramientos y ello conlleva una continua modernización de la vida social.
En el puerto de La Coruña se constituye en la base de la Armada en los siglos XVI y XVII.
La ciudad de La Coruña no podía renunciar a convertirse en el gran puerto de Galicia. Su buena situación frente a América como base para el gran comercio atlántico europeo, su tradición empresarial, e incluso, el hecho de ser una ciudad realenga con capacidad, por consiguiente, para conseguir privilegios de su señor, el Rey, la ciudad y a sus clases sociales más avanzadas, que lucharon denodadamente durante todos los siglos para conseguir las oportunas licencias que la facultaron a comerciar con todo el mundo.
Siglo XVII
Entre los siglos XVII y XVIII, las continuas guerras de la monarquía española repercutieron en las subidas de impuestos y el reclutamiento de la población. La ciudad sufrió a partir de entonces un proceso de recesión.
La reina Isabel I de Inglaterra mantenía una profunda enemistad con Felipe II, tensión que desembocó en una serie de disputas bélicas. El 21 de julio de 1588 salió del puerto de La Coruña la Armada Invencible hacia el inesperado desastre en el canal de la Mancha. Un año más tarde, en 1589 la reina de Inglaterra envió una escuadra mandada por el almirante Francis Drake conocida como la contraarmada. La ciudad organizó su defensa bajo el mando principal del Marqués de Cerralbo, quien desplegó todas las tropas y milicias disponibles y movilizó a la población para labores de apoyo, incluyendo el refuerzo de las viejas murallas medievales. Durante el asedio, se produjo la heroica gesta de María Pita: en un momento crítico, cuando una explosión derribó parte de la muralla cerca de la Puerta de Ares y los soldados de ambos lados estaban aturdidos, María Pita arengó a los defensores coruñeses con la frase «¡Quien tenga honra que me siga!», y tomando armas, se enfrentó al enemigo. A este valiente gesto se atribuye que la ciudad alta (hoy conocida como ciudad vieja) no cayera finalmente en manos inglesas. María Pita recibió gran reconocimiento e importantes privilegios por su acción.
Durante el asedio, la población de La Coruña hizo un voto a la Virgen del Rosario, rogando por la salvación de la ciudad. Esta promesa es el origen de una tradición que se conserva hasta hoy, celebrada cada 7 de octubre en la iglesia de Santo Domingo. La férrea resistencia coruñesa dejó para la Historia otros nombres que persisten en el callejero, como el propio marqués de Cerralbo, el Capitán Troncoso (junto al tramo de muralla que defendió) y el Capitán Juan Varela.

A pesar de la tenaz defensa coruñesa, los ingleses lograron desembarcar en varios puntos llegando a quemar el monasterio de Santo Domingo, el barrio de Santo Tomás, y saquear la zona de Pescadería (actual calle de San Andrés y sus alrededores), donde se luchó casa por casa, obligando a sus habitantes a refugiarse en la ciudad alta. En auxilio de La Coruña también se enviaron tropas desde Betanzos, mandadas por el Conde de Andrade, desde Ferrol y desde Santiago de Compostela, enviadas por su Arzobispo. Finalmente, los ingleses Drake y Norris se retiraron con su flota el 19 de mayo, tras importantes pérdidas y sin lograr tomar la ciudad alta. Tal fracaso, que continuó al no lograr sus siguientes objetivos de conquistar Lisboa y Las Azores, causó que Drake perdiera el favor de la Reina Isabel I y gran parte de sus privilegios.

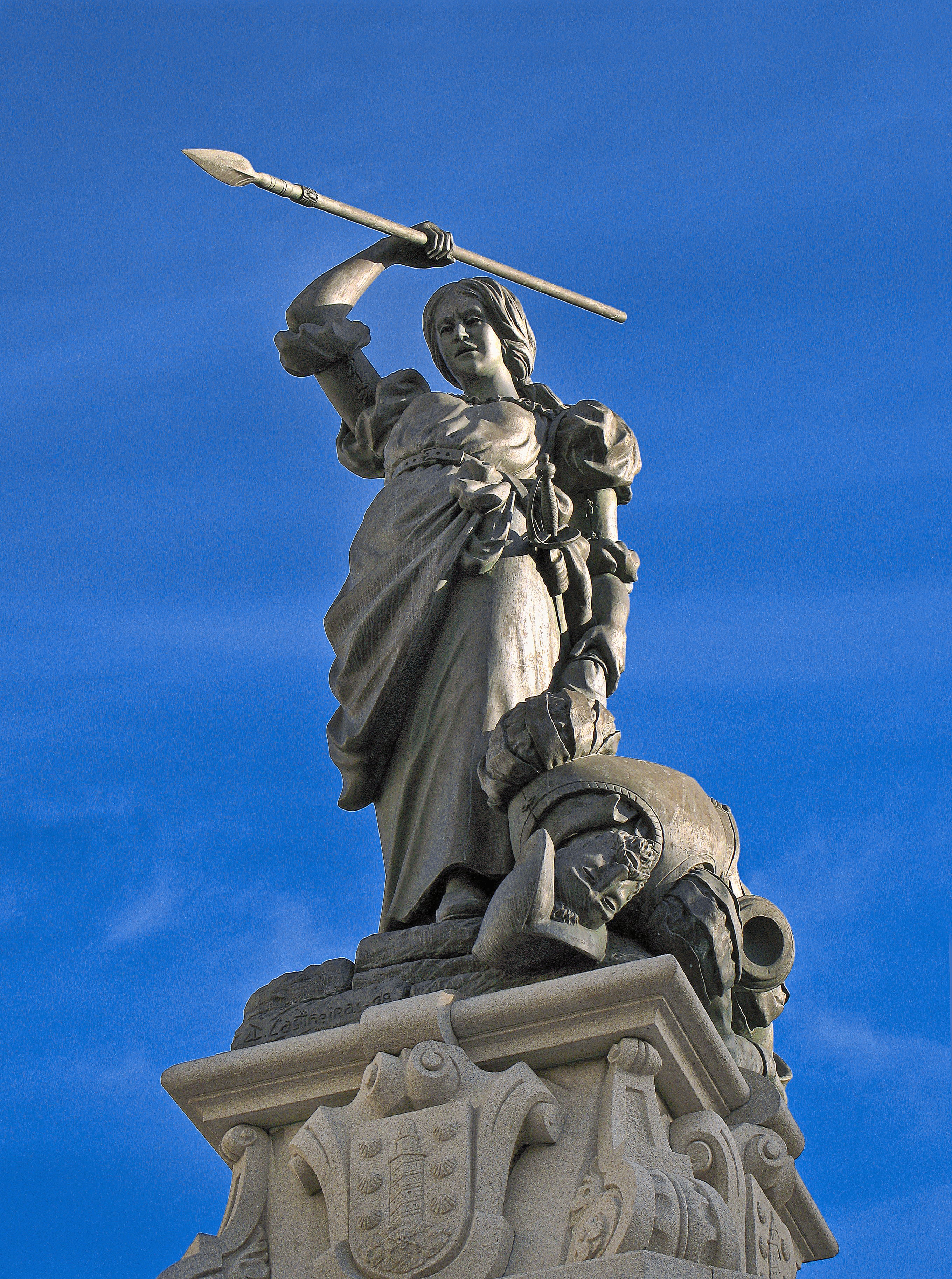
Monumento a María Pita

Es en esta época cuando se produce el traslado de la Real Audiencia desde Santiago de Compostela a La Coruña. En 1620, Felipe III crea la Escuela de los Muchachos del Mar y en 1682 se practican obras de restauración a la Torre de Hércules, a cargo del arquitecto Antúnez.
Siglo XVIII
En la Guerra de Sucesión, la ciudad volvió a sufrir un alza de los impuestos y el reclutamiento de la población. La guerra acabó en 1716 y la recuperación económica comenzó propiciada por las actividades productoras y exportadoras de los empresarios burgueses catalanes afincados en la ciudad.

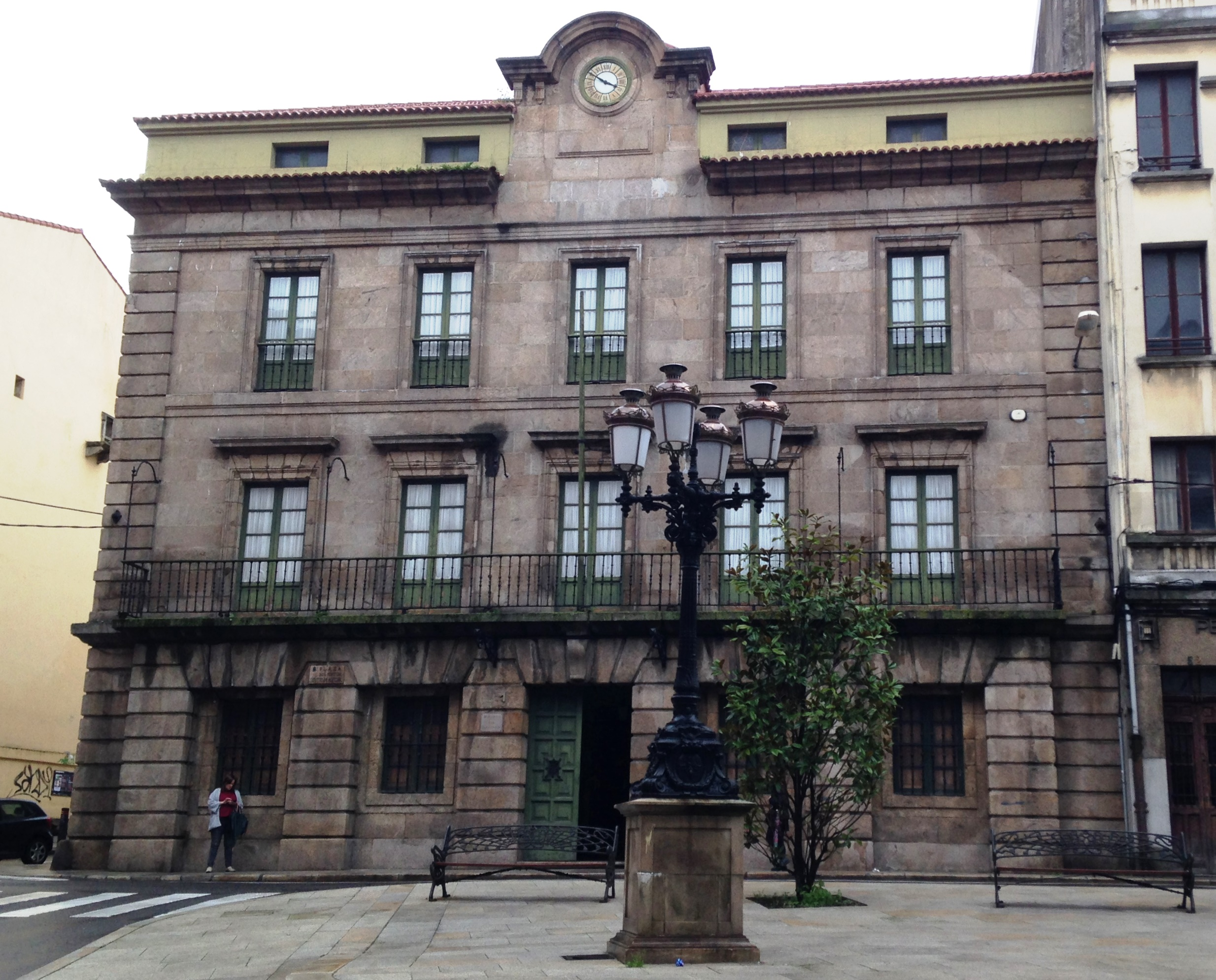
Edificio del Consulado Marítimo Terrestre

Se construye el Consulado Marítimo Terrestre en 1785 con la finalidad de promover la navegación y las relaciones comerciales, impulsar la infraestructura portuaria, fomentar las fuentes de riqueza y asegurar a los mercaderes e industriales un tribunal propio que los liberara de las trabas y la parsimonia procesal de los tribunales ordinarios, absolutamente ineficaces ante una nueva realidad económica. El Consulado se constituirá en una institución fundamental para el porvenir de la ciudad, ya que no redujo su actividad al ámbito estrictamente comercial, industrial y procesal, sino que fundó una Escuela Náutica, una Escuela de Comercio, una Escuela de Dibujo, y está presente con su aportación económica en todas las obras que el Ayuntamiento planifique y que directa o indirectamente favorecieran la vida económica de la ciudad.
Tribunal de primera instancia para la resolución de pleitos mercantiles, cuidado y mejora de la navegación (reparación de puertos, nuevas señalizaciones marítimas, etc), fomento de la riqueza en Galicia, apoyo para la producción gallega, introducción de nueva tecnología.
Durante el reinado de Carlos III acabó por romperse el monopolio de Cádiz como única ciudad con permiso para comerciar con las colonias en América. Trece puertos, incluido el de La Coruña, se beneficiarían de dicho comercio, permitiendo el correo y el transporte con las colonias americanas, conectándose con ciudades como La Habana, San Juan, Veracruz, Ciudad de Panamá, Cartagena de Indias, Maracaibo, Caracas, Buenos Aires o Montevideo; además de con Europa.
A partir de ese momento la ciudad despuntó económicamente y el Rey mandó construir la muralla de Pescadería (de la que se conserva el espigón que divide actualmente las playas de Riazor y Orzán). Fue en este siglo cuando se iniciaron las primeras actividades industriales en la ciudad con la creación de la Real Fábrica de Tabacos (en funcionamiento hasta los años 1990 del último siglo) o la Real Sombrerería de La Coruña.

### Edad Contemporánea
Guerra de la Independencia

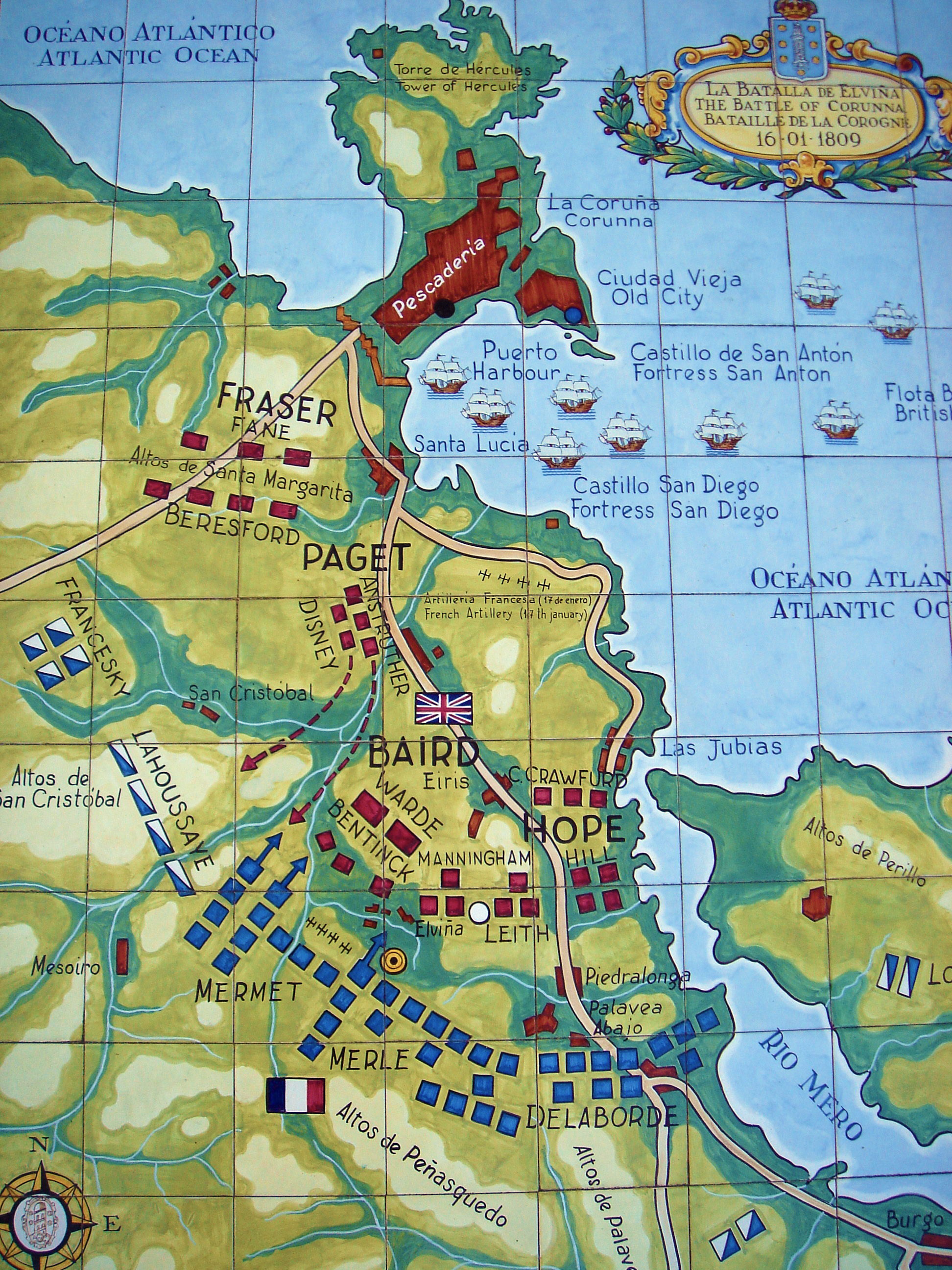
Batalla de Elviña, de 1809, en la que el mariscal Soult derrotó a las tropas británicas de John Moore

En la primera mitad del siglo XIX la ciudad experimentó un notable aumento de población, pasando de 12 000 habitantes en los primeros años a unos 20 000 alrededor de 1850.
El 30 de noviembre de 1803 partió, con destino a América, la expedición dirigida por Francisco Javier Balmis para difundir la vacuna de la viruela descubierta varios años antes.

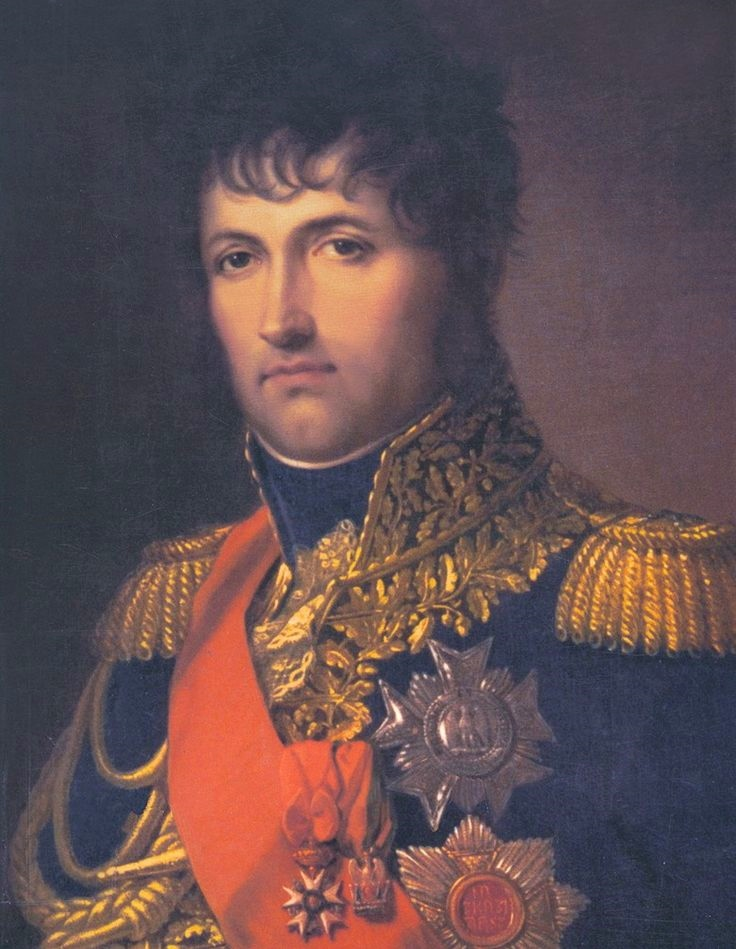
En la batalla de Elviña el Ejército Imperial Francés fue comandado por el mariscal Soult

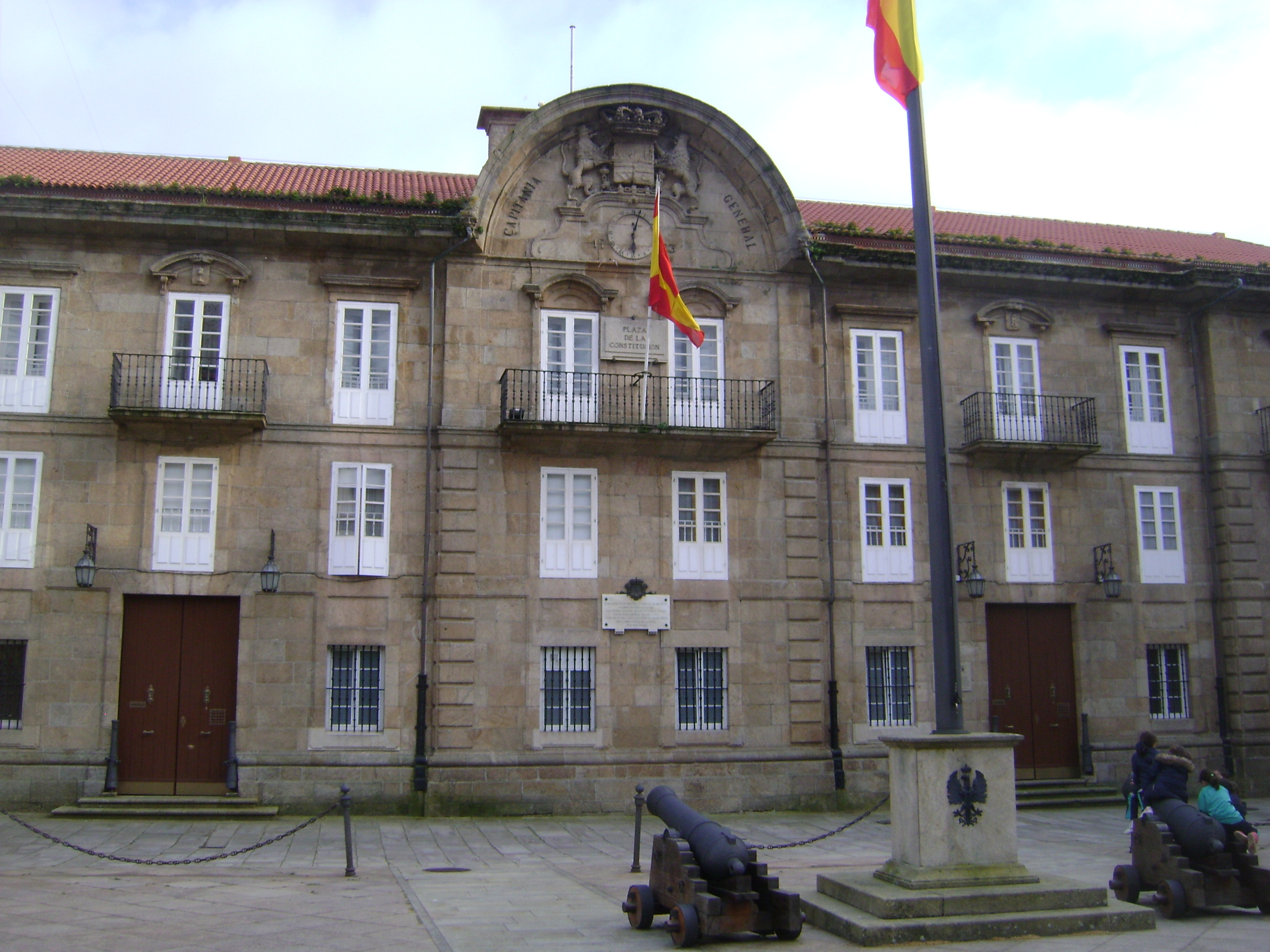
En la Capitanía General se estableció la Junta Suprema del Reino de Galicia en 1808, siendo La Coruña la primera ciudad gallega en alzarse contra Napoleón. Posteriormente, en 1820 los liberales coruñeses proclamaron en esta plaza la Constitución de Cádiz, lo que tuvo repercusiones en Europa y América. Desde la Capitanía General, ocupada por hombres como Lacy y Espoz y Mina se apoyarán los diversos pronunciamientos progresistas que tuvieron lugar durante el

Durante la invasión napoleónica en mayo de 1808, la ciudad presentó resistencia a la ocupación francesa desde el principio, liderada por Sinforiano López. El levantamiento patriótico comenzó el 30 de mayo, cuando la multitud, enardecida por las noticias del levantamiento general que habían llegado de provincias vecinas exigió que se izase la bandera española y se hiciesen las salvas de ordenanza que eran tradicionales en aquel día, día de San Fernando y onomástica del rey Fernando VII. El capitán general don Antonio Filangieri había tratado de contemporizar con los patriotas, pero estos se dirigieron hacia su palacio. Entrevistado con una delegación Filangieri cedió a sus presiones y acabó escapando por una puerta secundaria para refugiarse en el convento de Santo Domingo, cercano a la Capitanía. Se formó una Junta de Defensa, al igual que en otras ciudades importantes de España, quedando La Coruña posicionada a favor del bando patriota y en guerra con los franceses.
Otros lugares de Galicia opusieron resistencia, como Arosa o Vigo. En La Coruña se libraron varios enfrentamientos, siendo el más significativo la batalla de Elviña, el 16 de enero de 1809 entre franceses e ingleses. La batalla en sí nunca se llegó a librar, solamente alguna escaramuza, ya que los ingleses estaban preparando su flota anclada en el puerto para abandonar la ciudad a su suerte. Al día siguiente los franceses se apoderaron de la ciudad, que abandonaron nueve meses más tarde para perseguir al marqués de la Estrella y a sus cinco mil hombres. Las bajas causadas por la milicia y la guerrilla gallegas evitaron que el mariscal Soult volviese a tomar la ciudad, hecho que le obligó a abandonar Galicia con más de un 50 % de bajas en sus filas.

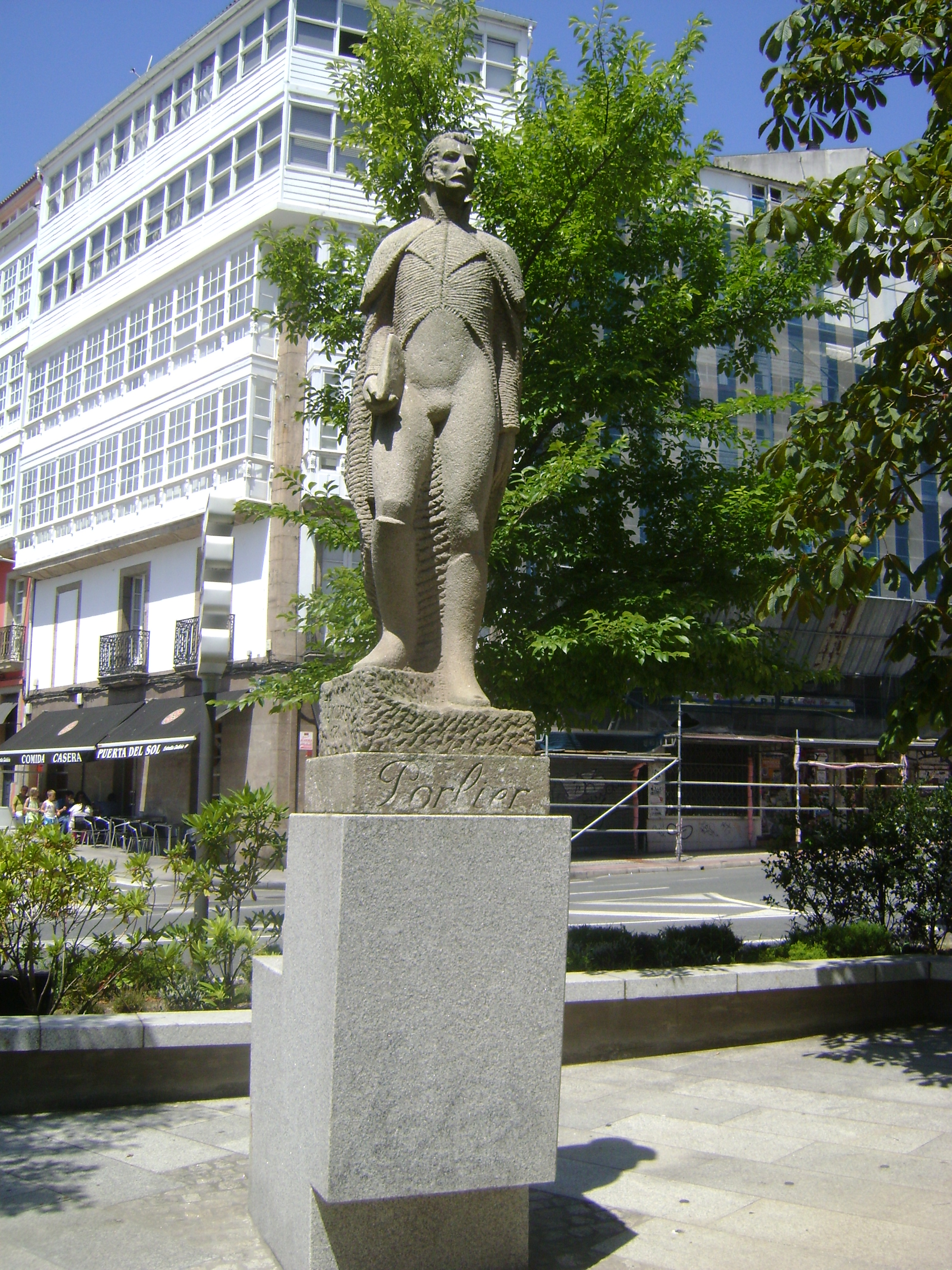
Monumento erigido a Juan Díaz Porlier en el lugar de su ejecución

El 19 de agosto de 1815 el mariscal de campo Juan Díaz Porlier, apodado «el Marquesito», se pronuncia con la intención de restaurar la Constitución española de 1812, apoyado por la burguesía y la intelectualidad coruñesa. Sin embargo, el día 22 de agosto el militar liberal es traicionado, capturado y llevado al castillo de San Antón, es condenado a muerte y ejecutado en la horca en el Campo de la Leña, actual plaza de España, el 3 de octubre de 1815.
Guerras carlistas

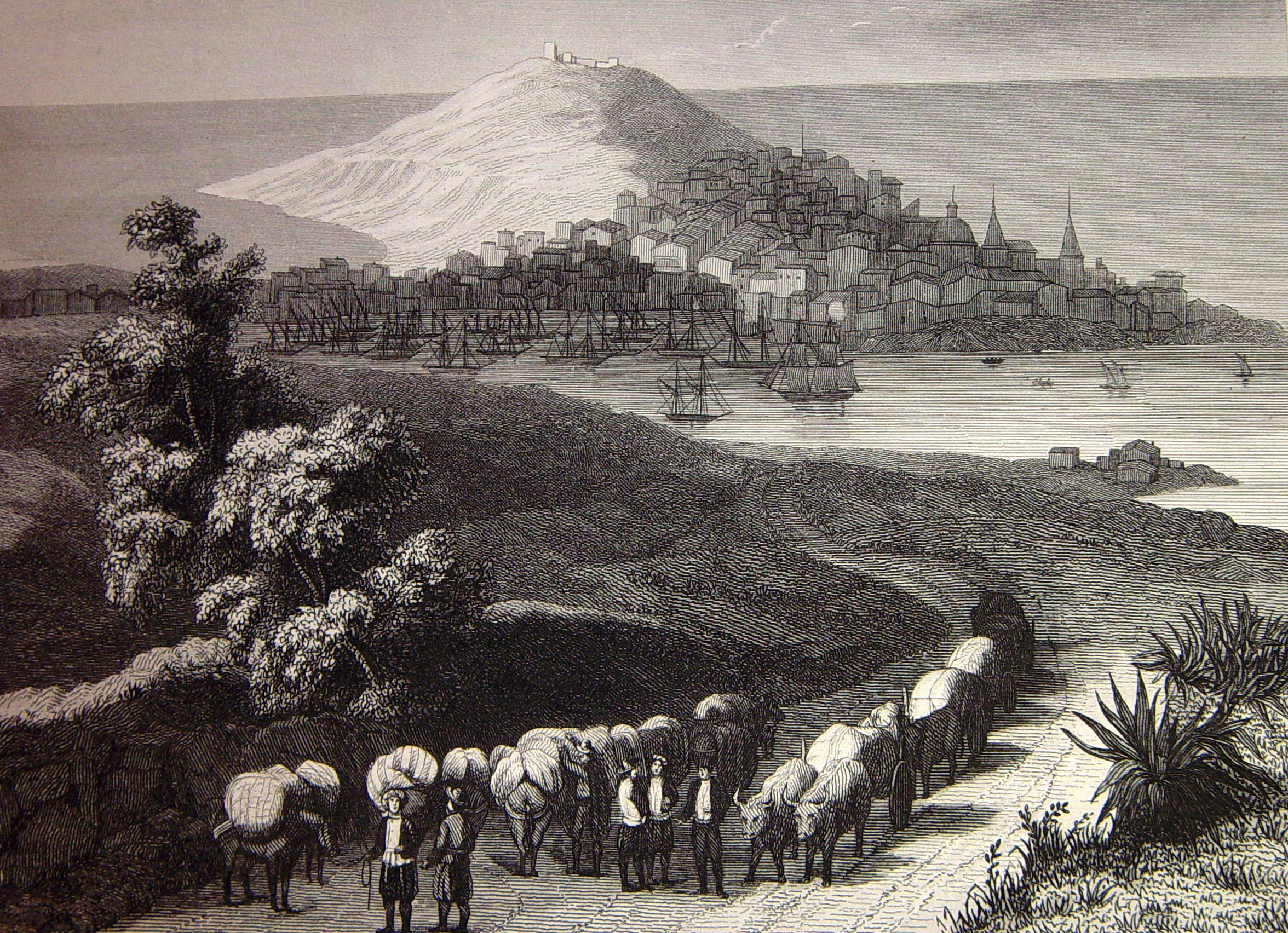
Vista de La Coruña en un grabado de mediados del

Al estallar en 1833 España la primera de las guerras carlistas, La Coruña, fiel a su espíritu liberal, proclamó su apoyo a la causa Isabelina. La ciudad fue cercada en varias ocasiones por expediciones carlistas sin llegar a ser ocupada nunca por las tropas del infante Don Carlos. Tras el fin del conflicto, la reina Isabel II gratificó a la ciudad concediéndole la categoría de capital de provincia en 1849.
Finales del siglo XIX

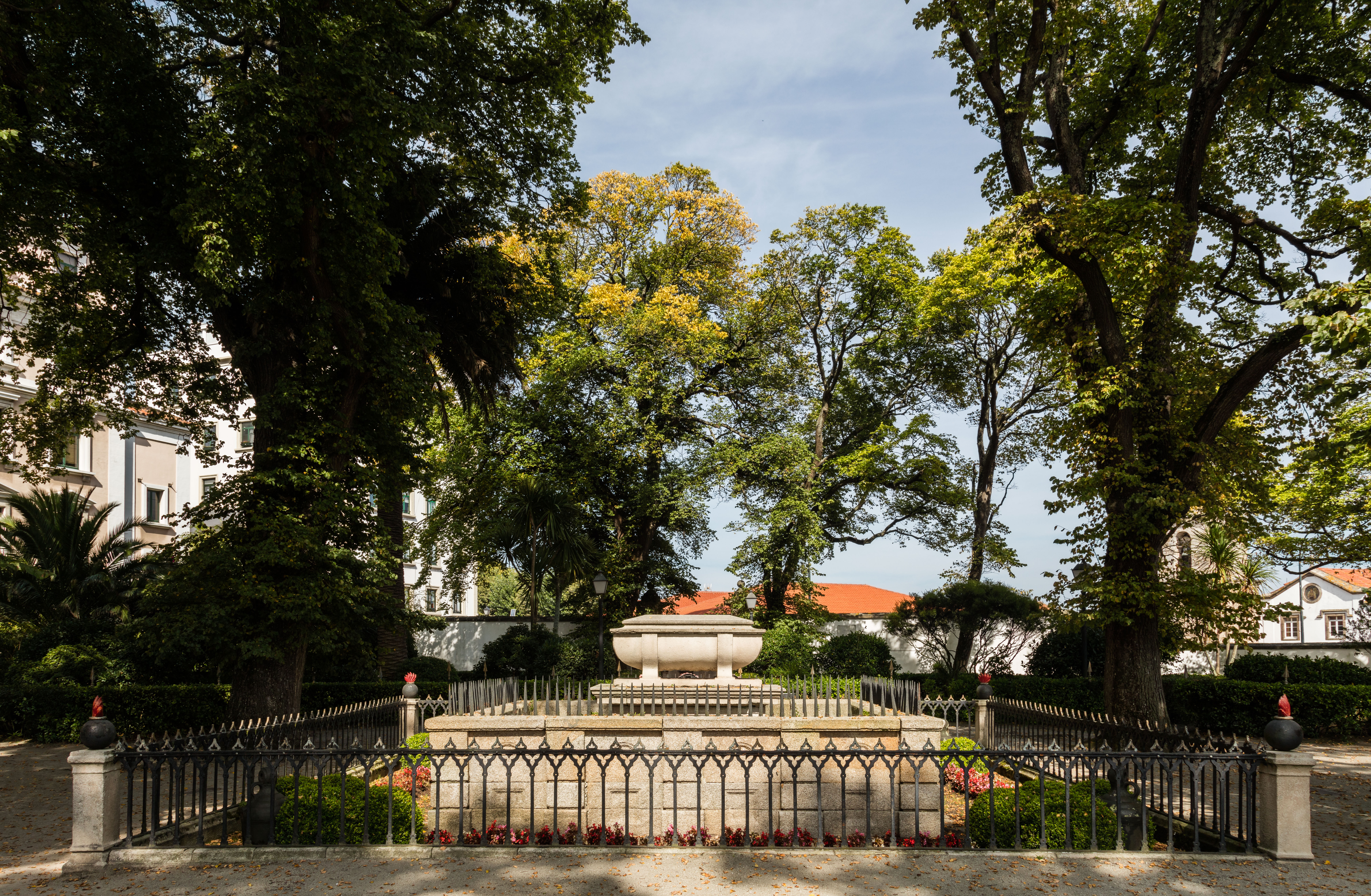
Tumba de sir John Moore en el Jardín de San Carlos

A finales del siglo XIX comienzan a instalarse en la ciudad nuevas industrias y bancos que sentaron la base de la urbe moderna. En esa época, personajes ilustres como Emilia Pardo Bazán o Aureliano Linares Rivas (diputado por el Partido Liberal) aportan prestigio a la ciudad y otorgan importantes donaciones económicas en momentos difíciles para la población coruñesa.
Tras la pérdida de las últimas colonias españolas en 1898, muchos gallegos que habían creado fortuna en el Caribe, los llamados «indianos», regresan con su dinero y el deseo de recrear en la ciudad herculina el lujo que habían conocido en ciudades como La Habana o Santiago de Cuba.
Siglo XX. Anexión del municipio de Oza

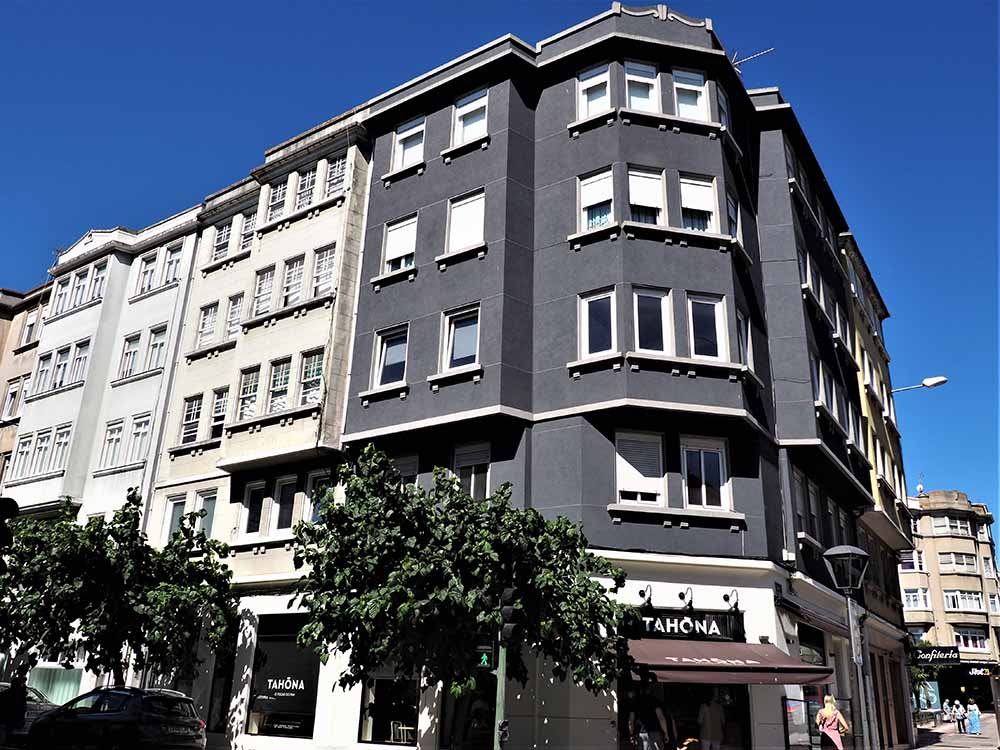
Edificio racionalista de Santiago Rey Pedreira en Os Mallos

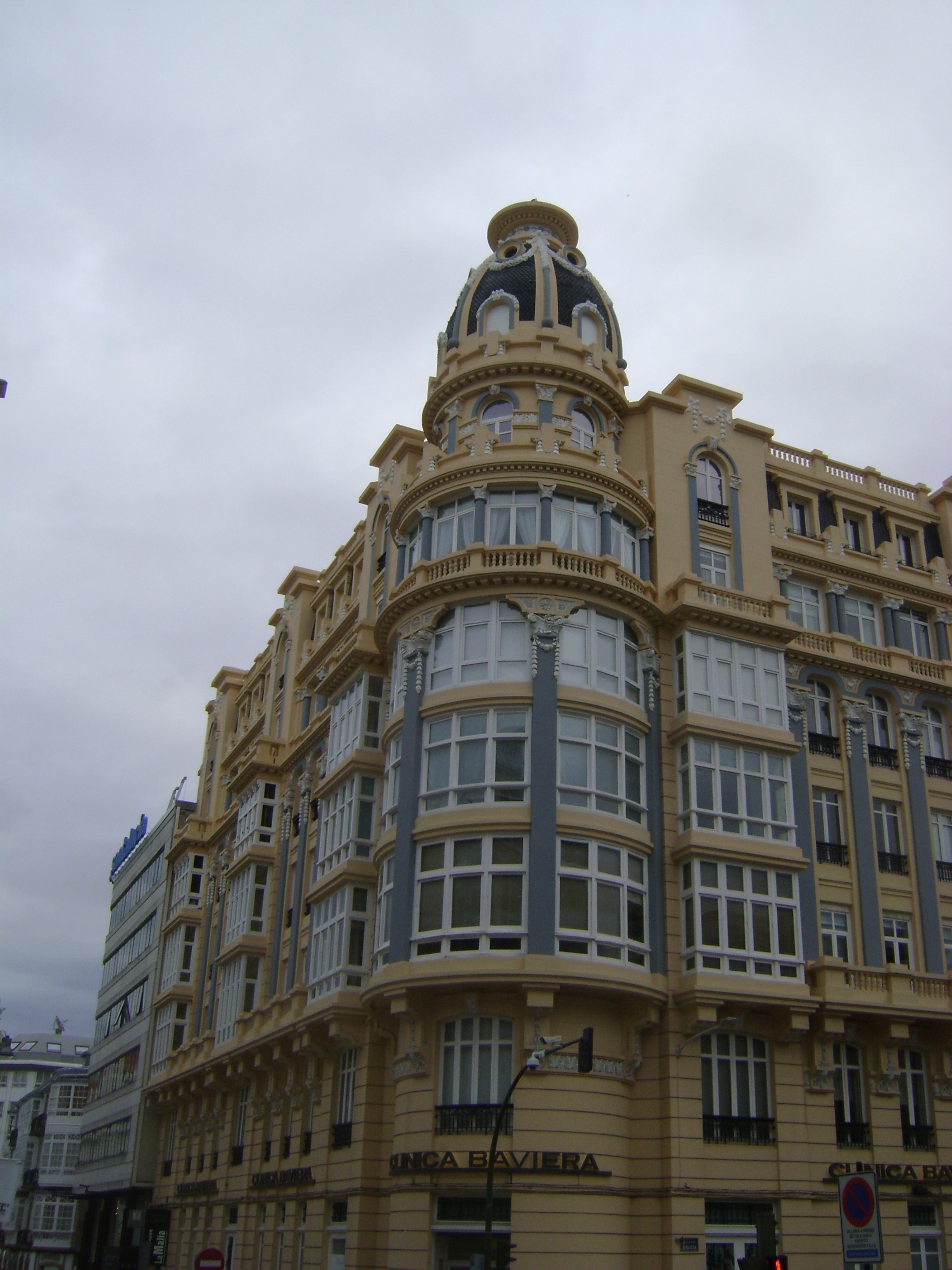
Casa Cortés, de estilo Beaux Arts, situada en el Ensanche y construida en 1918-1919.

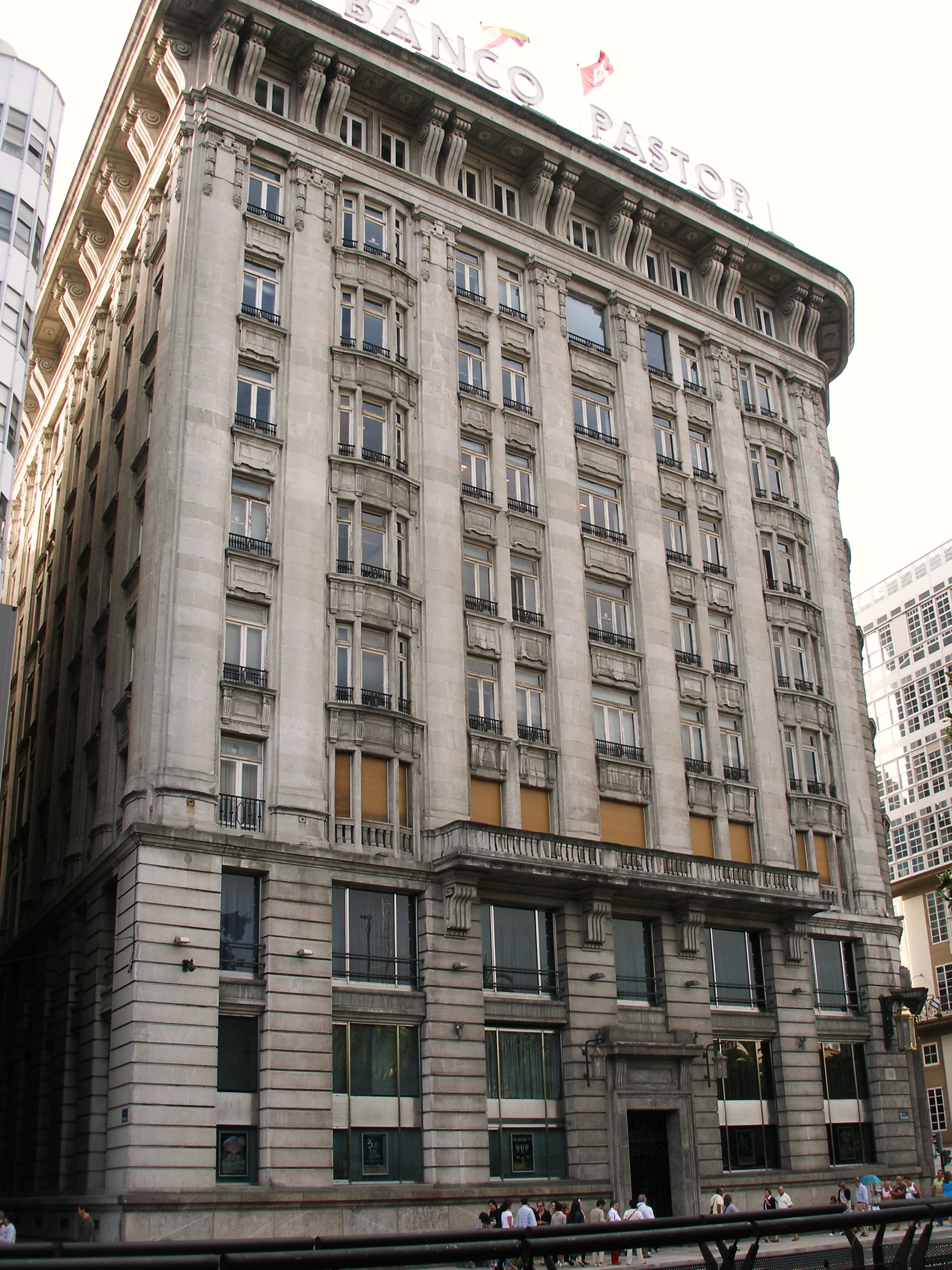
El edificio del Banco Pastor fue el primer rascacielos de España y el edificio más alto hasta 1929

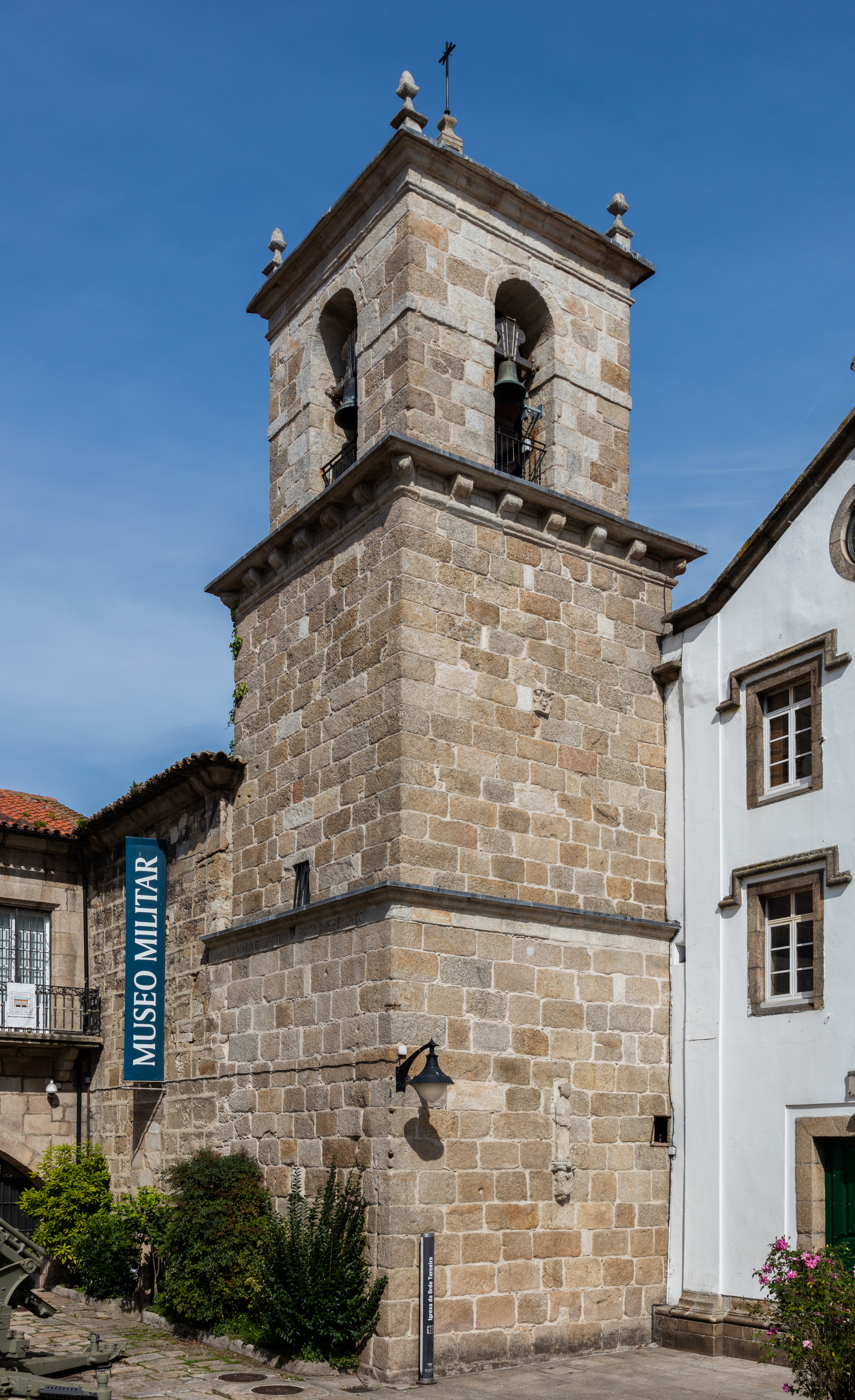
Iglesia de la Orden Tercera

En el siglo XX se produce una explosión demográfica y económica, acentuada por la anexión del municipio de Oza el 28 de enero de 1912,[cita requerida] que aportó al municipio más del 70 % de su actual territorio municipal. Se crea más industria, se potencia el puerto, se fundan organizaciones sindicales y se aumenta la red de negocio y servicios de la ciudad. La Coruña se convierte así en la capital de las vanguardias arquitectónicas gallegas de principios de siglo, tras la construcción de un ensanche de edificios con fachadas de estilo modernista (zona de la plaza de Lugo, plaza de Orense, Linares Rivas, plaza de Pontevedra o los emblemáticos edificios del Kiosco Alfonso, Radio Nacional de España y el desaparecido antiguo Hotel Atlántico) y desde 1922 contó con el edificio más alto de España, la sede central del Banco Pastor, de Antonio Tenreiro y Peregrín Estellés, situado en el Cantón Pequeño, puesto que perdió en el año 1929 con la construcción en la Gran Vía madrileña de la sede de Telefónica. Esta compañía inauguró al año siguiente la central de la calle San Andrés, del arquitecto José María de la Vega Samper, otro ejemplo de la influencia de la arquitectura comercial de origen estadounidense.
Segunda República (1931-1936)
Las elecciones municipales del 12 de abril de 1931 arrojaron unos resultados aplastantes a favor de la opción republicana; la FRG-ORGA (Federación Republicana Gallega - Organización Republicana Gallega Autónoma), fundada entre otros por el abogado y político coruñés Santiago Casares Quiroga, obtenía 31 concejales, además de 2 concejales republicanos independientes no integrados en la federación, un socialista, frente a seis concejales monárquicos.
Con la II República Española, la ciudad continuó con su imparable expansión económica y política. Fue en esta época cuando el racionalismo arquitectónico llegó a la ciudad. Esta arquitectura racionalista de construcción eficaz con forjados de hormigón, permitió a partir de 1935 el nacimiento de barrios en la ciudad como el de Os Mallos, As Atochas-Monte Alto y Santa Margarita.
Por otra parte, dada la relevancia que la II República otorgó a la educación fueron diversos los proyectos educativos que se impulsaron en toda España, y la ciudad no fue una excepción. La voluntad de la ciudad de dotarse de instalaciones de educación superior tiene sus primeras expresiones en el siglo XIX. Habiéndose pronunciado ya en 1934 el gobierno municipal a favor de la existencia de una ciudad universitaria, sobre una propuesta urbana elaborada por el arquitecto Antonio Tenreiro, el proyecto sufrió una paralización durante la guerra civil española. La ciudad escolar como conjunto se desbloqueó después de la contienda, materializándose definitivamente en 1947. Un conjunto arquitectónico propio de los años treinta actualmente utilizado como instituto, aula de estudio y escuela naval.
La violencia antirreligiosa, protagonizada por sectores minoritarios de la sociedad coruñesa, que se extendió por España, afectó también a la ciudad. El 2 de julio de 1931 por la tarde fueron apedreados los edificios de los jesuitas y los maristas e incendiada la iglesia de los capuchinos, después de la celebración de un mitin de la Federación Local Obrera con el que se pretendía protestar por la reanudación del culto en ese templo. La intervención de la Guardia Civil impidió que sucediese lo mismo en el convento de los dominicos. El 12 de septiembre de 1933 estalló una bomba en la puerta posterior de la iglesia de San Andrés, aunque causando escasos daños. Ese mismo año fue incendiada la parroquial de San Vicente de Elviña. El 21 de febrero de 1936 tuvieron que ser sofocados incendios en la Colegiata de Santa María, en las iglesias de los jesuitas y de la Orden Tercera y capilla de los redentoristas. Se produjeron intentos de incendiar las iglesias de San Roque y residencia de las josefinas.
Guerra Civil (1936-1939)
En 1936 estalla la Guerra Civil y los mandos del ejército que respaldan el golpe militar enseguida toman el control de la ciudad. A partir de ese momento y tras una cruenta represión durante la que se tiene constancia de fusilamientos en el Campo de la Rata, La Coruña deja de ser un bastión del republicanismo federal. El gobernador militar y el capitán general son trasladados a Ferrol, donde serán fusilados tras un consejo de guerra por negarse a sumarse a la sublevación.
Dictadura de Franco (1939-1975)
Durante la dictadura del ferrolano Francisco Franco destaca el mandato del alcalde Alfonso Molina. Durante el mismo es construida una de las principales vías rápidas de acceso al centro la ciudad en 1957 y que lleva su nombre. El empresario Pedro Barrié de la Maza, simpatizante del régimen, funda importantes empresas como Unión Fenosa.
Durante los años 60 y su desarrollismo económico, la ciudad comienza a experimentar un gran crecimiento demográfico, recibiendo 60 000 nuevos habitantes en apenas una década, debido a una oleada de inmigración procedente de las comarcas rurales y expandiendo la ciudad hacia el oeste y el sur con la construcción de nuevos barrios como los de Los Mallos y el Agra del Orzán.

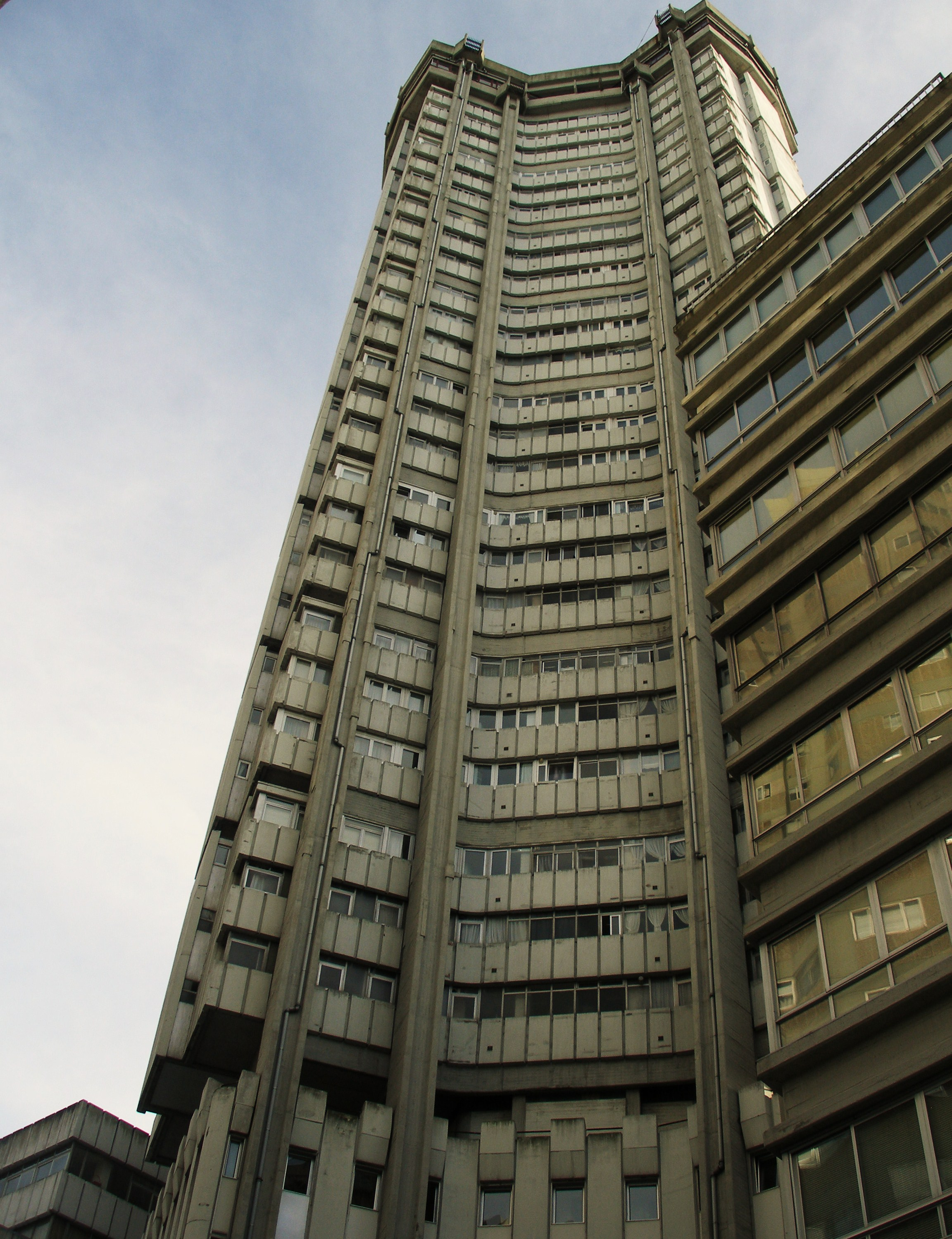
La Torre Hercón es el edificio más alto de Galicia desde hace más de treinta y cinco años

En 1975, con la construcción de la Torre Hercón (también conocida como Torre Costa Rica) la ciudad apuesta desde entonces por la verticalidad que la caracteriza, algo poco habitual en las ciudades españolas. Desde su terminación, sigue siendo el edificio más alto del norte español, con 108 m de altura, 119 contando la antena de la Televisión de Galicia (TVG), cuya sede en La Coruña está en ese mismo edificio.
Etapa democrática
Ya en la democracia, se aprobó el Estatuto de Galicia en 1981, con el que La Coruña perdió la capitalidad de Galicia, que mantenía desde 1563,
en beneficio de Santiago de Compostela, hecho que provocó la manifestación de protesta más masiva de toda la historia de la ciudad.
Durante el mandato del alcalde socialista Francisco Vázquez Vázquez (1983-2006), elegido seis veces consecutivas por mayoría absoluta, la ciudad acometió ambiciosos proyectos urbanísticos, siendo los más emblemáticos la construcción de un gran paseo marítimo de doce kilómetros de recorrido (el más largo de Europa) y los tres museos científicos:
- La Casa de las Ciencias (que incluye un planetario).
- La Domus, antiguamente llamada Casa del Hombre (único museo del mundo dedicado de forma monográfica al ser humano).
- El Aquarium Finisterrae, antiguamente llamado Casa de los Peces.

Se creó para su gestión la red =MC² (Museos Científicos Coruñeses) que ha convertido a la ciudad en una referencia nacional en divulgación científica.

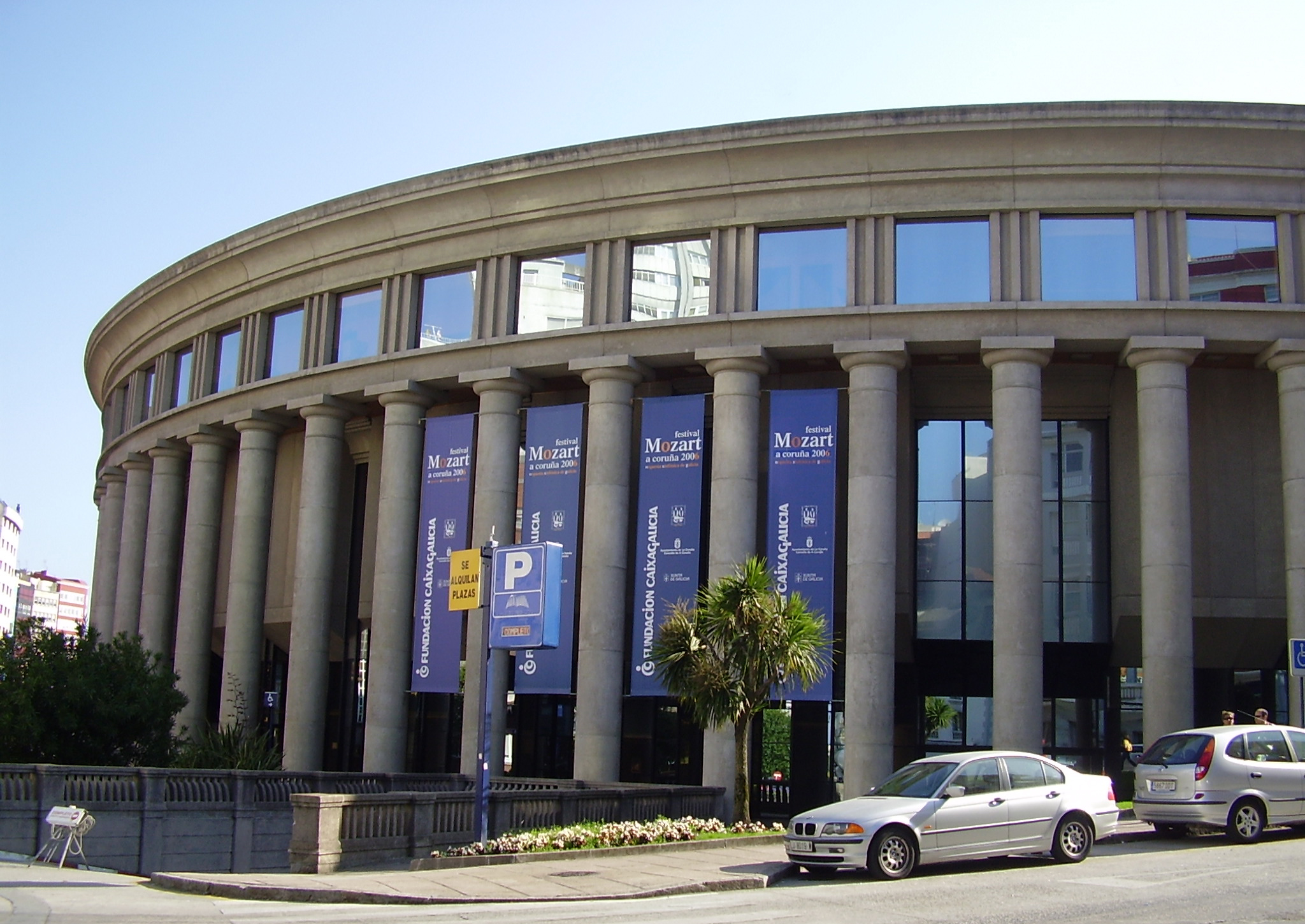
Palacio de la Opera

En esta época se acometieron también en La Coruña otras nuevas infraestructuras como el Palacio de la Ópera, el Coliseum (edificio multiusos para todo tipo de eventos, incluyendo espectáculos taurinos), el parque escultórico del entorno de la torre de Hércules, la torre de Comandancia Marítima, el polémico Centro de Ocio del puerto (que incluye un nuevo palacio de congresos), el acondicionamiento de los montes de San Pedro y Bens, convertidos en extensos parques costeros, el obelisco Millenium o la remodelación del mercado de la plaza de Lugo y del estadio de Riazor, entre otros.
Aunque nunca perdió las elecciones, los últimos años del mandato de Francisco Vázquez estarían marcados por varias polémicas, como su enfrentamiento con la Mesa Pola Normalización Lingüística por el topónimo de la ciudad, defendiendo la cooficialidad de la forma castellana «La Coruña» y gallega, «A Coruña», así como determinados asuntos urbanísticos aireados por un periódico local (La Opinión A Coruña). La etapa de Vázquez al frente de la alcaldía concluye en 2006 cuando el presidente del Gobierno José Luis Rodríguez Zapatero le nombró embajador español ante la Santa Sede, siendo sustituido en el gobierno municipal por su teniente de alcalde, Javier Losada.
Siglo XXI
En las Elecciones municipales de España de 2007, pese a seguir siendo el partido con mayor número de votos, el PSdeG-PSOE pierde la mayoría absoluta. Ante esta situación, Losada opta por un pacto de gobierno progresista con el Bloque Nacionalista Galego (BNG), siendo el candidato de ese partido, Henrique Tello, vicealcalde.

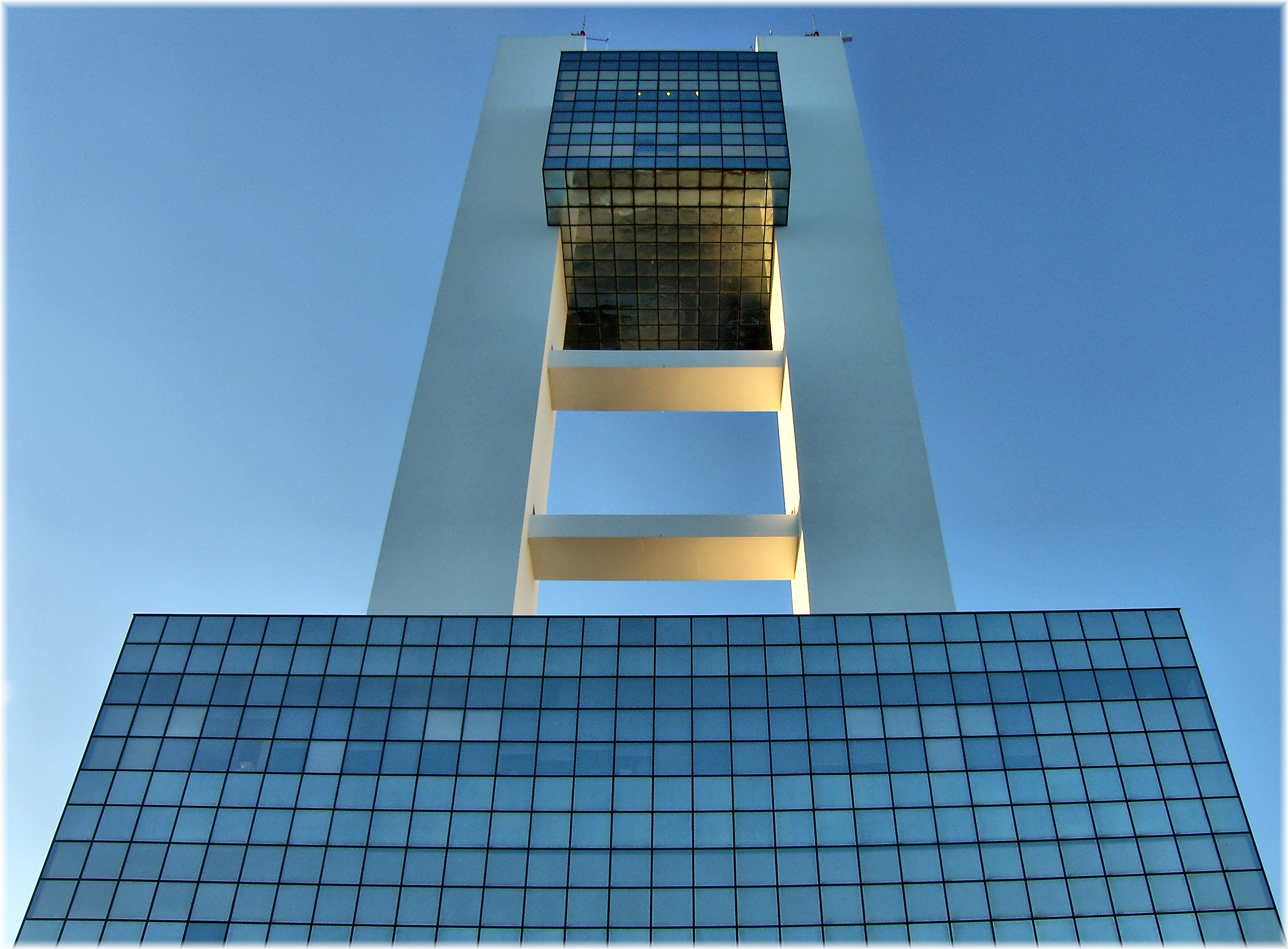
La Torre de Control Marítimo, uno de los edificios más altos de la ciudad

En las últimas décadas se han producido diversos cambios en la funcionalidad de la ciudad. Comparte diversas funciones administrativas y ha reducido otras militares. Aunque sigue estando presente en la ciudad una parte importante de actividad económica relacionada con el sector servicios, en La Coruña se ha ido perdiendo peso progresivamente el «efecto sede» derivado de la crisis iniciada en 2008, la crisis bancaria, la crisis de las Cajas de Ahorros, absorciones y movimientos empresariales varios. Estando ahora la sede social de ABANCA en el cercano municipio de Betanzos, después de su absorción por parte del Banco Etcheverría, filial este último a su vez del banco venezolano Banesco, Coruña es sede de la Fundación ABANCA. Sigue siendo sede del Banco Pastor, a la espera de lo que suceda después de su absorción por parte del Banco Popular Español, absorbido este último a su vez por el Grupo Santander por el valor de un euro, dada la delicada situación del Banco Popular Español.
En la ciudad reside el domicilio social del grupo de comunicación Corporación Voz de Galicia y la empresa de telecomunicaciones R. En el vecino municipio de Arteijo se encuentra la sede central de Inditex, el mayor grupo textil a nivel mundial (propietaria de las populares marcas Zara, Pull and Bear, Bershka y Massimo Dutti, entre otras) y cuya influencia económica en la ciudad ha sido decisiva. Se suma a ello la importancia de la actividad portuaria (segundo puerto de Galicia en cuanto a pesca fresca desembarcada) y un auge en la actividad del puerto comercial (petróleo y mercancías sólidas a granel) que lo han convertido en el principal puerto gallego en tráfico total. El aeropuerto de La Coruña (Alvedro), situado en Culleredo, ofrece actualmente vuelos regulares a las principales ciudades españolas y a algunos destinos europeos, aumentando notablemente el volumen anual de pasajeros en la última década.
La ciudad también se ha dado a conocer internacionalmente gracias a diversos éxitos de su principal equipo de fútbol, el Real Club Deportivo de La Coruña, campeón de la liga española de fútbol en la temporada 1999-2000 y varias veces subcampeón.
En el año 2008 se celebró el 800 aniversario de refundación de La Coruña por Alfonso IX en 1208 y el 200 aniversario de la batalla de Elviña, hecho que marcó profundamente la vida de los coruñeses de la época.
El 29 de junio de 2009, la Torre de Hércules, el milenario símbolo de la ciudad, fue declarado Patrimonio de la humanidad por la UNESCO, tras una intensa campaña de apoyo tanto institucional como ciudadano.
En la última década, municipios como Oleiros o Culleredo se han consolidado en el contexto del área metropolitana, convirtiéndose en una alternativa para muchos coruñeses debido a la carestía del suelo en la ciudad. Cabe señalar en el ámbito demográfico la presencia de la inmigración en la ciudad, sumando los extranjeros 21 766 habitantes, siendo en su mayoría oriundos de América Latina, China, Magreb y África subsahariana.
Por otra parte, la creación de nuevos barrios como Matogrande, Los Rosales o Novo Mesoiro, el proceso de suburbanización antes citado y la reciente apertura de grandes centros comerciales como Marineda City, Espacio Coruña o Dolce Vita, este último clausurado en 2014, evidencian una nueva concepción de un estilo de vida basado en un desplazamiento del ocio del centro de la ciudad hacia las áreas periféricas.

## Demografía
La Coruña cuenta con una población de 249 261 habitantes (INE 2024).

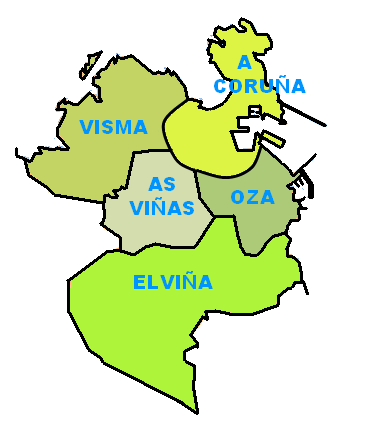
Límites aproximados entre las 5 parroquias de Coruña

| Gráfica de evolución demográfica de La Coruña entre 1842 y 2023 |
| |
| Población de derecho según los censos de población del INE Población de hecho según los censos de población del INEEn 1920 crece el término del municipio porque incorpora a Oza |

### Evolución demográfica

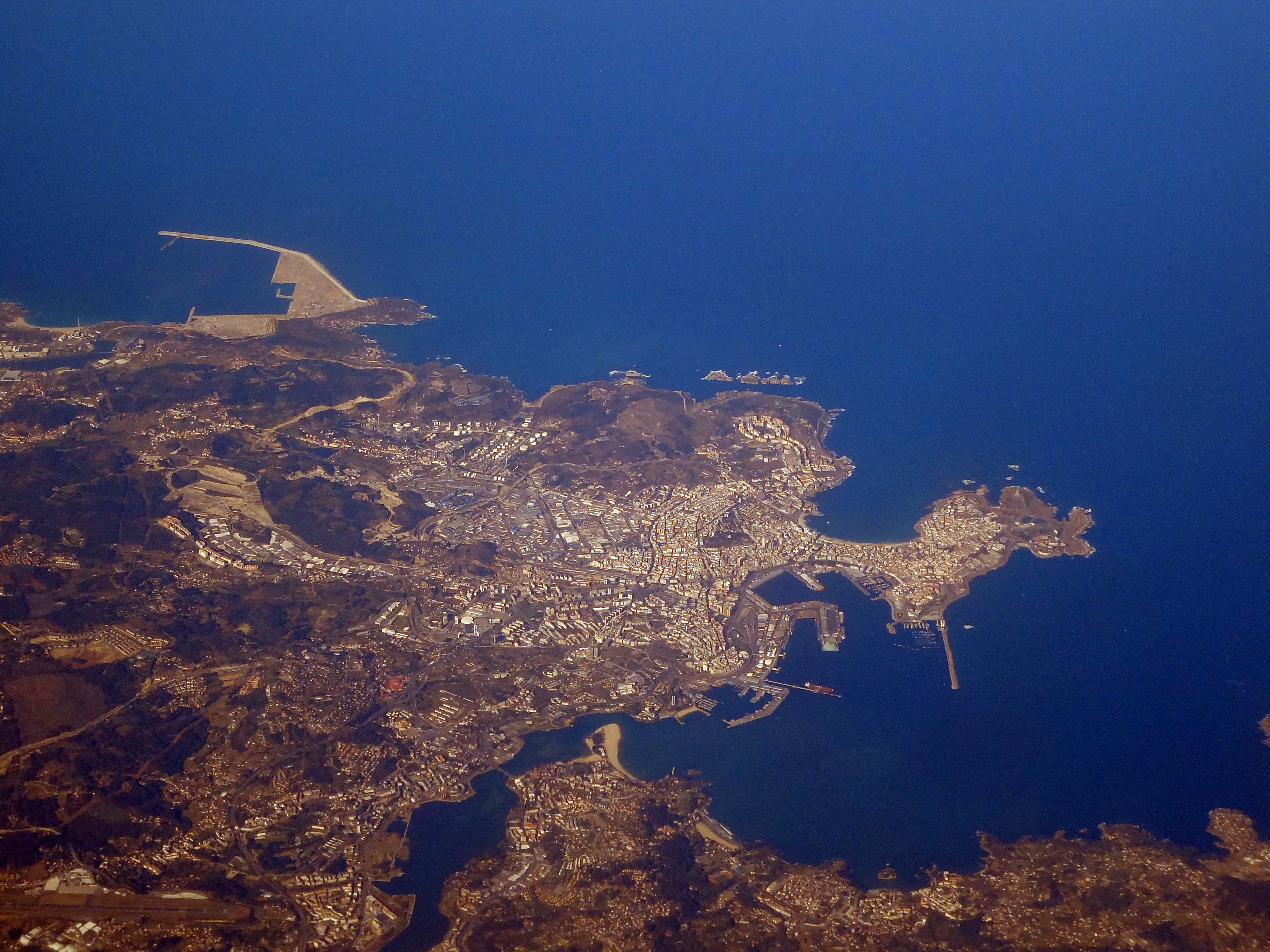
Vista aérea de la ciudad

La Coruña no es una ciudad ajena al proceso de reforzamiento de las áreas metropolitanas que se vienen dando en Europa. Así, en la última década del siglo XX el municipio perdió alrededor de 3500 habitantes mientras que su área metropolitana, compuesta por ocho municipios, creció en 20 000. El ritmo de crecimiento poblacional observado desde finales del siglo XIX empieza a descender, debido fundamentalmente a dos factores:
- Descentralización residencial: se produjo un continuo desplazamiento de las áreas de residencia hacia los municipios del área metropolitana, donde viven cerca de 100 000 habitantes. El precio del suelo y de la vivienda favoreció esta migración hacia las áreas metropolitanas. Esta área metropolitana está compuesta por los municipios de Culleredo, Arteijo, Oleiros, Sada, Bergondo, Abegondo, Cambre y Carral.
- Crecimiento vegetativo negativo: se producen más defunciones que nacimientos y por eso la población desciende desde 1987. La tasa de natalidad es de un 6,9, más de 2 puntos inferior que la española, pero igualada con la tasa gallega. La tasa de toda el área metropolitana es medio punto superior a la de la ciudad.

| Año  | Porcentaje |
| ---- | ---------- |
| 1877 | 5,82 %     |
| 1887 | 6,23 %     |
| 1897 | 5,97 %     |
| 1900 | 6,46 %     |
| 1910 | 6,78 %     |
| 1920 | 8,23 %     |
| 1930 | 8,55 %     |
| 1940 | 10,83 %    |
| 1950 | 13,13 %    |
| 1960 | 16,77 %    |
| 1970 | 18,38 %    |
| 1981 | 21,20 %    |
| 1991 | 22,51 %    |
| 2001 | 21,56 %    |
| 2009 | 21,48 %    |

A pesar de estos datos, la población empieza a recuperarse gracias a la inmigración. Si bien ésta en los años 80 y años 1990 era fundamentalmente de emigrantes retornados, profesionales y retirados, la población inmigrante actual son jóvenes sudamericanos, y en muy menor medida, personas de extremo Oriente, el África subsahariana y Europa oriental.
En cuanto al lugar de nacimiento de la población residente en La Coruña, casi la mitad han nacido en la misma ciudad, el 88 % son gallegos y el 96 % nacidos en algún lugar de España. Los nacidos en el extranjero representan, por lo tanto, el 4 % de los residentes. Estos datos reflejan los movimientos migratorios pasados dentro de la propia Galicia, al absorber la Coruña parte de la emigración del rural hacia las ciudades.
Los datos netos hablaban en 1998 de 1691 nacimientos y 2286 defunciones, arrojando un saldo vegetativo negativo de 595. Se contaron entonces 1093 enlaces matrimoniales, que supuso una tasa de nupcialidad del 4,9 %, igual a la española y superior a la gallega y a la provincial. Añadiendo a estos datos los del área metropolitana, el saldo vegetativo no es tan negativo, y aumenta en 0,4 puntos la tasa de nupcialidad.
Los datos de 2005 mejoraban estas cifras ya que el número de nacimientos en el área metropolitana alcanzaba la cota más elevada de los últimos 20 años, llegando hasta los 3373. De ese modo, en la comarca de La Coruña el saldo vegetativo en este año fue negativo pero solo fallecieron 70 personas más de las que nacieron. Según estos datos, las mujeres coruñesas dan a luz, de media, a los 31 años, 4 más que hace una década, y el repunte de los nacimientos es debido, principalmente a la inmigración.
Bien entrado el siglo XXI, los datos de 2008 nos dicen que la ciudad y su área metropolitana siguen creciendo. El núcleo urbano de La Coruña parece haberse recuperado de la crisis demográfica que sufrió en los años 1997-2002, en los que la población descendió en 16 000 personas en pocos años y ahora, a fecha de 2009, la ciudad ha recuperado esa población perdida hasta la cifra actual, no superada desde 1996 y que se espera siga aumentando en los próximos años dada la gran demanda y construcción de nuevos barrios y bloques de vivienda en la ciudad (Nuevo Mesoiro, con 2000 viviendas, Someso, con 1950, Vioño, con 1050, Papagayo, con 800, Oza con 1000...) Además, ya desde 1991, los municipios adyacentes a la ciudad han dejado de convertirse en zonas rurales para convertirse en los nuevos barrios-dormitorio de la ciudad. Municipios como el de Culleredo han duplicado su población en los últimos años, Arteijo, Oleiros y Cambre han ganado más de 10 000 en los últimos 15 años y otros como Sada o Betanzos crecen a un buen ritmo, con poblaciones que han ascendido en más de 4000 habitantes en los últimos años, mientras que los municipios que cuentan con menos infraestructuras, como Abegondo, Bergondo o Carral prácticamente mantienen su población, con ascensos no superiores a los 2500 habitantes en los últimos años.
En 2009 la ciudad volvió a recuperar parte de su población, igualando de nuevo su récord histórico de 1991 (246 000) en 2009. Posteriormente, según el INE La Coruña volvió en cuanto a población a valores de la segunda mitad de los años 80. La ciudad experimenta un estancamiento poblacional desde hace más de 30 años, inducido por la falta de suelo edificable, el bajo precio del metro cuadrado en el área metropolitana, la falta de natalidad mencionada antes y los efectos económicos de la crisis económica iniciada en 2008.
| Posición | Nacionalidad         | Población | % de total |
| -------- | -------------------- | --------- | ---------- |
| 1.ª      | Venezuela            | 6371      | 2.56       |
| 2.ª      | Colombia             | 2879      | 1.16       |
| 3.ª      | Cuba                 | 2419      | 0.97       |
| 4.ª      | Perú                 | 2300      | 0.92       |
| 5.ª      | Argentina            | 2247      | 0.9        |
| 6.ª      | Brasil               | 1849      | 0.74       |
| 7.ª      | Uruguay              | 1624      | 0.65       |
| 8.ª      | República Dominicana | 1605      | 0.64       |
| 9.ª      | Reino Unido          | 1213      | 0.49       |
| 10.ª     | Senegal              | 887       | 0.36       |
| 11.ª     | Francia              | 848       | 0.34       |
| 12.ª     | Marruecos            | 748       | 0.3        |
| 13.ª     | Alemania             | 687       | 0.28       |
| 14.ª     | Portugal             | 534       | 0.21       |
| 15.ª     | China                | 495       | 0.2        |

### Inmigración
Con datos de 2008 se observaba lo siguiente: a pesar de que la mayor parte de la población de La Coruña había nacido en el propio municipio (48 % y 117 360 habitantes), había un porcentaje importante de residentes nacidos en otras localidades de la provincia (24 % y 58 270 habitantes) y de otras provincias gallegas (11 % y 27 920 habitantes). Únicamente el 8 % de la población de La Coruña había nacido en otra comunidad autónoma, lo que supone 19 848 habitantes, mientras que el 9 % restante de la población había nacido en el extranjero. Son precisamente los ciudadanos extranjeros los que en los últimos años hicieron aumentar el padrón de la capital coruñesa. El efecto de la inmigración afecta igualmente a su área metropolitana, que vio como el censo de extranjeros aumentaba en los últimos años.
En el año 2008 residían en la ciudad un total de 21 766 extranjeros, de los cuales la mayor parte eran originarios de América (con un total de 13 146 habitantes, principalmente de Sudamérica y en especial de Venezuela y Argentina) y por detrás otros ciudadanos europeos (6525 habitantes principalmente ciudadanos de otros países de la Unión Europea, destacando los 1162 ciudadanos británicos). Muy por detrás están los ciudadanos africanos (1456 habitantes, principalmente de nacionalidad senegalesa, con 679 habitantes), los asiáticos (598 habitantes, casi todos chinos con 407 habitantes) y finalmente los ciudadanos de Oceanía, que apenas llegan a los 41 habitantes. Cabe señalar que fruto de este fenómeno el Agra del Orzán se ha convertido en el barrio más multicultural de la ciudad.
En datos de 1 de enero de 2012 la ciudad contaba con 25 609 habitantes nacidos en el extranjero, aumentando su número en 3843 personas respecto a 2008. Por continentes, el mayor número correspondía a América (15 476 personas, procedentes casi en su totalidad de Iberoamérica), seguido del resto de Europa (7356 personas, en su mayoría ciudadanos comunitarios de otros países de la Unión Europea). A mayor distancia se encontraban África (1948 personas), Asia (759 personas, la mayoría de nacionalidad china) y Oceanía, que contaba con apenas 70 habitantes en la ciudad.
Con datos de 1 de enero de 2022, la ciudad cuenta con 34 403 habitantes nacidos en el extranjero, 8794 más que en 2012. Por continentes, América sigue siendo el de mayor número, con 23 814 personas, seguido de Europa (sin contar España), con 6908 personas, y después África, con 2534 personas. Nacidos en Asia eran 1101 personas y 46 personas nacidas en Oceanía.

### Área metropolitana
| Ayuntamiento | Población (2019) |
| ------------ | ---------------- |
| La Coruña    | 245 711          |
| Oleiros      | 36 075           |
| Arteijo      | 32 262           |
| Culleredo    | 30 402           |
| Cambre       | 24 648           |
| Sada         | 15 841           |
| Betanzos     | 12 959           |
| Bergondo     | 6633             |
| Carral       | 6408             |
| Abegondo     | 5406             |
| Total        | 416 345          |

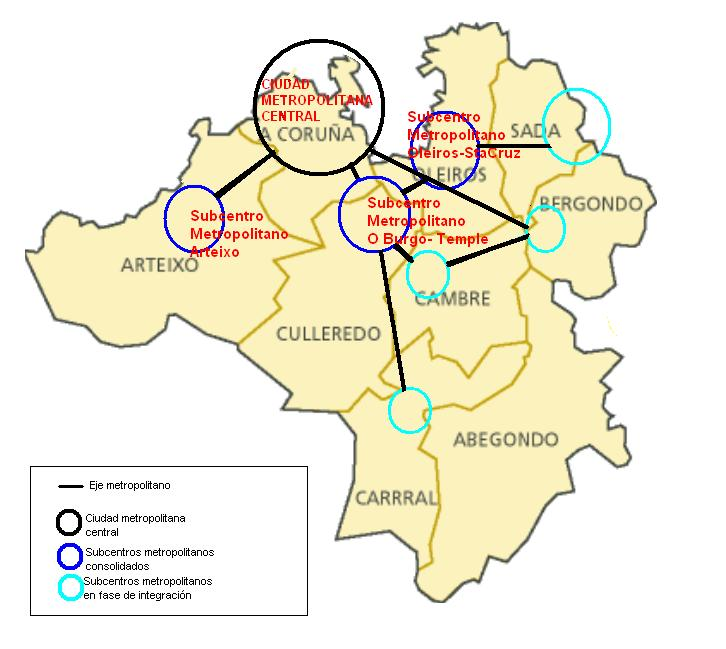
Área metropolitana de La Coruña

Desde que la urbanización de nuevos terrenos disminuyó enormemente en el municipio de La Coruña en los años 70, cuando la tasa de edificabilidad del ayuntamiento alcanzó el 40 % y el precio por metro cuadrado comenzó a aumentar, los ayuntamientos colindantes de la ciudad comenzaron a experimentar un ligero repunte de población, recuperando parte de la que años atrás La Coruña les había arrebatado. Pero no fue hasta los años 1990 cuando experimentaron un notable crecimiento. En algunos de ellos la población se multiplicó por dos desde 1991, superando la mayoría los 10 000 habitantes.
Actualmente la superficie edificada de La Coruña se sitúa en el 55 % del total de su territorio municipal, es decir, que la ciudad ocupa una extensión de 20 km² (sobre un ayuntamiento de 36,83) y mantiene 244 099 habitantes.
La población total y la extensión del área metropolitana de La Coruña varían según los autores. Su influencia abarca, desde luego, más allá de la comarca coruñesa, alcanzando también a las comarcas de Bergantiños, Betanzos, Eume y Ferrol.
Actualmente se están llevando a cabo diversas actuaciones que contribuyen a acrecentar la unión de La Coruña con el resto del área metropolitana. Está en proyecto la ampliación de los viales existentes y la creación de otros nuevos.

## Administración y política

### Capitalidad

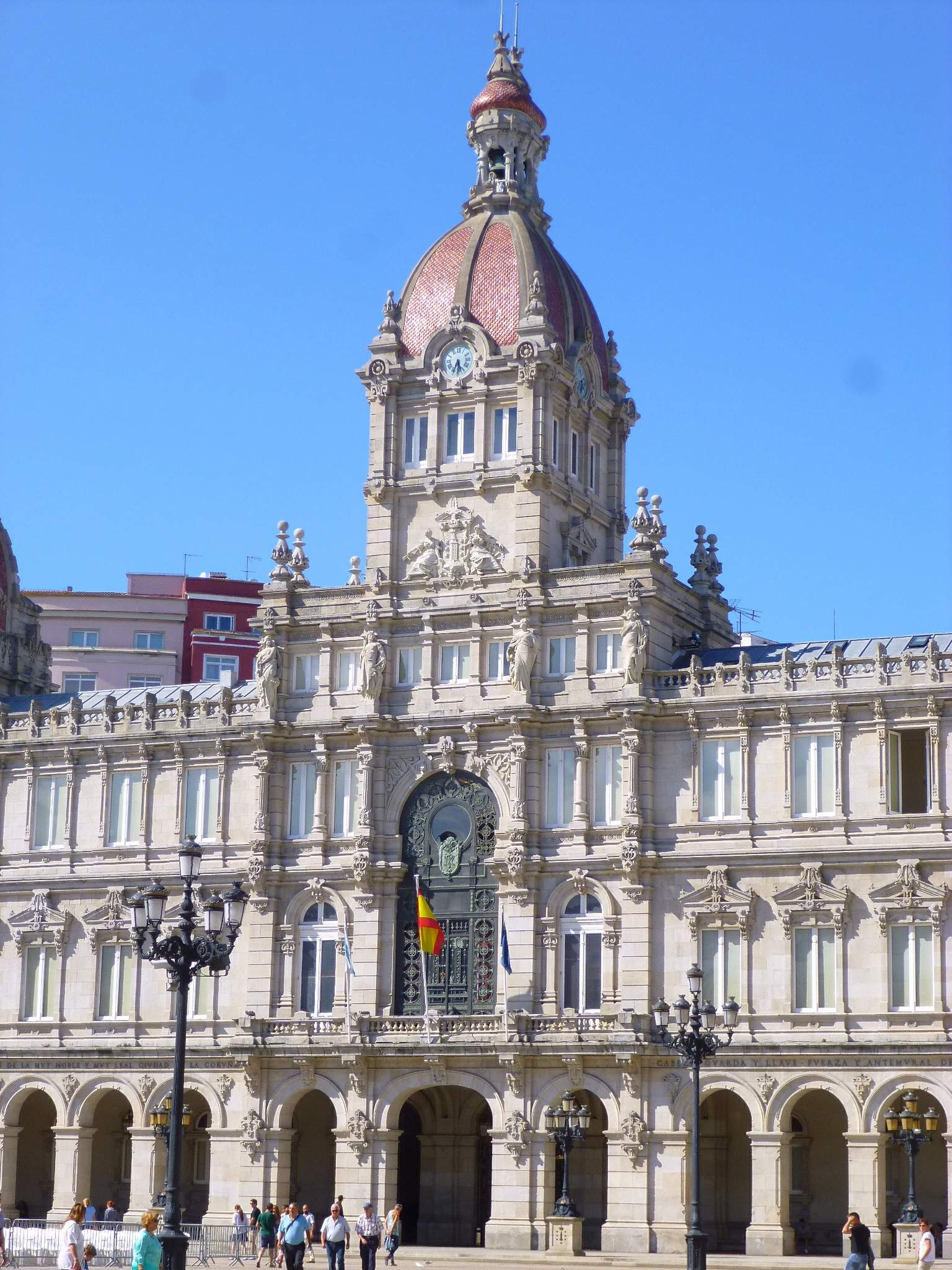
Ayuntamiento de La Coruña

La Coruña es la capital de la provincia homónima, lo que implica que se encuentren ubicadas en la ciudad las diferentes delegaciones provinciales de las consejerías de la Junta de Galicia y del Gobierno de España, así como la sede de la Diputación Provincial de La Coruña. También ha sido sede de numerosas instituciones de Galicia hasta 1981, momento en que se produjo la manifestación más multitudinaria de la historia de la ciudad, con más de 30 000 personas. Actualmente existen colectivos que demandan que La Coruña vuelva a ser capital de Galicia.

### Gobierno municipal
| Periodo   | Nombre                             | Partido | Partido                                         |
| --------- | ---------------------------------- | ------- | ----------------------------------------------- |
| 1979-1981 | Domingos Rafael Merino Mexuto      |         | Unidade Galega (UG)                             |
| 1981-1983 | Joaquín López Menéndez             |         | Unión de Centro Democrático (UCD)               |
| 1983-2006 | Francisco Vázquez Vázquez          |         | Partido dos Socialistas de Galicia (PSdeG-PSOE) |
| 2006-2011 | Francisco Javier Losada de Azpiazu |         | Partido dos Socialistas de Galicia (PSdeG-PSOE) |
| 2011-2015 | Carlos Negreira Souto              |         | Partido Popular de Galicia (PPdeG)              |
| 2015-2019 | Xulio Xosé Ferreiro Baamonde       |         | Marea Atlántica (MA)                            |
| 2019-act. | Inés Rey García                    |         | Partido dos Socialistas de Galicia (PSdeG-PSOE) |

| Partido político                                | 2023  | 2023       | 2023   | 2019  | 2019       | 2019   | 2015  | 2015       | 2015   | 2011  | 2011       | 2011   | 2007  | 2007       | 2007   |
| Partido político                                | %     | Concejales | Votos  | %     | Concejales | Votos  | %     | Concejales | Votos  | %     | Concejales | Votos  | %     | Concejales | Votos  |
| Partido dos Socialistas de Galicia (PSdeG-PSOE) | 31,35 | 11         | 36 188 | 30,02 | 9          | 37 531 | 18,34 | 6          | 21 874 | 26,66 | 8          | 31 341 | 35,00 | 11         | 41 290 |
| Partido Popular de Galicia (PPdeG)              | 36,54 | 12         | 37 087 | 30,34 | 9          | 37 930 | 30,90 | 10         | 36 885 | 31,35 | 11         | 36 188 | 31,43 | 10         | 37 087 |
| Bloque Nacionalista Galego (BNG)                | 13,64 | 4          | 24 415 | 7,16  | 2          | 8950   | 5,71  | 1          | 6807   | 12,05 | 4          | 14 165 | 20,69 | 6          | 24 415 |
| Marea Atlántica (MA)-Esquerda Unida (EU)        | 4,87  | 0          | 5627   | 20,23 | 6          | 25 290 | 30,88 | 10         | 36 857 | 6,02  | 1          | 7075   | 3,23  | 0          | 3806   |
| Cidadáns (Cs)                                   | 0,41  | 0          | 477    | 5,80  | 1          | 7245   | 4,89  | 0          | 5830   | —     | —          | —      | —     | —          | —      |

### Justicia

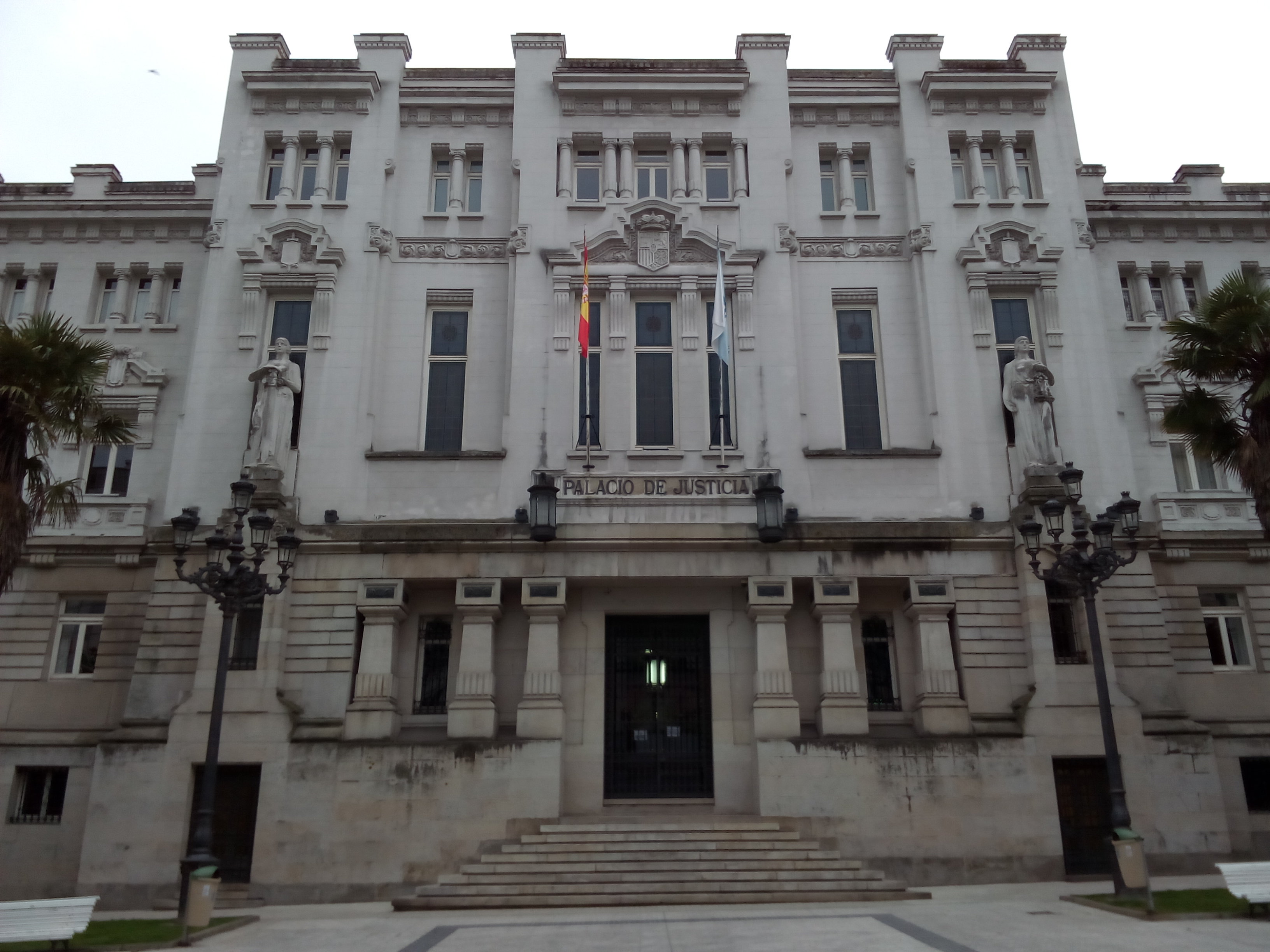
Palacio de Justicia, sede del Tribunal Superior de Justicia de Galicia

La administración judicial comprende las sedes de la Presidencia del Tribunal Superior de Justicia de Galicia, la Fiscalía de Galicia, la Audiencia Provincial y la cabeza del partido judicial n.º 4 de la provincia de La Coruña, cuya demarcación comprende la ciudad de La Coruña más seis poblaciones de la comarca. El conjunto de organismos judiciales es el siguiente:
- Tribunal Superior de Justicia de Galicia: Presidente; Sala Contencioso-Administrativo; Sala Civil-Penal; Sala Social.
- Audiencia Provincial: Presidente; Penal: 2; Civil: 3
- Juzgados:

### Organización territorial
El municipio está formado por la localidad (y capital) de La Coruña y 45 entidades de población englobadas en 4 parroquias:
- Elviña[120]
- Oza (Santa María)
- Viñas[120]
- Visma (San Pedro)

Barrios

## Patrimonio

### Torre de Hércules
Entre todos los monumentos destaca el que es el símbolo de La Coruña, la Torre de Hércules, el faro en funcionamiento más antiguo del mundo. El origen de la torre es desconocido, aunque fue reedificada por los romanos en el siglo II. En una inscripción en la piedra consta el nombre de C. Servius Lupus, arquitecto de la región de Lusitania, en la provincia romana de Hispania. En esa inscripción aparece la dedicatoria del monumento a Marte Augusto. La fachada actual es fruto de la remodelación neoclásica efectuada en el siglo XVIII. El ingeniero militar Eustaquio Giannini la reparó y revistió, terminando la obra en 1791. Actualmente es de planta cuadrada (al contrario que antaño, que era circular), tiene 58 m de altura y sigue permaneciendo destinada a alumbrar con la linterna de su faro decenas de kilómetros a la redonda. En el año 1991 alrededor de la Torre se creó un parque escultórico con obras de artistas tan destacados como Francisco Leiro Lois o Pablo Serrano entre otros.
En el año 2007, su candidatura fue elegida como bien cultural aspirante al Patrimonio de la Humanidad. El 9 de septiembre de 2008 se hermanó con la estatua de la Libertad de Nueva York y el día 25 de ese mismo mes hizo lo mismo con el faro del Morro de La Habana, el más antiguo de América y uno de los emblemas de Cuba.
El 27 de junio de 2009 la Unesco declaraba finalmente la Torre de Hércules como patrimonio de la Humanidad.

### Castillo de San Antón

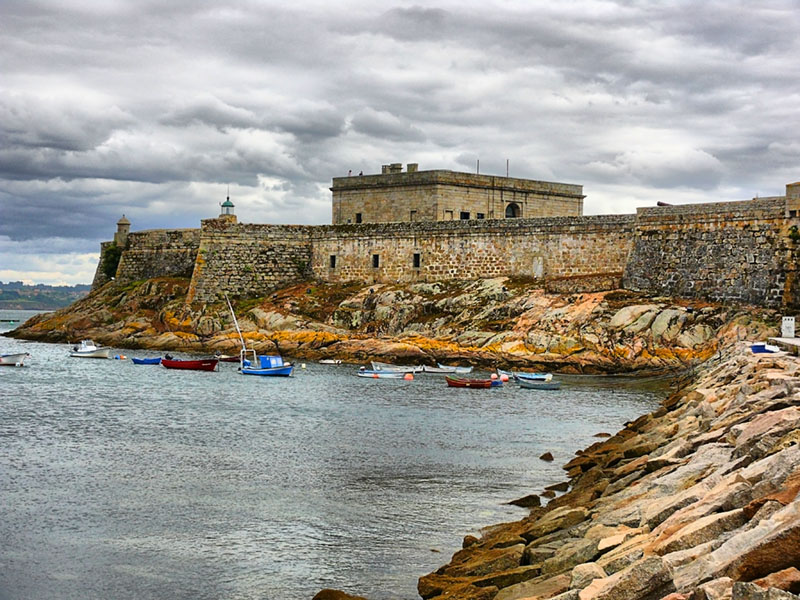
El Castillo de San Antón

El castillo de San Antón se encuentra en la zona portuaria, al lado de La Solana. Fue construido en el que era entonces un pequeño islote en medio de la bahía coruñesa, en el que se encontraba una pequeña ermita dedicada a San Antón. Su propósito era defender la ciudad de los ataques desde el mar. Su construcción comenzó el año 1587, según indica una inscripción en la portada de la fortaleza.
Durante el ataque inglés de 1589 por parte de la Armada Inglesa, el castillo contribuyó con eficacia a la defensa de la ciudad, a pesar de estar inacabado. Tras el ataque, se continuó su construcción hasta la finalización de las obras en 1590.
A partir del siglo XVIII la fortaleza se convirtió en prisión, función que mantendría hasta su cesión al Ayuntamiento de La Coruña en 1960.
En él tiene su sede el Museo Arqueológico e Histórico de esta ciudad desde su inauguración en octubre de 1968.

### Colegiata de Santa María

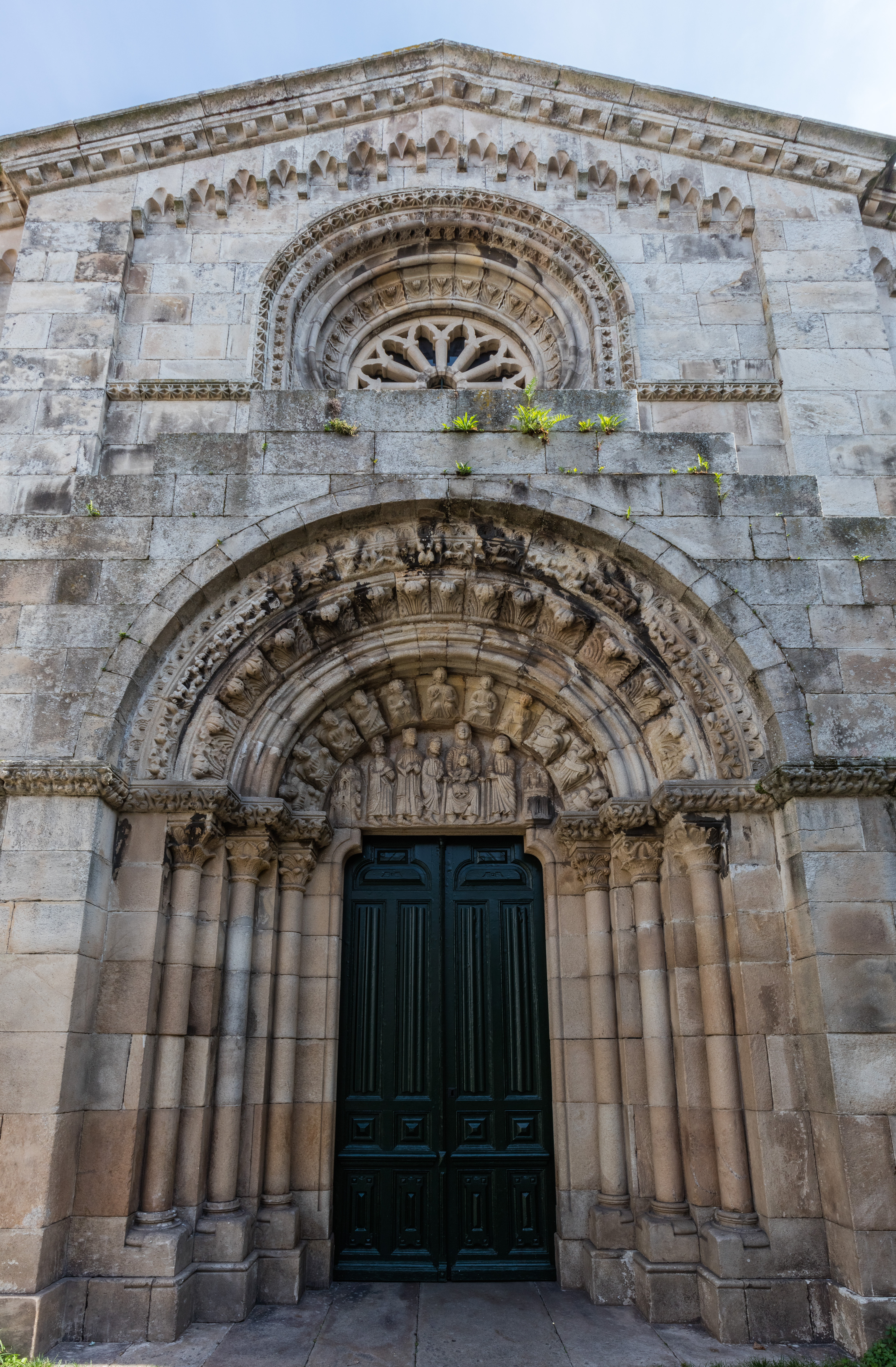
Portada de la colegiata de Santa María del Campo

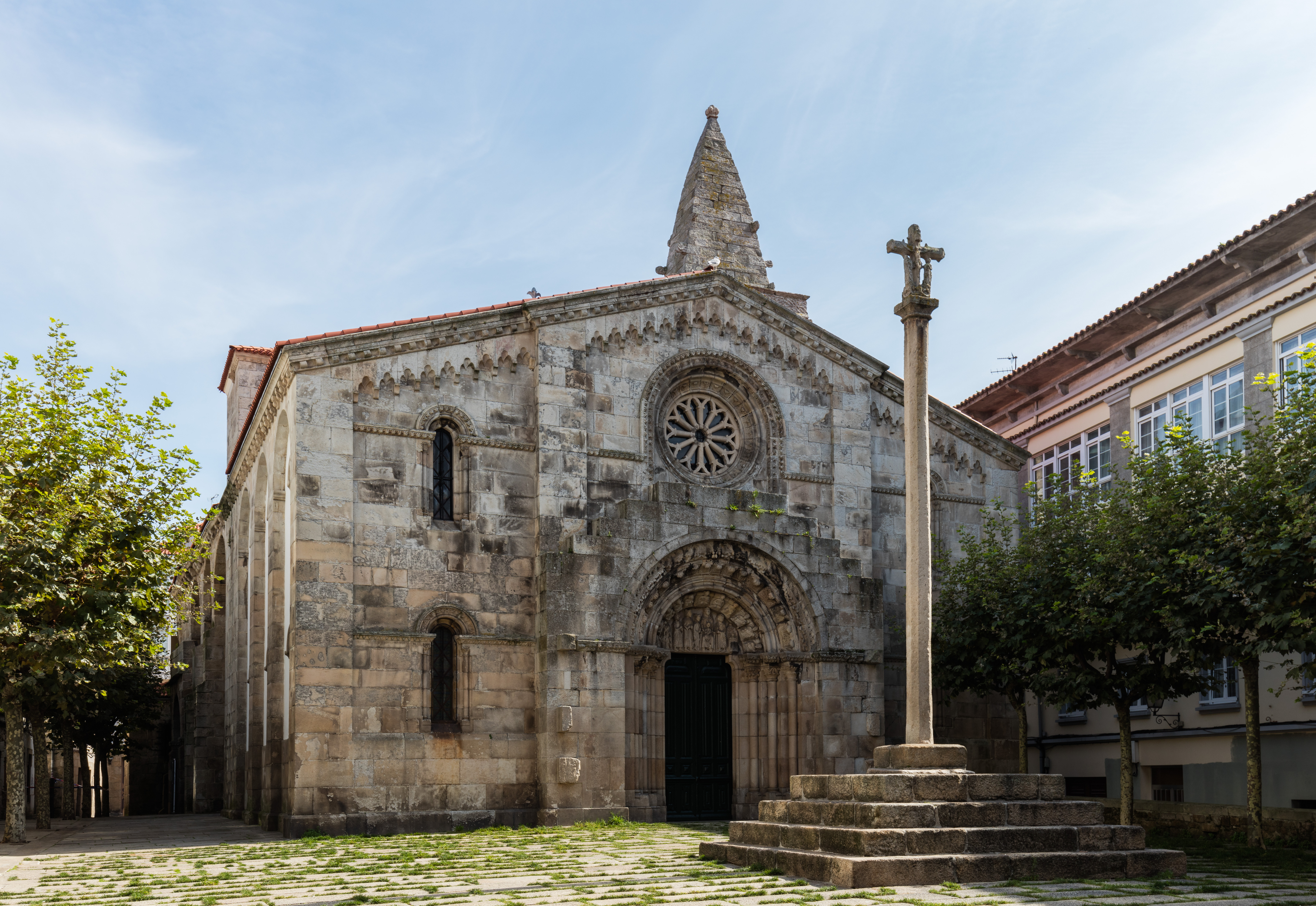
Colegiata de Santa María, iglesia románica del

Dentro de la ciudad vieja sobresale, por su antigüedad y belleza, la Colegiata de Santa María (llamada también Santa María del Campo). Es una iglesia de estilo románico tardío (siglos XII-XIII), calificada como colegiata desde 1441. Se terminó en 1302, según inscripción. Posee tres naves y un solo ábside semicircular (propio del románico gallego de siglo XII); alargada modernamente hacia los pies; en su cabecera se alza una torre cuadrada y maciza; conserva un par de estatuas de una Anunciación góticas, aunque de tradición románica, y una María Magdalena policromada, de Pedro de Mena.

### Iglesia de Santiago

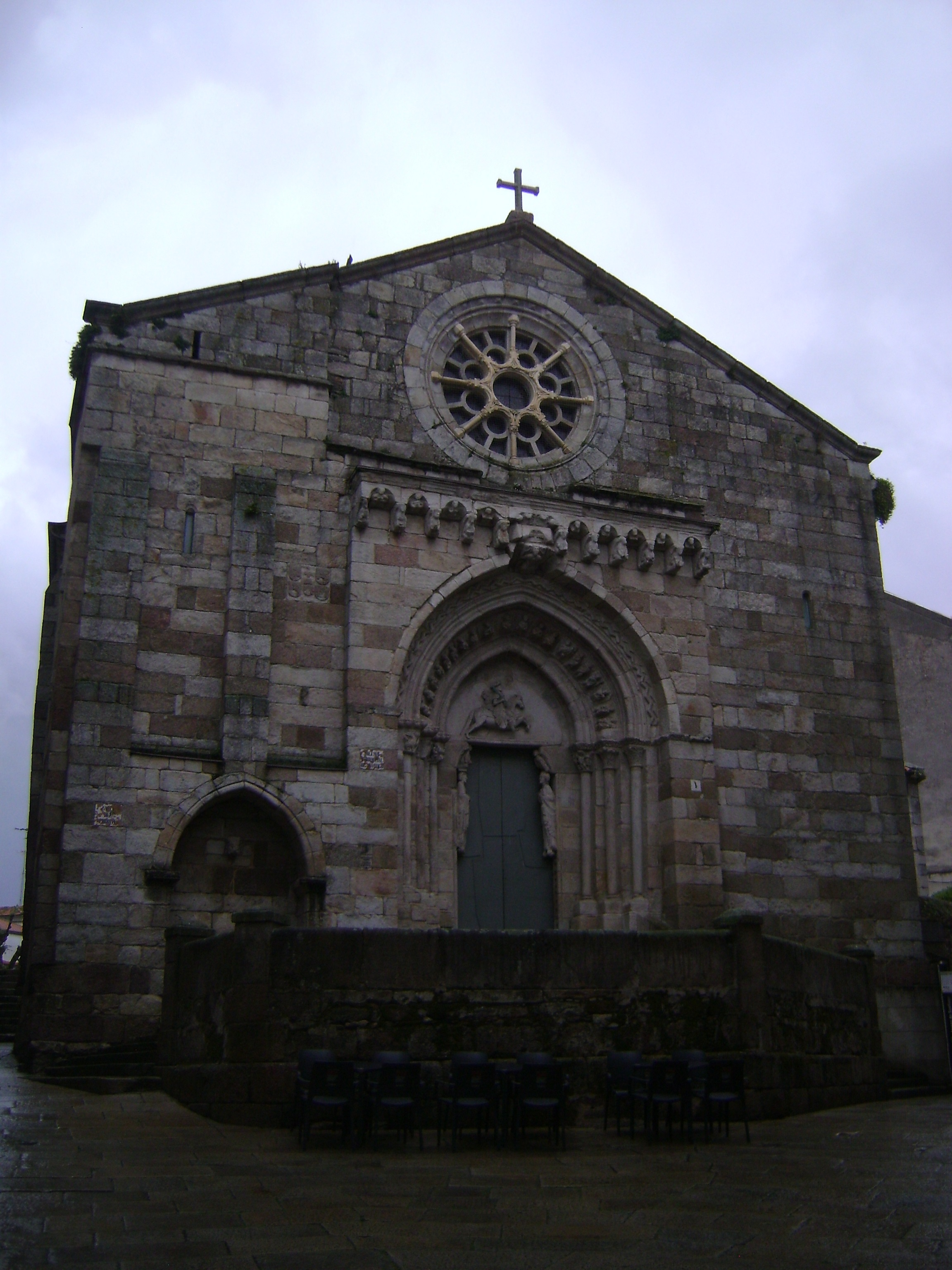
Iglesia de Santiago

La iglesia de Santiago (siglos XII-XIII), de tradición románica, posee una amplia nave cubierta de madera y cabecera con tres ábsides, modificada en los siglos XV y XVI. Se conservan ruinas pertenecientes al convento de San Francisco, fundado hacia 1214 y destruido, en parte, a mediados del siglo y xvi; reconstruido posteriormente en 1651, volvió a ser destruido por la explosión de un polvorín. Es de estilo gótico, como una sola nave, crucero y tres ábsides, pentagonal en central y cuadrados los laterales; las naves están cubiertas de madera y los ábsides por bóvedas de crucería. Destacan una gran capilla enclavada en el crucero y una interesante portada de tradición románica.

### Iglesia de San Jorge

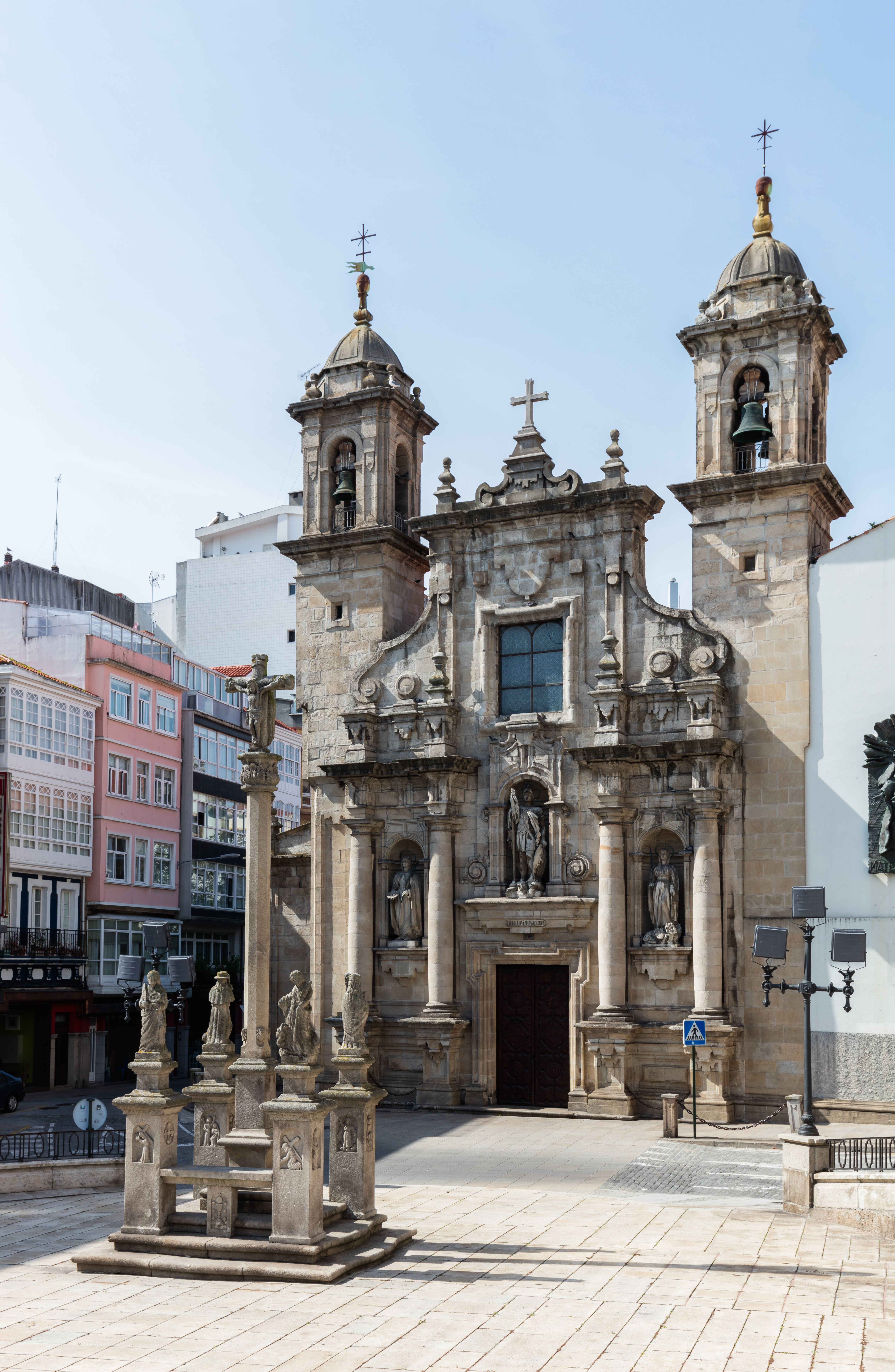
Iglesia de San Jorge

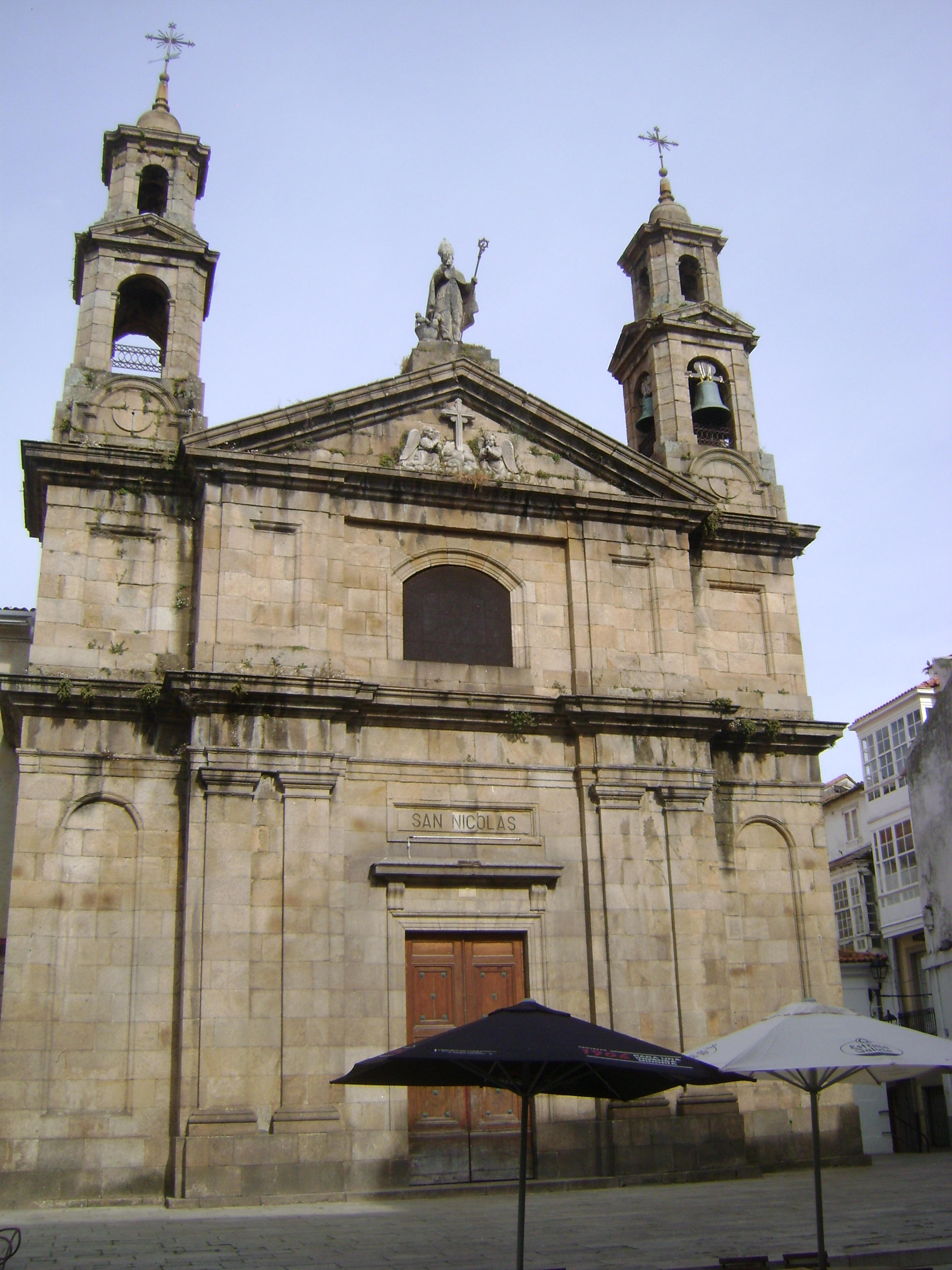
Iglesia de San Nicolás

De estilo barroco, se trata de un templo de tres naves, con exuberante decoración en su interior. La fachada es de clara influencia compostelana, con columnas gigantes,y los trazos de esta fueron dados por el genial arquitecto barroco Fernando de Casas Novoa. Un gran hueco rectangular preside la composición, mientras que los aletones recuerdan el origen jesuítico de esta arquitectura. Además tuvo lugar el primer intento de matrimonio homosexual de España del que se tiene constancia registral, en el año 1901.

### Iglesia de San Nicolás
El templo de origen medieval sufrió a mediados del siglo XVIII una reedificación absoluta. Lo más notable de su arquitectura es la ornamentación interior. El mayor desarrollo decorativo se produce sobre las puertas laterales del presbiterio (1704-1867).

### Murallas

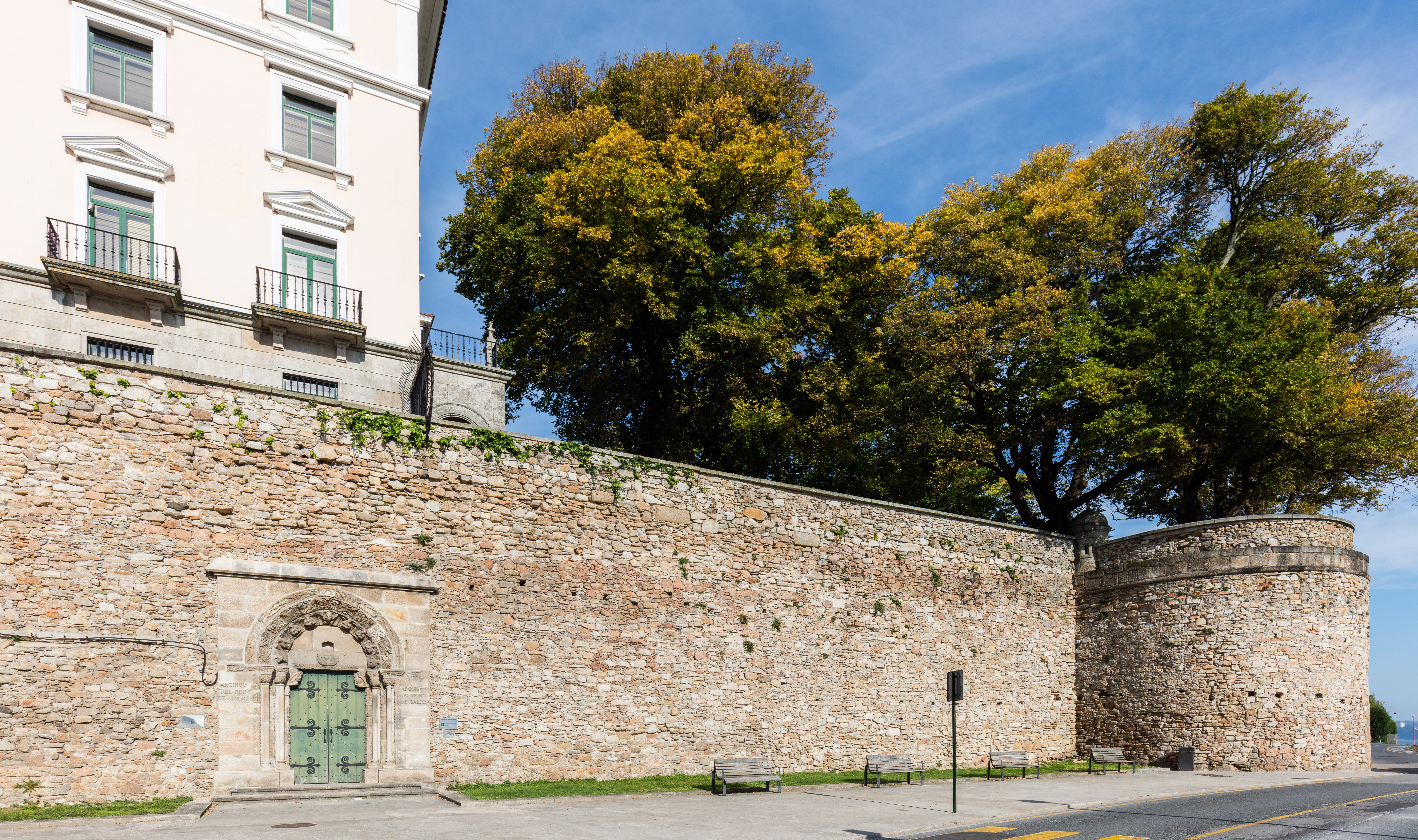
Restos de las antiguas murallas defensivas de la ciudad

Se conservan restos de murallas defensivas así como tres puertas que abrían la ciudad al mar a lo largo del paseo del Parrote, frente a la bahía. También se conserva el baluarte conocido como la Fortaleza Vieja, que es el actual jardín de San Carlos.
Se encuentra bajo la protección de la Declaración genérica del Decreto de 22 de abril de 1949, y la Ley 16/1985 sobre el Patrimonio Histórico Español.

### Obelisco

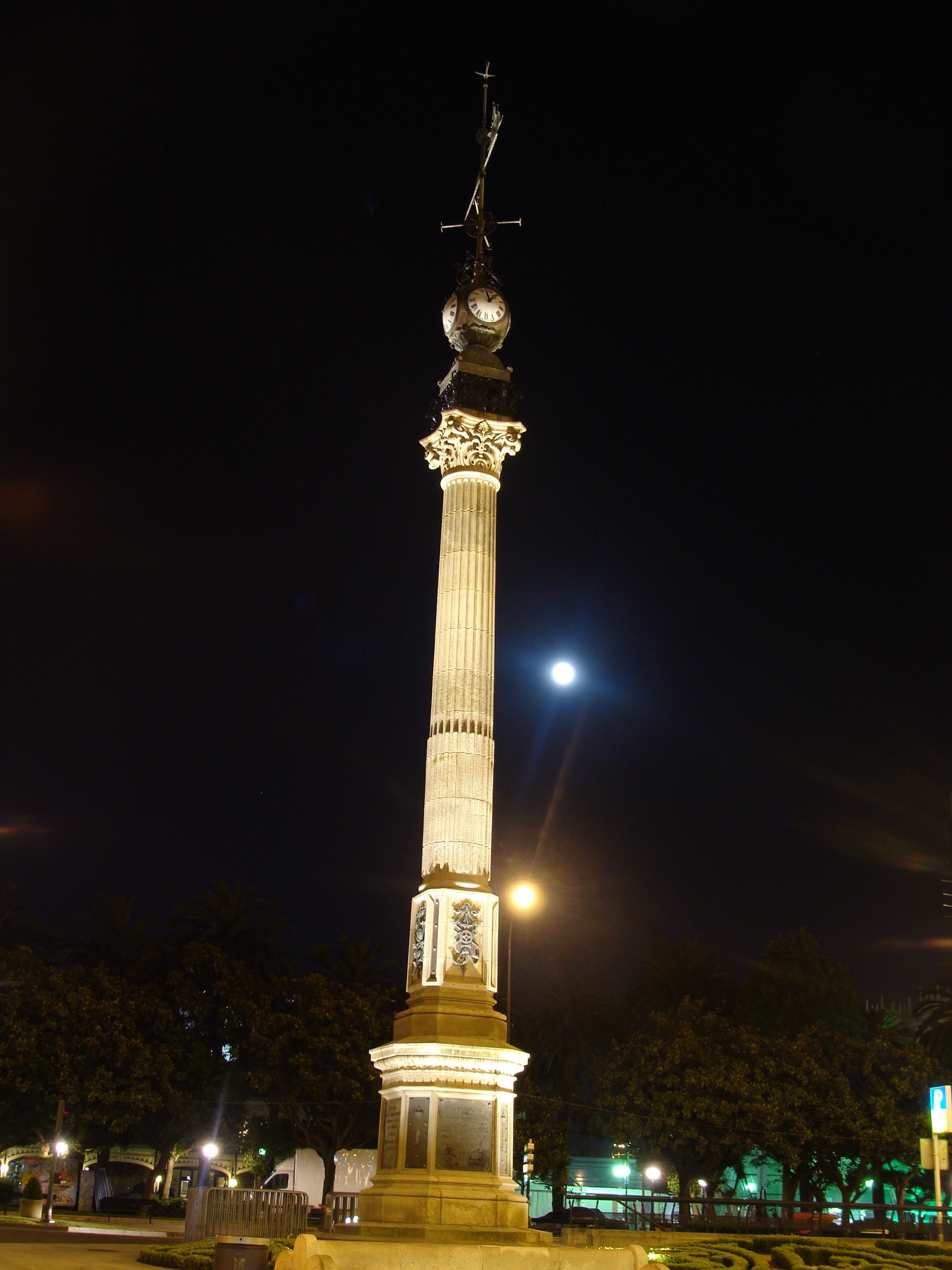
El Obelisco, dedicado a Don Aureliano Linares Rivas en 1895, está situado en el Cantón Grande

Situado en Los Cantones, la construcción del obelisco se remonta al año 1893, cuando el Ayuntamiento de La Coruña propone elevar un monumento en honor de Aureliano Linares Rivas, que fue diputado, senador y ministro. Fue inaugurado el 10 de febrero de 1895. En la base del monumento figuran unas coordenadas Latitud 43°22’ N Longitud 4°41’54’’ O las cuales utilizan como referencia el Meridiano de Madrid, de uso en la época.

### Millenium

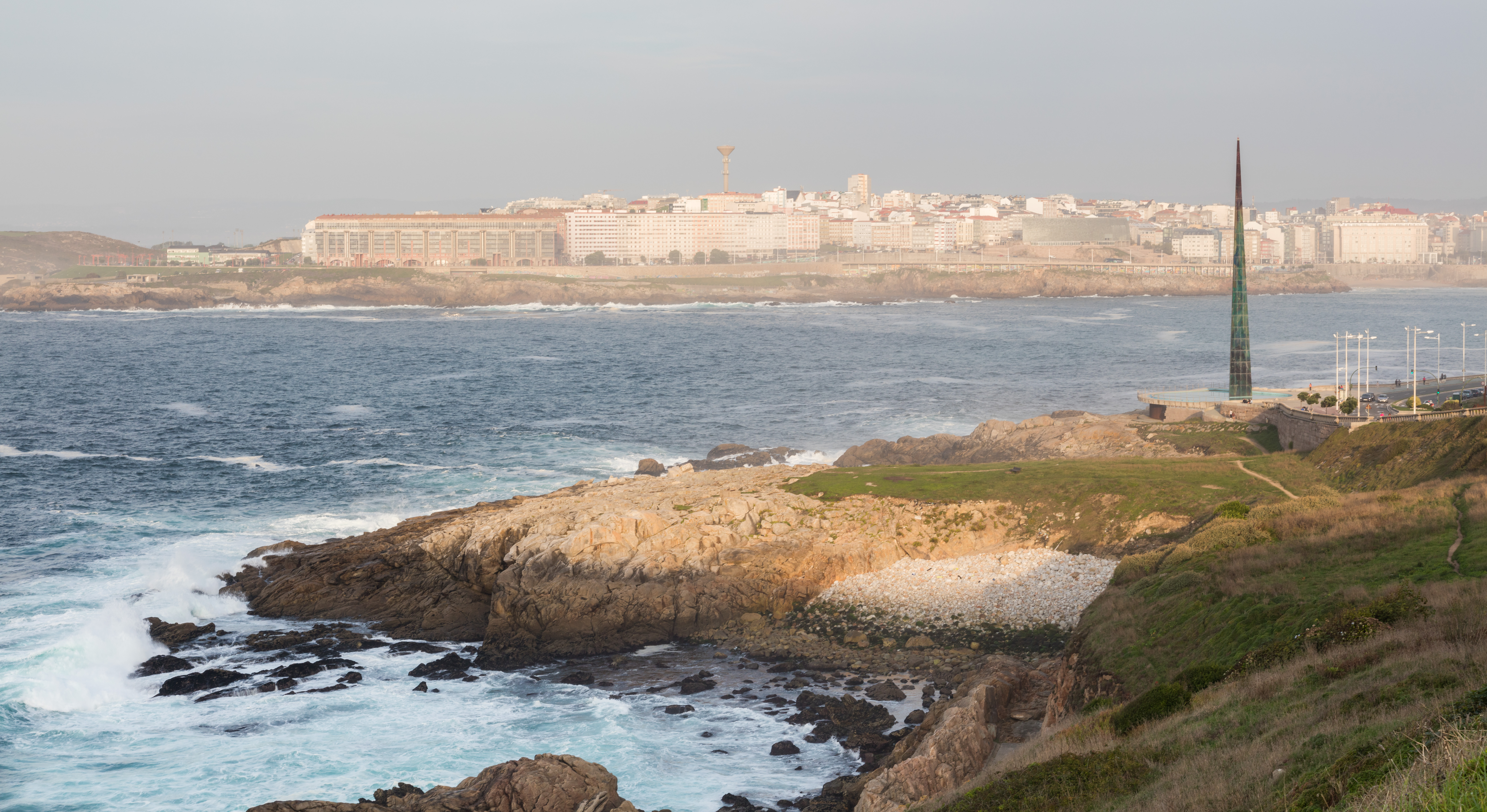
Millenium con la ciudad al fondo

El obelisco Millenium es un monumento con forma de obelisco situado en el paseo marítimo. Se levantó para conmemorar el inicio del siglo XXI. Tiene 46 m de altura y está hecho en acero (2 toneladas) y 147 cristales de roca traídos desde Holanda. En los 13 primeros metros se cuenta la historia de los principales acontecimientos y personajes de La Coruña, tallados en los cristales. De noche se iluminan mediante 142 focos de luz.

### Otros monumentos

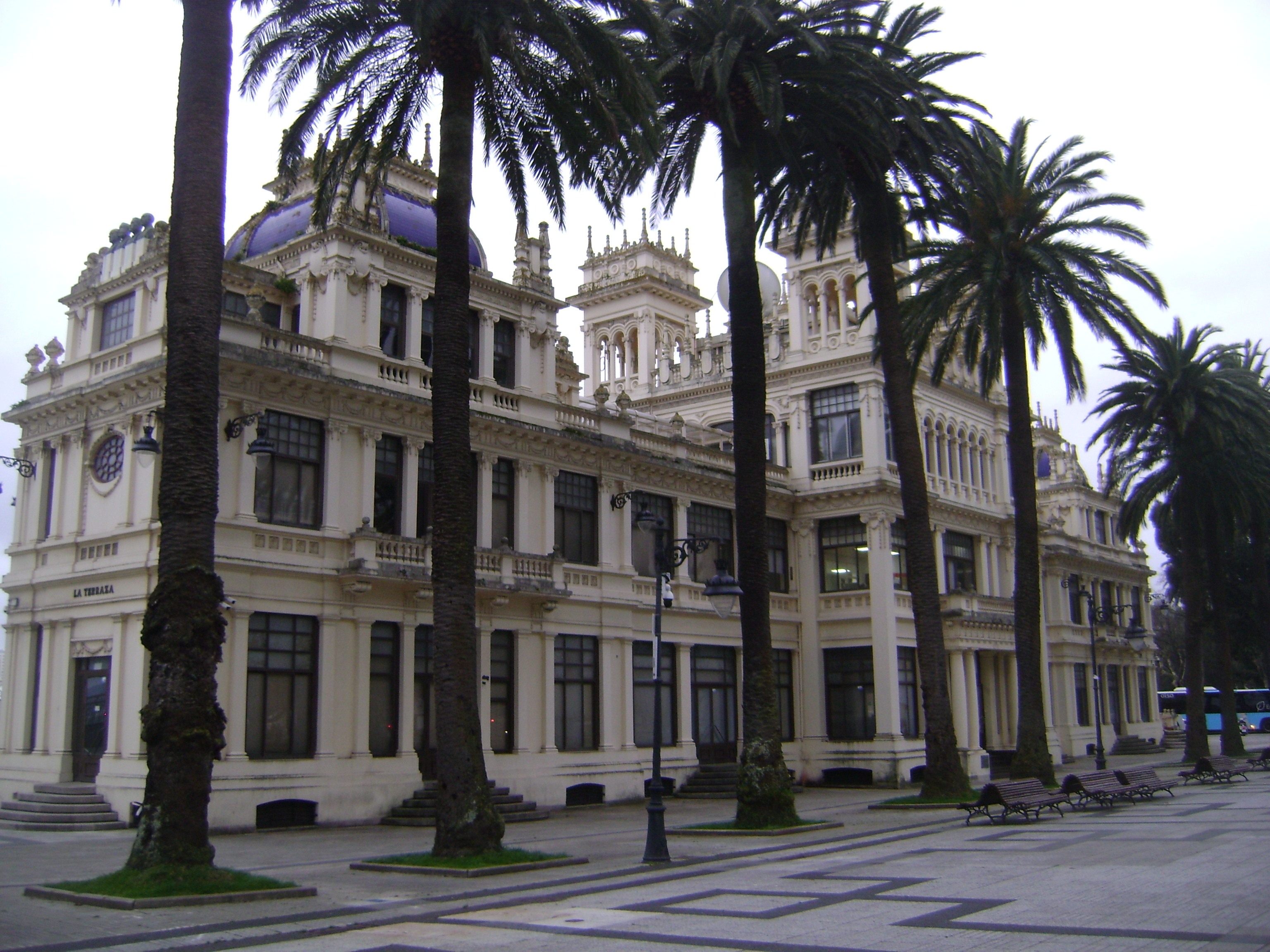
La segunda Terraza, actual sede de RTVE

En el primer ensanche de la ciudad se puede observar el conjunto arquitectónico de la plaza de María Pita, presidido por el palacio municipal de mismo nombre, que data del año 1897 y que es de estilo modernista. Destaca en esta zona el quiosco Alfonso, también de carácter modernista que data de 1913 y está dedicado al Rey Alfonso XIII. Otro edificio que destaca es la segunda Terraza, actual sede de RTVE, que se construyó entre 1921 y 1922, tras desmontar el anterior edificio de madera de La Terraza, el cual trasladaron en barco hasta su actual ubicación en Sada donde se volvió a montar pieza a pieza.
Otros edificios de gran importancia son el de la Autoridad Portuaria y el de Correos, ambos de los años 50, el Teatro Colón de los años 40 y el edificio del Banco Pastor, un diseño de Antonio Tenreiro Rodríguez, arquitecto local, junto con Peregrín Estellés en 1922, el edificio más alto de España en su época.

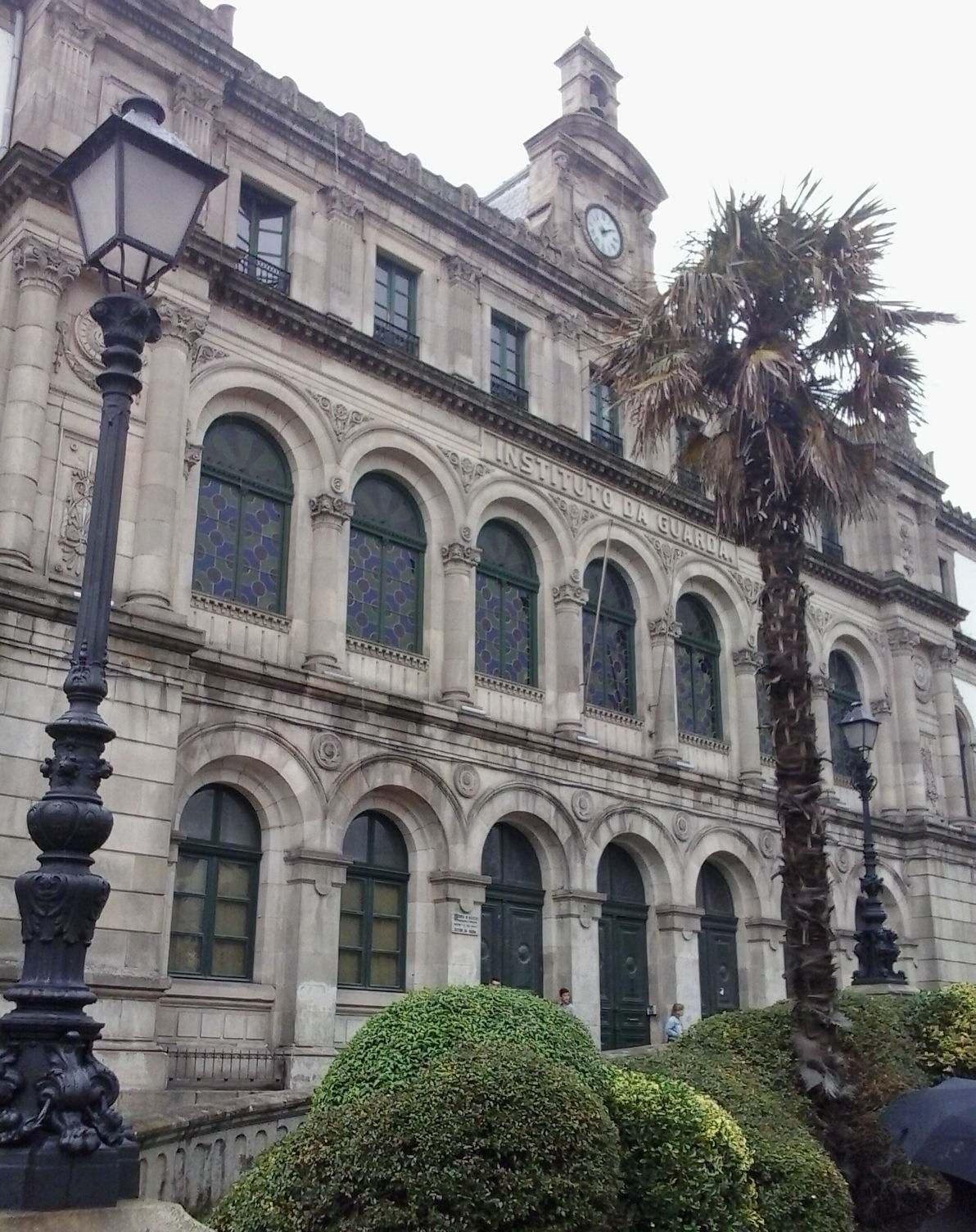
IES Eusebio da Guarda

En el segundo ensanche se encuentra el instituto Eusebio da Guarda, que data de 1898 y el Palacio de Justicia, un edificio modernista con marcada influencia neoclásica del año 1922, además de decenas de edificios modernistas y vanguardistas del primer tercio del siglo XX. Hay también edificios de gran valor arquitectónico construidos en pleno siglo XX, como pueden ser el Palacio de la Ópera (1989), La Casa del Hombre (1995), La Casa de las Ciencias (1964) entre otros.
En una zona industrial de la parte occidental de la ciudad, cerca de la Refinería de Repsol, se encuentra el palacio de San José de Casanova con capilla propia, incoado como Bien de Interés Cultural.
Por último, cabe destacar por su valor arqueológico el castro de Elviña, donde actualmente se están llevando a cabo labores de conservación y reconstrucción para convertirlo en el nuevo museo de la historia de la ciudad herculina.

### Galerías

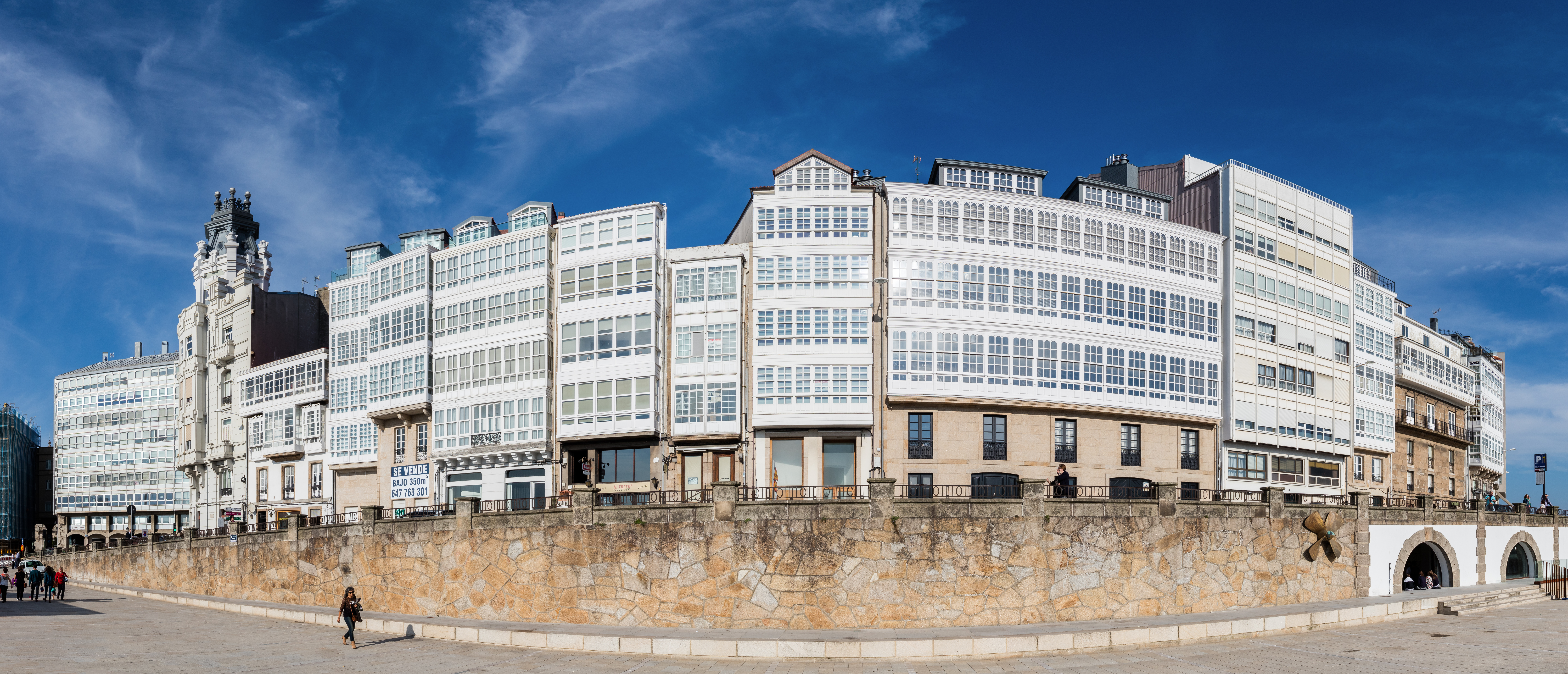
Galerías en la Marina

Las galerías, que tienen su mejor representación en el conjunto de ellas agrupadas en las casas de La Marina, pero que tienen multitud de ejemplos en la ciudad y comarca. Estas galerías son las que dieron lugar a la denominación de La Coruña como «la ciudad de cristal».
Se trata de balcones cerrados con carpintería de madera pintada de blanco y con una gran superficie de vidrio que funcionan como miraderos y que son características de las viviendas de la avenida de la Marina de La Coruña. Las galerías son, en verdad, las fachadas posteriores de las casas. Datan del siglo XIX y tienen su origen en la aparición del mercado de vidrio plano y cortado, fabricado inicialmente en La Granja de San Ildefonso (Segovia). Llegaron primero a Ferrol para acristalar las popas de los galeones a mediados del siglo XVIII y se aprovecharon para cerrar las viviendas de Ferrol, Puentedeume, Betanzos y La Coruña. El propósito era el de permitir que entrase la luz del sol en el interior de las viviendas evitando la lluvia. También existen balcones de hierro de forja y de fundición.

### Ciudad vieja

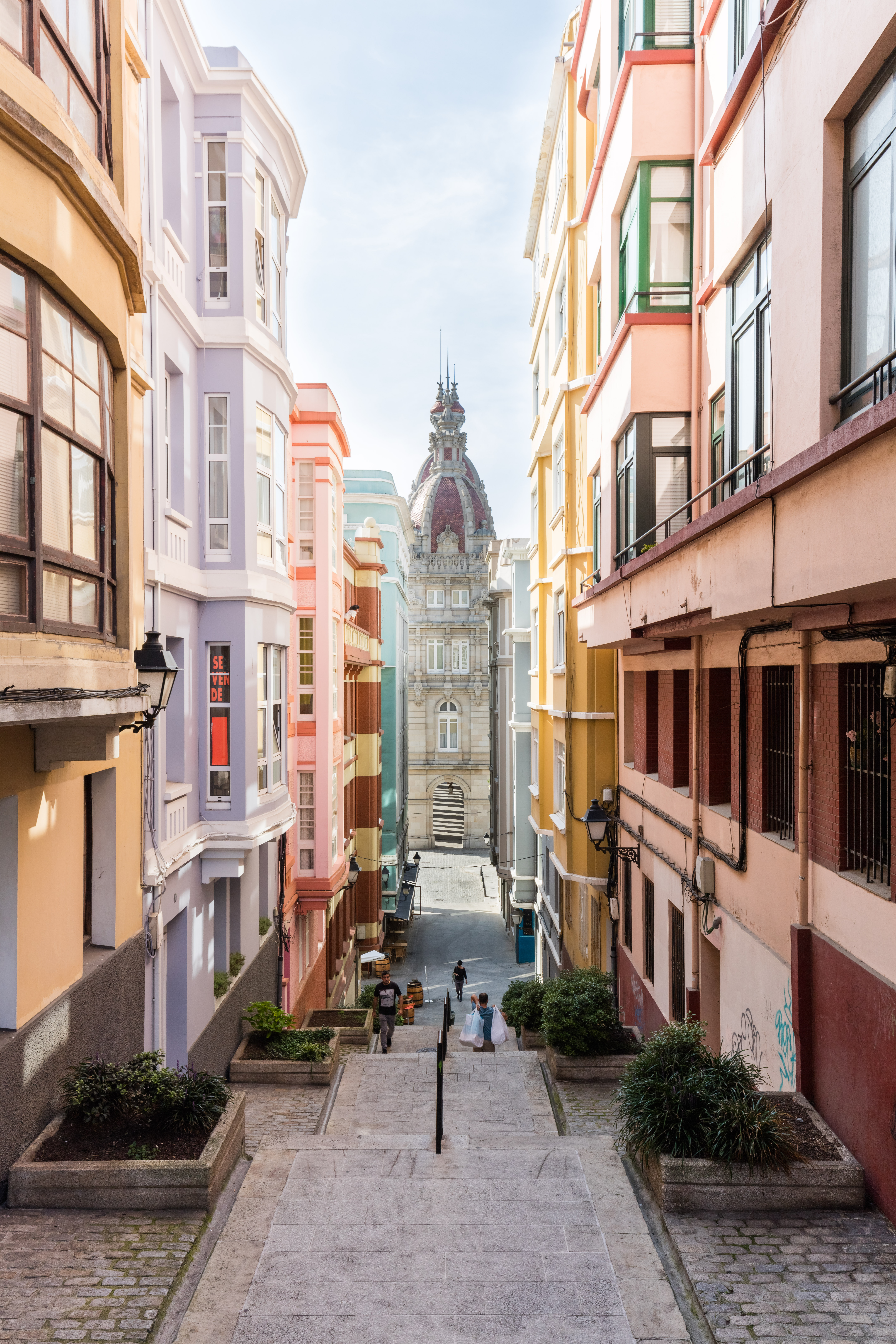
Coloridas fachadas de La Coruña con el ayuntamiento al fondo

La ciudad vieja es el nombre que recibe el casco antiguo de La Coruña. Durante los siglos IX y X, los habitantes de la entonces llamada isla del Faro (península en la que se erige hoy en día la Torre de Hércules) fueron abandonando la zona debido a los constantes ataques de las flotas vikingas y se establecieron en el área de Betanzos. En 1208 el rey Alfonso IX refundó la ciudad en el actual emplazamiento de la ciudad vieja reconstruyendo la urbe, que pasó a depender directamente del rey, libre de vasallaje al clero o a los señores feudales. En el siglo XIV se construyeron las murallas que protegían la ciudad vieja, de las que todavía se conservan restos, así como tres puertas que abrían la ciudad al mar: la del Parrote, la del Clavo y la de San Miguel. También se conserva el baluarte conocido como Fortaleza Vieja, actualmente convertido en el Jardín de San Carlos.

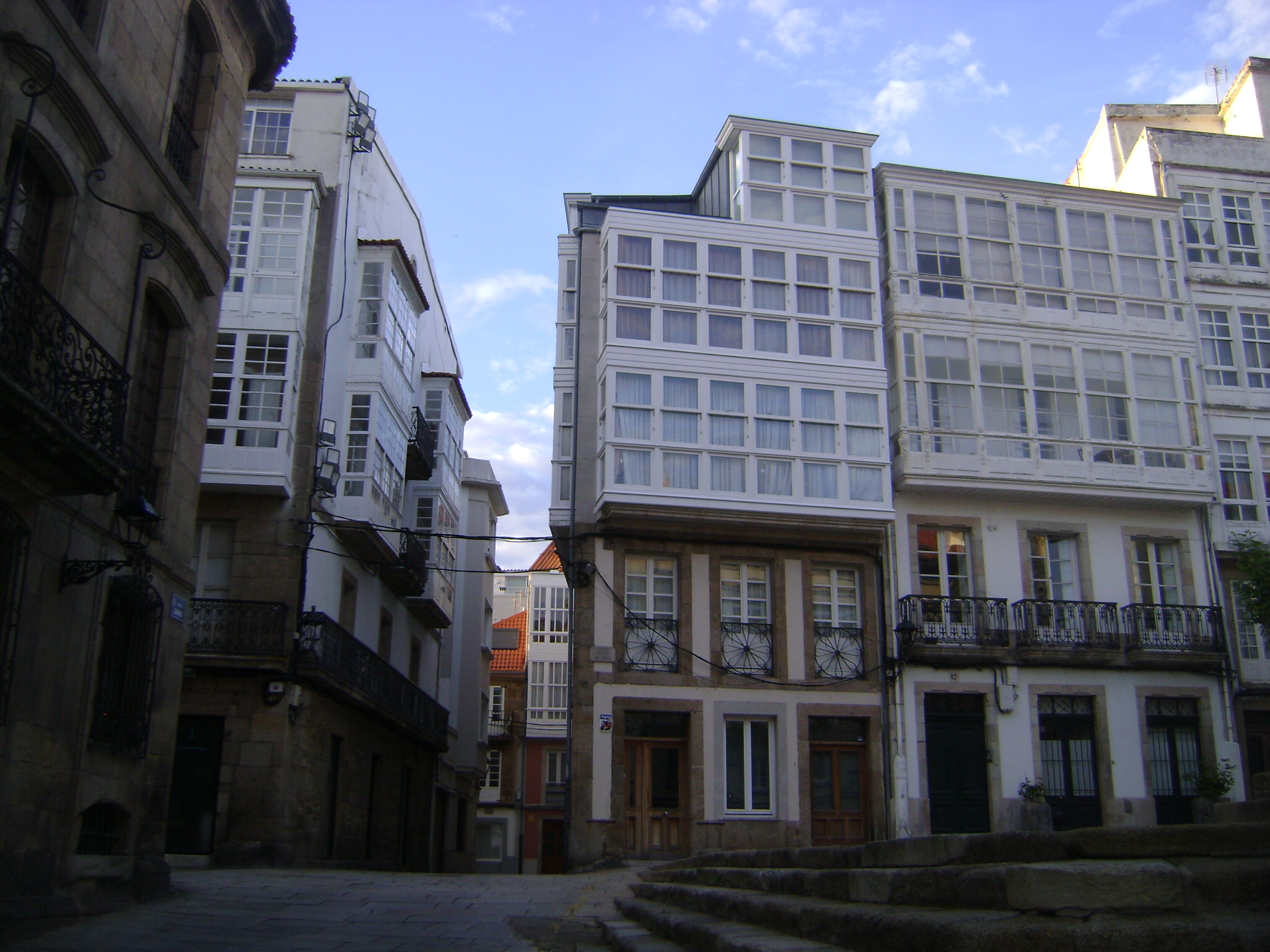
Edificios comunes de la ciudad vieja

La ciudad vieja de La Coruña conserva calles y plazas que hacen revivir la historia de la ciudad, así como casonas nobles y residencias como la del matrimonio Manuel Murguía y la poetisa Rosalía de Castro, situada en la calle Príncipe.

### Paseo marítimo

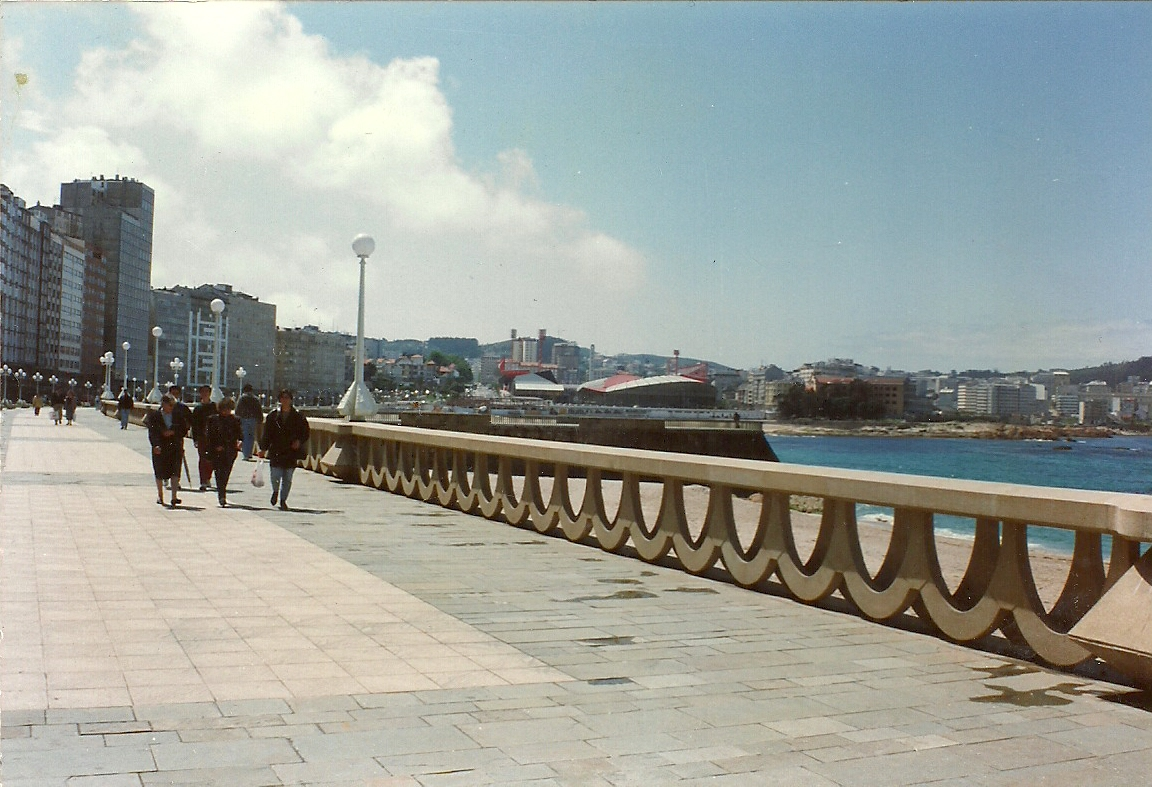
Paseo marítimo de Riazor-Orzán

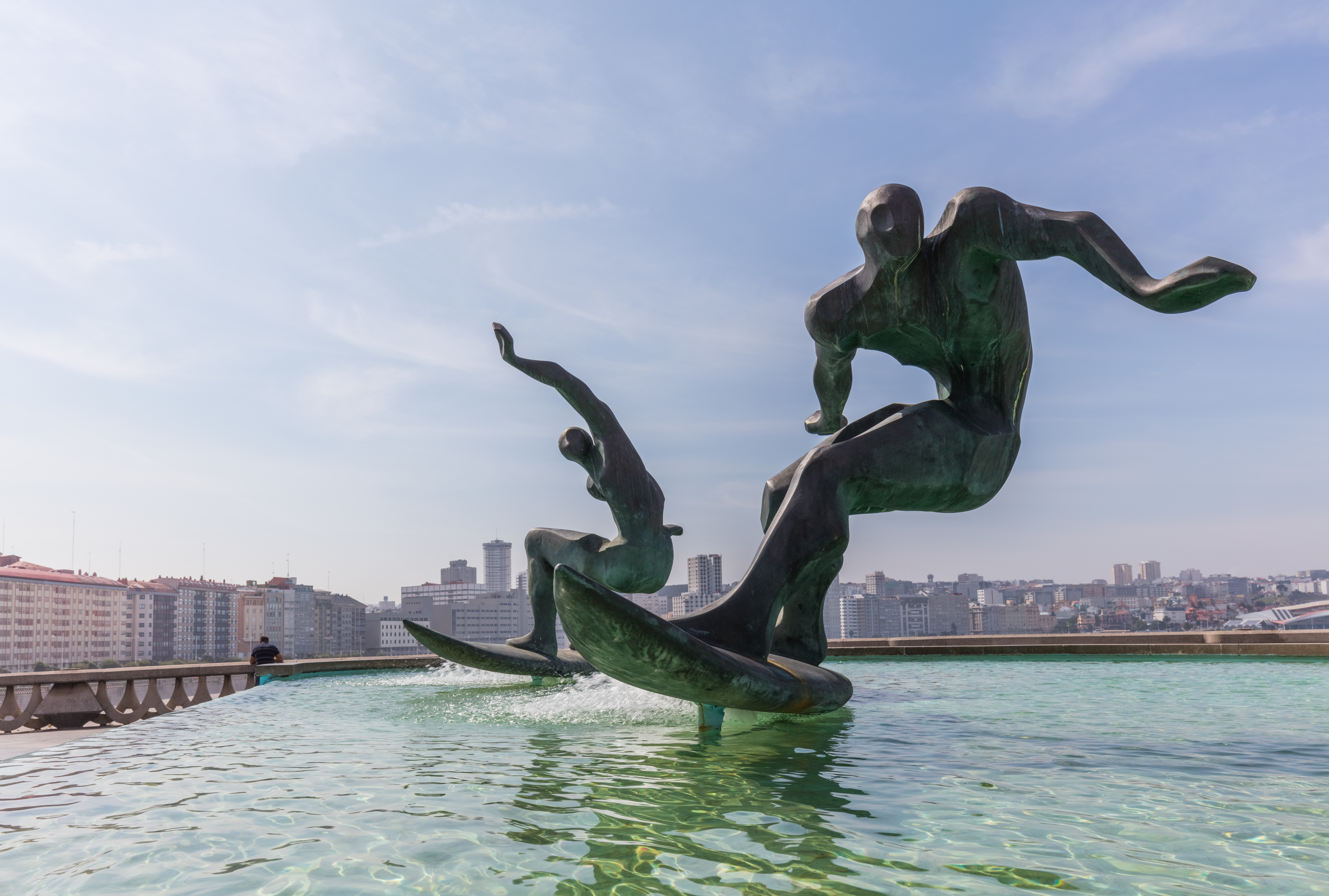
Fuente de Los Surfistas

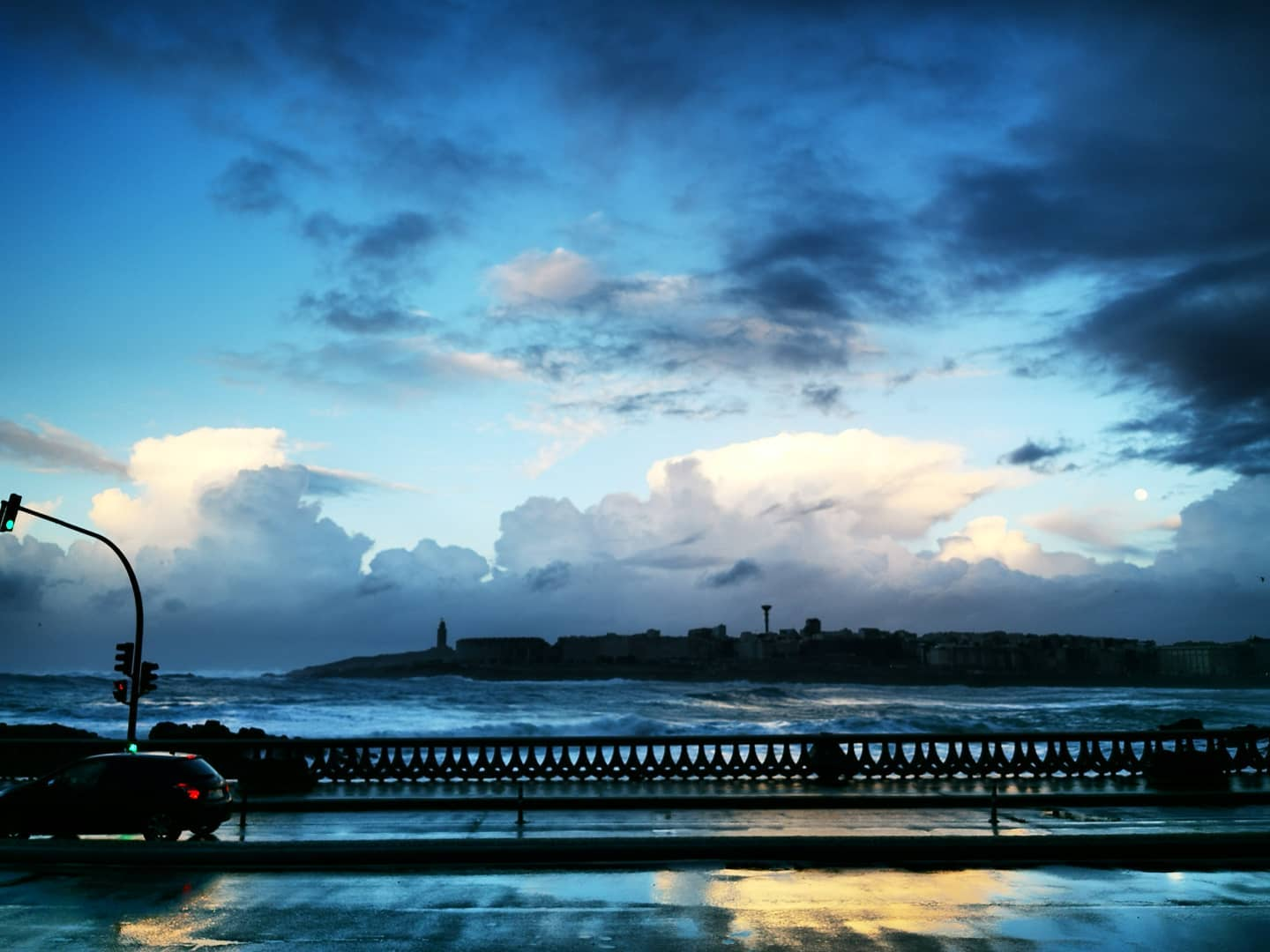
Paseo marítimo de La Coruña a su paso por Pescadería

Se articula como un clásico paseo, que combina diversas áreas bien diferenciadas en su morfología:
- Una zona para peatones de ancho acerado, en el lado exterior, limitado por una barandilla.
- Una zona para ciclistas, es decir, un carril-bici, especialmente delimitado y señalizado. Este es un elemento sólo presente en las zonas más anchas del paseo, para no sacrificar espacio peatonal: en las zonas más estrechas, el uso de bici es compartido con el espacio para peatones.
- Una franja de paso para el tranvía (en desuso), compartiendo espacio con la calzada, o en un espacio totalmente reservado para el transporte, sobre una franja de césped y separado del resto de zonas.
- La calzada para los automóviles.
- Otra zona de acerado, algo más estrecha, en el lado más interno del paseo.

El paseo marítimo de La Coruña fue hasta el año 2014 el paseo marítimo más largo de Europa, con casi 16 km de recorrido en torno a la ciudad, por la zona litoral. Actualmente, desde el año 2014, el paseo marítimo más largo de Europa se encuentra en la localidad malagueña de Marbella, con 17 km. En 2016 se prevén finalizar las obras del sendero litoral en la Costa del Sol, que unirá los paseos marítimos de dicha costa hasta alcanzar los 180 km.

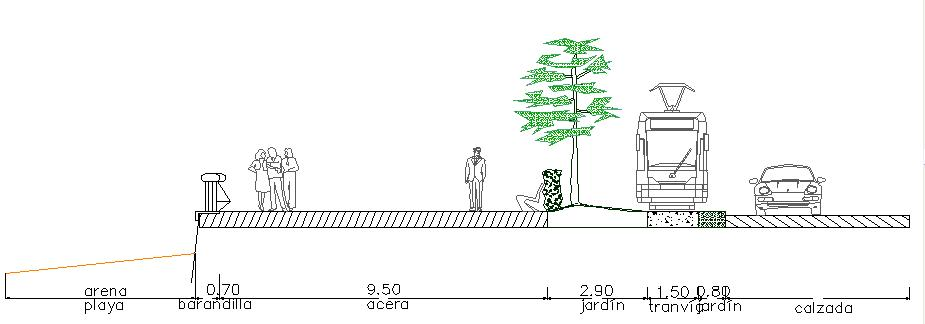
Sección transversal del paseo marítimo de Riazor-Orzán

En cuanto a su mobiliario, materiales de construcción, jardinería y otros elementos destacan:
- En su parte más alta (castillo de San Antón, Torre de Hércules, entorno de la ciudad vieja) destacan las farolas rojas decoradas por un esmalte de la diseñadora Julia Ares que sirven de soporte a las catenarias del tranvía.
- En su discurrir por la ensenada coruñesa, por las playas de Riazor y de Orzán, el paseo se adapta, incorpora más jardinería y cambia de luminarias y catenarias por otras de un diseño más marítimo: farolas blancas de globo, setos en el lateral del paseo, césped en la franja del tranvía...
- En el diseño del general del espacio se incluyó, tras muchos años de ausencia en la ciudad, un recorrido tranviario.
- Además, el paseo complementa su mobiliario con numerosos bancos de piedra para el descanso y el disfrute de las vistas, una cuidada jardinería con palmeras, setos o cuadros de césped, etc.

## Cultura
La ciudad acoge anualmente citas como el Festival Noroeste (desde 1986), Viñetas desde el Atlántico desde 1998 y Expotaku desde 2010. En la vertiente cinematográfica, La Coruña es sede de festivales como S8 Mostra de Cinema Periférico.

### Museos

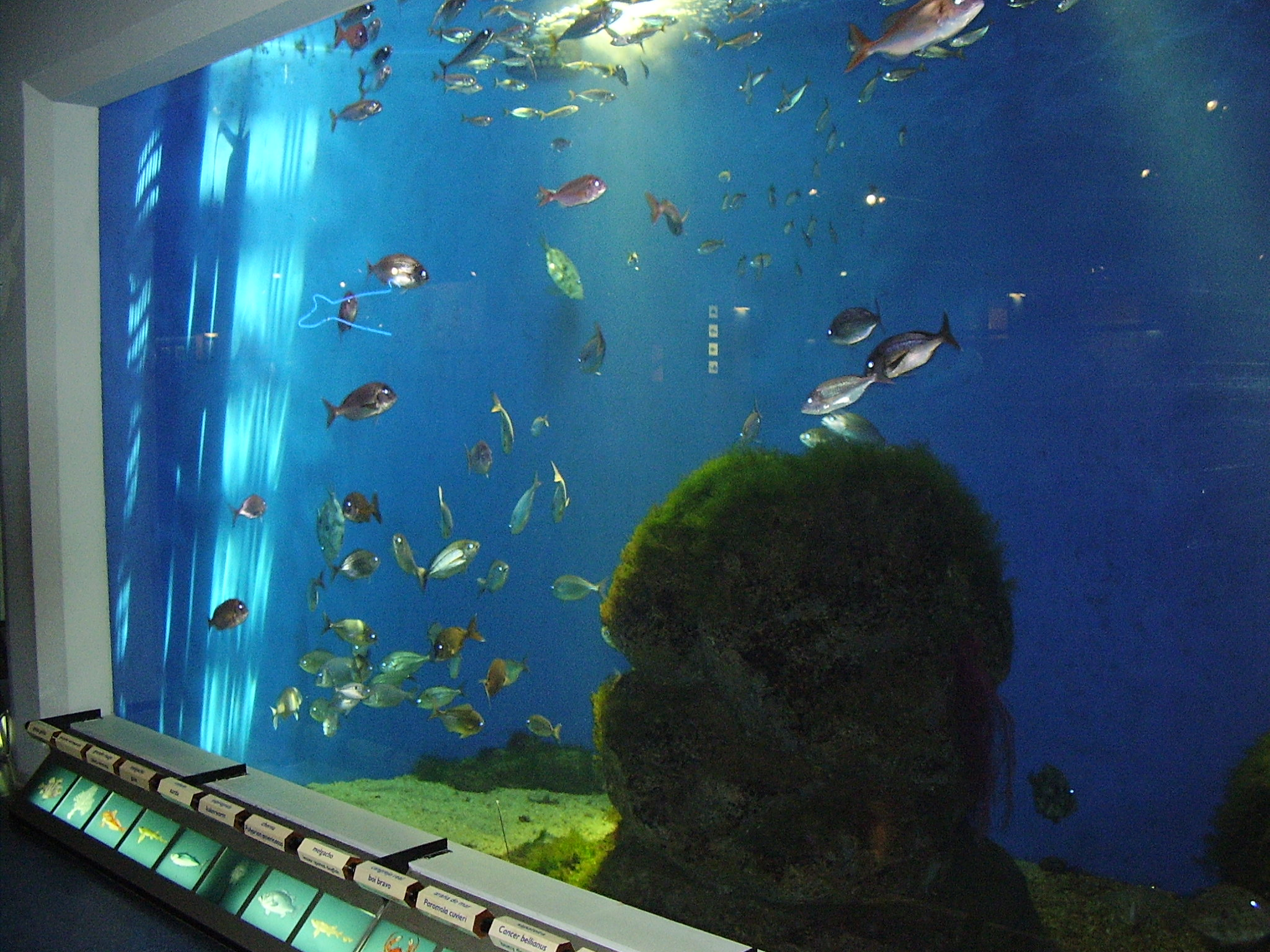
Aquarium Finisterrae

- El Museo de Bellas Artes: museo que contiene obras de grandes pintores nacionales e internacionales de los siglos comprendidos entre XV y XIX. Entre sus colecciones destacan bocetos de Rubens, una gran exposición de pintura impresionista y pinturas religiosas.[132]
- El Museo Arqueológico: ubicado en el Castillo de San Antón, fue creado en el año 1964 después de que el Ministerio del Ejército cediese el castillo al ayuntamiento. Contiene piezas de tesoros de civilizaciones anteriores al siglo X, además de una exposición sobre la vida del ejército español desde la guerra de independencia hasta el reinado de Alfonso XIII.[133]
- La Casa del Hombre, antiguamente conocida como Casa del Hombre: pertenece a uno de los museos interactivos de la ciudad y nos permite ver de cerca el funcionamiento del cuerpo humano.

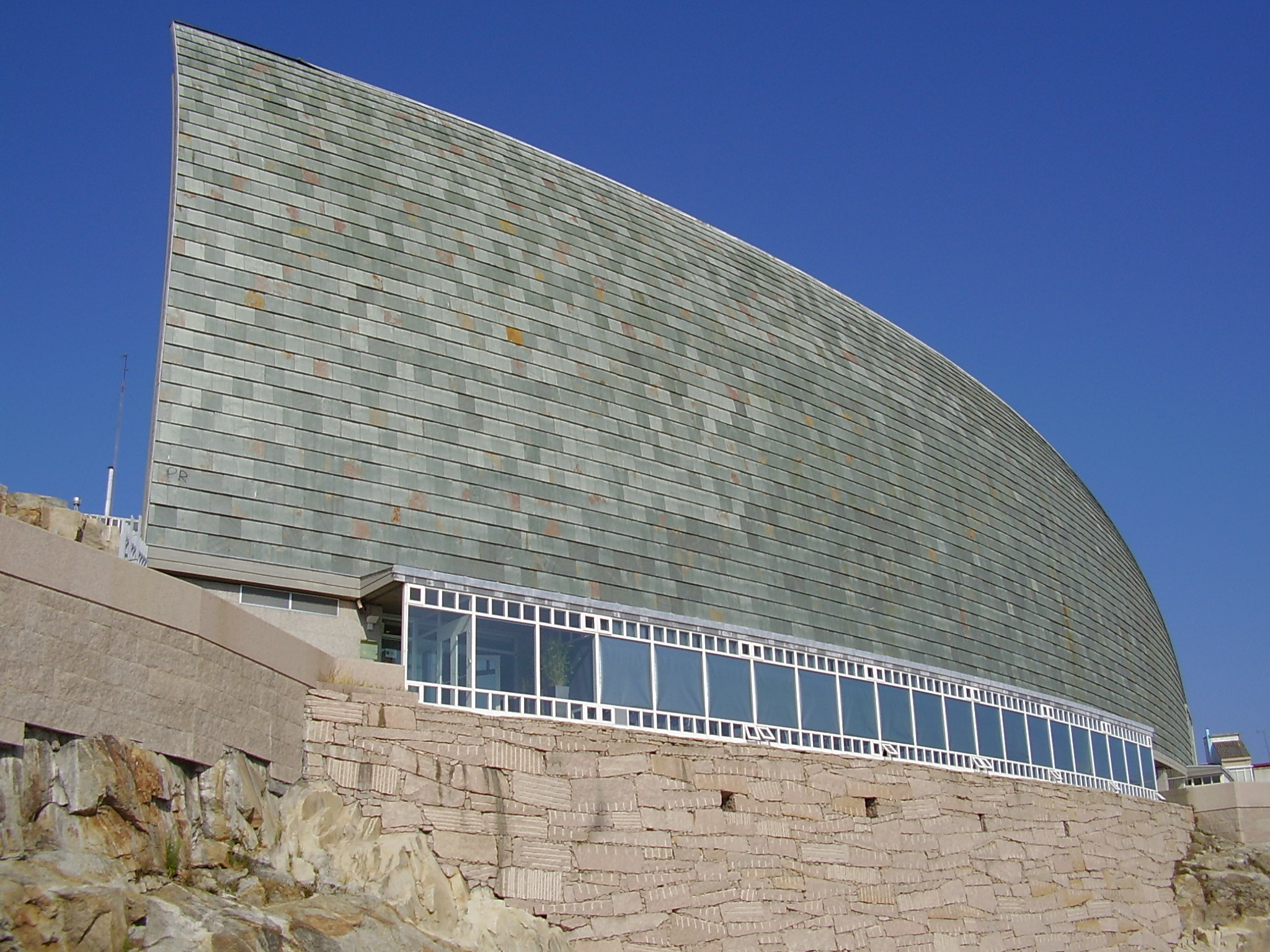
Domus, la Casa del Hombre

- La Casa de las Ciencias: museo científico en general en cuyas instalaciones se encuentra también el Planetarium.

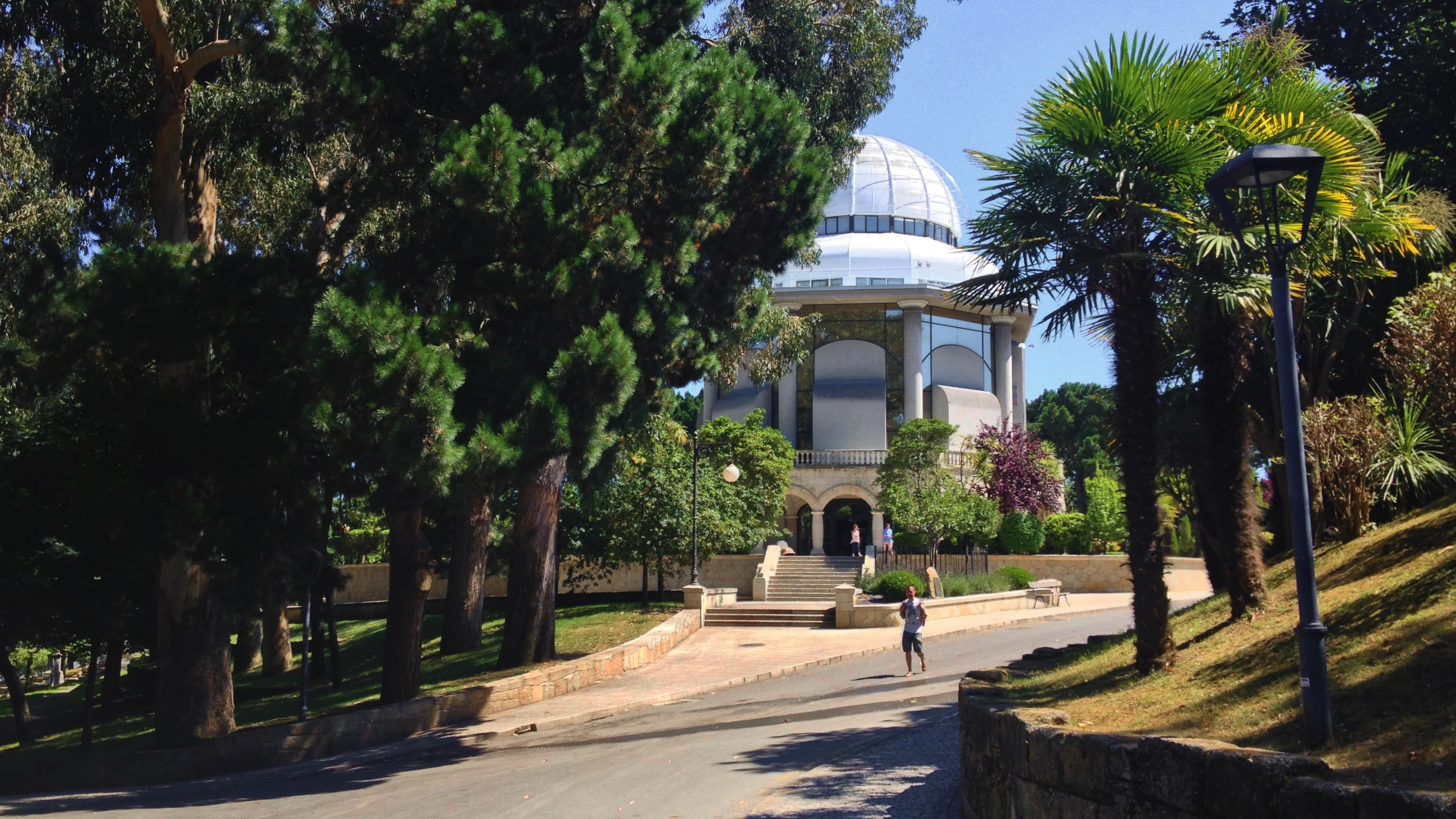
La Casa de las Ciencias

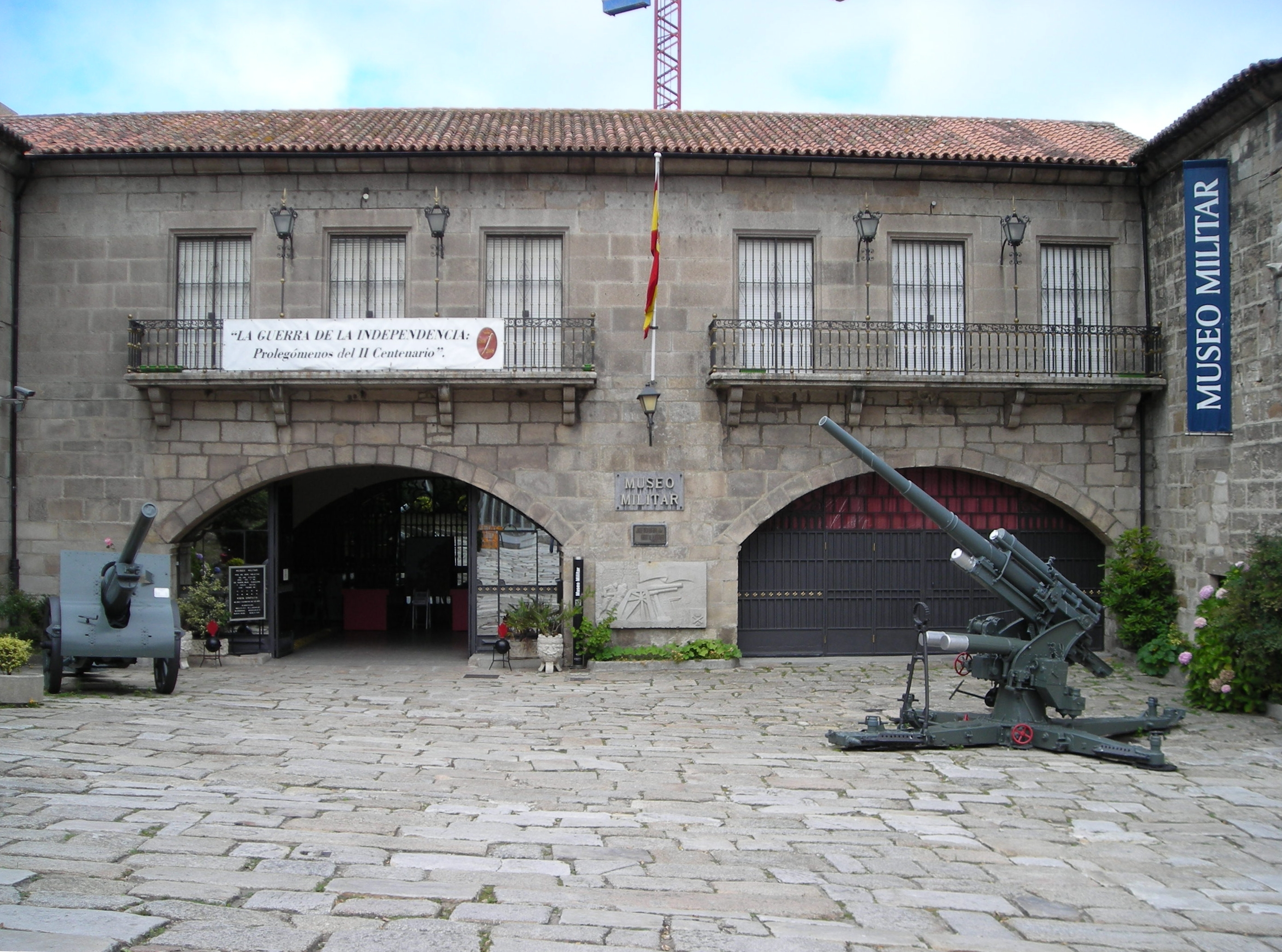
Museo militar

- Museo de Arte Contemporáneo: Museo de Unión Fenosa (cerrado).
- Aquarium Finisterrae, la Casa de los Peces: se encuentran especies marinas típicas del océano Atlántico, además de exposiciones sobre especies tropicales, focas y un jardín botánico.
- El Museo de Arte Sacro: pequeño museo cuya sede es un moderno edificio (arqu. Manuel Gallego) que se integra perfectamente en el entorno de la ciudad vieja en el que se encuentra. Uno de sus atractivos es su original distribución, ya que el elemento fundamental es la escalera, siendo las salas de exposición los rellanos de la misma. Cuenta con interesantes piezas de orfebrería religiosa de plata de varias escuelas, épocas y países.
- El Museo Militar: contiene maquetas de los sistemas defensivos de la ciudad, así como uniformes y armas del ejército español desde el siglo XV hasta la actualidad. Relacionado con los Cañones de San Pedro.
- Casa Museo María Pita: la vida de la Heroína coruñesa María Mayor Fernández de la Cámara Pita.

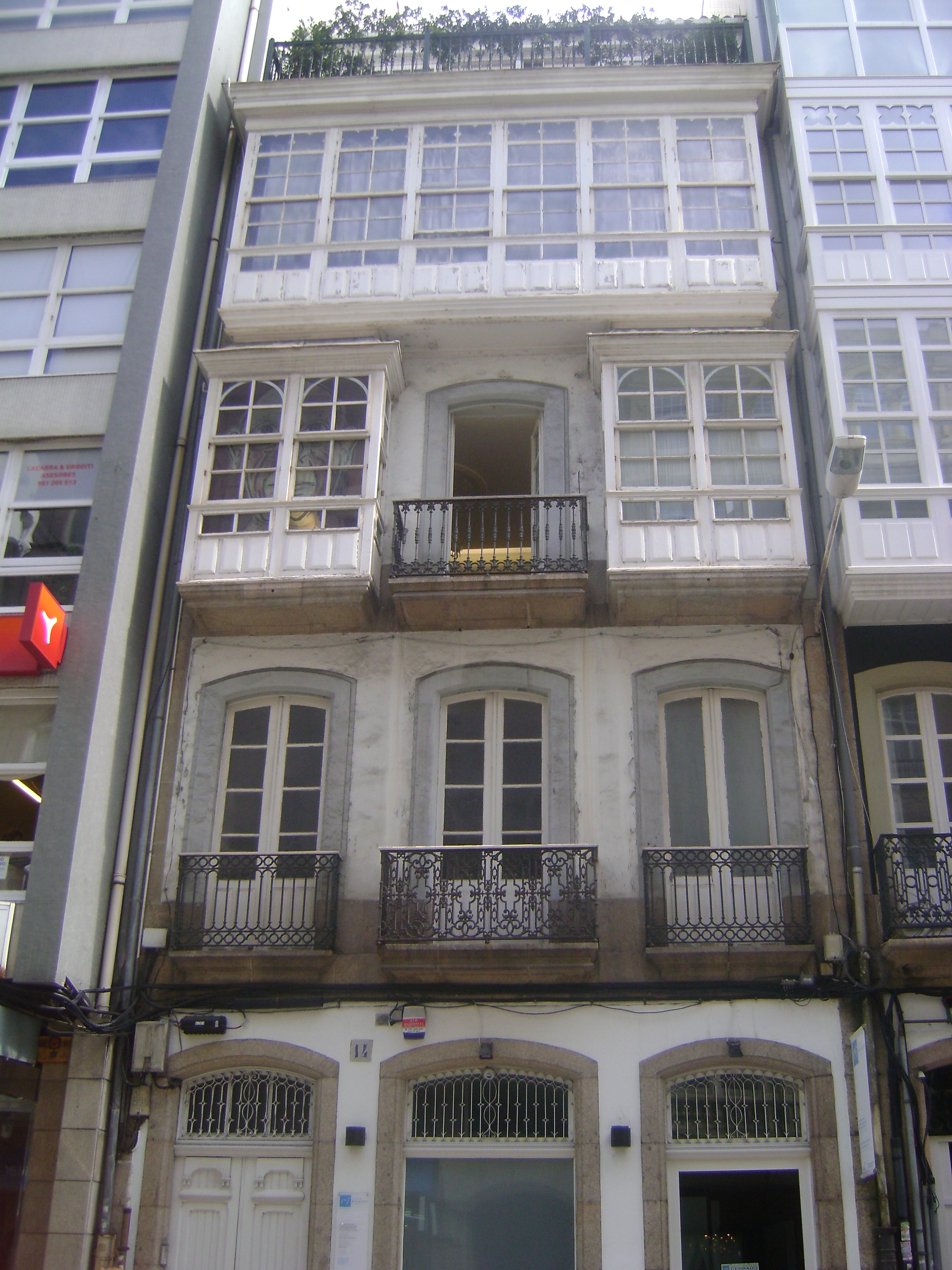
Casa Museo Picasso

- Casa Museo Picasso: la vida del famoso pintor, ubicada en su antigua vivienda, en la que pasó su infancia y estudios, y creció como artista.
- Casa Museo Casares Quiroga: instalación museográfica para la promoción de iniciativas en recuerdo de Santiago Casares Quiroga y el republicanismo coruñés y gallego.
- Museo de los Relojes: situado en el palacio municipal (Ayuntamiento de La Coruña).
- Museo de la electricidad: Museo de Unión Fenosa que ocupa el mismo edificio que el de Arte Contemporáneo.
- Museo de Emilia Pardo Bazán: antigua vivienda de la condesa, hoy sede de la Real Academia Galega. Expone elementos de la vida y obra de la escritora..
- Museo Nacional de Ciencia y Tecnología de España.
- Museo Didáctico de las Telecomunicaciones es un pequeño museo donde se pueden observar dispositivos de telecomunicaciones en funcionamiento y su evolución a lo largo del tiempo.
- Museo Estrella Galicia (MEGA) dedicado a la cerveza.
- Castro de Elviña: poblado protohistórico situado en el término municipal de La Coruña, uno de los más grandes de la Galicia septentrional.

### Teatro

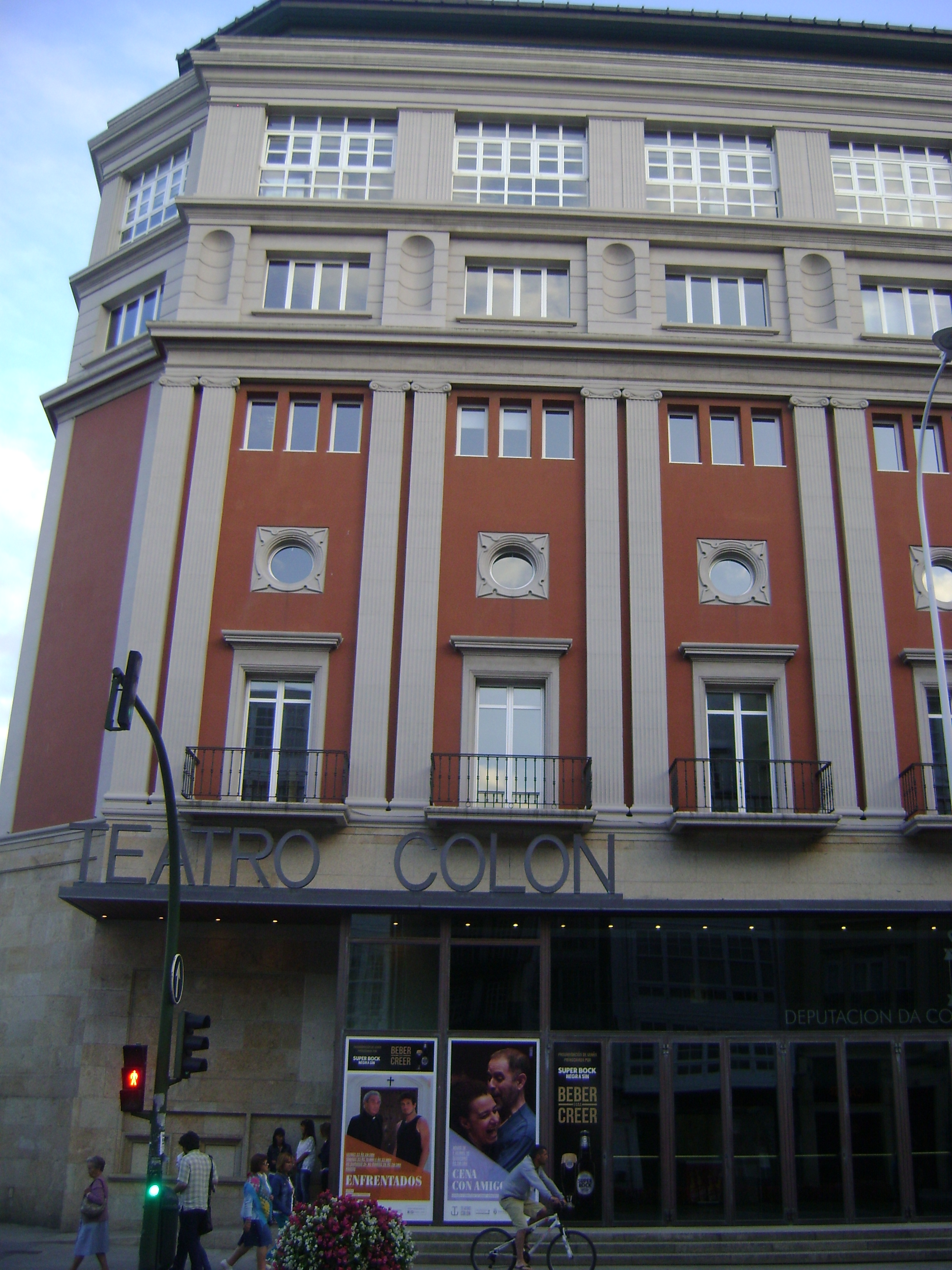
Teatro Colón

La ciudad dispone de cuatro recintos públicos con salas aptas para las artes escénicas:
- Teatro Rosalía de Castro. Teatro del siglo XIX, de estilo ecléctico, situado en pleno centro de la ciudad y muy próximo a la plaza de María Pita. Acoge los más prestigiosos eventos y espectáculos musicales. Dispone de un escenario de 150 m² y de un aforo de entre 628 y 712 localidades.
- Teatro Colón. Inaugurado en 1948 y actualmente restaurado en profundidad.
- Fórum Metropolitano. Con capacidad para 310 personas, es la sede de programas estables de teatro como: Todo Público y Sen numerar. Busca apoyar nuevas propuestas como la Mostra de Teatro Independiente y el Teatro universitario.
- Centro Ágora. Con capacidad para 549 personas. Teatro preparado con posibilidad de usarse para ópera, música sinfónica, ballet...

### Cine
En la ciudad se celebra el festival internacional de cine amateur Cormorán Fest. Las salas de cine de La Coruña son:
- Cinesa Marineda City. 12 salas. Situado en CC Marineda City.
- Yelmo Cines Espacio Coruña. 8 salas. Situado en CC Espacio Coruña.
- Cantones Cines. 11 salas. Situado en CC Los Cantones Village.
- Cines Fórum Metropolitano. 2 salas. Situado en el recinto municipal Fórum Metropolitano, se emiten películas de estreno no proyectadas en otras salas locales junto a ciclos temáticos o de personalidades del mundo del cine.
- Centro Galego de Artes da Imaxe (CGAI). Situado en la calle Durán Loriga, es un organismo público autonómico, sede del archivo fílmico de Galicia y que cuenta con una sala de 100 butacas para programación cultural, alternativa, retrospectivas y preestrenos de producción gallega.

#### Rodaje de películas
La Coruña ha sido escenario de numerosas producciones cinematográficas a lo largo de las décadas, mostrando su versatilidad como localización.
Entre las películas principales se encuentran Camarote de lujo (1957), dirigida por Rafael Gil, que aborda el tema de la emigración gallega y fue filmada íntegramente en la ciudad, mostrando lugares como el puerto y la estación de ferrocarril.
La familia y uno más (1965), de Fernando Palacios, presenta escenas en el Hotel Finisterre y la Torre de Hércules, mientras que Volvoreta (1976), dirigida por José Antonio Nieves Conde, exhibe los Jardines de San Carlos y otras localizaciones urbanas.
En la década de los 90 y principios de los 2000, La Coruña continuó siendo un escenario atractivo para el cine. Finisterre, donde termina el mundo (1999), de Xavier Villaverde, incluyó escenas en la ciudad, mientras que O Lapis do carpinteiro (2003), dirigida por Antón Reixa, recreó escenas históricas en la Torre de Hércules.
Mar adentro (2004), de Alejandro Amenábar, utilizó la plaza de Galicia como una de sus locaciones en la ciudad. Las producciones más recientes han seguido aprovechando la riqueza visual de La Coruña. Invasor (2012), dirigida por Daniel Calparsoro, filmó escenas en la avenida del Alcalde Alfonso Molina, el paseo marítimo y el puerto.
El desconocido (2015), de Dani de la Torre, fue rodada íntegramente en la ciudad y sus alrededores, mostrando lugares emblemáticos como el Puente Pasaje, la plaza de Pontevedra y nuevamente la Torre de Hércules y el puerto.

### Música en directo
Aumentando la cantidad y variedad de sus propuestas de entretenimiento con frecuencia se organizan conciertos en el Palacio de la Ópera o en el Coliseum. Para conciertos de menor tamaño se emplean salas como la Sala Mardi Gras, Inn Club o Sala Pelícano. Los grandes conciertos se organizan en el estadio de Riazor o en la playa de Riazor. Existe una escena de jazz y música alternativa destacando Sala Garufa o el Jazz Filloa.
La ciudad también es sede de varios festivales:
- Festival Noroeste, desde 1986 tradicionalmente gratuito. En el concierto de Luz Casal en 1990, llegó a congregar 120 000 personas.[138]
- Morriña Fest. Festival de música pop que se celebra en verano en el estadio de Riazor.
- La Temporada Lírica de La Coruña nace en el 2014 a partir de la fusión del reconocido Festival Mozart y el Festival de la Ópera de La Coruña.[139][140]
- El festival Más que Jazz, que toma el relevo del histórico Jazz Barrié.

### Fundaciones

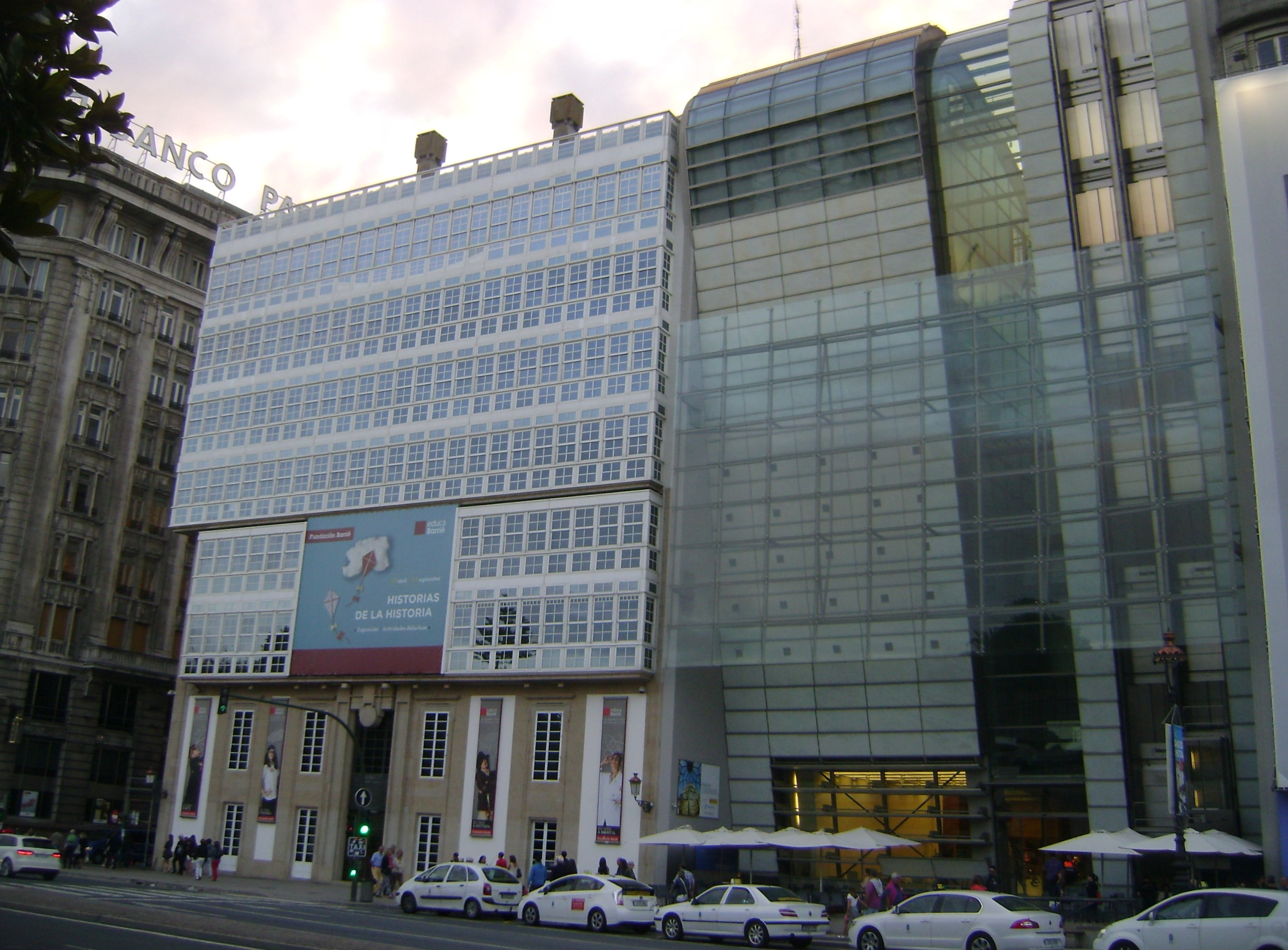
Sedes de las fundaciones Barrié y Afundación

Las fundaciones de la ciudad aportan una cantidad ingente de exposiciones, actos, representaciones y talleres que contribuyen notablemente a la cultura de la urbe.
- Fundación Amancio Ortega: La entidad fundada por Amancio Ortega se centra en la educación y el bienestar social.
- Fundación Luis Seoane: Centro de arte y cultura contemporáneos. Exposición permanente de Luis Seoane y exposiciones sobre arte actual.
- Fundación Afundación: Un espacio abierto a los ciudadanos de más de 7000 m² dedicado al arte, el conocimiento y la cultura.
- Fundación Barrié: Entidad sin ánimo de lucro dedicada a la cultura, la educación, la investigación y los servicios sociales.
- Fundación María José Jove: Nueve salas intercomunicadas que albergan una exposición permanente de obras gallegas, así como obras nacionales del siglo XX.
- Fundación MOP: La entidad fundada por Marta Ortega organiza periódicamente exposiciones relacionadas con el mundo de la arte y la moda.

### Eventos

#### Fiesta de San Juan

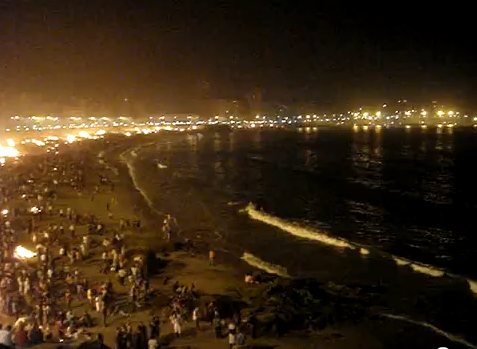
Playas de Riazor y Orzán durante la fiesta de San Juan

El día 23 de junio, víspera de San Juan, es una de las fiestas más grandes de la ciudad. Proclamada Fiesta de Interés Turístico Internacional.
Durante ese día, bandas de música, grupos folclóricos, bandas de gaitas, comparsas de gigantes y cabezudos, etc., recorren las principales calles de la ciudad, recordando a los ciudadanos que acaba de comenzar un día de fiesta y que es el momento de adquirir el tradicional ramo de flores silvestres (artemisa, fiuncho, helechos, malvarrosa, rosas silvestres...), que servirá, llegado el amanecer, para protegerse de cualquier mal del cuerpo o del alma. Finalmente, el ramo se dejará secar colgado al aire, para que durante todo el año, sirva para espantar a brujas y seres maléficos.
Al llegar la noche, la ciudad se llena de sardinadas e invade un olor a madera quemada. La fiesta se puede palpar en el paseo marítimo, en las playas de Riazor y Orzán, donde se llegan a concentrar más de 100 000 personas sólo en estas playas; y también en calles de cada barrio.
Poco a poco, se van formando cientos de pequeñas hogueras que aguardan la llegada de las 12 de la noche para empezar a arder, ante miles de personas.
Cuando suenan las doce de la noche, ya es el día de San Juan, a noite da queima. Cientos de hogueras iluminan las playas.

#### Nuestra Señora del Rosario
El día 7 de octubre (festivo local) se celebra en la ciudad la festividad de la Patrona de la ciudad, Nuestra Señora del Rosario. Se recuerda la intercesión de la Virgen del Rosario durante el asedio sufrido por la ciudad en 1589 durante el transcurso de la campaña de Francis Drake conocida como La Invencible Inglesa o La Contraarmada.

#### Carnaval
El carnaval es otra de las fiestas que más se vive en la ciudad. Suele durar de viernes a miércoles, siendo el martes de carnaval el día grande y festivo local. Los mayores protagonistas del carnaval coruñés son las comparsas y los choqueiros. Entre los actos del carnaval destacan: la entronización del dios Momo, el concurso de carrozas y comparsas, la fiesta choqueira del martes de carnaval en la calle de La Torre, el entierro de la sardina y la quema del dios Momo en la playa de San Amaro.

#### Fiestas de María Pita
Se denomina así a las fiestas grandes de la ciudad en verano, se celebran durante todo el mes de agosto, en ellas se programan numerosas actividades tales como: conciertos, ferias, exposiciones, etc. Las actividades más destacadas son:
- Los conciertos en la plaza de María Pita: en todas las ediciones se programan varios conciertos gratuitos con artistas de renombre y recitales de la Orquesta Sinfónica de Galicia.
- Festival Noroeste: es un festival gratuito que se celebra desde 1986, en esa edición ya alcanzó una asistencia de 30 000 personas, a partir de 1989 comenzó a celebrarse en la playa de Riazor. Puede llegar a congregar a más de 100 000 personas, a lo largo de sus ediciones han actuado numerosos artistas locales, nacionales e internacionales destacando por ejemplo: Siniestro Total, Los Suaves, Luz Casal, The Cure, Status Quo, Joe Cocker, Simply Red, Paul Weller, Suede o Patti Smith.[146][147] Desde el año 2015 cuenta con un formato ampliado de conciertos repartidos por distintos lugares de la ciudad en los días previos a la celebración de los grandes actuaciones, denominado Noroeste Expandido.[148]
- Batalla Naval: batalla pirotécnica que homenajea la victoria de la ciudad sobre el escuadrón de navíos de Francis Drake en 1589. Históricamente se ha celebrado en el entorno del Castillo de San Antón, desde el año 2008 se celebra en la Ensenada del Orzán lanzando fuegos artificiales desde ambos laterales de la ensenada.[149]
- Batalla de Flores: la primera edición tuvo lugar durante las fiestas de María Pita del año 1904. Consiste en un desfile de carrozas decoradas que a su paso se lanzan flores, confeti y serpentinas. Su ubicación y recorrido ha variado a lo largo del tiempo.[150][151]
- Viñetas desde el Atlántico: salón del cómic que se celebra desde 1998 en el Kiosko Alfonso.
- Festival de Habaneras: cuenta con más de treinta ediciones.[152]
- La feria de artesanía Mostrat que se realiza desde 1985 en la primera quincena de agosto en los Jardines de Méndez Núñez,[153] así como las ferias del libro[154] y del libro antiguo.[155]

### Gastronomía
Los platos típicos son los característicos de la cocina gallega, especialmente costera: mariscos y pescados de la zona, pulpo a la gallega, raxo, pimientos de padrón, empanada...
Quizás lo más típico para los turistas que visitan La Coruña es el marisco.
Existe una representativa variedad en la oferta gastronómica de la ciudad, siendo actualmente uno de sus pilares en el ámbito turístico. Desde tascas con solera hasta restaurantes con Estrella Michelin.
Además, es una de las sedes del Fórum Gastronómico, uno de los eventos más representativos de este ámbito a nivel nacional.
En ella también se asienta uno de los integrantes del Grupo Nove, agrupación de cocineros gallegos de gran prestigio.

### Deporte
La ciudad cuenta con numerosos eventos deportivos e instalaciones.

#### Fútbol

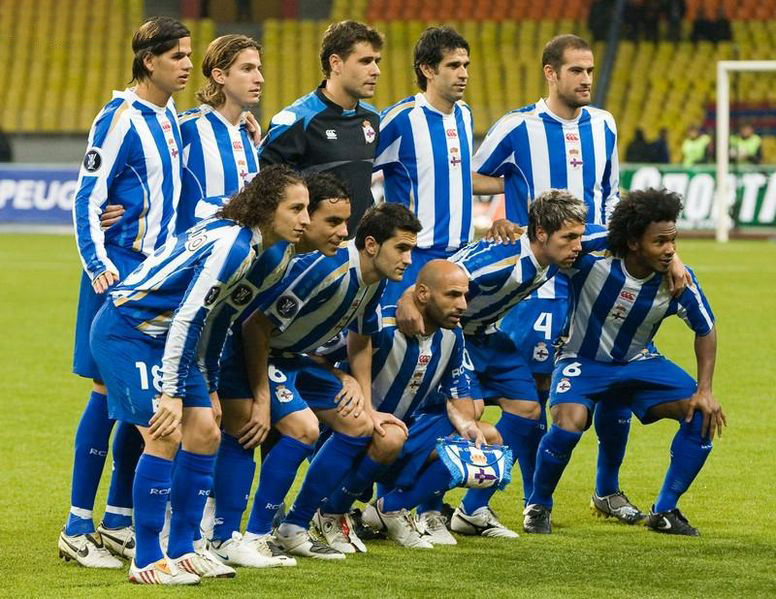
Alineación del Deportivo de La Coruña en 2008, en un partido de la Copa de la UEFA

El equipo deportivo más importante y popular de la ciudad es el Real Club Deportivo de La Coruña, fundado en 1906, que posee 7 títulos en su palmarés. Campeón de 1 Liga de primera división (99-00), 2 Copas del Rey, 1 Copa de España y 3 Supercopas de España. El Deportivo fue también Subcampeón de Liga en 5 ocasiones y participó 5 temporadas consecutivas en Champions League alcanzando, en una ocasión, las semifinales. Cabe señalar que ha sido uno de los tan sólo 9 únicos equipos que han ganado la liga de primera división, junto a Real Madrid, FC Barcelona, Sevilla FC, Real Betis, Real Sociedad, Athletic de Bilbao, Valencia CF y Atlético de Madrid.
Los eventos futbolísticos más importantes tienen cabida en el estadio de Riazor, sede del Deportivo de La Coruña.
Dada la importante cultura futbolística existente en la ciudad, La Coruña es la ciudad de Galicia que ha llegado a tener más clubes de fútbol registradas en la Real Federación Galega de Fútbol, 82 clubes. Entre los más reconocidos se encuentran el Ural Club de Fútbol, el Club Imperator Oar el Sporting Coruñés S.D. el Atlético Coruña Montañeros Club de Fútbol, el Victoria C.F. o el Silva Sociedad Deportiva.
Con respecto al fútbol femenino, destaca el Real Club Deportivo de La Coruña Femenino, sección recuperada en 2016 mediante acuerdos con el Orzán S.D. y el Victoria C.F. Cabe destacar el éxito cosechado por el Karbo Deportivo en la década de los 80, vencedor de varias ediciones de la Copa de la Reina de fútbol.
En fútbol sala brilló el desaparecido Chaston FS, ganador de 2 títulos de Liga (1984 y 1985) y 2 Copas del Rey (1986 y 1988). En fútbol sala femenino destaca el Club Viajes Amarelle FSF, que se fusionó con el histórico Club Sal Lence en 2005 ganador de 3 Ligas (1993, 1995 y 1996) y 2 Copas de España (1992 y 1995).

#### Hockey
Otro equipo muy importante en la ciudad de La Coruña es el Hockey Club Liceo de La Coruña que posee 18 títulos estatales (8 Ligas y 10 Copas del Rey) y 20 títulos internacionales (6 Copas de Europa, 3 Copas CERS, 2 Recopas de Europa, 5 Copas Continentales y 4 Copas Intercontinentales). El otro gran equipo de la ciudad es el C.A.A Dominicos, campeón de la Copa del Rey de hockey patines de 1990. Con respecto al hockey femenino lograron jugar en primera división la sección femenina del Hockey Club Liceo y el H.C. Borbolla. La ciudad fue la sede del Campeonato mundial A de hockey patines masculino de 1972 y de 1988.

#### Baloncesto
El equipo de mayor renombre es el Basquet Coruña, equipo que compite en la actualidad en la ACB, máxima categoría del baloncesto español, tras su reciente ascenso en la temporada 2023-24. El Leyma juega en el Coliseum sus partidos de local, con 11 000 localidades de capacidad.
La sección femenina del Club Maristas Coruña logró alcanzar la Liga Femenina 2. La ciudad fue la sede de la Copa del Rey en 1972, 1989, 1993 y 2016.

#### Bádminton
El Club del Mar de San Amaro es pionero en Bádminton a nivel nacional, La Coruña y Vigo son la cuna del bádminton español, fue en estas ciudades donde se comenzó a practicar en la década de los años 70. La implicación del Club del Mar, el Ayuntamiento de La Coruña y algunas empresas gallegas fue fundamental para lograr la creación de la Federación Española de Bádminton en 1985.

#### Otros deportes
También destacan otras instituciones deportivas como el OAR A Coruña de balonmano fundado en 1952. En waterpolo destacan dos equipos, el Club Natación Coruña, club más importante de Galicia, y la Asociación Coruñesa de Waterpolo. El Real Club de Golf de La Coruña, situado en la Zapateira, es un club de golf donde también se organizan otras actividades deportivas. El CRAT es el principal equipo de rugby masculino y femenino. Existe el Towers Football de fútbol americano, actualmente con sede en el cercano municipio de Cambre, donde practican flag, tackle y animación tanto masculino como femenino en todas las secciones. También existen dos equipos de fútbol gaélico: los Fillos de Breogán y un equipo hermano localizado en el cercano municipio de Oleiros, los Ártabros de Oleiros, que participan en el campeonato ibérico y la liga gallega. El Voleibol Calasancias y el Club Voleibol Zalaeta son los máximos referentes en Voleibol de la ciudad. Existen dos clubs de tiro con arco en la ciudad, el Club Universitario de Tiro con Arco de La Coruña, y The Cutarc Team.
El club de equitación Casas Novas, en las afueras de la ciudad, acoge muchos campeonatos nacionales e internacionales.
Tradicionalmente han destacado las competiciones en el mar como la travesía a nado de San Amaro que se remonta 1935 o la Copa de S. E. El Generalísimo, la Bandera Conde de Fenosa y la Bandera Teresa Herrera de traineras.
La Coruña también acoge el torneo de bolos Teresa Herrera que atrae a jugadores de toda España, así como las carreras populares: Coruña10, Coruña21 y Maratón Coruña42, y el Trofeo Miguelito de judo infantil.

### Medios de comunicación
- Radio:
  - Públicas:
    - Radio Nacional (100.4 FM y 639 OM), Radio Clásica (91.6 FM), Radio 3 (94.5 FM) y Radio 5 (95.8 FM y 558 OM), de RNE
    - Radio Galega (104.8 FM) y Radio Galega Música (92.1 FM), de CRTVG
    - Radio Culleredo (101.2 FM), emisora municipal del ayuntamiento de Culleredo cuya cobertura alcanza la ciudad
    - Radio Oleiros (101.5 FM), emisora municipal del ayuntamiento de Oleiros cuya cobertura alcanza la ciudad

  - Privadas comerciales:
    - Radio Coruña - Cadena SER (93.4 FM y 1080 OM), Los 40 Principales (91.0 FM), M80 Radio (97.6 FM) y Cadena Dial (98.5 FM), del grupo Prisa
    - Cadena Cope (96.9 FM), Cadena 100 (88.7 FM) y Rock FM (103.2 FM), del grupo COPE
    - Onda Cero (89.2 FM), Europa FM (95.0 FM) y Onda Melodía (95.3 FM), del grupo Atresmedia
    - Fórmula Fun Radio (88.2 FM y 99.6 FM)
    - Fórmula Hit Galicia (98.2 FM)
    - Radio Líder (101.8 FM)
    - Kiss FM (87.9 FM)
    - Radio María (91.3 FM)
    - Radio Marca (106.8 FM)
    - esRadio (102.7 FM)
    - Gestiona Radio (107.2 FM)
    - Radio Voz (92.6 FM)
    - Radio Obradoiro (100.7 FM)
    - RKM Radio (100.0 FM)
    - Radio Adventista (91.8 FM)
    - Éxito Radio (90.6 FM)

  - Comunitarias:
    - Cuac FM (103.4 FM), gestionada por el Colectivo de Universitarios Activos, y sede social de la Red de Medios Comunitarios

- Prensa escrita:

- - La Voz de Galicia
  - El Ideal Gallego
  - La Opinión A Coruña
  - DxT Campeón

- Prensa digital:
  - Quincemil

## Economía

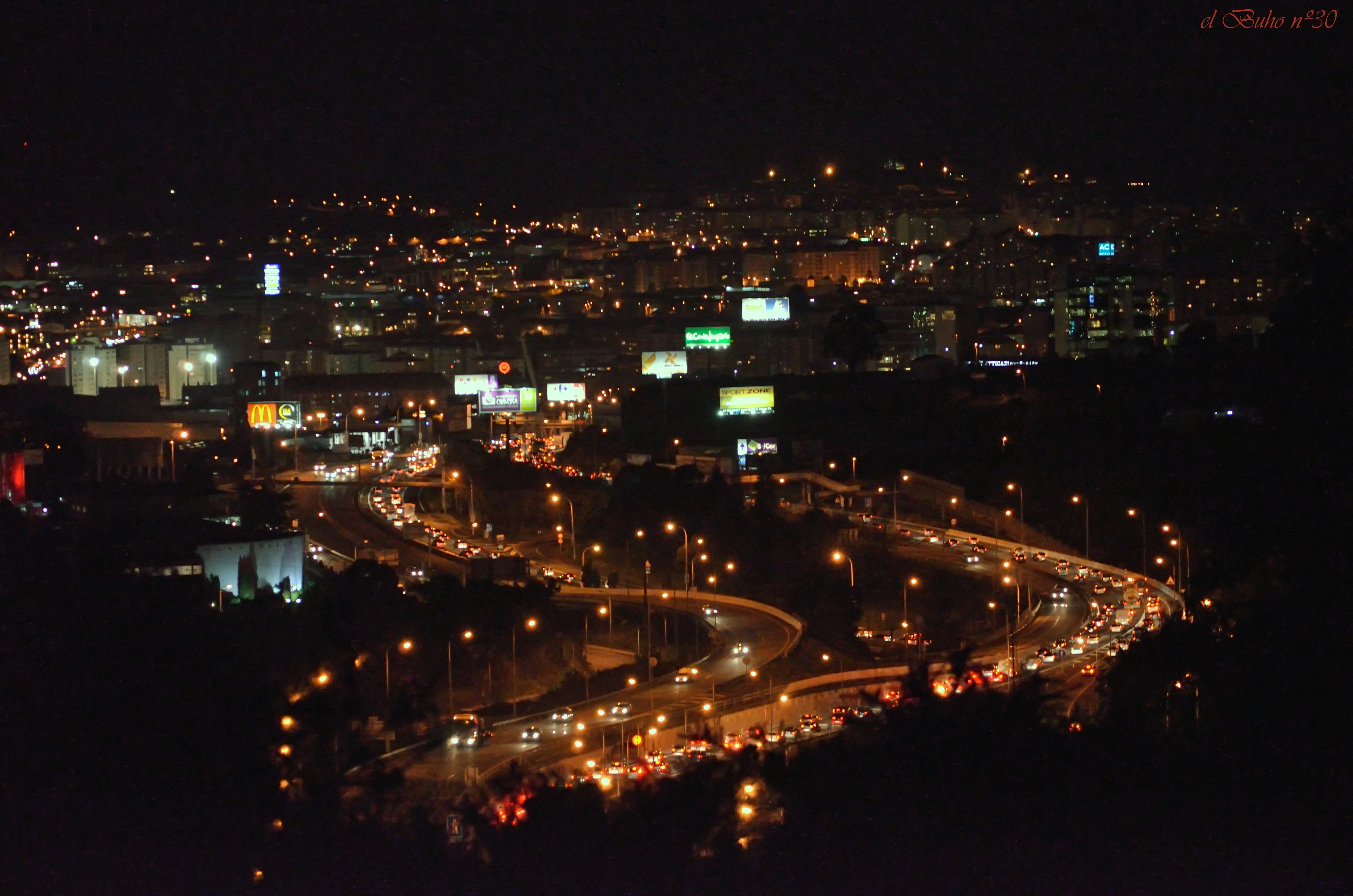
Vista general de las afueras de la ciudad, con anuncios de algunas de las grandes superficies y centros comerciales existentes en la urbe

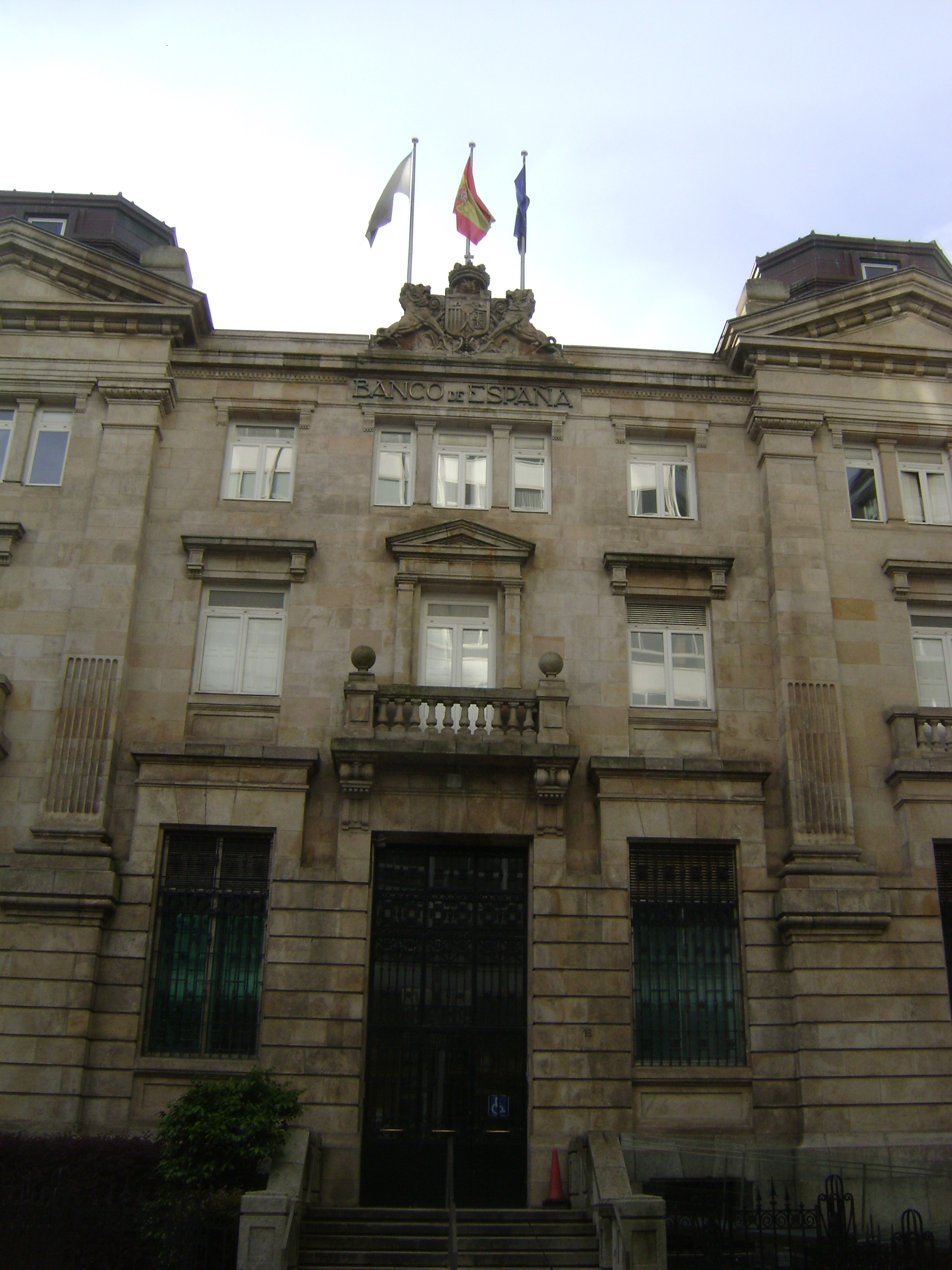
Sede del Banco de España

Según el informe Ardán, elaborado por el Consorcio de la Zona Franca de Vigo, La Coruña es actualmente la comarca más rica de Galicia. Su PIB es de 6184 millones de euros, y maneja más del 42 % del valor añadido bruto de Galicia. La ciudad cuenta con un presupuesto consolidado de más de 244 millones de euros anuales, es decir, la unión de las arcas municipales junto con sus dos principales empresas, la Empresa Municipal de Aguas de La Coruña (que da servicio a la ciudad y al área metropolitana) y la Compañía de Tranvías de La Coruña, que tiene la concesión de los autobuses urbanos de la ciudad.
El sector servicios, el financiero, la actividad portuaria (mercantil y pesquera) y, en menor medida, el sector industrial, son las actividades principales para la economía de la ciudad.
En La Coruña y sus cercanías se encuentran algunas empresas relevantes. Es el caso de Inditex, situada en Arteijo, siendo el mayor grupo textil del mundo propiedad del empresario Amancio Ortega, con marcas como Zara (marca nacida en la propia ciudad), Pull and Bear, Massimo Dutti o Bershka entre otros. También se encuentran la entidad financiera ABANCA, Estrella Galicia, conocida marca de cerveza que también comercializa aguas, refrescos y otros productos, la red de supermercados Vegalsa-Eroski, y la empresa de comunicaciones R, instaladora del cable de fibra óptica en Galicia, y principal proveedora gallega de teléfono, Internet y televisión por cable.

### Puerto

#### Puerto interior

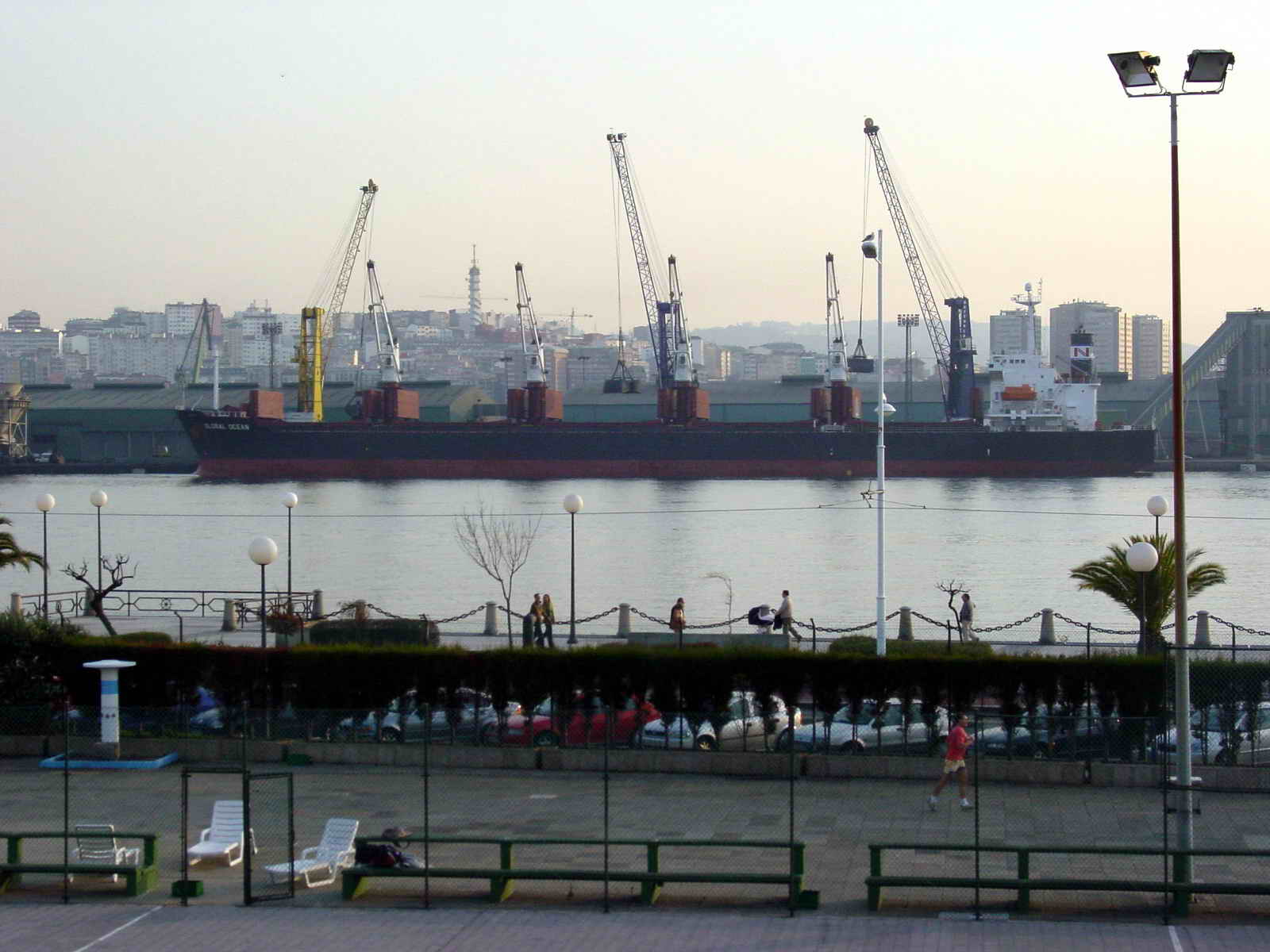
Muelle del Centenario, usado actualmente para desembarcar graneles sólidos (carbón, coque y contenedores)

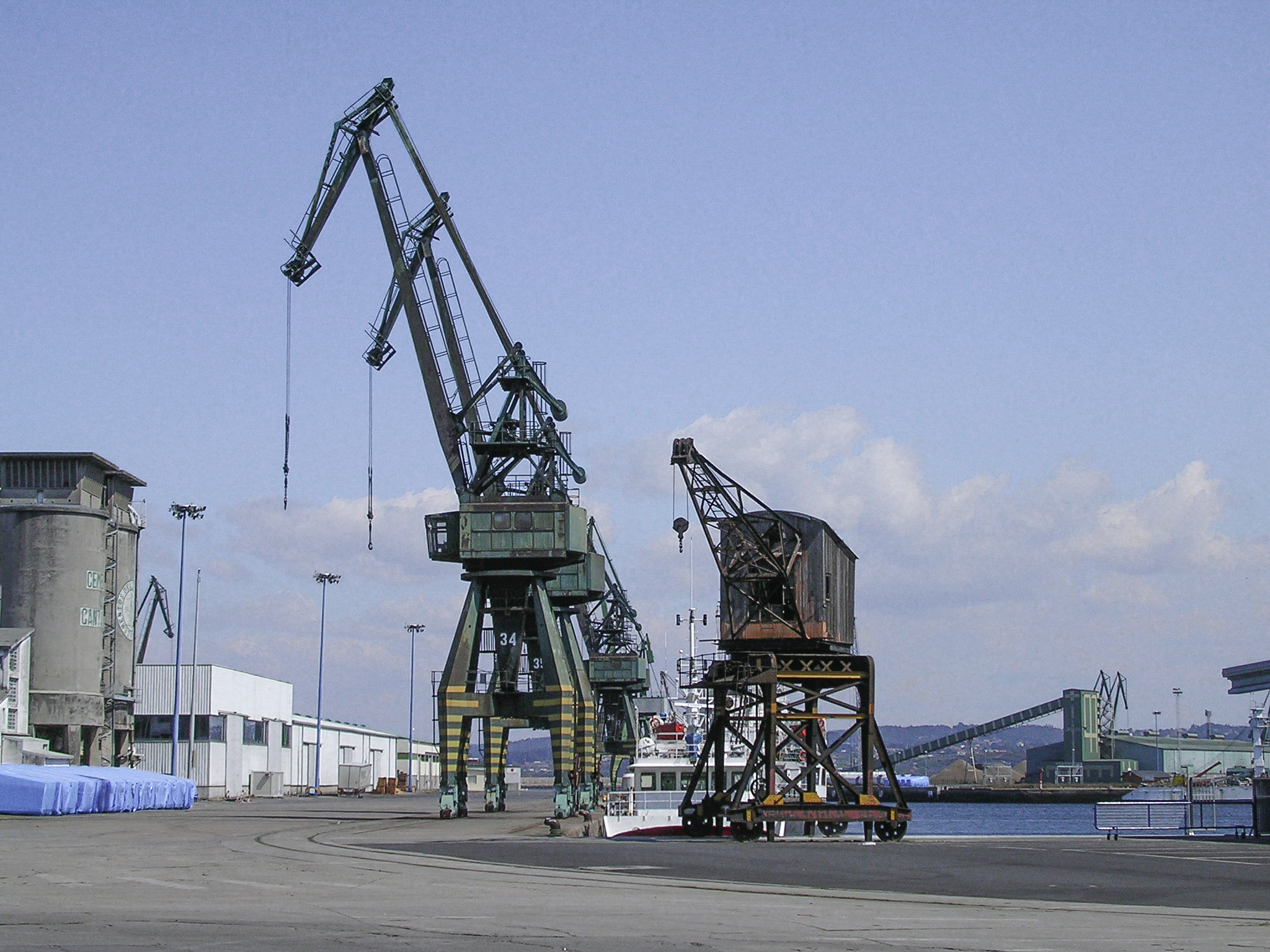
Muelle de Calvo Sotelo, usado para el estibaje de madera, zinc, grano y de más graneles sólidos y líquidos

El puerto de La Coruña es el segundo de mayor volumen mercantil en Galicia, tras el Puerto de Vigo, aumentando el tráfico de mercancías un 23 % en 2008. El puerto mueve más de 14 millones de toneladas anuales, La mayoría de su tráfico son graneles líquidos, como petróleo para la refinería y bioetanol. Comercia con graneles sólidos, como madera, cemento, carbón, coque, zinc, etc. En menor medida trafica con contenedores y otras mercancías. Su volumen pesquero es el segundo en importancia en Galicia y posee una de las principales lonjas del país. El puerto de La Coruña es también un punto de escala para grandes cruceros. Fue puerta de entrada para 40 000 visitantes y 62 cruceros en 2007, cuando visitaron la ciudad el Queen Elisabeth II, el Jewel of the Seas o el Oriana.
La actividad portuaria aporta uno de sus mayores núcleos económicos a la ciudad. Cuenta con más de 6 km de muelles (Muelle de trasatlánticos, Muelle Batería, de Calvo Sotelo, de La Palloza, Muelle Este, del Centenario, de San Diego y de Oza).

#### Puerto exterior

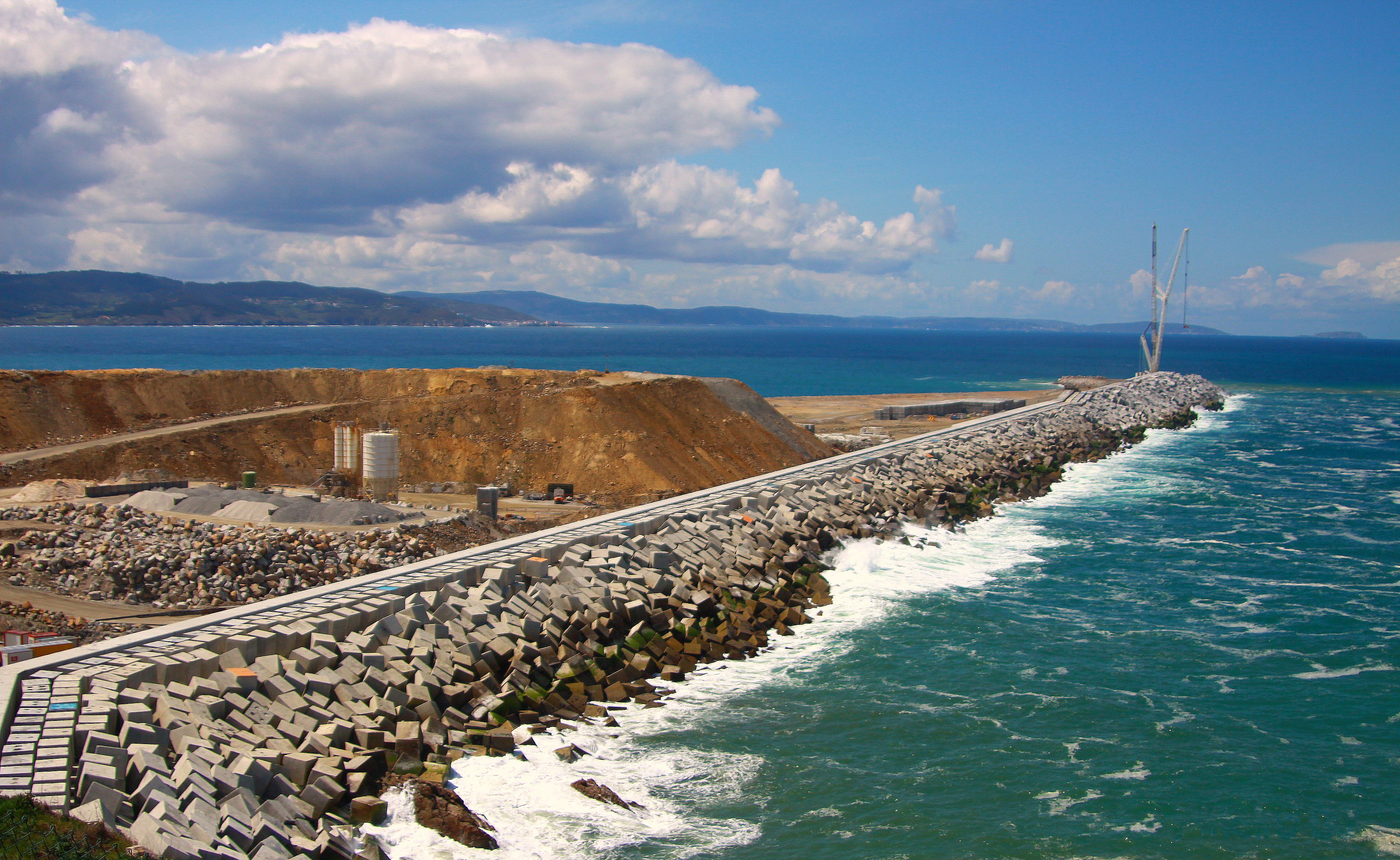
Obras del Puerto Exterior en 2009

Desde el año 2004 se están llevando a cabo las obras de ampliación del puerto en Punta Langosteira.
Con un presupuesto de más de 300 millones de euros, se prevé que las obras concluyan en 2012, aunque a partir de 2010 el nuevo puerto ya estará parcialmente operativo, dado que las obras del principal dique de abrigo estarán completadas tal año.
El nuevo puerto contará con un dique de abrigo de 3250 m de largo, de los que a fecha de noviembre de 2007 ya se llevan construidos 800 m, 264 hectáreas de aguas interiores (lo equivalente a más de 100 campos de fútbol), 91 hectáreas de terreno edificable y un contradique de 600 m en el extremo oeste de las obras. Además, también contará con conexiones por carretera con la A-6 y por ferrocarril. La línea de atraque superará los nueve kilómetros con calados que irán de los 16 a los 30 m, lo que permitirá el atraque de buques de hasta 250 000 toneladas de peso.
Los usos de este nuevo puerto serán hasta el año 2020 eliminar el tráfico de mercancías sucias y peligrosas (es decir, graneles sólidos y líquidos) del casco urbano de La Coruña. Tras la ejecución de la segunda y tercera ampliaciones, previstas para 2020 el nuevo puerto podrá albergar también contenedores y mercancías generales, lo que dejará para uso urbano los muelles de San Diego y Oza.

### Industria
Dentro del término municipal la ciudad cuenta con dos polígonos industriales Agrela, el parque empresarial más antiguo y el de más extensión de Galicia, que cuenta con más de 600 empresas, y el de Pocomaco, que da servicio a unas 400 empresas. En el área metropolitana de La Coruña están situados otros importantes polígonos industriales de la comunidad, principalmente en el área suroeste (ayuntamientos de Arteijo y Culleredo), como el polígono de Sabón, que alberga la sede central de la multinacional Inditex, entre otras industrias. Otros polígonos destacables del área metropolitana son los de Alvedro, Barcala, Meicende, Espíritu Santo y Bergondo.
Los grandes motores industriales dentro de los límites municipales son la refinería de petróleo de Repsol, inaugurada en 1967 y la metalúrgica de aluminios.

### Tecnologías de la Información y de la Comunicación (TIC)
En el año 2018 el área de La Coruña el sector TIC ocupaba 8000 empleos en 910 empresas, siendo sede central de algunas como Altia, Denodo e Igalia, con una facturación del sector de 1563 millones según datos del año 2021. Cuenta también con centros de investigación como el Centro de Investigación en TIC (CITIC) y el Instituto Tecnológico de Galicia (ITG). Está previsto que la oferta de la ciudad se complemente con un parque tecnológico, la Ciudad de las TIC que actualmente se encuentra en fase de construcción. También albergará la sede de la Agencia Española de Supervisión de la Inteligencia Artificial (AESIA), en proceso de constitución, que se prevé comience a operar en el año 2023.

### Comercio

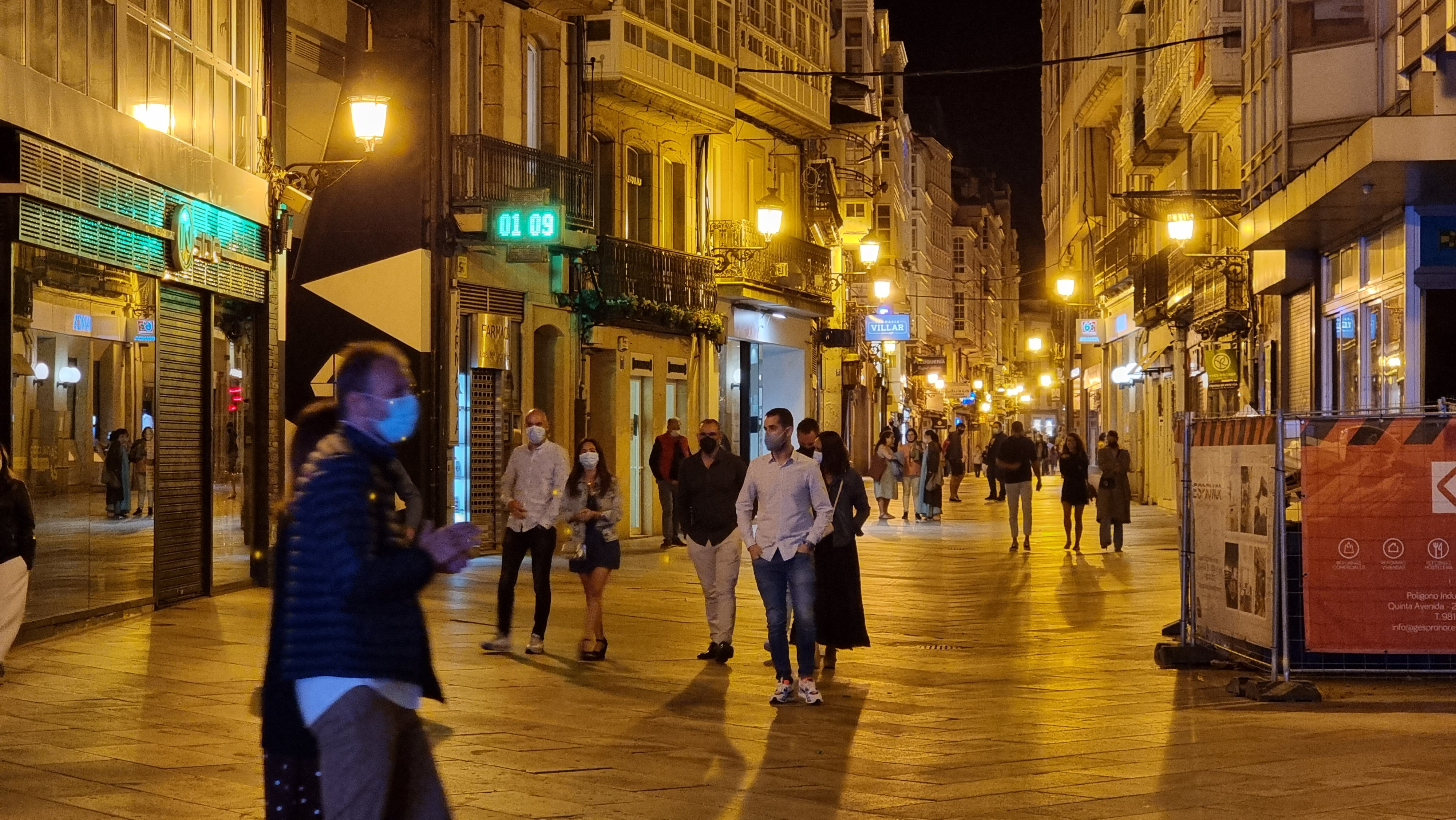
La calle Real a la 1:30 de la mañana. Esta calle peatonal constituye uno de los principales núcleos comerciales de la ciudad

La Coruña es desde hace siglos el gran centro comercial y de negocios de Galicia y cuenta con el número más amplio de empresas dedicadas a este sector de todo el noroeste español.[cita requerida]
Grandes áreas comerciales urbanas

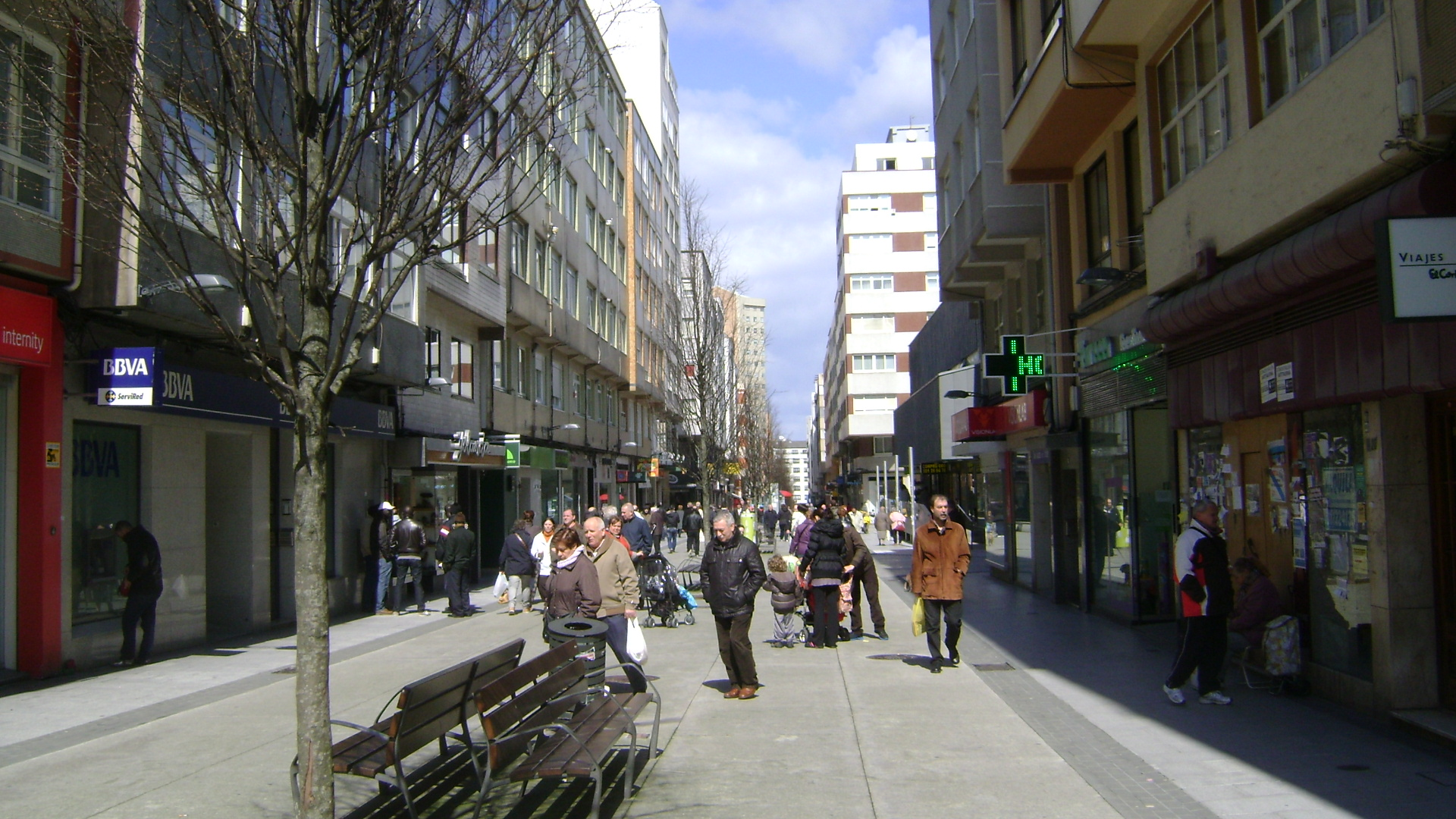
La calle Barcelona, peatonal, atraviesa el barrio Agra del Orzán y constituye uno de los principales núcleos comerciales del mismo

- Calle Real-Obelisco. Sobresale por su antigüedad y tradición el área comercial de esta zona muy céntrica y concurrida, tanto por locales como por turistas, que comprende las calles Rúa Nova, Olmos, Riego de Agua, Galera, Torreiro y Real como eje vertebrador. Posee tiendas de artículos de calidad, además de grandes firmas internacionales como Benetton, Inditex, Springfield, Ulanka, Alba Conde, Nanos...

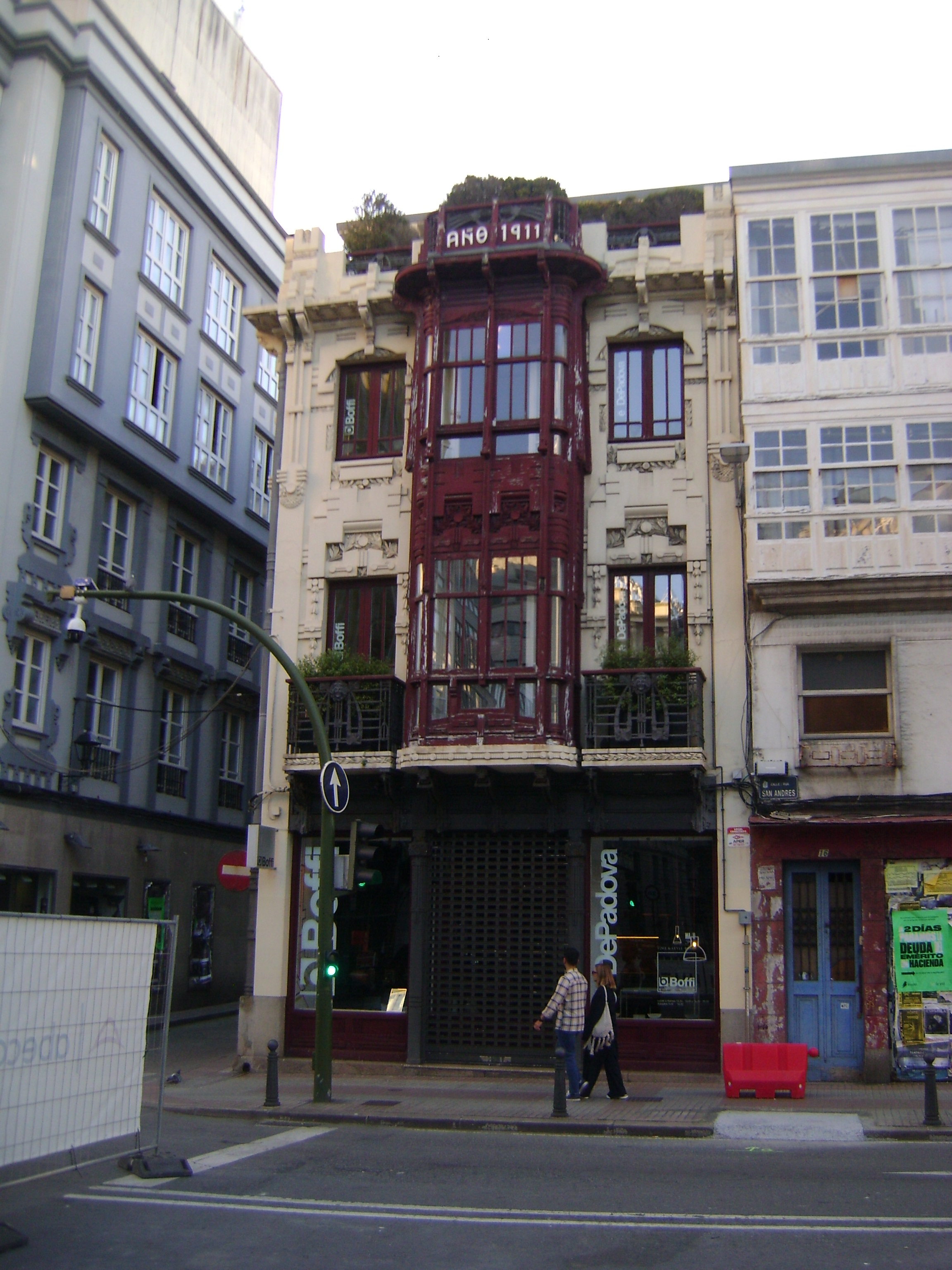
Calle San Andrés

- Calle Barcelona. Situada en el Agra del Orzán. Destaca también el área comercial de esta calle peatonalizada a finales de los años 80, eje vertebrador del barrio del Agra del Orzán. Aunque apartada de las atracciones turísticas próximas a la Zona Obelisco, posee casi tanto tránsito como ella, ya que su zona es una de las más pobladas de la ciudad. Tras su máximo apogeo en la década de los 2000 en los últimos años ha perdido importancia.
- La calle de San Andrés, complementaria a la calle Real, ha experimentado un declive debido a la apertura de los nuevos centros comerciales construidos en la ciudad. Cuenta con establecimientos de calidad y buenas comunicaciones con el centro de la ciudad.

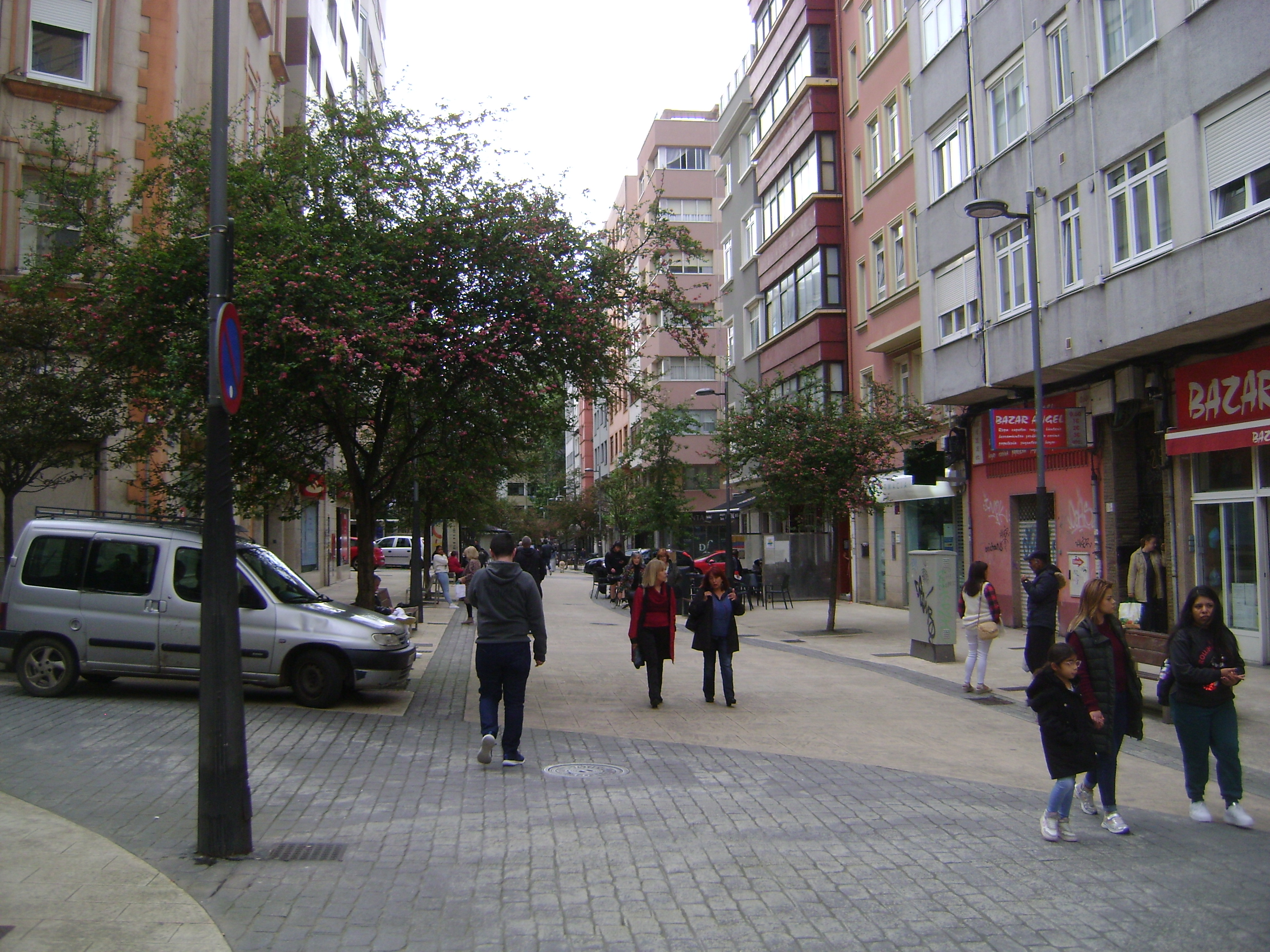
La calle Ángel Senra es peatonal y se encuentra en el barrio de Los Mallos

- Centro Comercial Abierto Os Mallos, situado en el barrio de Os Mallos, formado por numerosos locales comerciales de alimentación, bares y restaurantes, moda, entre otros y que se identifican con el distintivo de la Asociación de Comerciantes Distrito Mallos. Junto con la zona Obelisco, conforman los únicos dos centros comerciales abiertos de la ciudad.[192]

Áreas comerciales urbanas en crecimiento

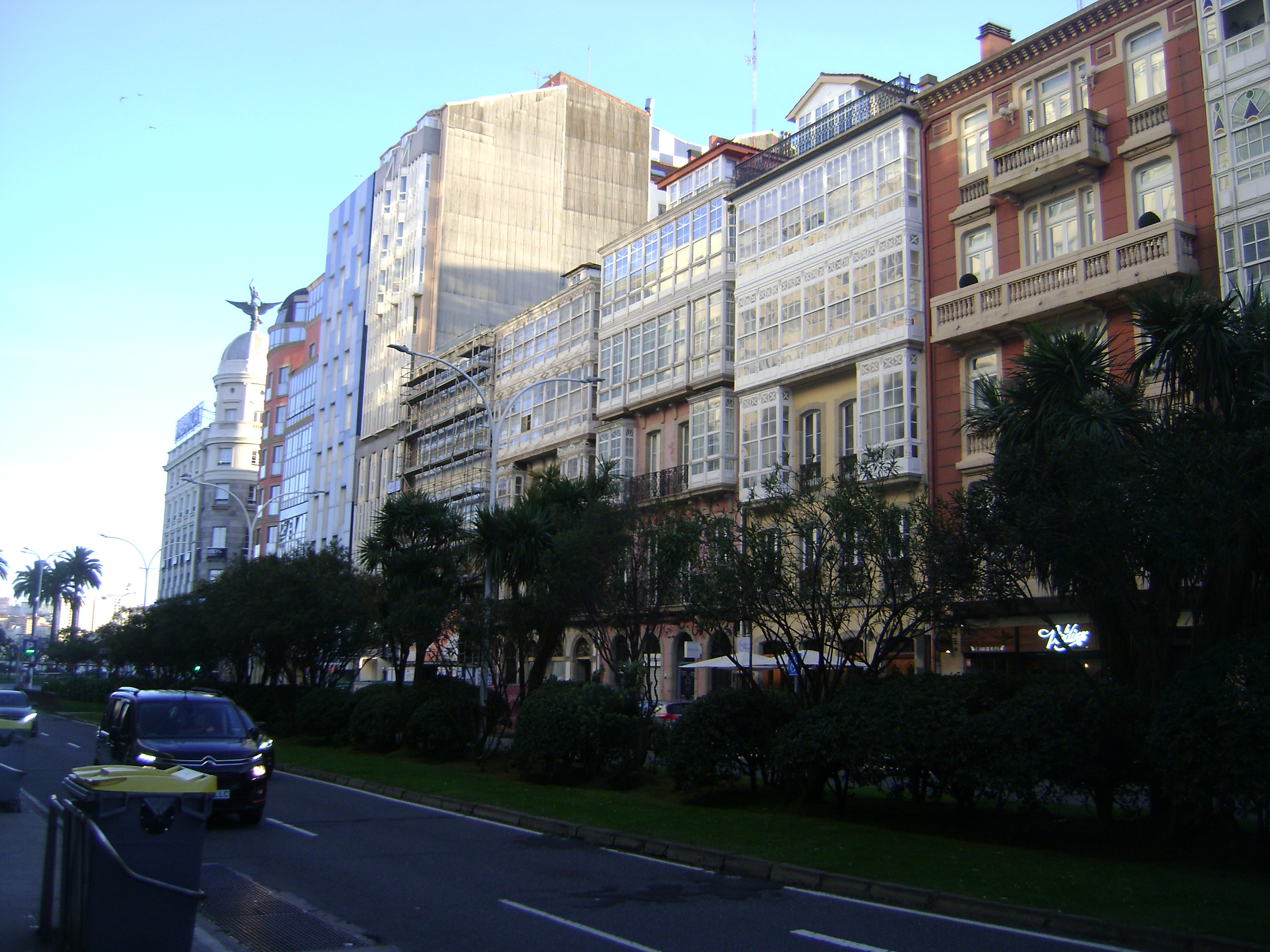
Calle Juana de Vega

- Juana de Vega y Juan Flórez (Distrito Picasso). Desde que en los últimos años de los 90 la firma Inditex asentó en estas calles sus principales negocios, el crecimiento de la zona ha sido notable, hasta convertirse en una de las más pujantes de la ciudad, rebautizada a nivel comercial como Distrito Picasso. La construcción del nuevo mercado de la plaza de Lugo a mediados de la primera década del siglo XXI, instalándose en sus bajos comerciales multinacionales como Fnac, ha añadido áun mayor dinamismo comercial a la zona.

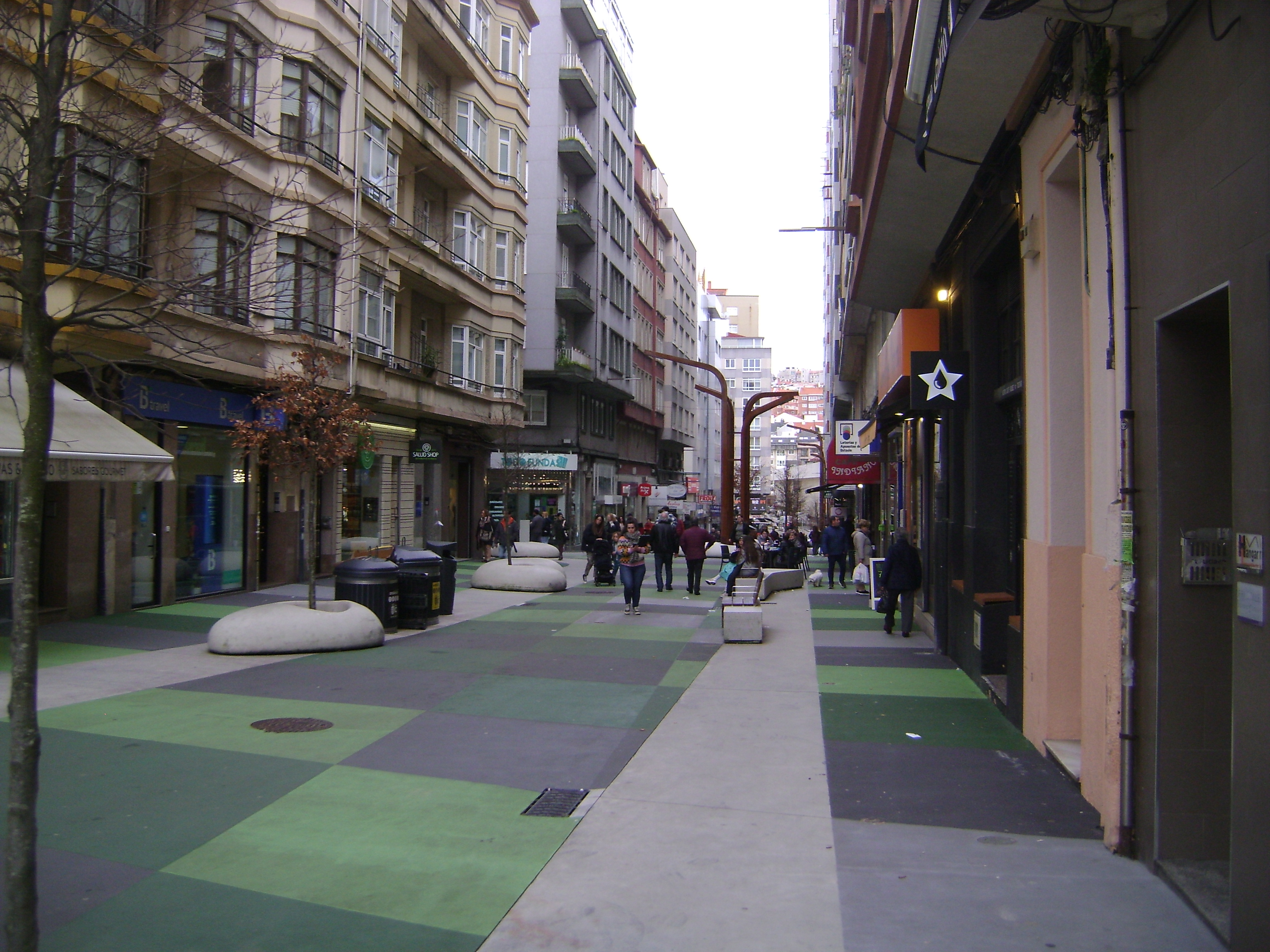
Parte peatonal de la calle Alcalde Marchesi, situada en Cuatro Caminos

- Cuatro Caminos. Tras el duro golpe que para el pequeño comercio de la zona supuso la apertura del Centro Comercial Cuatro Caminos en 1987, la actividad comercial de las calles colindantes ha tenido que superar un periodo de reconversión hasta llegar al punto de convertirse en un complemento a él, aportando un gran dinamismo y contribuyendo a la espectacular revalorización de la zona a lo largo de los años 1990. Actualmente son muchos los negocios que existen en las calles de los alrededores de Ramón y Cajal y la plaza de Cuatro Caminos, en las proximidades del barrio de Los Castros.

Centros comerciales

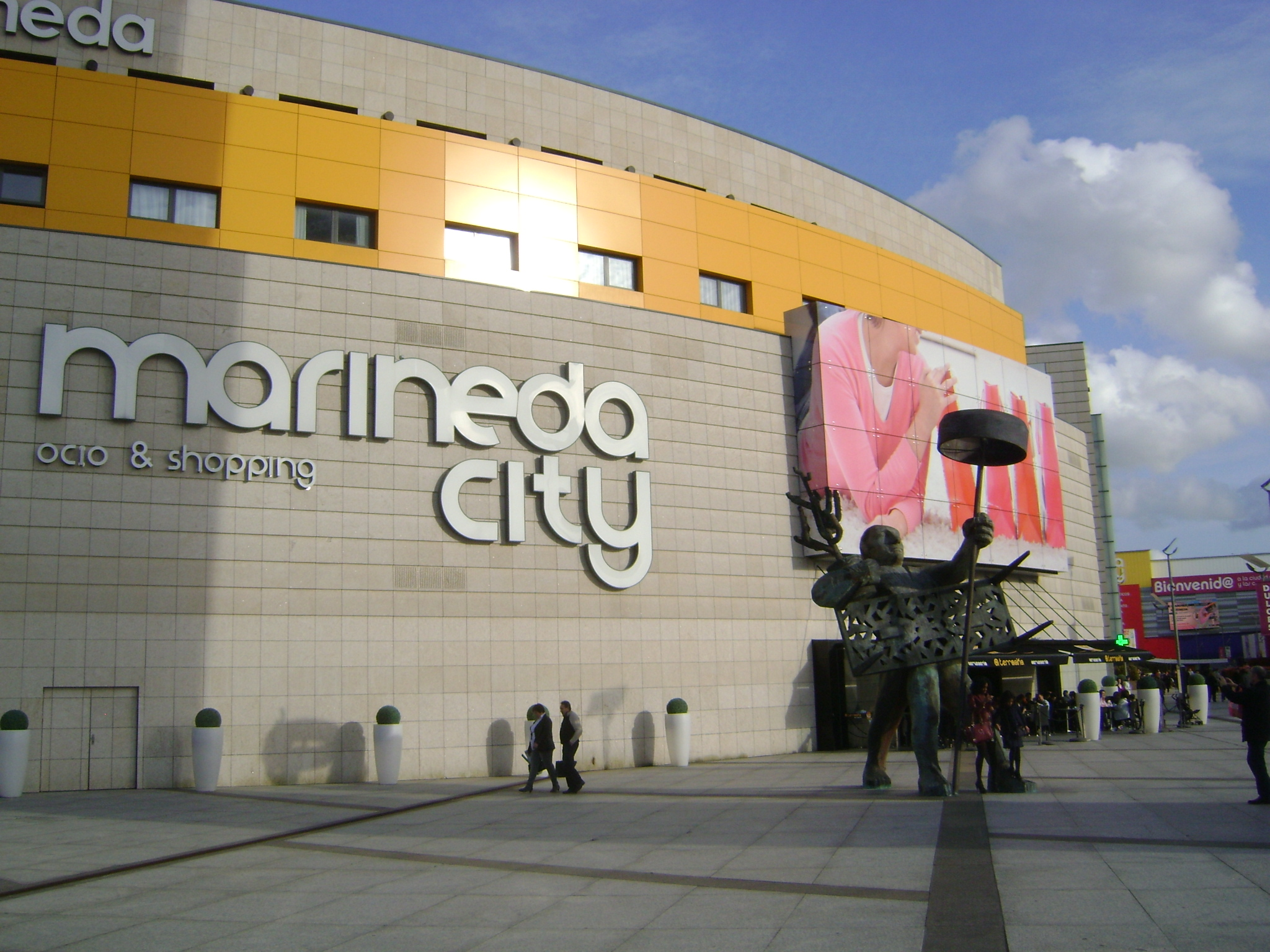
Centro Comercial Marineda City

- CC Cuatro Caminos. Fue pionero en Galicia. Construido en 1987, cuenta con 15 000 m², más de 70 tiendas (principalmante de moda y complementos) y recibe anualmente varios millones de visitas, todo un récord para un centro comercial tan reducido.
- CC Los Rosales. Contaba con más de 60 tiendas distribuidas en dos plantas que complementaban a los cines multisala, actualmente cerrados y al hipermercado ubicado en el mismo centro comercial.
- CC Los Cantones Village (antes Puerto de Ocio). Su construcción ha sido objeto de polémica desde sus inicios. Situado junto al Palacio de congresos Palexco y tras el Teatro Colón, cuenta con 11 salas de cines de la cadena Filmax, tiendas de ropa en la planta baja y locales dedicados a la restauración, sobre todo en las plantas superiores.
- CC Espacio Coruña. Está situado en el nuevo polígono residencial y de negocios de Someso. Se trata del tercer centro comercial más grande de Galicia. Cuenta con más de 170 tiendas, además de multicines con proyección de películas en tres dimensiones, y otras ofertas de ocio. Fue inaugurado el 20 de octubre de 2009. Actualmente se encuentra parcialmente cerrado al público y la mayoría de locales están cerrados.
- CC Marineda City. El centro comercial más grande de España y el tercero de Europa[193] está situado en el actual solar vacío de la antigua subestación de Unión Fenosa, carretera Coruña Baños de Arteijo, en el polígono de La Grela. Este nuevo espacio comercial ocupa una superficie de 500 000 m² y cuenta con 200 000 m² de SBA (unas 18 veces el CC de Cuatro Caminos), además de un macro aparcamiento de entre 6500 plazas, divididas en tres niveles subterráneos. Entre los establecimientos que se ubican en el Marineda City están Ikea (que fue inaugurado el 20 de julio de 2010 y ocupa unos 26 000 m², tercero más grande del mundo), un segundo El Corte Inglés, Hipercor y Bricor, que ocupaban unos 32 000, y cerraron sus puertas en julio de 2023; y otros 275 establecimientos más. Además, cuenta con una gran oferta de ocio, como una pista de karts y multicines, entre otros. Abrió el 14 de abril de 2011.
- CC Dolce Vita Coruña (Cerrado). Estaba ubicado en pleno polígono de La Grela y era el segundo centro comercial más grande de Galicia (por detrás del Centro Comercial Marineda City, también en La Grela). Contaba con más de 200 tiendas, restaurantes, etc. Entre ellas destacó la primera tienda de H&M y de Sport Zone de la ciudad y la primera de Primark de Galicia. Fue inaugurado el 17 de octubre de 2008. El 31 de enero de 2014 cerró sus puertas.[194]

Hipermercados y grandes almacenes

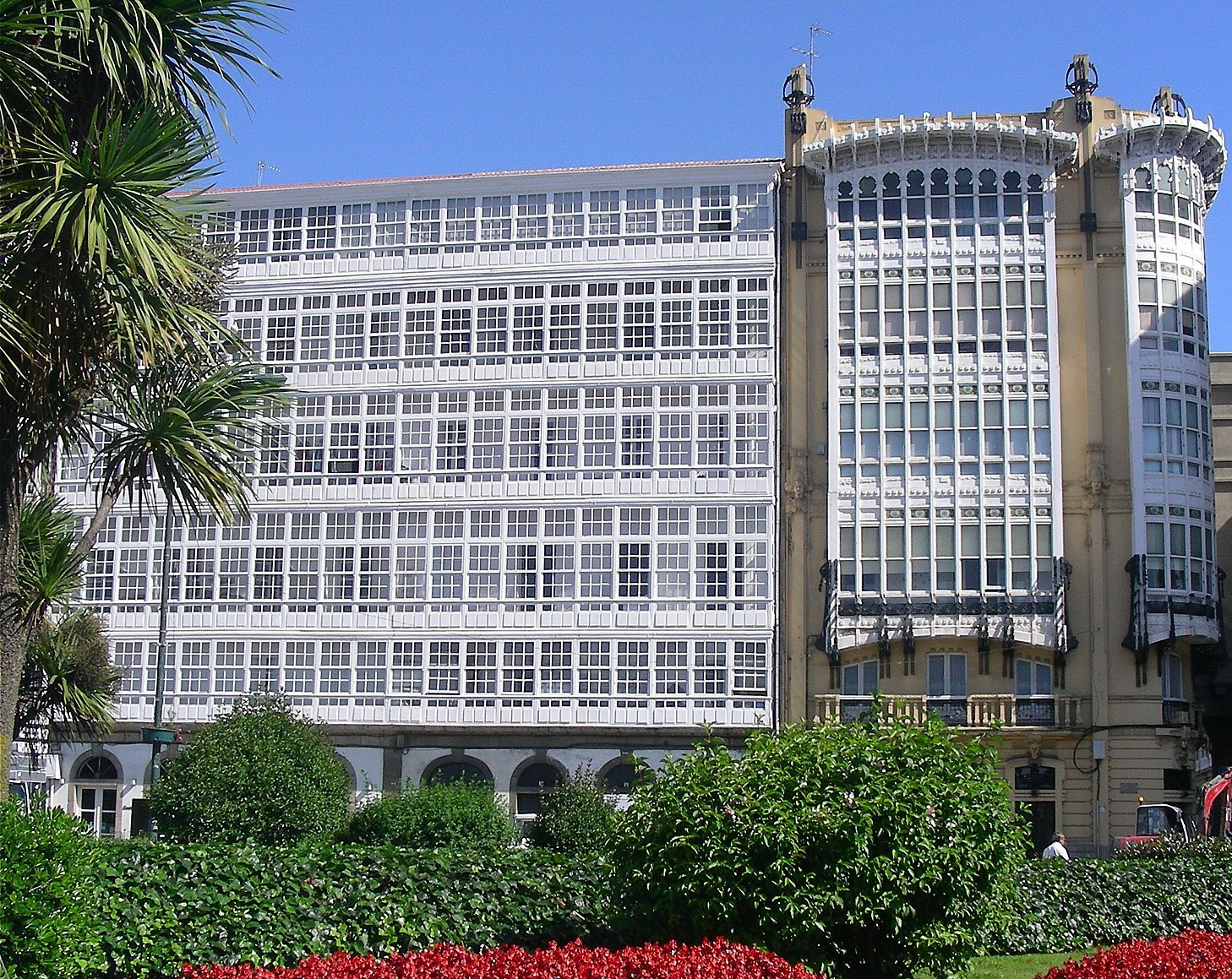
Galerías en Puerta Real

- El Corte Inglés I. Se construyó en 1987, a la par que el Centro Comercial de Cuatro Caminos. Está ubicado en la calle Ramón y Cajal y es un gran centro de atracción para clientes de todos los puntos de la ciudad y el área metropolitana. Cuenta con siete plantas y cuatro sótanos.
- El Corte Inglés II. Se inauguró en 2011, y cerró sus puertas en 2023. Contaba con 4 plantas en superficie, con un Hipercor en una de ellas, y 3 sótanos de aparcamiento. Se encontraba situado en el CC Marineda City.
- Carrefour I. Situado en la avenida de Alfonso Molina y construido en 1985, supuso la primera gran superficie de la ciudad.
- Carrefour II. Ubicado en el CC Los Rosales.
- Alcampo. Se encuentra a las afueras de la ciudad, en Palavea.

Nuevos mercados municipales
- CC Plaza de Lugo. Tras su reconstrucción del siglo XXI cuenta con el antiguo mercado municipal y tiendas de alimentación, ropa, complementos, servicios y una tienda de la cadena francesa de productos de ocio y culturales Fnac, única en la ciudad. En torno a este mercado se ha creado uno de los ejes comerciales más importantes de la ciudad, con la presencia de todas las firmas del grupo Inditex.
- CC Elviña. Al igual que la plaza de Lugo, mantiene el antiguo mercado municipal y además tiendas de restauración, servicios y ropa.

Mercadillos
- Mercadillo de Os Mallos/Sardiñeira, se celebra los martes y los segundos y terceros sábados de mes[195]
- Mercado Ecológico del Campo da Leña, el primer y tercer domingo de cada mes[196]
- Feria de las Maravillas. Mercadillo medieval que se celebra la cuarta semana de julio
- Mercado das Nubes. Mercadillo alternativo y creativo de celebración trimestral (primavera, verano, otoño e invierno)

Eventos gastronómicos
- Concurso Tapas Picadillo

### Ferias y congresos
La ciudad cuenta con dos recintos feriales, PALEXCO y Expocoruña. Anualmente se celebra en la ciudad el Congreso Mundos Digitales dedicado a la animación, efectos visuales y nuevos nedia.

### Turismo
| Tipo    | Tipo        | Número |
| ------- | ----------- | ------ |
| Hoteles | 5 estrellas | 1      |
| Hoteles | 4 estrellas | 14     |
| Hoteles | 3 estrellas | 4      |
| Hoteles | 2 estrellas | 7      |
| Hoteles | 1 estrella  | 15     |
| Hoteles | Total       | 41     |

El turismo en La Coruña ha ido en aumento en los últimos años hasta llegar a recibir 62 cruceros al año. Uno de los impulsores de este turismo es el paseo marítimo que bordea toda la ciudad. Mide actualmente 10 kilómetros y medirá más de 13 cuando se termine. Existe además un tranvía y un carril bici que lo recorre en la mayor parte del trayecto. Además, se trata de un paseo cultural, porque a su vera se han situado varios museos de la ciudad como pueden ser La Casa del Hombre o La Casa de los Peces. En el paseo también se puede encontrar el Castillo de San Antón, que contiene el museo arqueológico, o la Torre de Hércules.
Las dos principales playas de La Coruña (Orzán y Riazor) están situadas en pleno corazón de la ciudad y están bordeadas por el mencionado paseo marítimo. Esta localización las convierte en un gran atractivo para los turistas, siendo además punto de encuentro de surfistas buena parte del año. Además, la ciudad dispone de otros arenales como la cala de Bens, As Lapas, Adormideras, San Amaro o la playa de Oza.
Importante fiesta declarada de interés turístico es la noche de San Juan, celebrada con una multitudinaria fiesta de fuegos artificiales, desfile, quema de falla y las milenarias hogueras en todas las playas urbanas hasta bien entrado el amanecer.
En el año 2006 y por primera vez en su historia, la cifra de turistas ha duplicado a la población de la ciudad, llegando al medio millón de visitantes.
En el año 2010 la ciudad alcanzó la cifra del millón y medio de turistas
La ciudad cuenta con una amplia red de hoteles, cadenas internacionales y negocios locales ofrecen entre ambos una oferta hotelera de más de 3500 camas. La Coruña cuenta con un hotel de cinco estrellas, el Hotel Finisterre (cadena Hesperia). Hoteles de cuatro estrellas son el NH A Coruña Centro, el Meliá María Pita, el Hotel Riazor, el Eurostars Ciudad de La Coruña, el Ibis Styles A Coruña, el TRYP Coruña Hotel, el Zenit Coruna Hotel, el Sercotel Blue Coruña Hotel, el Eurostars Atlántico, el Hotel Attica21 Coruña, el Hotel Plaza, el AC Hotel A Coruña, el Carris Marineda y el Crunia.

## Servicios

### Educación
La ciudad cuenta con 24 colegios privados, 15 colegios concertados, 28 colegios públicos, 17 institutos de educación secundaria y 4 universidades repartidos por todo el municipio.

#### Universidades

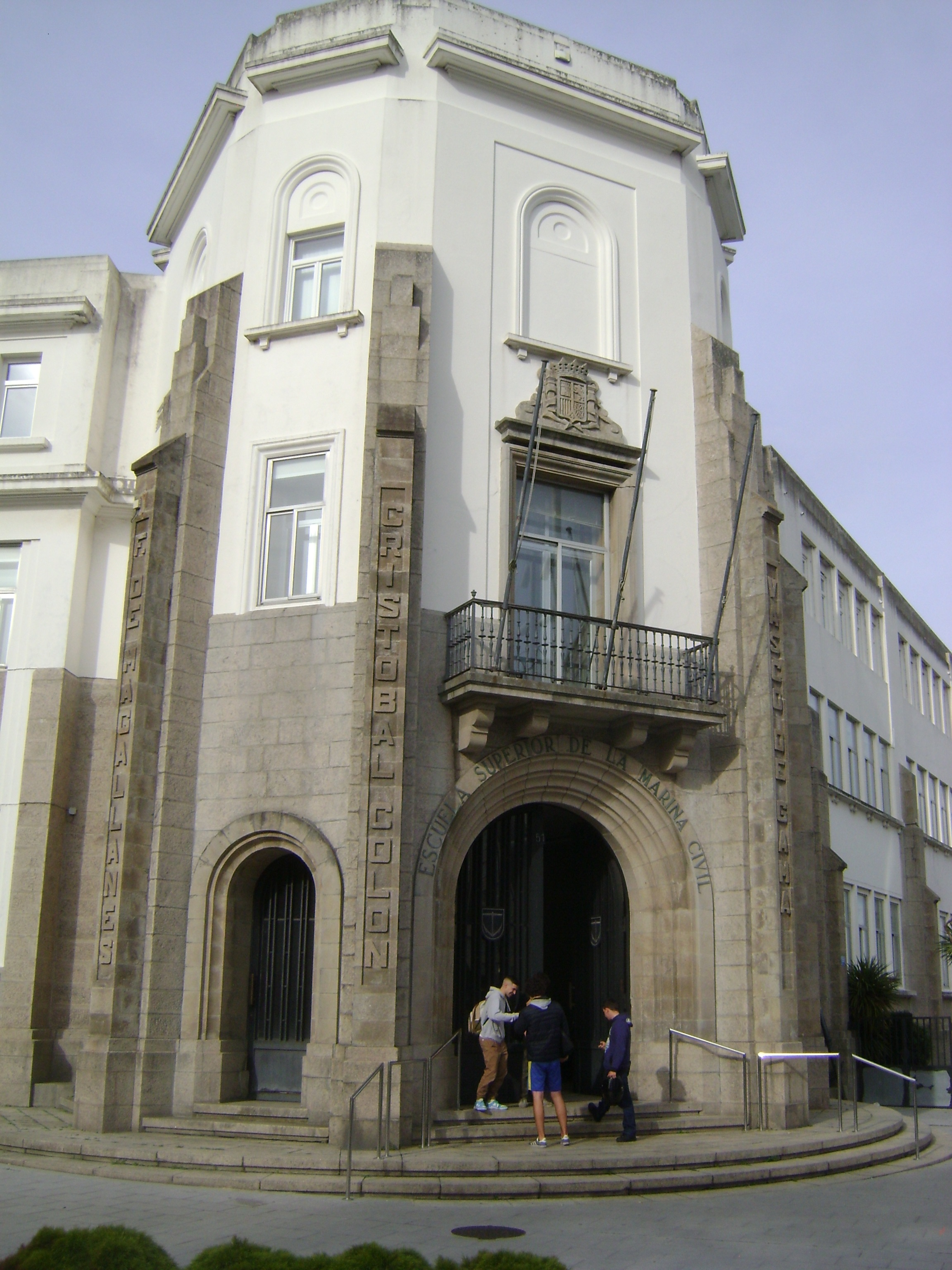
Escuela Técnica Superior de Náutica y Máquinas de la Universidad de La Coruña

La Universidad de La Coruña tiene su Paraninfo adyacente a la ciudad vieja del municipio, y varios campus dentro del término municipal (Elviña, Zapateira, Riazor y Oza) y en Ferrol (Esteiro y Serantes). Actualmente estudian en la Universidad más de 26 000 estudiantes.
Además, la Universidad oferta titulaciones únicas en Galicia e incluso en la zona noroeste de la Península, como son Podología, Arquitectura, Arquitectura técnica, Diseño Industrial, Ingeniería Naval e Ingeniería de Caminos, Canales y Puertos, Sociología y Ciencia Política y de la Administración.
La ciudad cuenta con una universidad privada, la Universidad Intercontinental de la Empresa (UIE).
La ciudad también cuenta con un centro asociado de la UNED, y con una sede de la Universidad Internacional Menéndez Pelayo.

### Sanidad

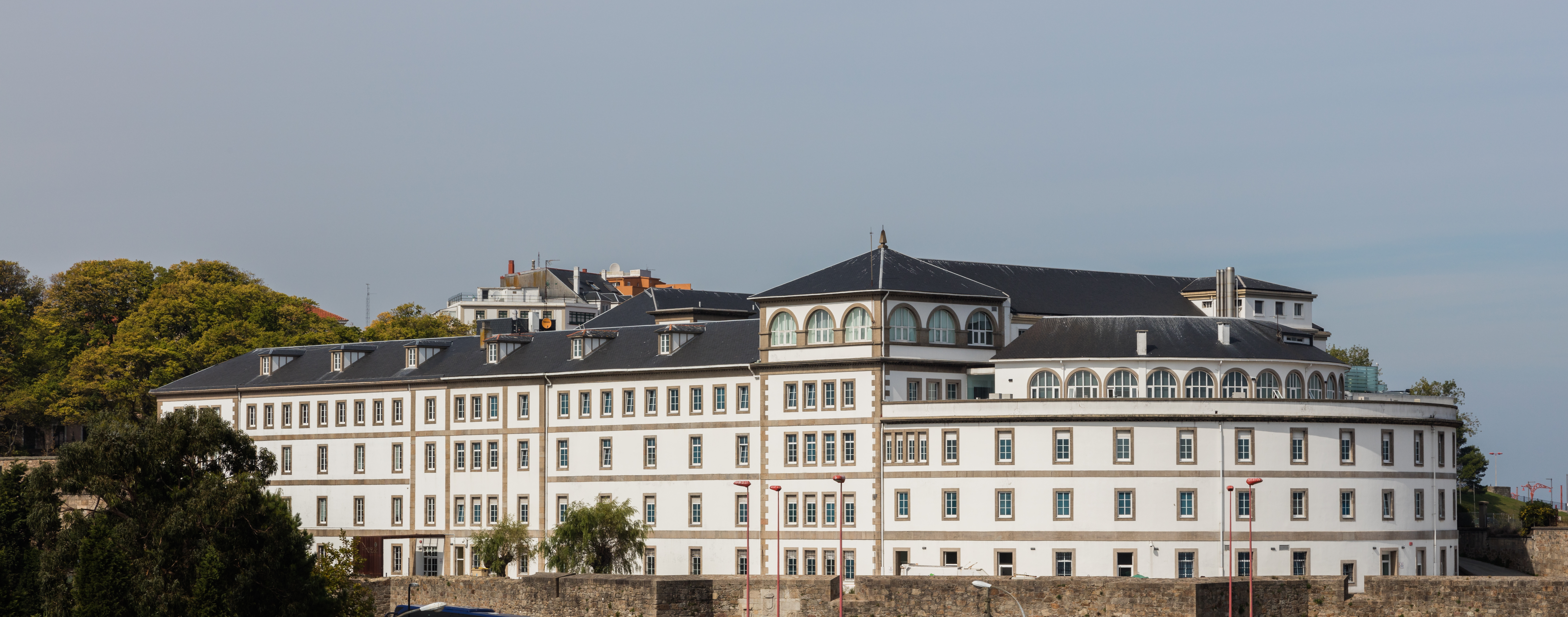
Hospital Abente y Lago

El Complejo Hospitalario Universitario de La Coruña cuenta con el Hospital de La Coruña, el Hospital Abente y Lago, el Hospital Marítimo de Oza y el Hospital Teresa Herrera, aparte de otros centros.
También existen hospitales privados, como el Modelo-Maternidad Belén, el Quirónsalud (anteriormente hospital Santa Teresa) o el San Rafael.

### Instalaciones deportivas

#### Estadios

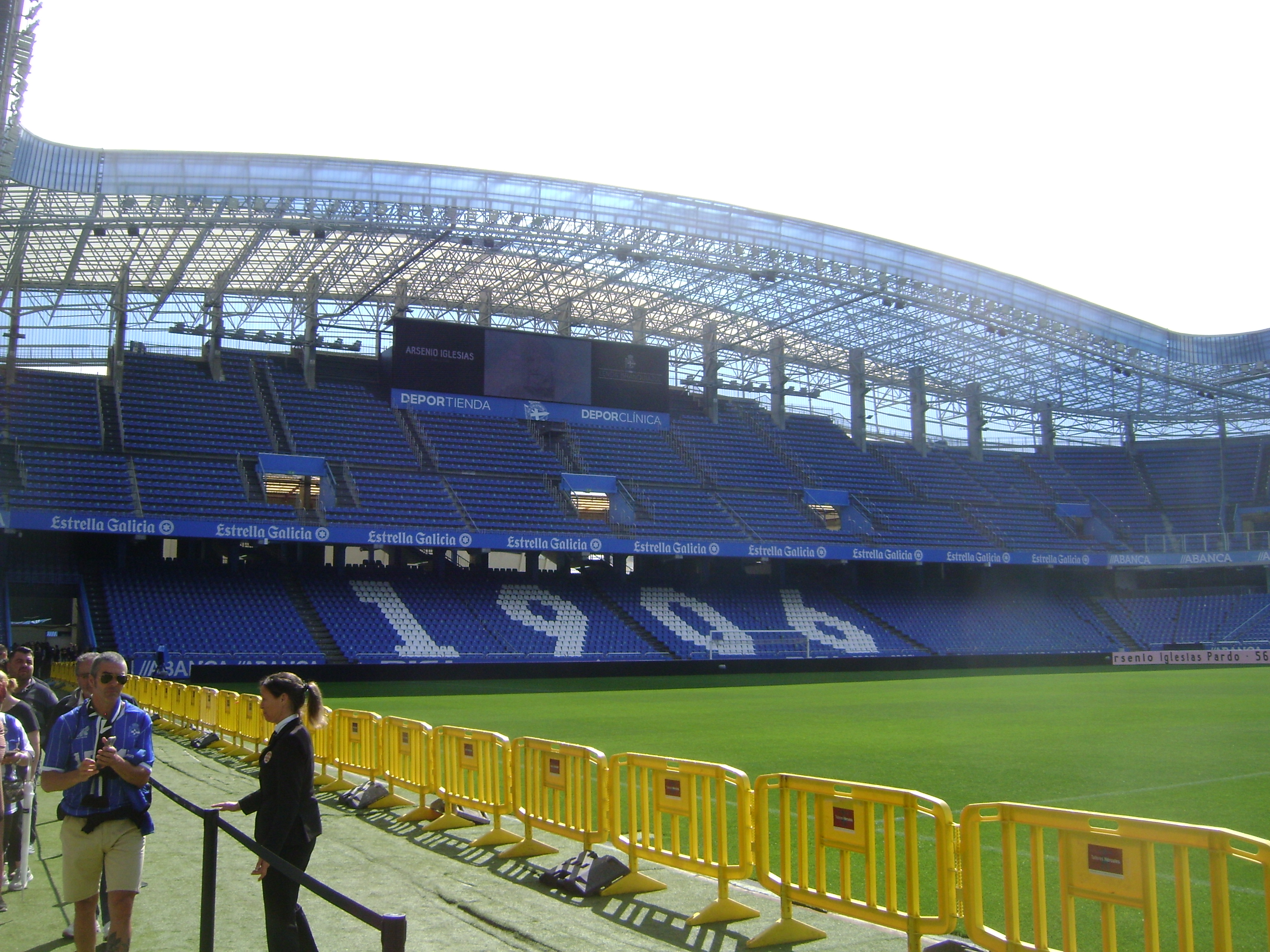
Estadio de Riazor
Inaugurado en 1944, el stadio de Riazor es el más grande de la ciudad, y también el más conocido por ser sede habitual del Real Club Deportivo de La Coruña. Situado en el barrio de Riazor, al lado de la playa homónima. Sus dimensiones son de 105 x 68 m y tiene capacidad para 34 600 espectadores. Ha sufrido numerosas transformaciones desde su inauguración, y actualmente solo conserva la Torre de maratón como estructura del estadio original.
Estadio Universitario

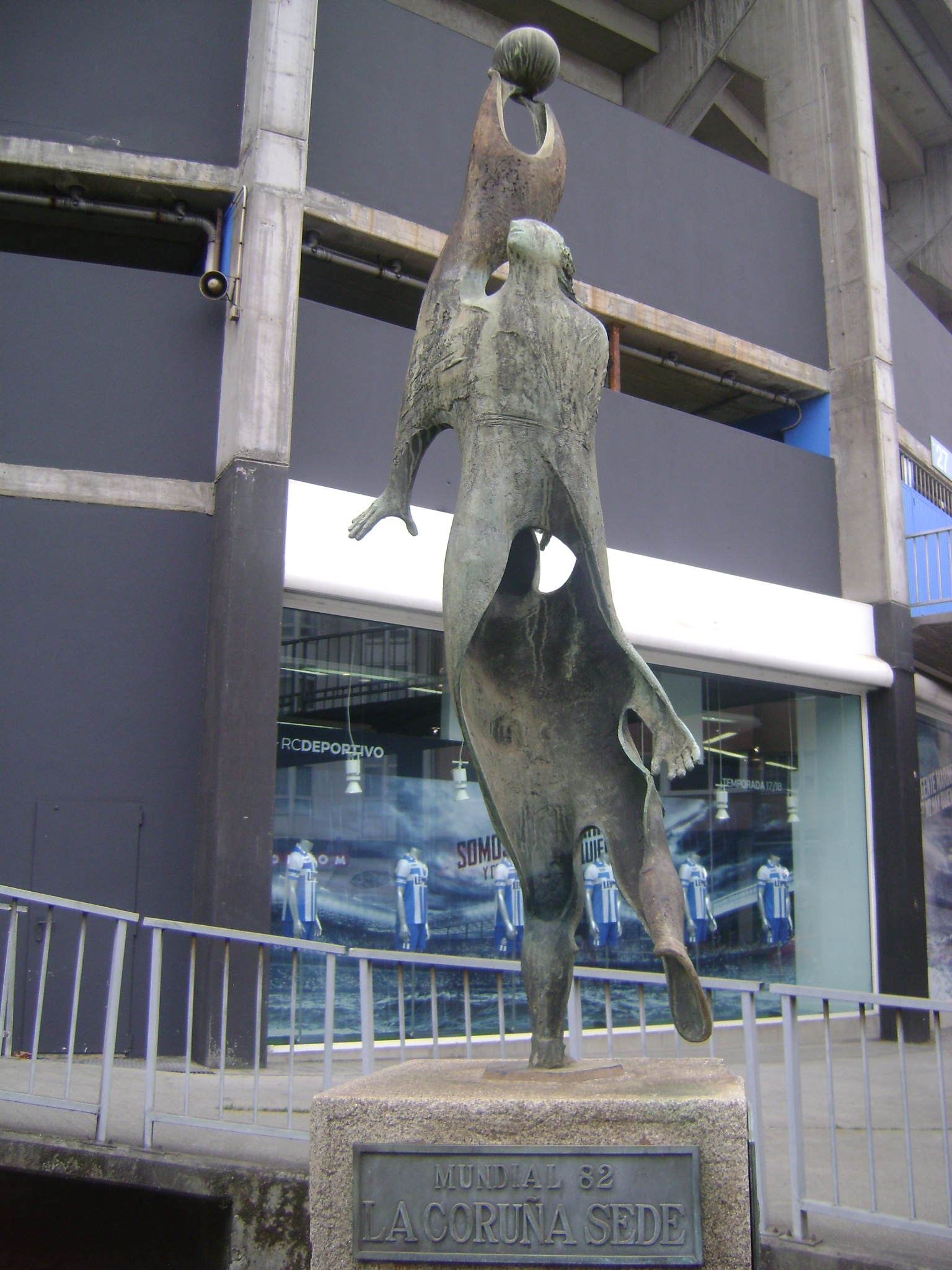
Estatua conmemorativa del Mundial de 1982. La Coruña fue una de las ciudades sede

Situado en el campus universitario de Elviña. Campo de hierba natural, con unas dimensiones de 105 x 64 m y pista de atletismo de 400 m.

#### Ciudad deportiva La Torre
Situada al lado de la torre de Hércules y con unas vistas excelentes, la ciudad deportiva La Torre alberga varios espacios deportivos como campos de fútbol o campo de golf.

#### Ciudad deportiva de Riazor
La ciudad deportiva de Riazor es la instalación deportiva municipal más importante de la ciudad, la cual alberga el Palacio de los Deportes de Riazor, donde juegan sus encuentros como locales tanto el Liceo como el Basquet Coruña; el estadio de Riazor, donde juega como local el Deportivo de La Coruña; 2 Pistas polideportivas cubiertas, una piscina cubierta y un frontón largo.
Además cuenta con la Casa del Agua, en la que destaca el gimnasio y una piscina olímpica.

#### Campo de fútbol municipal Rodrigo García Vizoso
Conocido como Grela 1, cambió su nombre en homenaje a Rodrigo García Vizoso. Es un campo de fúlbol con césped artificial desde el año 2015 y capacidad para 1000 espectadores.

#### Hípica
Existen instalaciones para la hípica en la avenida del Metrosidero. Dentro del área metropolitana se encuentra el Centro Hípico Casas Novas que organiza una prueba del Concurso de Saltos Internacional (CSI).

#### Otras instalaciones deportivas
Existen varias instalaciones deportivas de piscinas y gimnasios repartidas por toda la ciudad, los más destacados son: el Club del Mar de San Amaro, La Solana, los complejos deportivos de Elviña, Agra y A Sardiñeira (propiedad de la Junta de Galicia) y el complejo deportivo de San Diego. Así mismo, existen numerosos pabellones polideportivos de titularidad municipal o autonómica: Labañou, Os Rosales, Barrio de las Flores, San Francisco Javier, Sagrada Familia, Novo Mesoiro, Monte Alto, Agra II, Elviña II y Monte das Moas.

### Agua potable
La Empresa Municipal Aguas de La Coruña, EMALCSA, dependiente al 100 % del ayuntamiento, gestiona el ciclo integral del agua en el término municipal de La Coruña y otros municipios colindantes, como Arteijo, Culleredo, Oleiros, Sada, Bergondo, Cambre o Carral. El agua para el abastecimiento proviene del embalse de Cecebre.

### Recogida de residuos urbanos
El ayuntamiento garantiza la eficiencia de este servicio por medio de la concesión a la empresa Cespa de la recogida de residuos. La basura es tratada después en la planta de Nostián.

### Limpieza viaria
Para ello cuenta con un complejo sistema de limpieza viaria que bajo el lema Coruña, Naturalmente alcanza hasta el último rincón de calles, plazas, jardines y parques. Maquinaria de última generación y operaciones manuales de limpieza se combinan con diversos equipos materiales y humanos para lograr este fin.

### Saneamiento
| Tipo de vehículo | Número  |
| ---------------- | ------- |
| Ciclomotores     | 3349    |
| Motocicletas     | 10 056  |
| Turismos         | 111 041 |
| Furgonetas       | 5322    |
| Camionetas       | 7197    |
| Total            | 138 722 |

Inaugurada tras muchos años de retraso, la estación depuradora de aguas residuales (EDAR) situada en Bens abastece el área de habitantes que conforman los municipios de La Coruña, Cambre, Culleredo, Arteijo y Oleiros.
Se trata de una depuradora biológica mediante fangos activos en la modalidad de carga media, con decantación primaria y secundaria lamelar. Cuenta con digestión anaerobia y deshidratación mediante centrífuga. Desinfección mediante radiación U.V.

### Comunicaciones

#### Autopistas, autovías y carreteras
Por tierra, la red de autopistas y autovías de norte a sur la conecta con el resto de España y Portugal, mientras que un conjunto de vías rápidas, que recorre el perímetro de la ciudad y su primer anillo industrial, culmina en la comunicación viaria. La ciudad cuenta con tres arterias de acceso principales:
- La autovía A-6, que a través de la Tercera Ronda conecta la ciudad con Lugo, el resto de la península ibérica y Madrid, y dispone de sucursal en el aeropuerto de Alvedro. La carretera N-VI también conecta la ciudad con el interior de Galicia.
- La autopista AP-9, que tiene dos ramales, uno que va hacia el sur y conecta la ciudad con Santiago, Pontevedra, Vigo y Portugal (mismo itinerario que recorre la N-550), y otro ramal que se desvía en dirección norte y atraviesa las localidades de Miño y Puentedeume para llegar a Ferrol. La autovía accede a la ciudad por la Avenida de Afonso Molina.
- Por la autovía AG-55, dirección Arteijo, Laracha y Carballo.

| Identificador | Itinerario                        | Nota                                                                                        |
| ------------- | --------------------------------- | ------------------------------------------------------------------------------------------- |
| A-6           | Autovía del Noroeste              | Madrid – Collado Villalba/Adanero – Tordesillas – Benavente – Ponferrada – Lugo – Arteijo   |
| AP-9          | Autopista del Atlántico           | La Coruña – Santiago de Compostela – Pontevedra - Vigo - Tuy - A-55 - Portugal/ IP 1        |
| AC-10         | AC-11 con AC-12                   | Av. de Alfonso Molina - Túnel de Eiris - Puerto de Oza                                      |
| AC-11         | Acceso urbano de La Coruña        | Av. de Alfonso Molina - Enlace de N-550 - Puente de Pasaje                                  |
| AC-12         | Acceso urbano de La Coruña en N-6 | Av. de Primo de Rivera - Casablanca - Túnel de Eiris y El Puerto de Oza - Puente del Pasaje |
| AC-14         | Acceso sur de La Coruña desde A-6 | As Lonzas - A Zapateira - Tarrio - A-6                                                      |
| N-6           | Carretera del Noroeste            | Madrid - Medina del Campo - Tordesillas - Benavente - Ponferrada - Lugo - La Coruña         |
| N-550         | Carretera del Atlántico           | La Coruña - Santiago de Compostela - Pontevedra - Vigo - Tuy                                |

Las principales vías de acceso son:

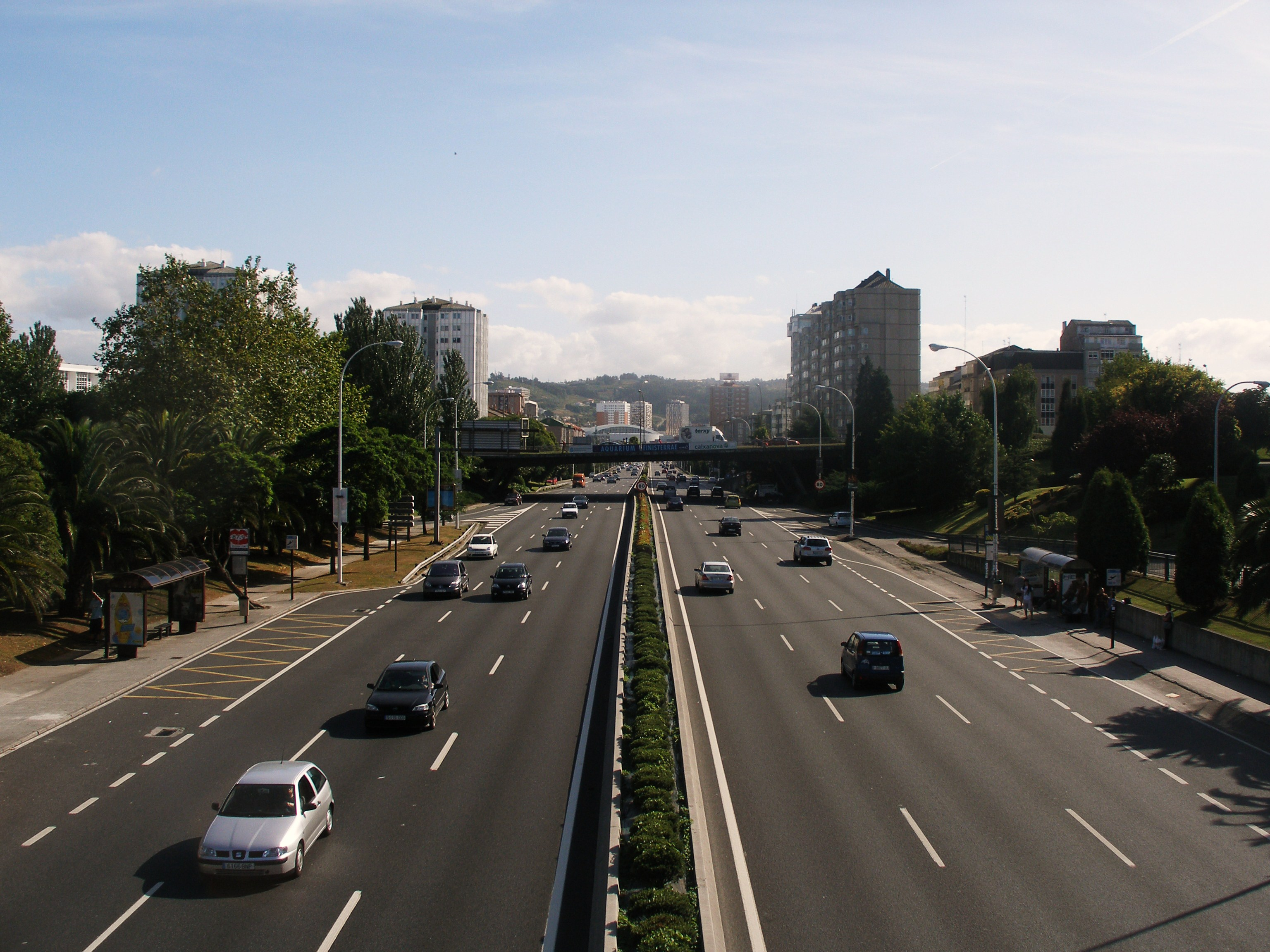
Avenida de Alfonso Molina, la principal arteria de la ciudad. Soporta diariamente 140 000 vehículos

- La avenida de Alfonso Molina, la arteria más transitada de la ciudad, con un tráfico de 140 000 vehículos,[208] es la principal vía de entrada y salida de La Coruña.

- Avenida de A Pasaxe,[209] infrautilizada por los usuarios.
- Ronda Real Club Deportivo de La Coruña:[210] Actualmente, es, de facto, la tercera ronda (de hecho, así se la denomina popularmente) de circunvalación de la ciudad. Las obras comenzaron a mediados de 2006 y actualmente contribuye a conectar la zona de Los Rosales y Riazor-Estadio con los polígonos industriales -Agrela, POCOMACO-, la Zapateira y la Autovía del Noroeste A-6, además de contar con un ramal directo con el aeropuerto de La Coruña. Esta vía descongestiona enormemente la avenida de Alfonso Molina, cuya reducción en circulación está estimada en más de un 40 % tras la puesta en marcha del nuevo vial.

En sentido entrada a la ciudad, gracias al desdoblamiento de la AC-14 a la altura de Novo Mesoiro/POCOMACO, es posible llegar directamente a la zona de Cuatro Caminos y a las instalaciones portuarias (tráfico pesado). Actualmente (enero de 2016) se está ejecutando una obra aún pendiente: una glorieta en la Av. de Salgado Torres, entre el túnel y el nudo de Lonzas, que posibilite la interconexión total entre Cuatro Caminos/centro, Elviña/Alfonso Molina, estación de tren/tonda de Outeiro y AC-14/entrada-salida ciudad.
En el año 2022 la ciudad cuenta con 47,9 kilómetros de carriles bici.

#### Ferrocarriles

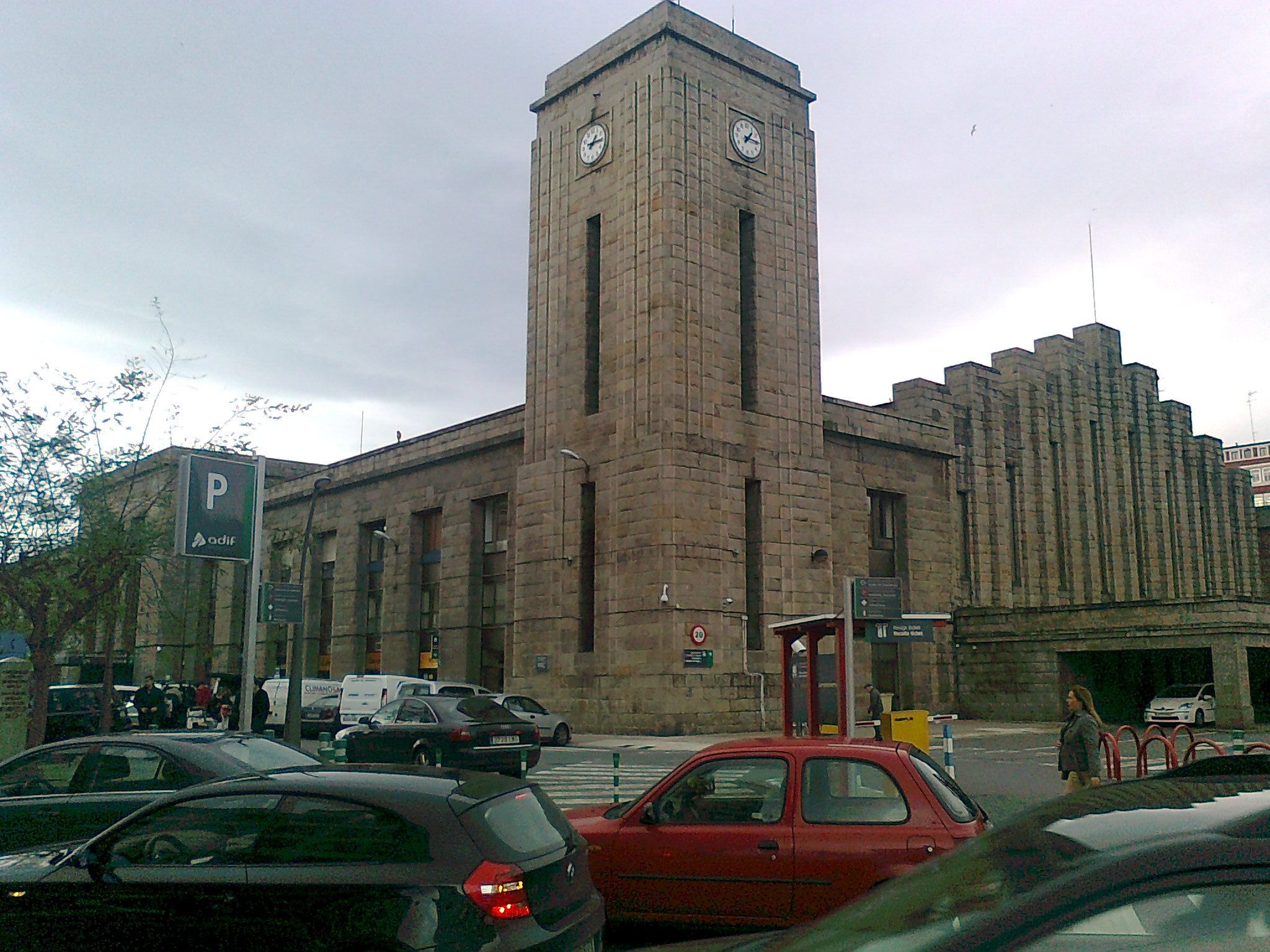
Estación de tren de San Cristóbal, barrio de los Mallos

La Coruña cuenta actualmente con tres estaciones de tren:
- Pasajeros: 
  - La Estación de San Cristóbal, remodelada en 1991 y que cuenta con un servicio de trenes regionales, Renfe Alvia y Avant hacia las principales ciudades gallegas, además de conectar la ciudad con trenes que van hacia Barcelona, Hendaya y Madrid. Este último con trenes ALVIA. Hace unos años la estación sufrió una pequeña remodelación en la disposición de las vías que la preparó para la futura llegada del AVE a la ciudad. Durante 2020 se realizarán las obras de transformación y renovación para convertirse en la futura estación intermodal, con el ya llegado AVE a Orense[212] y con ello los trenes AVE a la ciudad. El 21 de mayo de 2024 llegó el AVE a la ciudad.Adif ha realizado una inversión de 80,6 mill de Euros para la remodelación de la misma.[213] La estación de la ciudad movió en 2005 unos 600 000 viajeros, un récord en su historia.
  - La estación de Elviña-Universidad, apeadero que da servicio a la localidad de Elviña y a su campus de la Universidad de La Coruña.
- Mercancías: la Estación de San Diego da servicio al puerto de la ciudad. Sus principales actividades son la exportación de maderas, hierro, zinc, carbón y contenedores procedentes del puerto.

El ayuntamiento está llevando a cabo el proyecto junto con la Junta de Galicia y los ayuntamientos limítrofes para crear el servicio de Cercanías Renfe de la ciudad, que conectará la ciudad con los principales núcleos de población de la zona.

#### Aeropuerto

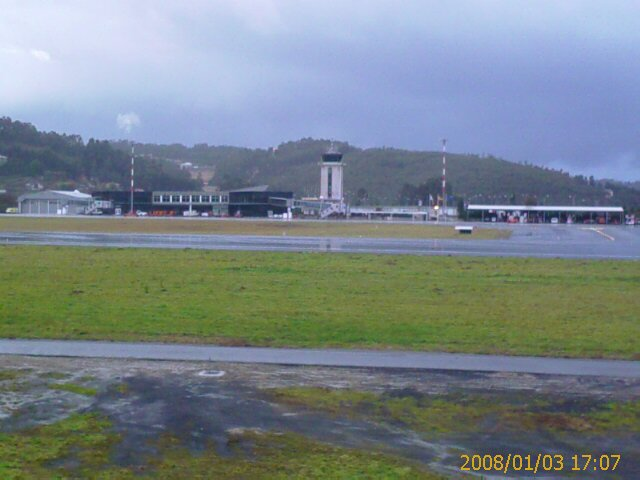
Aeropuerto de La Coruña

La Coruña cuenta con un aeropuerto situado a 9 km de la ciudad en el municipio de Culleredo, conocido como aeropuerto de Alvedro, por su proximidad a la localidad de Alvedro. Cuenta con una pista de 2340 m recientemente ampliada,[¿cuándo?] un moderno sistema antiniebla ILS II/III, el cual entró en servicio a comienzos de 2008. Durante los últimos años ha sido el aeropuerto gallego que más ha crecido, duplicándose el número de pasajeros en tres años y alcanzando durante 2008 los 1 175 000 pasajeros, siendo el segundo aeropuerto de Galicia que mejor ha soportado la crisis aeroportuaria, dando un balance positivo de crecimiento en el período 2004-2008 de un 205 % por número de viajeros.
Actualmente no se han recuperado las cifras prepandemia, dado que Vueling cerró su base, dejó de operar la ruta con París-Orly y redujo frecuencias con Barcelona. Ahora, Alvedro cuenta con vuelos regulares a ciertas ciudades peninsulares (Madrid, Barcelona, Bilbao, Málaga y Valencia), un destino regular a Canarias (Gran Canaria) y uno estacional a Menorca. En el ámbito internacional, está conectado con 4 vuelos semanales a Londres, 2 a Ginebra y 2 a Milán. En el pasado, también se han operado desde el aeropuerto de La Coruña enlaces regulares con Ámsterdam, Lisboa y París. Actualmente se trabaja en reforzar los vuelos nacionales, incorporando nuevas rutas y frecuencias, y se busca activamente el acceso a un hub europeo.

#### Autobuses interurbanos
La Coruña cuenta con una estación de autobuses en pleno centro comercial de la ciudad, fue construida en 1989 y actualmente da servicio a más de 6 millones de pasajeros anualmente (17 000 diarios). La estación se encarga del transporte metropolitano, nacional e internacional, con conexiones no superiores a la media hora con los grandes núcleos de población del área metropolitana, más de seis servicios diarios a las grandes ciudades de la provincia y Finisterre, conexiones diarias con ciudades gallegas y las grandes ciudades españolas y conexiones semanales con Ginebra, París, Lisboa, Roma y Múnich.

#### Autobuses urbanos
También cuenta con la red de autobuses locales más tupida de España. La red está compuesta por 24 líneas, explotadas todas ellas por la Compañía de Tranvías de La Coruña.
| Bus urbano | |
| Línea      | Recorrido |
| 1          | Hospital Abente y Lago Plaza de Pablo Iglesias                                                                           |
| 1A         | Hospital Abente y Lago Santa Cristina, Glorieta                                                                          |
| 2          | Hospital Abente y Lago Los Castros                                                                                       |
| 2A         | Hospital Abente y Lago Hospital de Oza - As Xubias                                                                       |
| 2          | San Pedro de Visma, Iglesia Adormideras, Mercado                                                                         |
| 3A         | San Pedro de Visma, Iglesia Adormideras, Mercado                                                                         |
| 4          | Hércules, Mercado - Barrio de las Flores (Camilo J. Cela, Bloque 56)                                                     |
| 5          | Adormideras, Mercado CC Espacio Coruña                                                                                   |
| 6          | Hércules, Mercado Meicende /Nostián                                                                                      |
| 6A         | Hércules, Mercado Bens                                                                                                   |
| 7          | Hércules, Mercado Ventorrillo (Ambulatorio)                                                                              |
| 11         | Las Lagoas Área Comercial Marineda City                                                                                  |
| 12         | Los Rosales (Emilio Glez.López) CHUAC - Materno                                                                          |
| 12A        | Plaza del Conservatorio CHUAC - Materno                                                                                  |
| 14         | Los Rosales (Emilio Glez.López) Plaza de Pablo Iglesias                                                                  |
| 17         | Hércules, Mercado CHUAC - Materno                                                                                        |
| 20         | Pza. de Pontevedra, Juan Flórez 10 Pasaje, Eirís                                                                         |
| 21         | Pza. de Pontevedra, Juana de Vega Novo Mesoiro                                                                           |
| 22         | Pza. de Pontevedra, Juan Flórez 10 Pasaje, Santa Gema                                                                    |
| 23         | Hospital Abente y Lago Urbanización Breogán                                                                              |
| 23A        | Hospital Abente y Lago Urbanización Breogán, Luis Iglesias                                                               |
| 24         | Plaza de Pontevedra Urbanización Ó Carón                                                                                 |
| UDC        | (Línea UDC Universidad) Plaza de Pontevedra / San Pedro de Mezonzo - Campus de Elviña - Campus de A Zapateira, Filología |
| BUH        | (BÚHO servicio nocturno) Obelisco > Los Castros > Obelisco                                                               |

#### Tranvía (actualmente anulado)

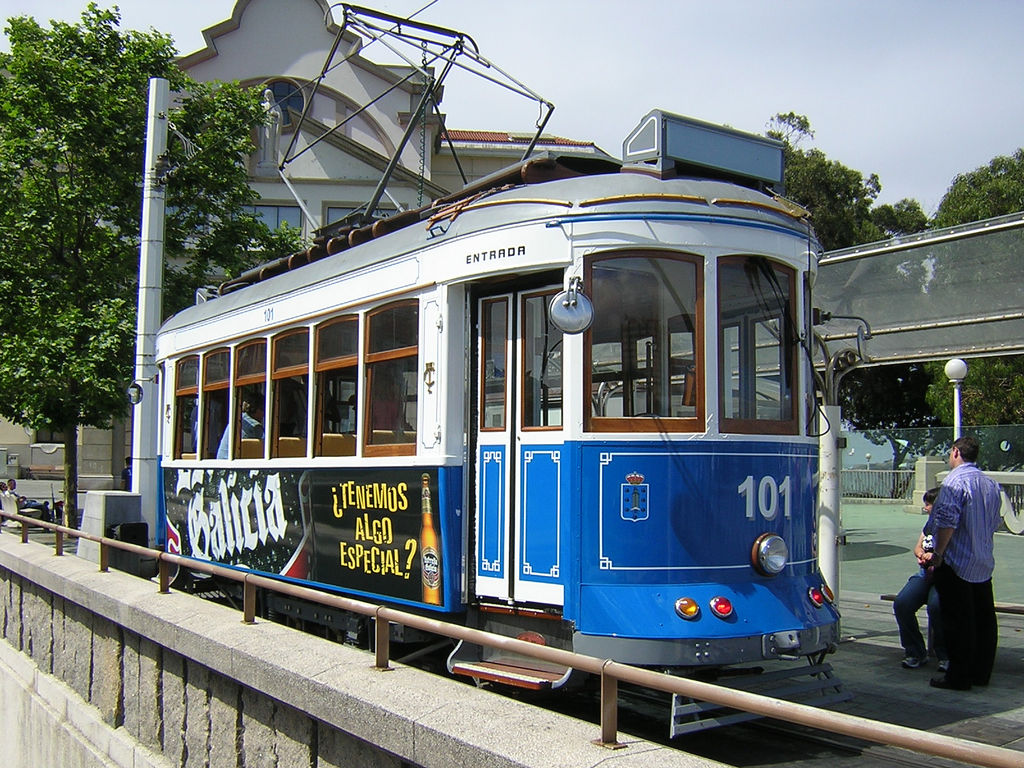
Tranvía en Riazor

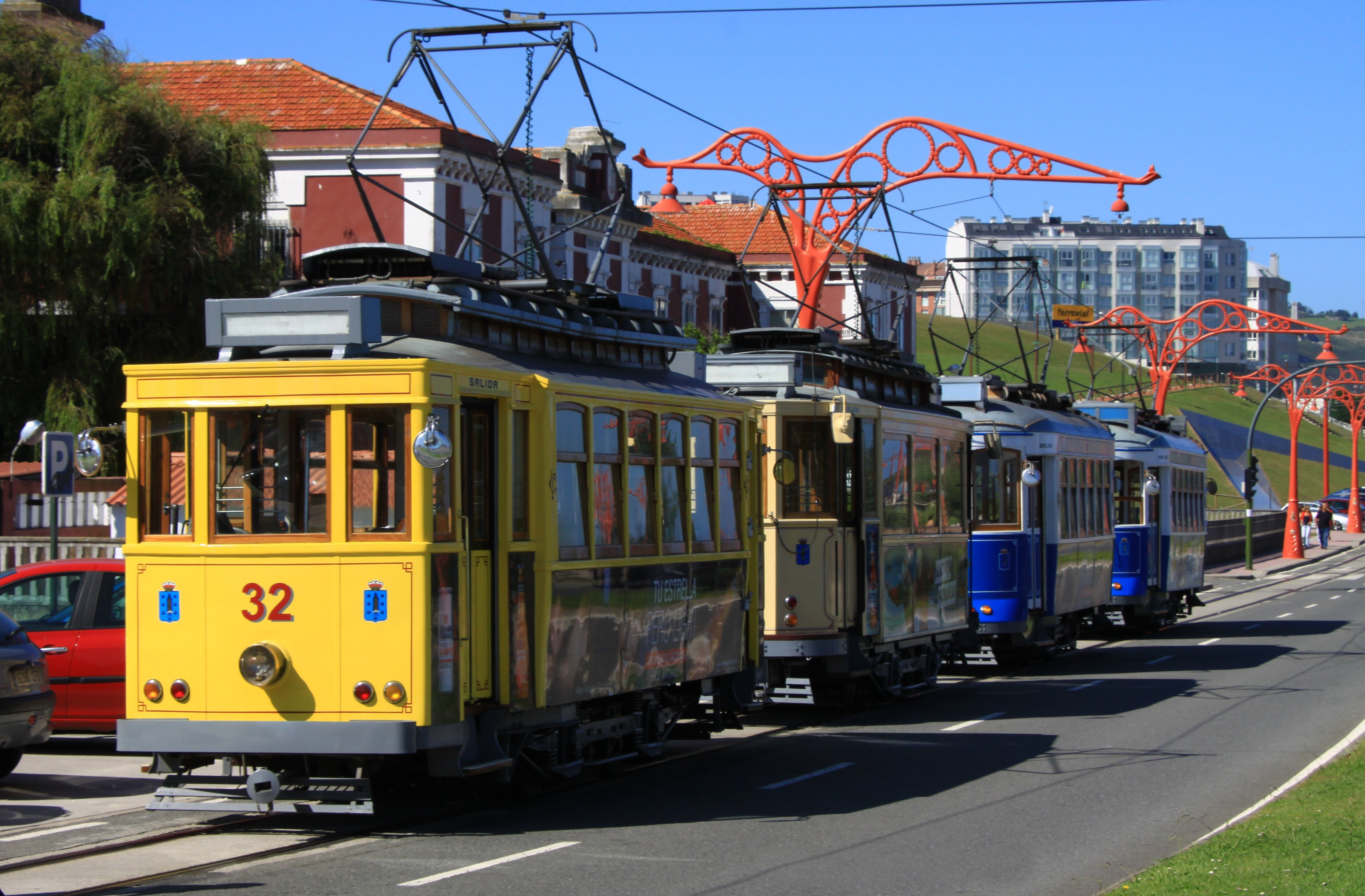
Tranvías en el paseo marítimo

El proyecto para resucitar este medio de transporte comenzó su andadura en 1990 ligado al desarrollo del paseo marítimo. A mediados de la década, en diciembre de 1995, se inició la colocación de las vías en el dique de abrigo. Poco después, el pleno del ayuntamiento aprobaba el proyecto de electrificación de la línea y la construcción de las cocheras y la subestación eléctrica en As Lagoas.
| Tranvía | |
| Línea   | Recorrido |
|         | Puerta Real/Parrote <-> Castillo de San Antón <-> Maestranza <-> San Amaro/Adormideras <-> Torre de Hércules <-> Casa de los Peces <-> Domus <-> Playa del Orzán <-> Delegación de Hacienda <-> Riazor (Las Esclavas) |

El 10 de mayo de 1997, se inaugura la línea de tranvía turístico de La Coruña, que llegaría a recorrer aproximadamente doce kilómetros a lo largo del paseo marítimo de la ciudad. En un inicio fue concebido como el comienzo de una red de metro ligero, incluso trenes modernos de este tipo recorrieron en pruebas las calles, pero finalmente no llegó a materializarse.
El trazado se iría ampliando progresivamente por tramos, hasta llegar finalmente a su mayor longitud, entre Las Esclavas (Riazor) y el Parrote, cerca de Puerta Real (mucho antes de las inmensas obras realizadas en la zona).
El tranvía realizaba ese trayecto que iba desde Puerta Real hasta Riazor por el paseo marítimo. En 2011, después del descarrilamiento de una máquina, el alcalde Carlos Negreira decidió paralizar el servicio. En 2013 se adjudicaron variadas obras de reparación sobre la infraestructura debido al mal estado de mantenimiento. Debido al déficit continuado que generaba en las arcas municipales, ni el gobierno municipal en ese momento del PP ni el posterior de Marea Atlántica optaron por reactivar el servicio, al ser una infraestructura turística que no cumplió sus objetivos de sostenibilidad y en un contexto de ajustes presupuestarios muy duros en áreas esenciales, especialmente intensos desde el principio de la crisis económica iniciada en 2008.

#### Bicicoruña
Desde el año 2009 la ciudad de La Coruña dispone de un sistema de préstamo de bicicletas llamado Bicicoruña. Este sistema está promovido por la empresa pública EMVSA y por el Ayuntamiento de La Coruña. Se puede utilizar con la tarjeta Millenium. Además hay varias estaciones con bases de anclaje dispersadas por diferentes zonas de la ciudad.
|          | 2009 | 2010 | 2011 | 2012 | 2013 | 2014 | 2015 | 2016 | 2017 | 2018 | 2019 | 2020 | 2021 | 2022 | 2023         |
| -------- | ---- | ---- | ---- | ---- | ---- | ---- | ---- | ---- | ---- | ---- | ---- | ---- | ---- | ---- | ------------ |
| Usuarios | 2273 | 1862 | 2741 | 2869 | 2677 | 2996 | 3177 | 2962 | 3180 | 3337 | 3326 | 2650 | 3025 | 7589 | 13 669       |
| Viajes   |      |      |      |      |      |      |      |      |      |      |      |      |      |      | 1.2 millones |

## Ciudades hermanadas
- Cádiz, España
- Recife, Brasil[226]
- Brest, Francia[226]
- Mariglianella, Italia[226]
- Mar del Plata, Argentina[227]
- Limerick, Irlanda
- Caracas, Venezuela

Las similitudes entre Cádiz y La Coruña son muchas y van desde los comienzos de la civilización hasta nuestros días. Mitológicamente, ambas fueron fundadas por Hércules. Las dos fueron colonizadas por Roma, están situadas en una península, dan al Atlántico y son defendidas por un castillo, que en ambos casos está en una pequeña isla apenas apartada de la ciudad (el de San Antón en el caso coruñés y el de San Sebastián en la ciudad andaluza). Fueron desde el siglo XIX dos grandes bastiones del liberalismo y más tarde del republicanismo español de la época. Ambas fueron asistentes a dos grandes batallas de las guerras napoleónicas, Cádiz con la batalla de Trafalgar (1805) y La Coruña con la batalla de Elviña (1808), en las que fueron derrotadas las fuerzas españolas y aliadas. Asimismo, comparten a la Virgen del Rosario como patrona.